# モダニズム建築
モダニズム建築（モダニズムけんちく、英: Modern Architecture）または近代建築（きんだいけんちく）は、機能的、合理的な造形理念に基づく建築である。産業革命以降の工業化社会を背景として19世紀末から新しい建築を求めるさまざまな試行錯誤が各国で行われ、1920年代に機能主義、合理主義の建築として成立した。19世紀以前の様式建築（歴史的な意匠）を否定し、工業生産による材料（鉄・コンクリート、ガラス）を用いて、それらの材料に特有の構造、表現をもつ。
20世紀の建築と都市計画に影響を与えた建築家は、ル・コルビュジエ、ルートヴィヒ・ミース・ファン・デル・ローエ、ヴァルター・グロピウス、フランク・ロイド・ライト、アルヴァ・アアルトなどである。
代表的な作品は、グロピウスのバウハウス校舎（1926年）、ミース・ファン・デル・ローエのバルセロナ・パビリオン（1929年）、ル・コルビュジエのサヴォア邸（1931年）などである。

## モダニズム建築

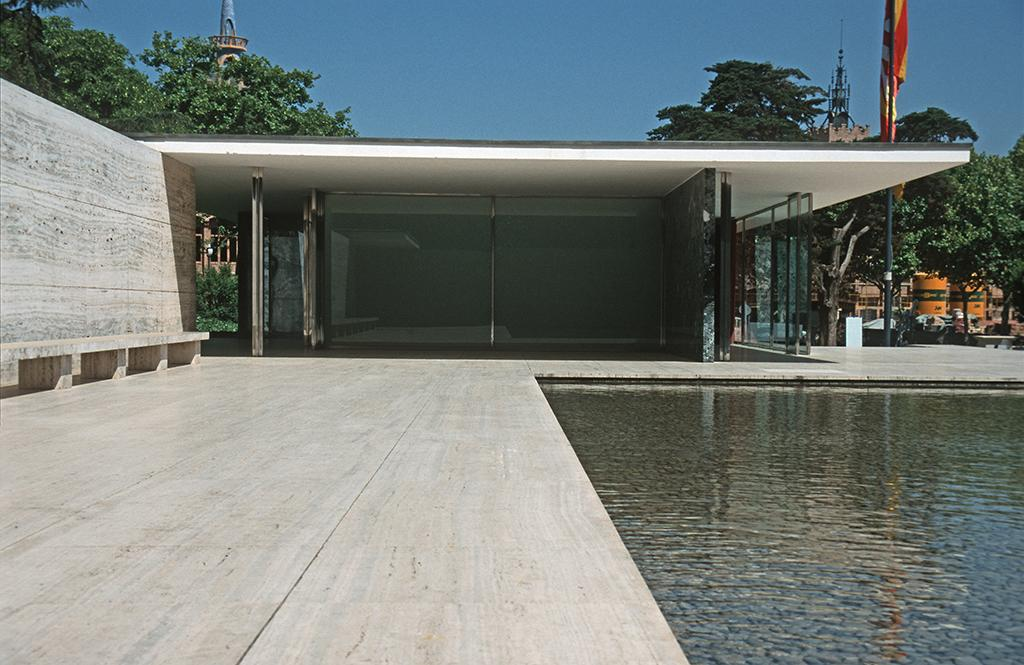
ミース・ファン・デル・ローエのバルセロナ・パビリオン（再現。オリジナルは1929年に建てられた）

アーツ・アンド・クラフツに影響を受けたドイツ工作連盟の活動と、芸術学校バウハウスの開設がモダニズム建築の展開のうえで大きな推進力になった。ドイツ工作連盟によって産業と芸術の統一が意図され、ペーター・ベーレンスのAEGタービン工場（1910年）が新しい建築のあり方を提示した。ベーレンスの元で学んだヴァルター・グロピウスは、バウハウス（1919年）の教育において建築を中心にした総合芸術を目指した。グロピウスはロシア構成主義やオランダのデ・ステイルの合理主義・機能主義からも影響を受けた。1925年にはバウハウス叢書として『国際建築』（Internationale Architektur）が刊行された。
1927年の国際連盟コンペでは入選9案のうちにル・コルビュジエの計画案を含まれていたが、審査員の中の保守派達（ボザール流の旧式な建築家）はル・コルビュジエ案は規約違反であるとして排斥し、保守派と近代建築運動側の対立が表面化した。これをきっかけに翌年CIAM（Congrès International d'Architecture Moderne、シアム、近代建築国際会議）が開催され、グロピウス、ミース・ファン・デル・ローエ、ル・コルビュジエら24人の建築家が参加した（CIAMは1956年まで各国で開催された）。CIAMを中心にした建築家たちの主張と実践により、新しい建築の理念が確立され、これらの動向は各国に急速に浸透し、機能的・合理的で装飾のない建築が国境を超えていった。
1932年には、ニューヨーク近代美術館（MOMA）でフィリップ・ジョンソンとヘンリー・ヒッチコックの企画によりCIAMの建築家らの作品を紹介した「近代建築展」が開催された。同展の図録『インターナショナル・スタイル』も大きな影響を及ぼし、インターナショナル・スタイル（国際様式）建築という呼び方も一般的になった。
これらの1920年代をピークとする建築運動を近代建築運動（Modern Movements in Architecture）という。近年は機能主義建築、合理主義建築、あるいはインターナショナル・スタイル建築として主張されてきたこれらの動向を総合してモダニズム建築と呼ぶことが多い。

### 特徴
ル・コルビュジエは、「新しい建築の5つの要点（いわゆる近代建築の五原則）」としてピロティ、屋上庭園、自由な平面、水平連続窓、自由な立面を挙げたが、これらは鉄筋コンクリート造や鉄骨造という新しい技術によって、石造・煉瓦造が持っていた制約から自由になったことで可能になったものである。モダニズム建築の多くは装飾のない直線的構成を持つ立方体を特徴とし、「豆腐のような」「白い箱」と揶揄される。機能的・合理的で、地域性や民族性を超えた普遍的なデザインとされた。
またモダニズムの建築家は都市改造、社会改革にも深い関心を持ち、ドイツのジードルング（公営集合住宅）建設や、都市問題解決のための提言（例：ル・コルビュジエのパリ改造計画=輝く都市やCIAMのアテネ憲章）などの活動を行った。
しかし20世紀半ばになると、装飾のない建物が一般的になり、近代建築運動は次第に革新性を失っていった。（CIAMの崩壊=1956年が一つの指標になるだろう）
1954年、ジークフリート・ギーディオンが新地方主義の構想を発表した。モダニズム建築がアジア・アフリカ各国にも普及するに従い、風土への適用が課題となったものである。ル・コルビュジエのチャンディーガルも新地方主義の実践の一つといわれる。

### 成立の背景

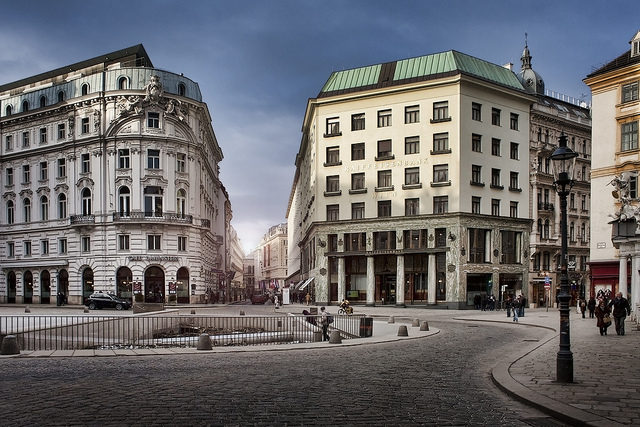
ウィーンのミヒャエル広場。向かって右の建物がアドルフ・ロースによる通称「ロースハウス」（1910年建設）

近世以降のヨーロッパでは、古代ギリシア・ローマ建築に起源を持ち、ルネサンス建築で復興された建築様式が長く主流とされてきた。建築家は過去の歴史的様式を深く理解し、芸術的な作品を造ることが求められてきた。しかし、鉄・コンクリートといった新しい素材が使われるようになり、また社会生活も多様となって建築に対する様々な要求が起こってくると、過去の様式を桎梏として、そこから離脱しようという試みが行われるようになってきた。
建築、工芸におけるモダンデザインの起源は、19世紀イギリスのウィリアム・モリスによるアーツ・アンド・クラフツ運動に置かれることが多い。産業革命の先進国イギリスでは機械による大量生産が進み、安価であるが低俗なデザインの製品があふれていた。モリスはこうした状況を批判し、中世の職人が手仕事で作り出した工芸品に憧れ、生活と芸術の統一を主張した。モリスの邸宅としてフィリップ・ウェッブが設計した「赤い家」（レッド・ハウス、1860年）は煉瓦造で中世風の外観を持つ。一見、過去への回顧的な装いであるが、素材とデザインを統一させた中に美を表現しようとする合理的、革新的な要素を持っていた。モリスが始めたアーツ・アンド・クラフツ運動は各国に大きな影響を与えた。
フランスではアール・ヌーヴォーの建築が過去の装飾を否定し、植物からモチーフを取った曲線的、自由なデザインを用いた。
ドイツのユーゲント・シュティール、オーストリアのゼツェッシオン（ウィーン分離派）なども、国や作家の個性により多様ではあるが、歴史主義から離れた自由な装飾を用いている点で同様の傾向を示している。
ウィーン分離派の中心人物オットー・ワーグナーは「芸術はただ必要によってのみ支配される」として、機能性、合理性を重視した近代建築の理念を表現した。その影響を受けたアドルフ・ロースはさらに「装飾は犯罪である」と宣言し、装飾そのものを否定した。建築は用途や素材に従って設計するべきであり、装飾を付けるのは原始人の刺青のようなもので、文化の程度が低いことを示すものだという主張は大きな反響を呼んだ。
また、アメリカのフランク・ロイド・ライトの作品（例：ロビー邸、1909年）は間仕切りのない流れるような空間構成によってモダニスムの建築家に影響を与えた。

### 新技術の導入
技術的には、鉄骨造や鉄筋コンクリート造の普及、大量生産が可能になった板ガラスがモダニズム建築の前提条件となった。鉄骨造の構造物としては、鉄橋、駅舎、博覧会施設（クリスタルパレス、エッフェル塔）などが先駆となって、後に高層ビルの建設にも適用された（特にアメリカでシカゴ大火の復興に際して高層ビルの建設が相次いだ）。当初、鉄筋コンクリートは石材の代用品とみなされていたが、やがてオーギュスト・ペレなどの実践によってコンクリート特有の造形表現が知られるようになった。

### 新技術による作品例

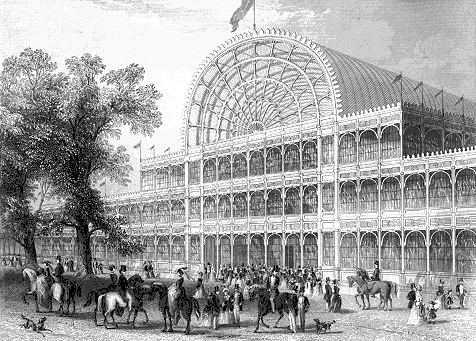
水晶宮（クリスタル・パレス。ロンドン ハイド・パーク、1851年）。鋳鉄製のフレームでサポートされているキャスト板ガラス窓を持っている最初の建物の一つ
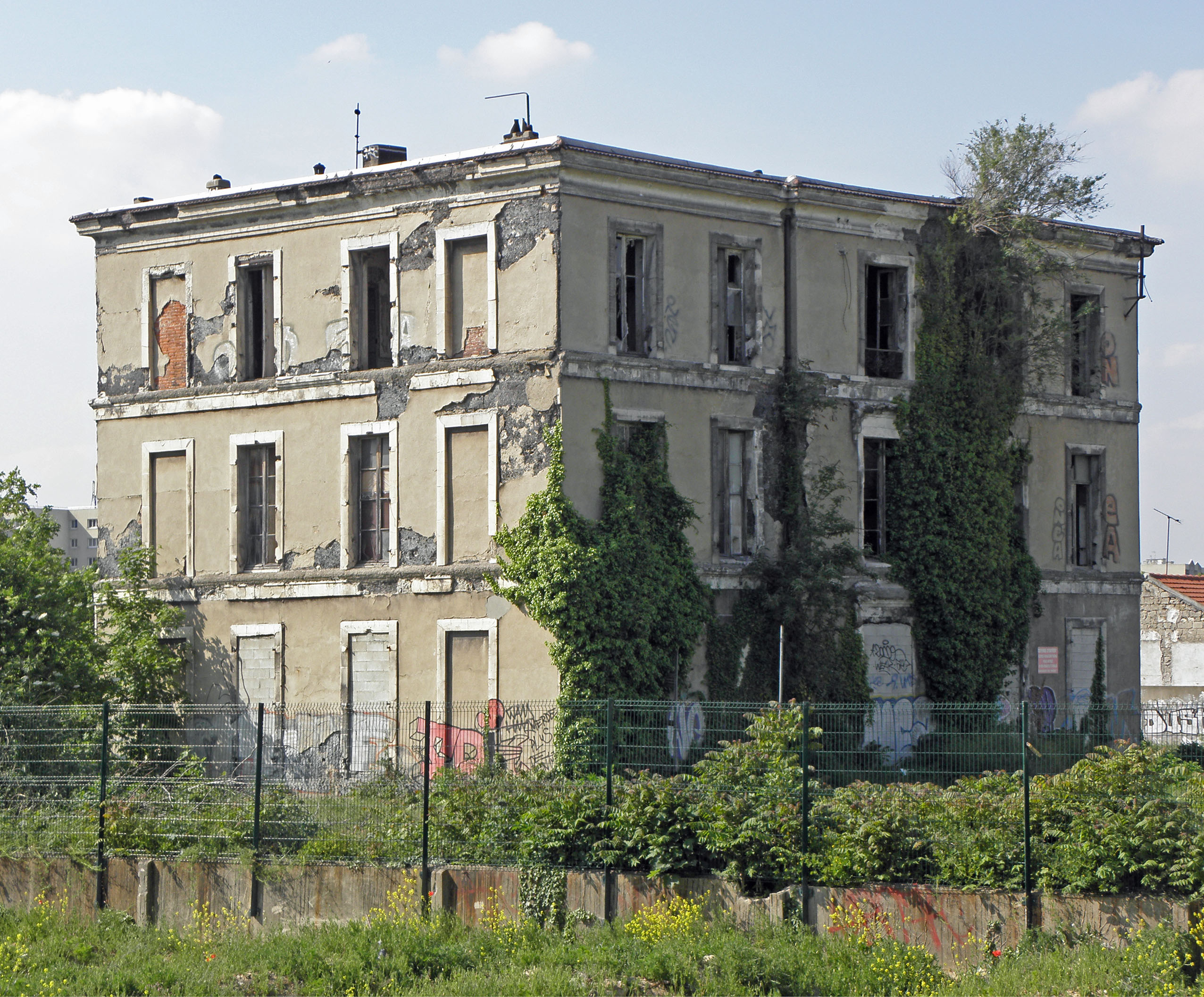
フランソワ・コワニェ（fr, en）によって設計された鉄筋コンクリート造の最初の家（パリ近郊サンドニ、1853年）
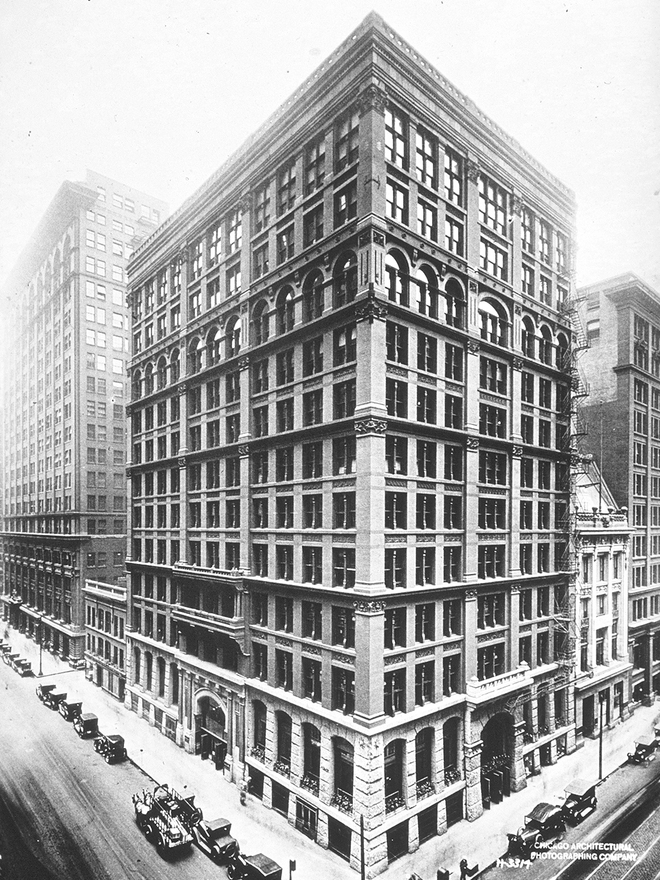
ウィリアム・ル・バロン・ジェニー作、住宅保険ビル（シカゴ、1884年）
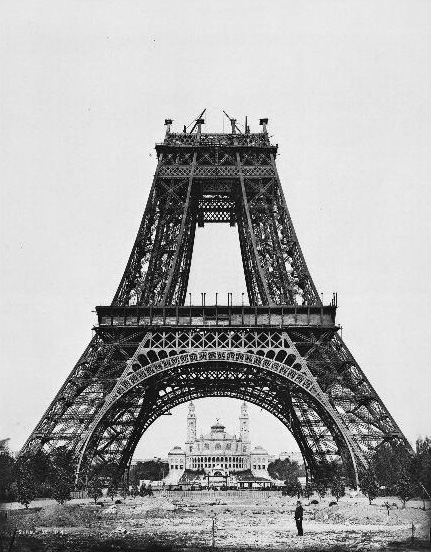
建設中のエッフェル塔（パリ7区、1887年 - 1889年8月）

## モダニズム建築の代表作品

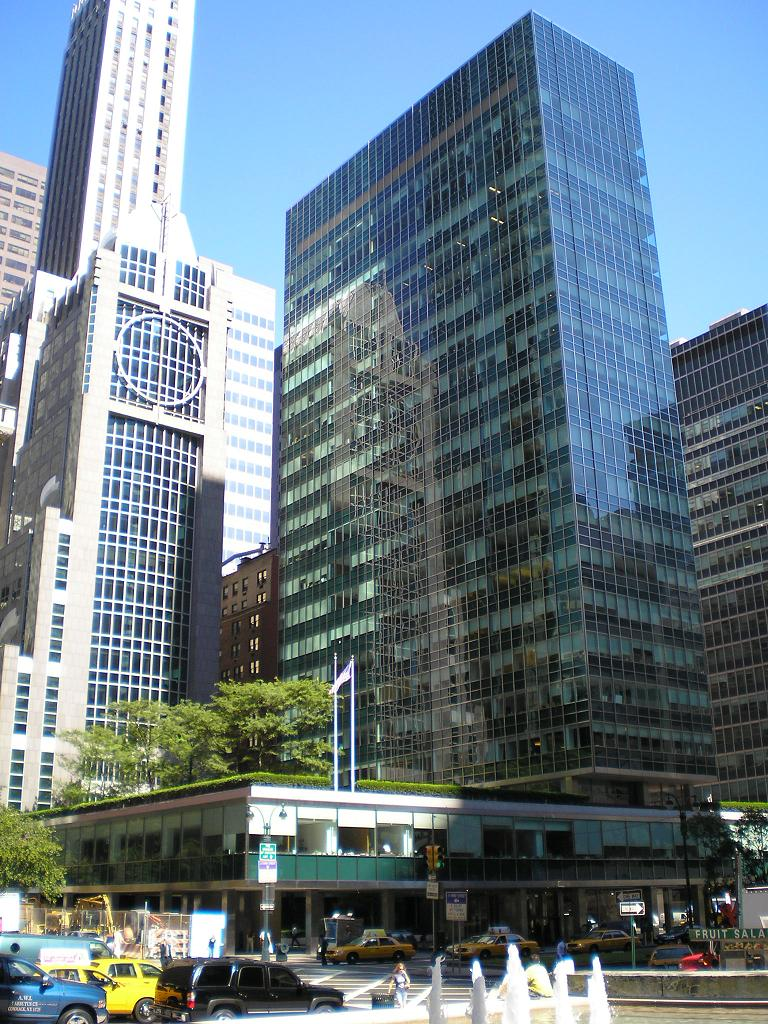
リーバ・ハウス

| 建造物名                           | 設計者                       | 年        | 所在地             | 備考                             |
| ---------------------------------- | ---------------------------- | --------- | ------------------ | -------------------------------- |
| フランクリン街のアパート           | オーギュスト・ペレ           | 1903年    | フランス, パリ16区 | 鉄筋コンクリートによる先駆的作品 |
| AEGタービン工場                    | ペーター・ベーレンス         | 1910年    | ドイツ             |                                  |
| シュレーダー邸                     | ヘリット・リートフェルト     | 1924年    | オランダ           |                                  |
| バウハウス校舎                     | ヴァルター・グロピウス       | 1926年    | ドイツ             |                                  |
| バルセロナ・パビリオン             | ミース・ファン・デル・ローエ | 1930年    | スペイン           |                                  |
| サヴォア邸                         | ル・コルビュジエ             | 1931年    | フランス           |                                  |
| ユニテ・ダビタシオン               | ル・コルビュジエ             | 1952年    | フランス           |                                  |
| 国連本部ビル                       | オスカー・ニーマイヤーほか   | 1952年    | アメリカ           |                                  |
| リーバ・ハウス                     | SOM                          | 1952年    | アメリカ           |                                  |
| シーグラム・ビルディング           | ミース・ファン・デル・ローエ | 1958年    | アメリカ           |                                  |
| ブラジリアの都市計画・建築群       | オスカー・ニーマイヤー       | 1956-60年 | アメリカ           |                                  |
| イスラエル・テルアビブの「白い街」 |                              |           | イスラエル         |                                  |

Category:モダニズム建築の世界遺産も参照。

## ギャラリー

### ヨーロッパにおける初期モダニズム建築（1890年代-1914）

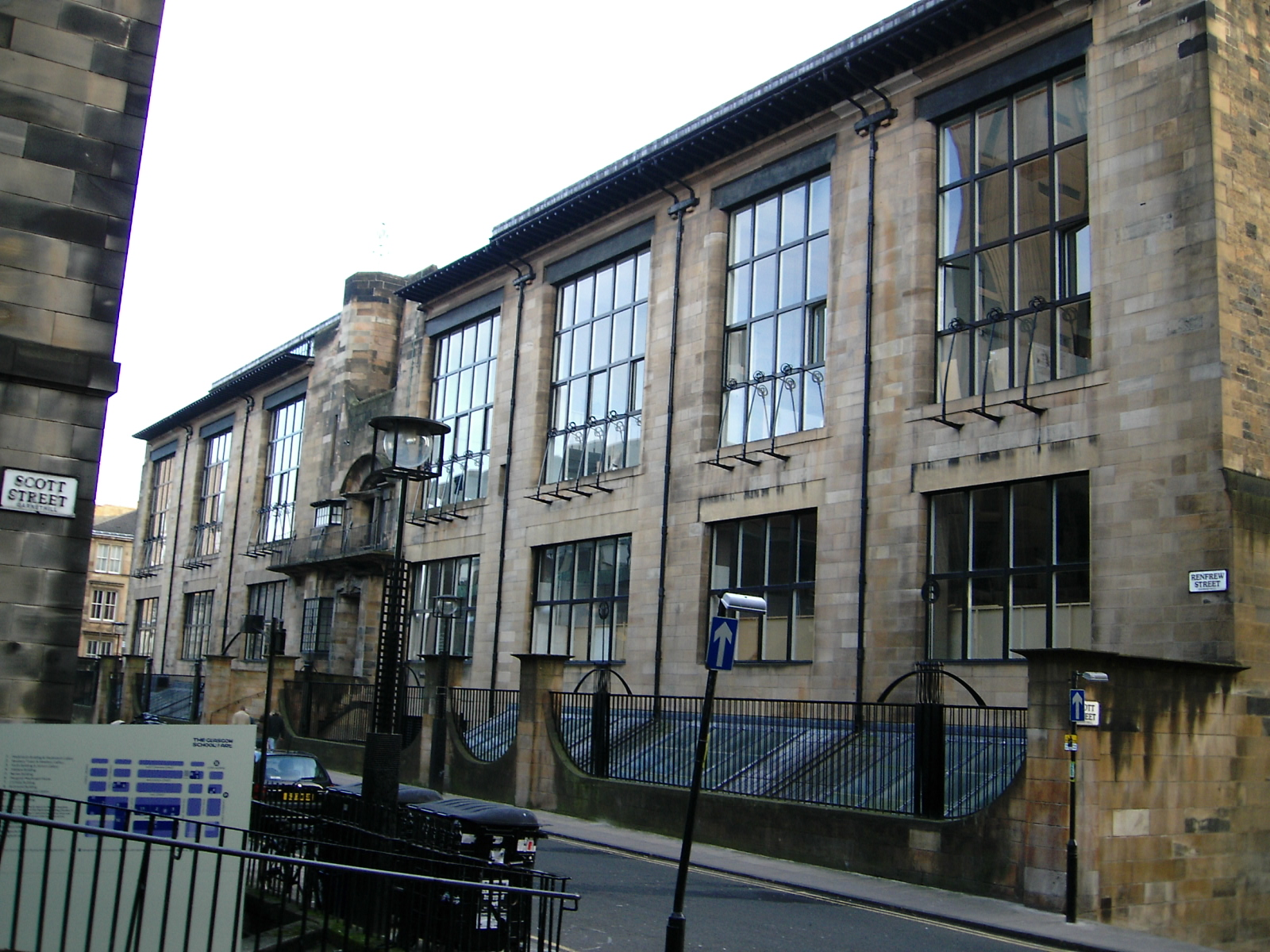
グラスゴー美術学校（1896–99） / チャールズ・レニー・マッキントッシュ設計
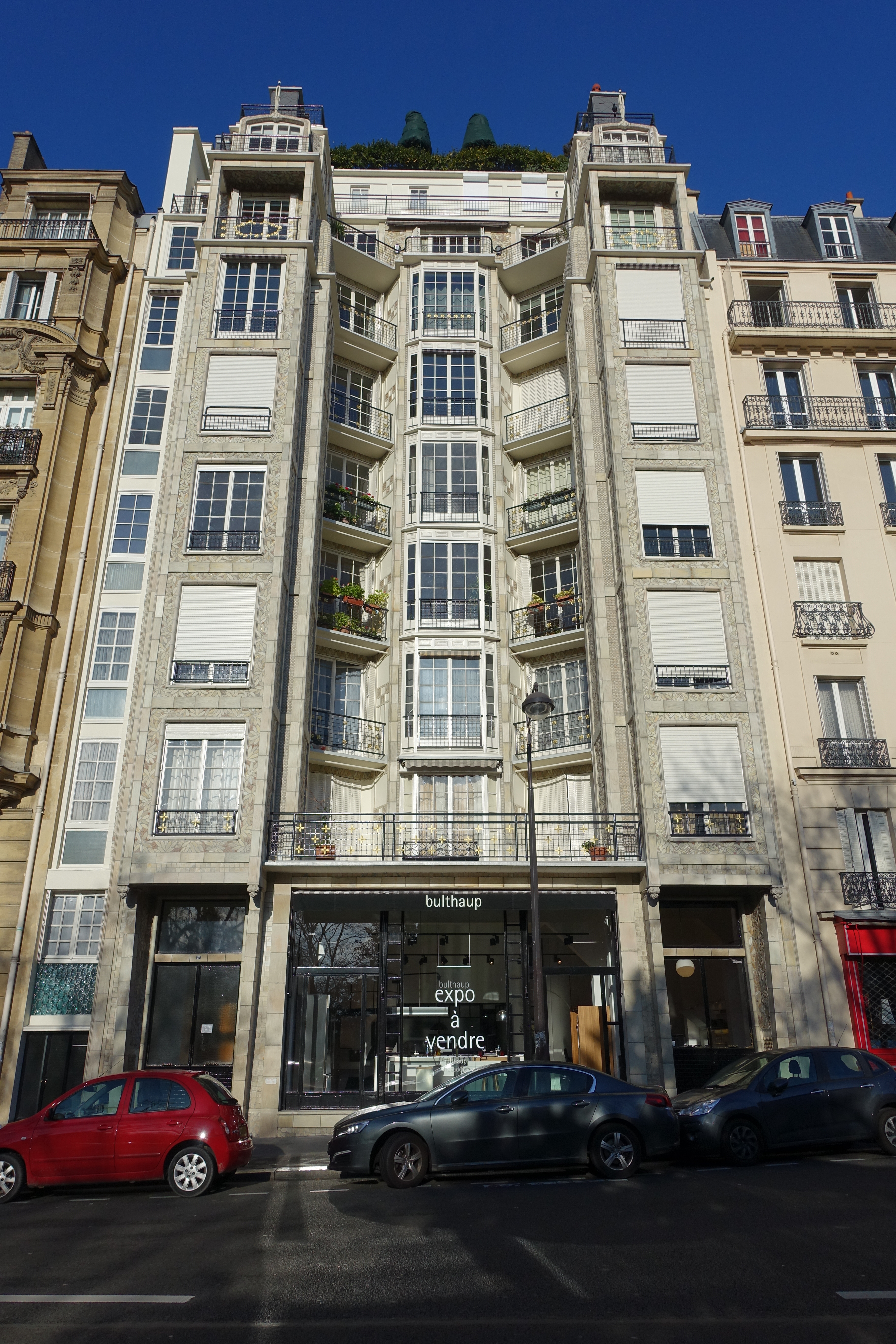
フランクリン街のアパート（1903） / オーギュスト・ペレ設計
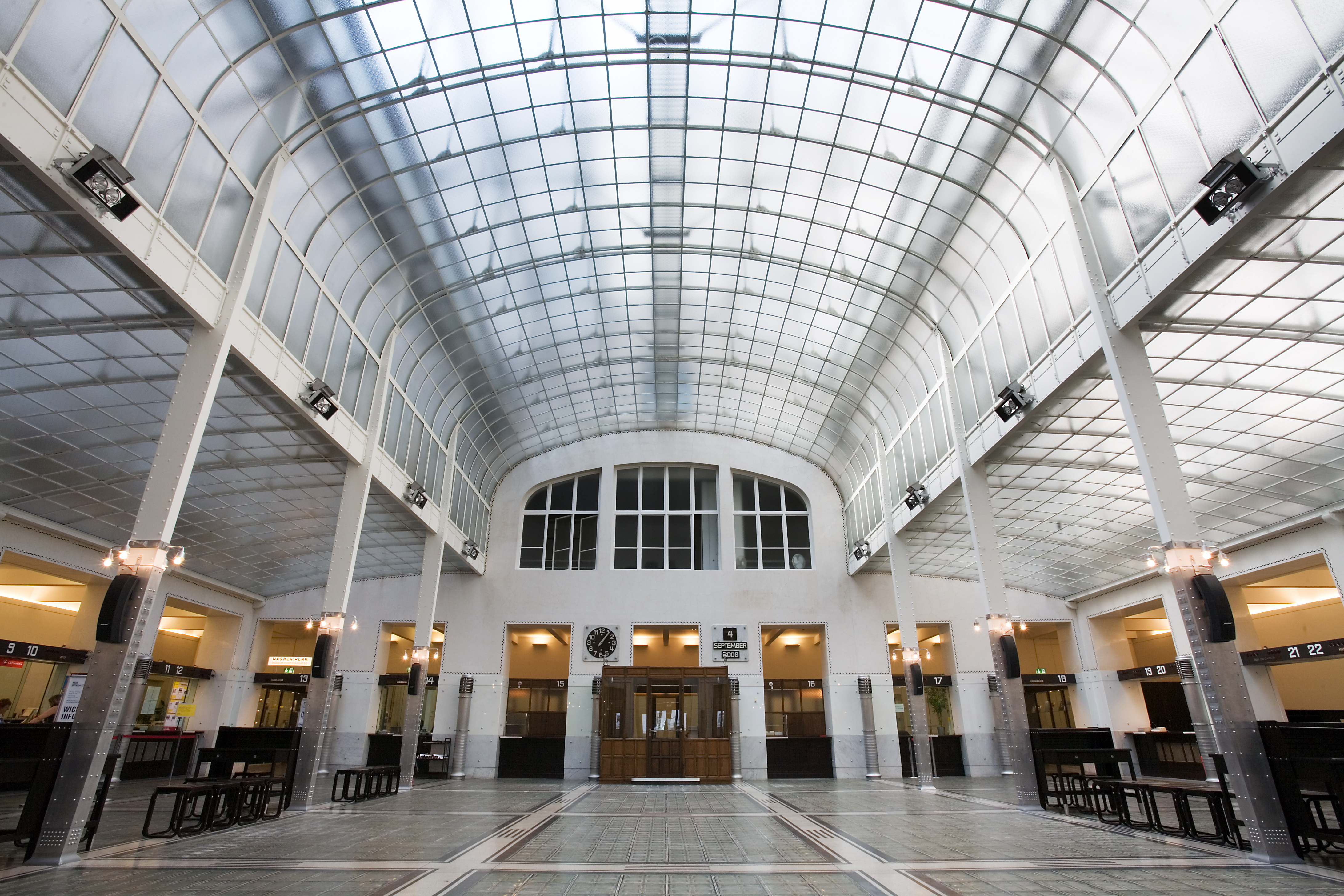
ウィーン郵便貯金局（1904-1906） / オットー・ワーグナー設計
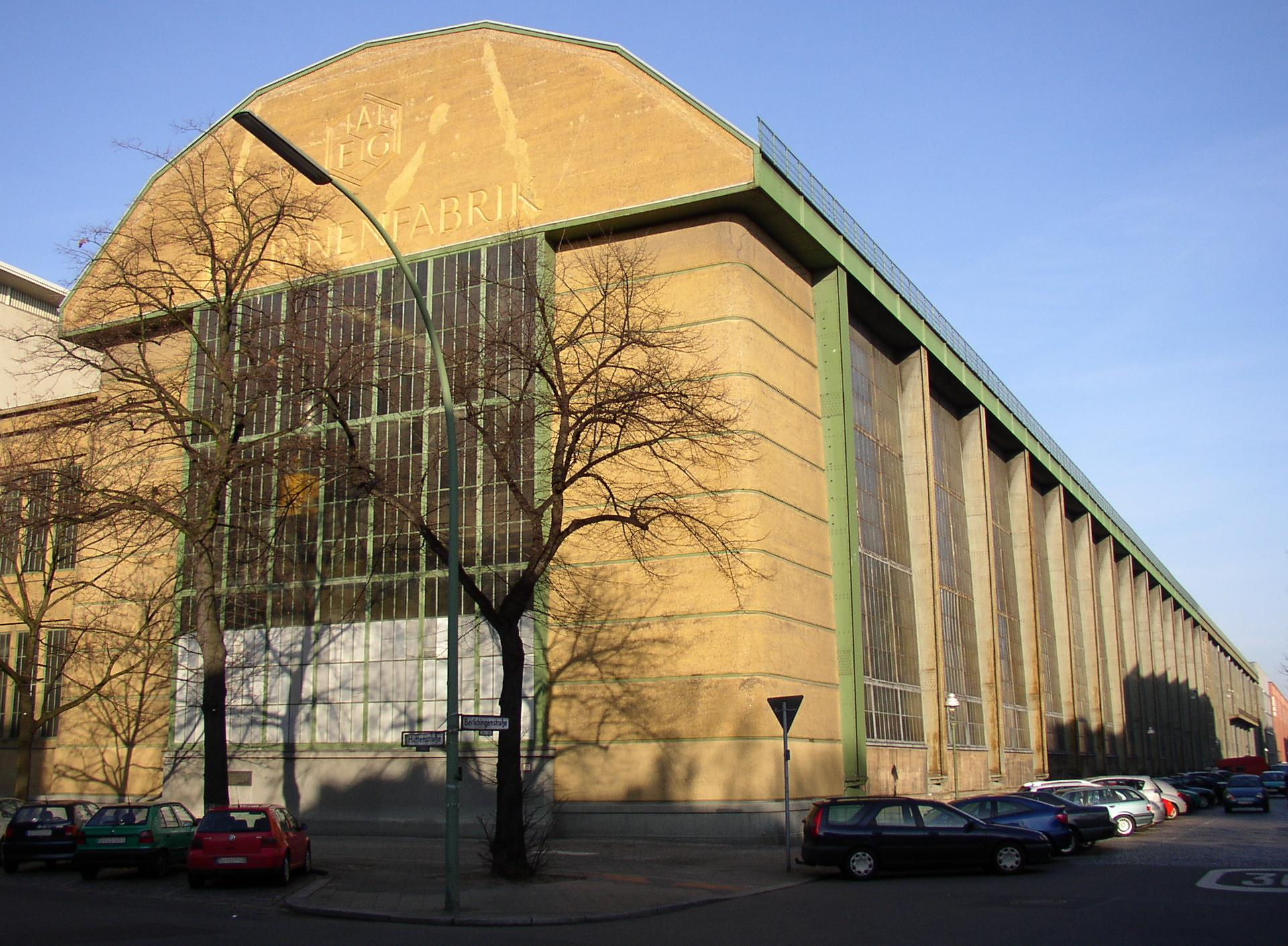
AEGタービン工場（1909） / ペーター・ベーレンス設計
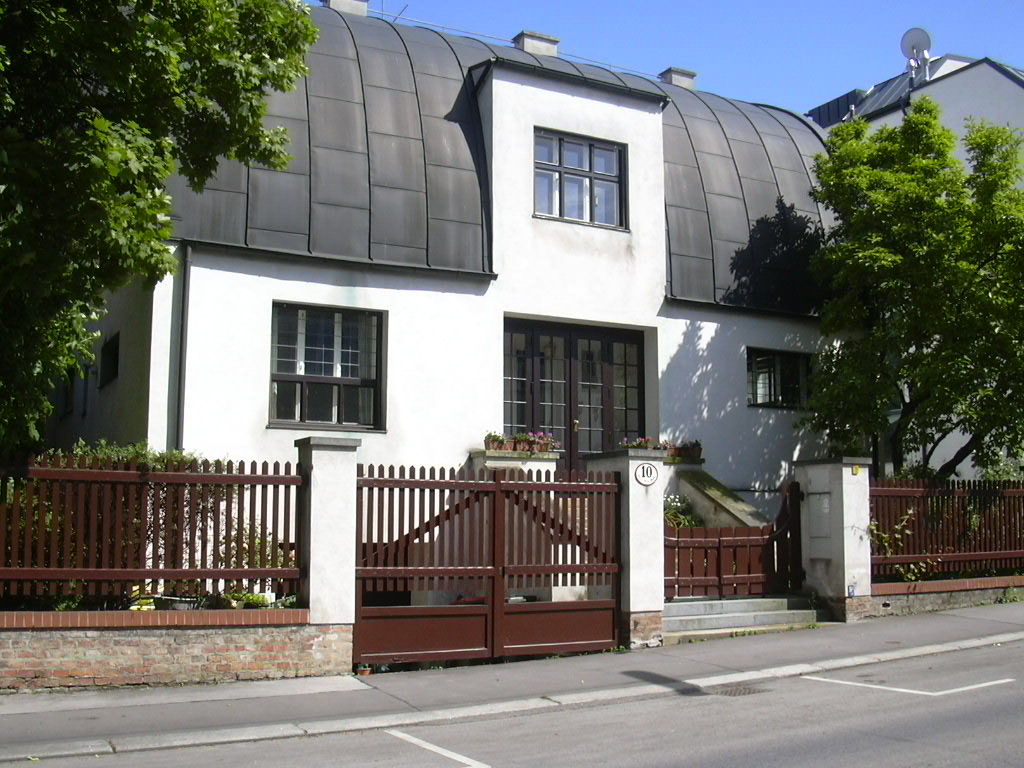
ウィーンのシュタイナー・ハウス （1910） / アドルフ・ロース設計
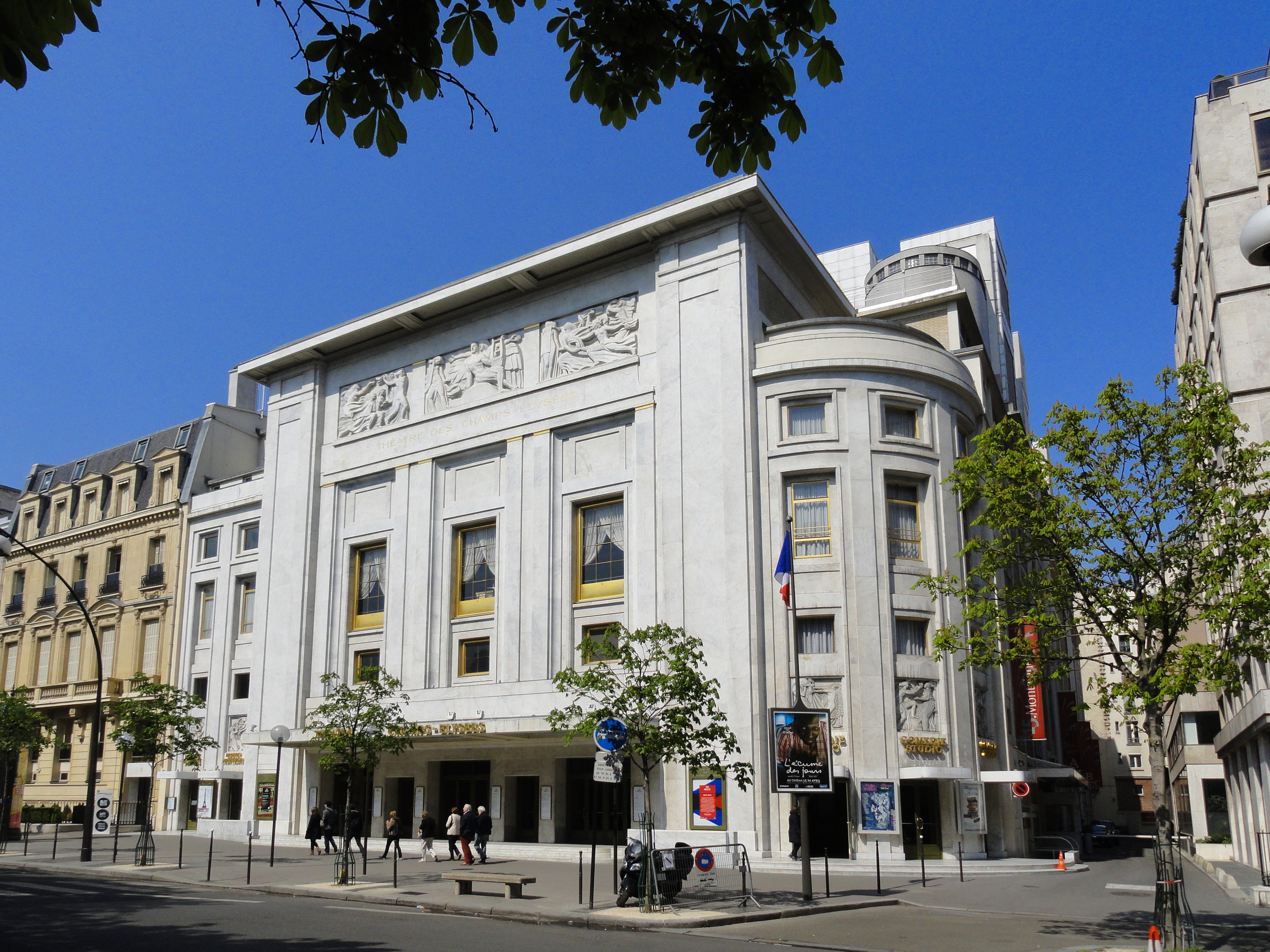
パリのシャンゼリゼ劇場 （1911-1913）/ オーギュスト・ペレ設計
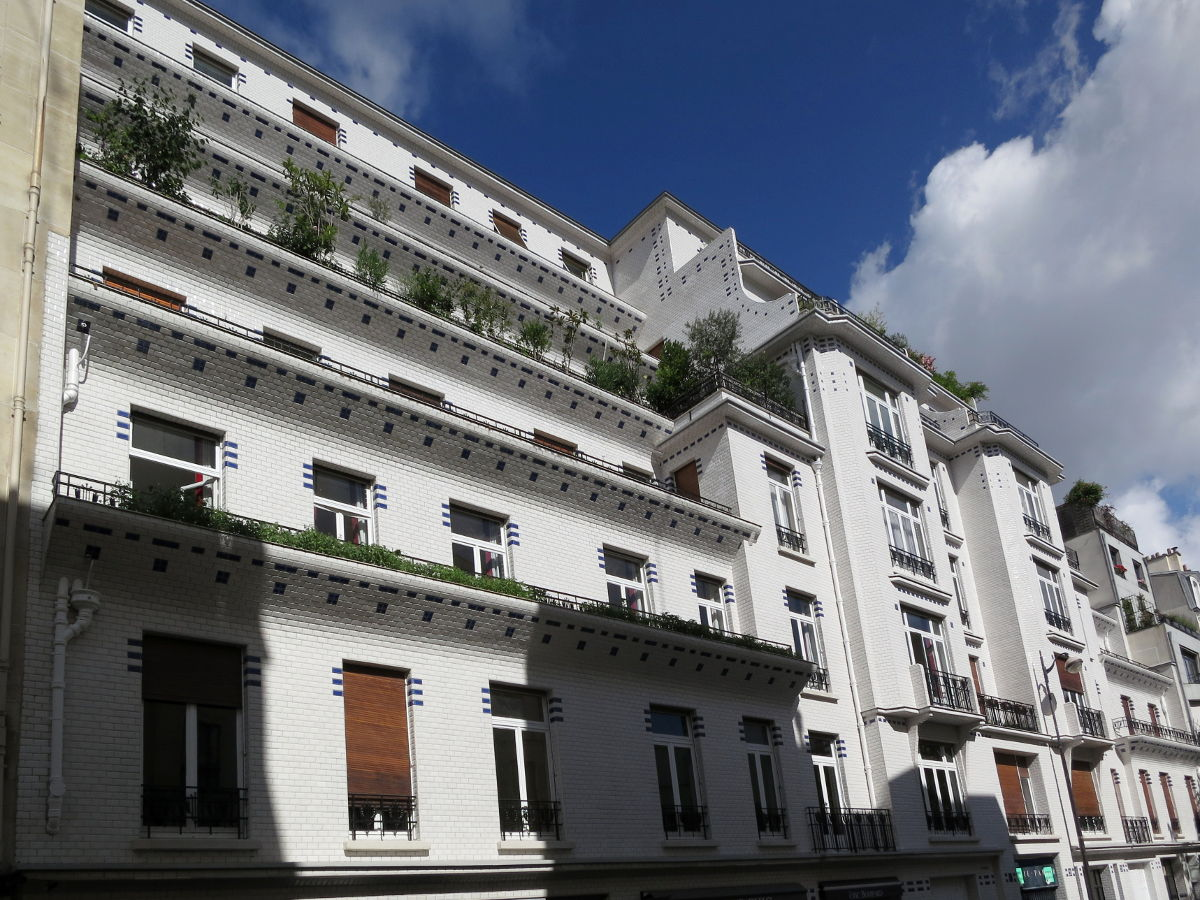
パリの階段式コンクリートマンション（1912-1914）/ アンリ・ソヴァージュ設計
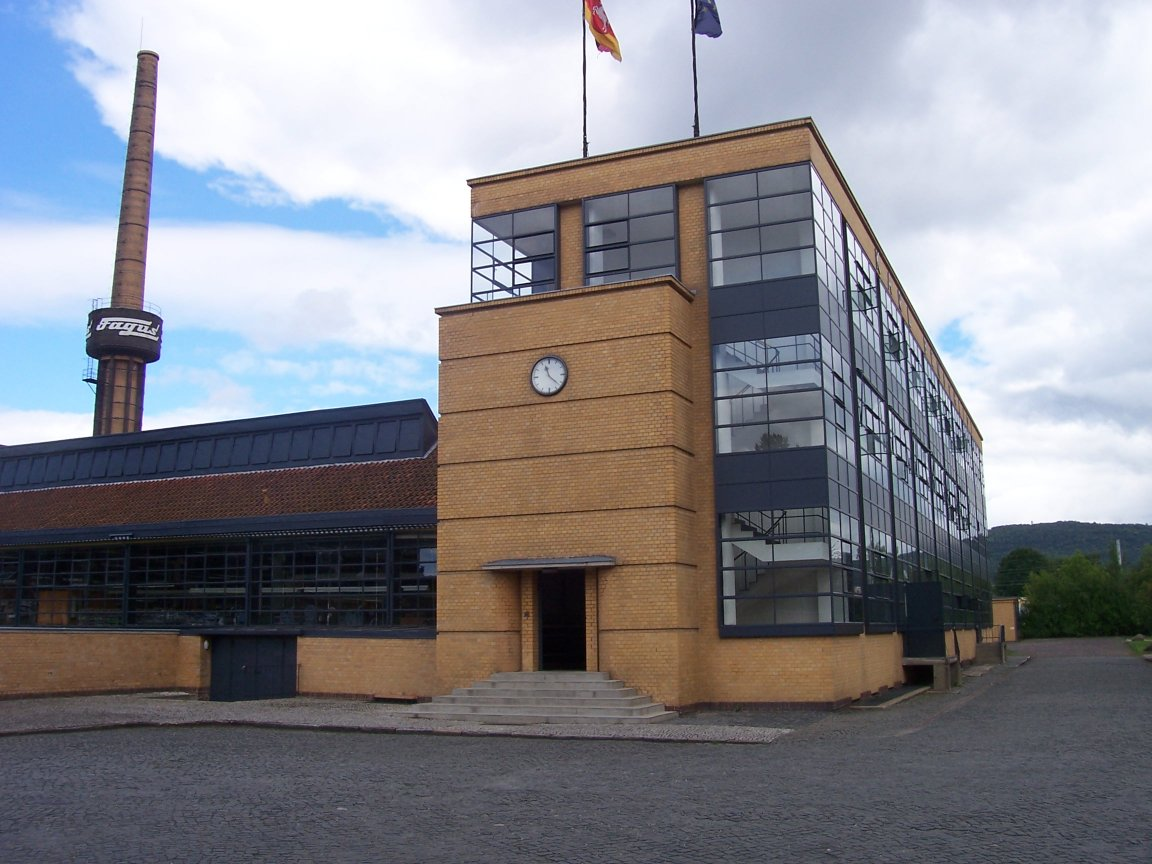
ファグス工場（1911–13）/ ヴァルター・グロピウス、アドルフ・マイヤー設計
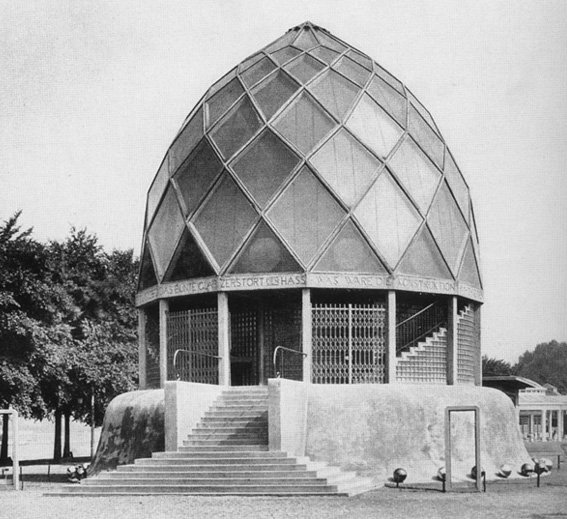
ガラス・パヴィリオン（1914） / ブルーノ・タウト設計

### アメリカの初期モダニズム建築（1890年代-1914）

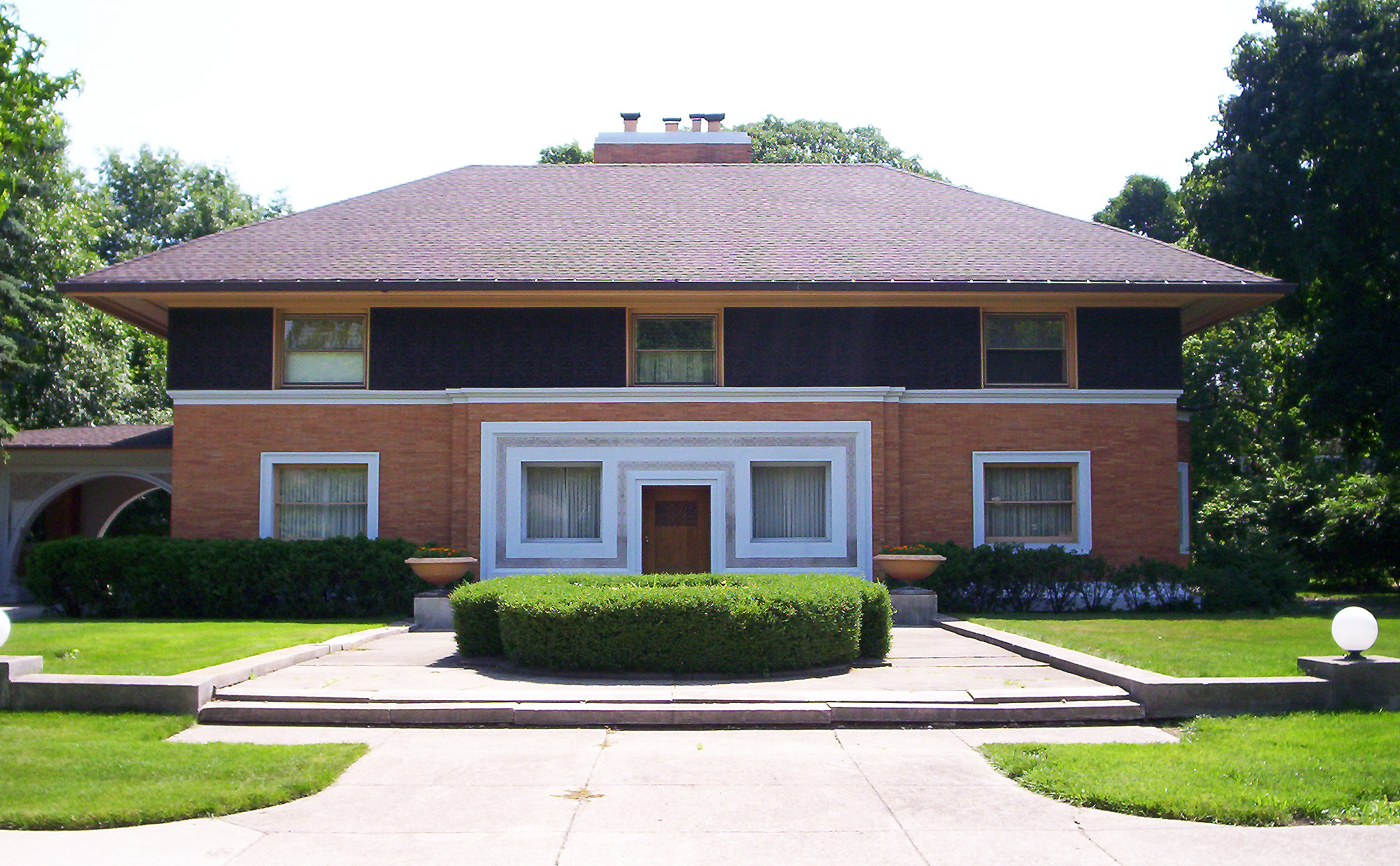
イリノイ州リバーフォレストのウィンズロー邸（1893-94）/ フランク・ロイド・ライト設計
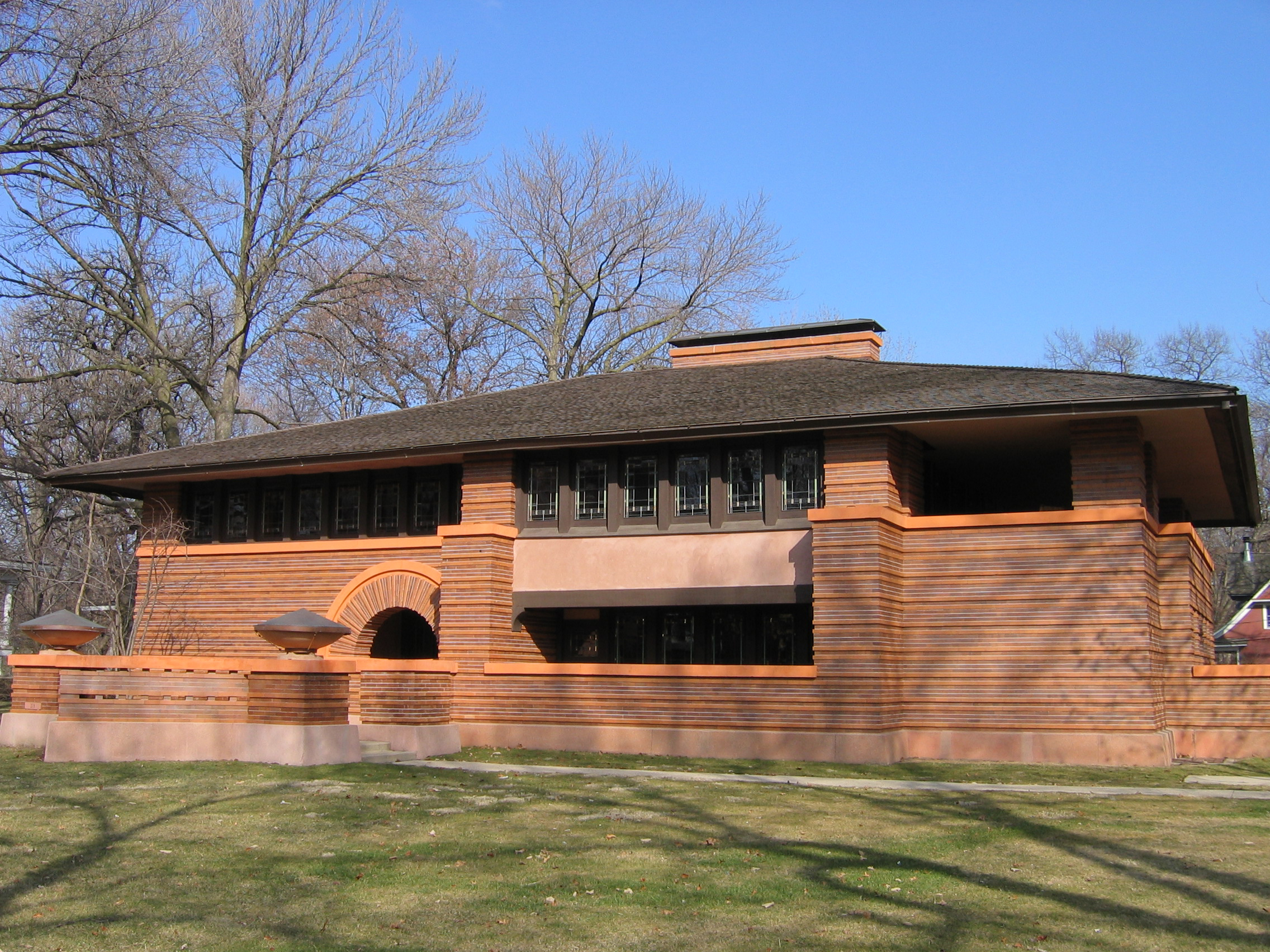
イリノイ州オークパークのアーサー・ハートリー邸（1902）
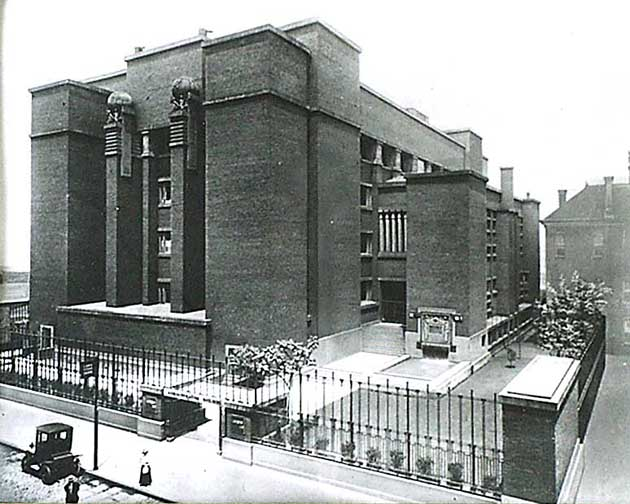
ラーキンビル（1904-1906）/ フランク・ロイド・ライト設計
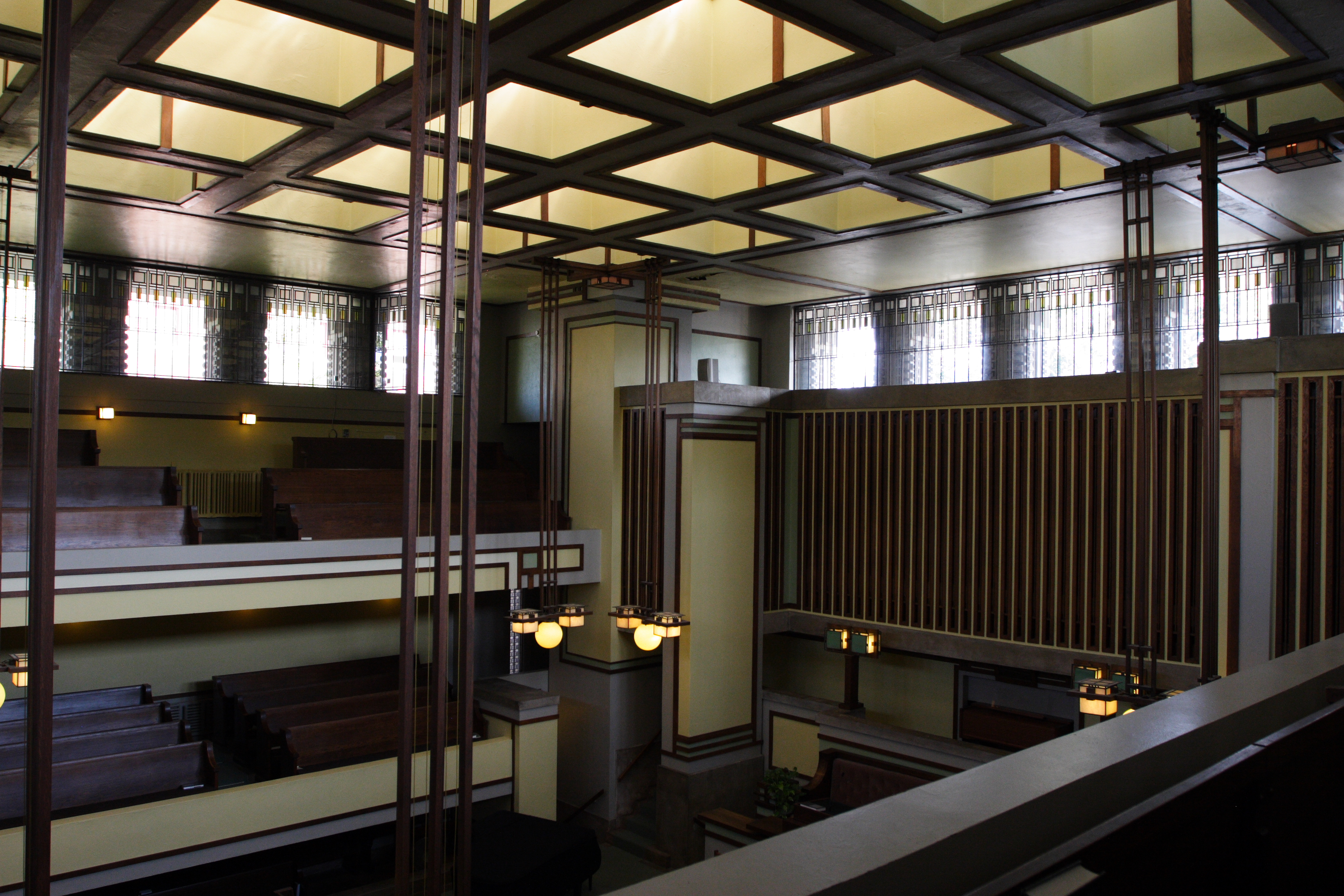
ユニティテンプルの内部(1905–1908) / フランク・ロイド・ライト設計
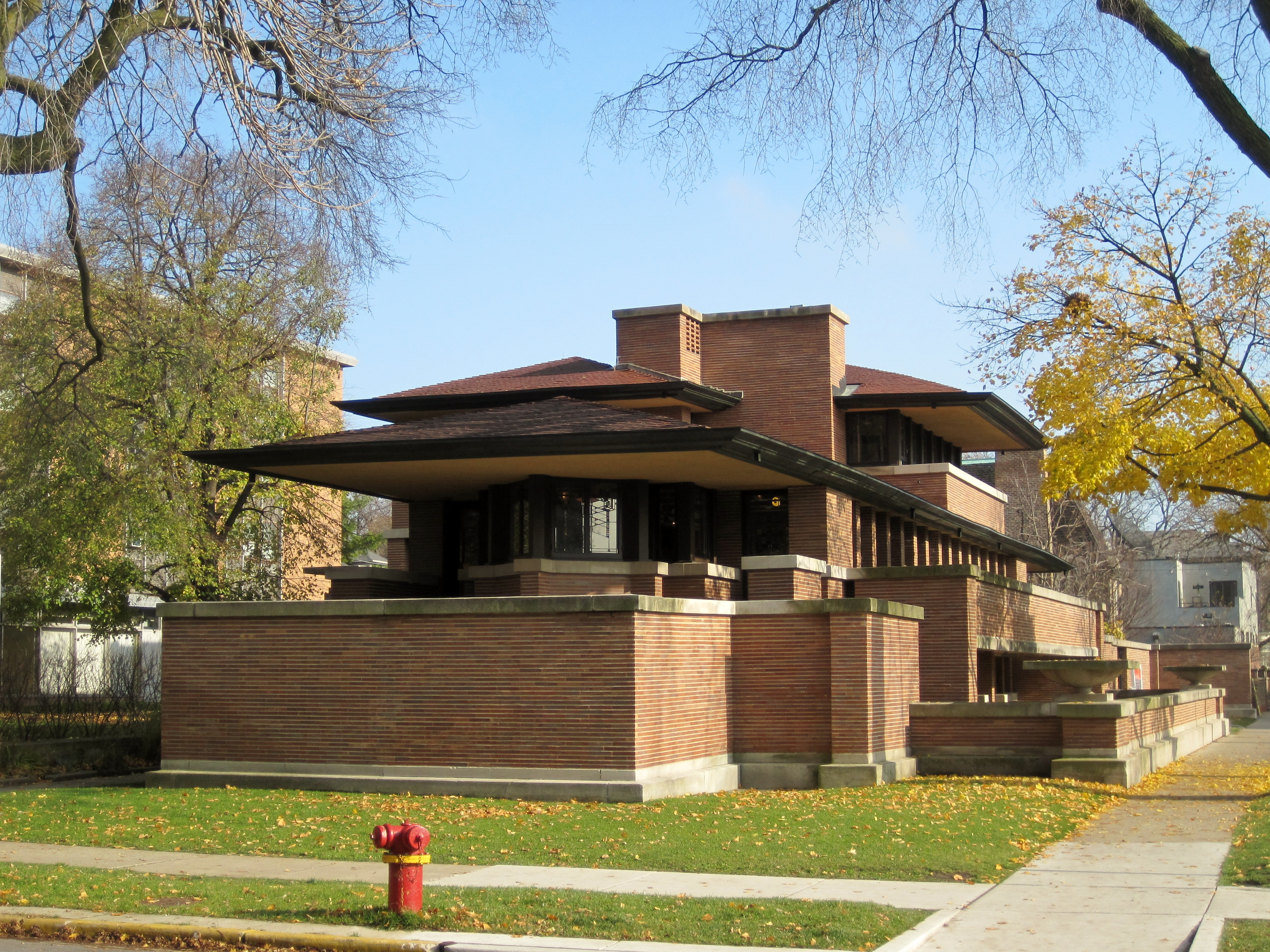
ロビー邸（1909）/ フランク・ロイド・ライト設計

### 初期の高層ビル

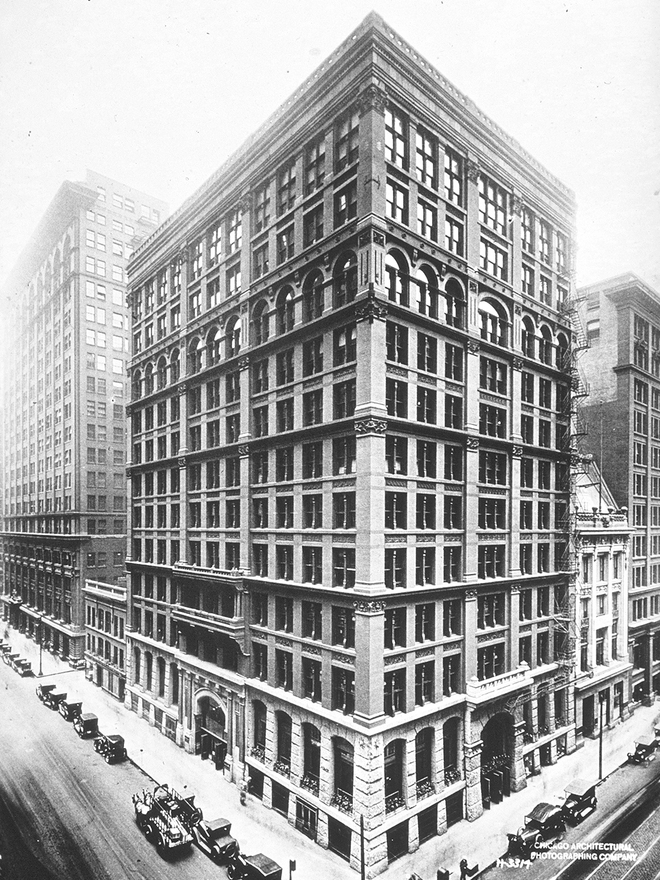
シカゴのホーム・インシュアランス・ビル（1883）/ ウィリアム・ル・バロン・ジェニー設計
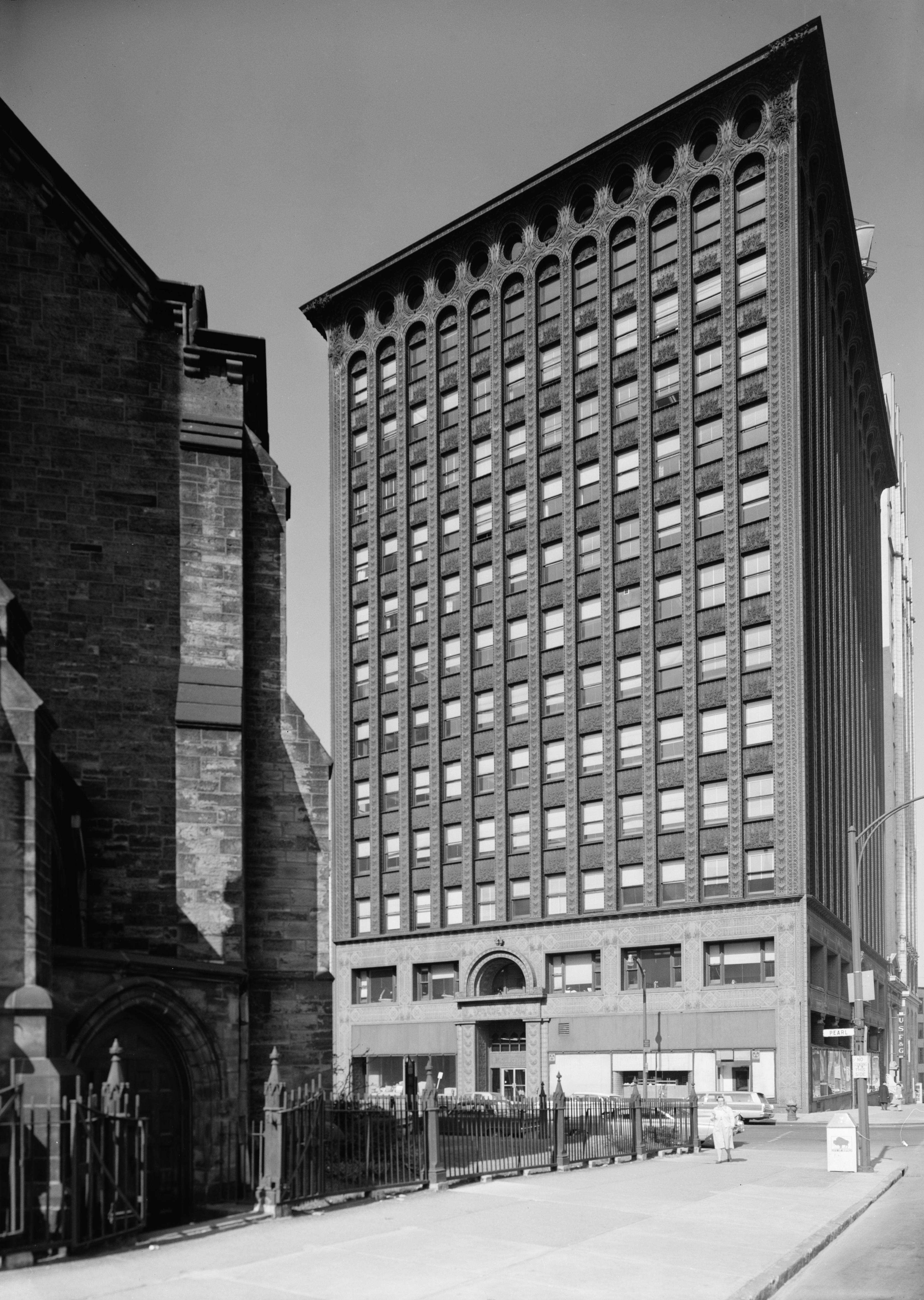
ニューヨーク州バッファローのギャランティ・ビル（元プルデンシャル・ビル）（1896） / ルイス・サリヴァン設計
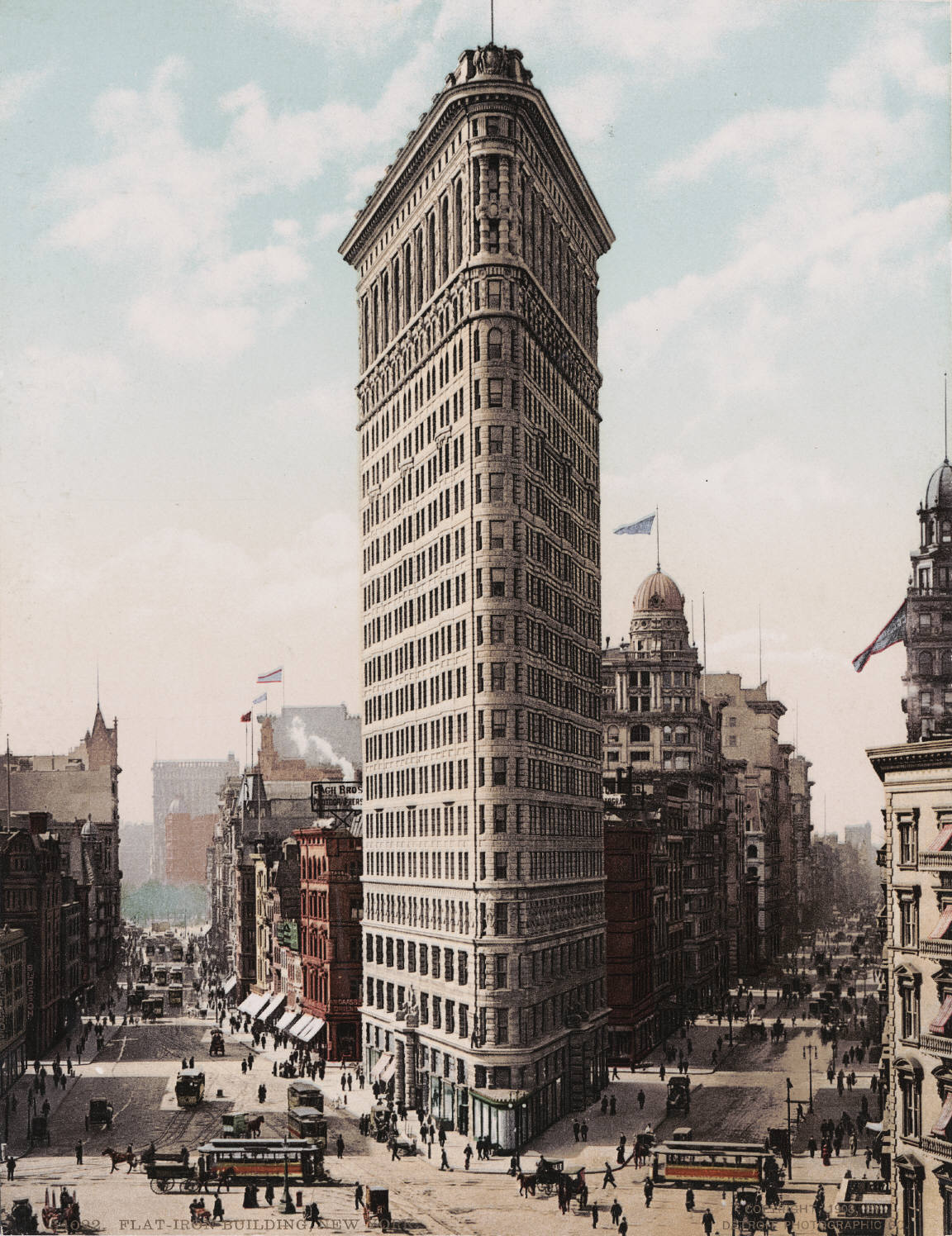
ニューヨークのフラットアイアンビルディング （1903）
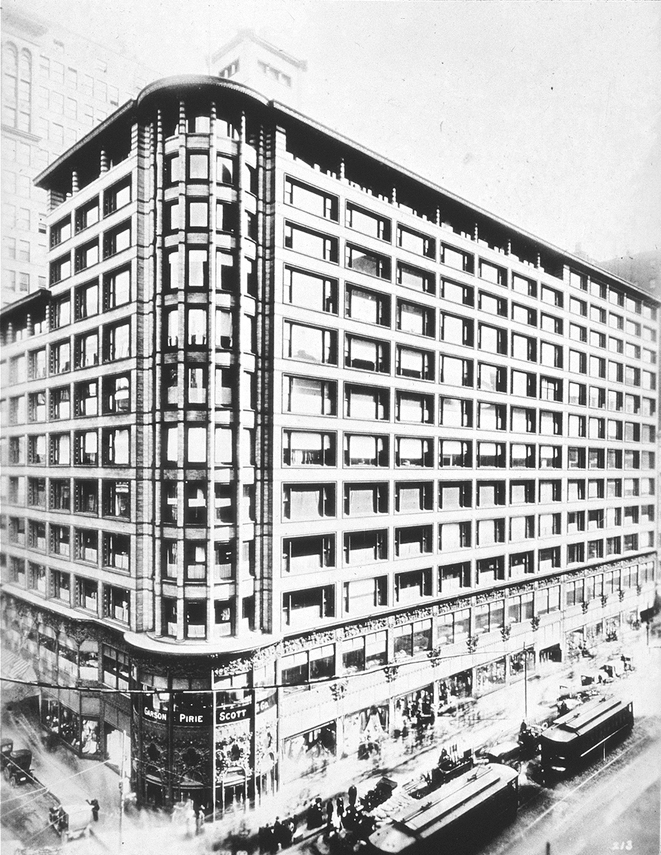
シカゴのカーソン・ピリー・スコット・ストア（1904-1906）/ ルイス・サリヴァン設計
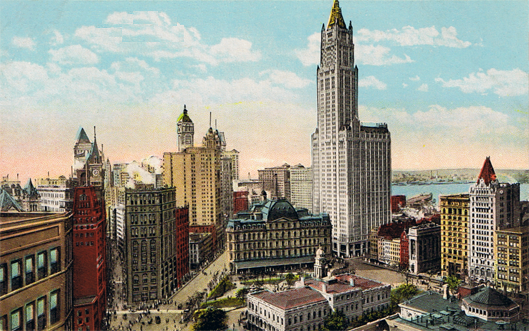
ウールワース・ビルディングとニューヨークのスカイライン。内側はモダンだが外側はネオゴシック様式 。
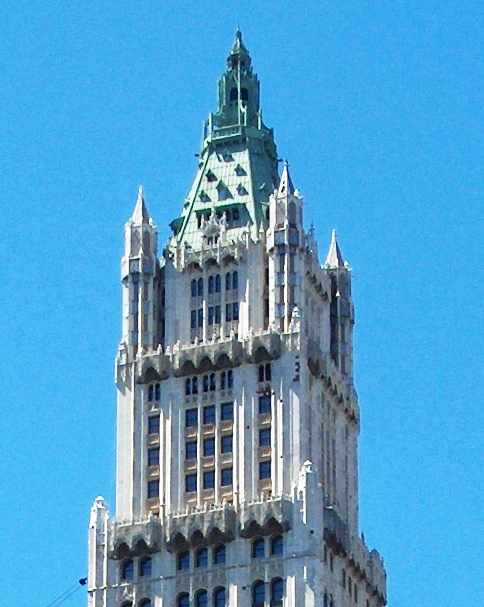
ウールワース・ビルディング（1912）のネオゴシック様式の頭頂部 / キャス・ギルバート設計

### ヨーロッパとロシアにおける近代主義の台頭（1918-1931）

#### インターナショナル・スタイル（1918-1950年代）

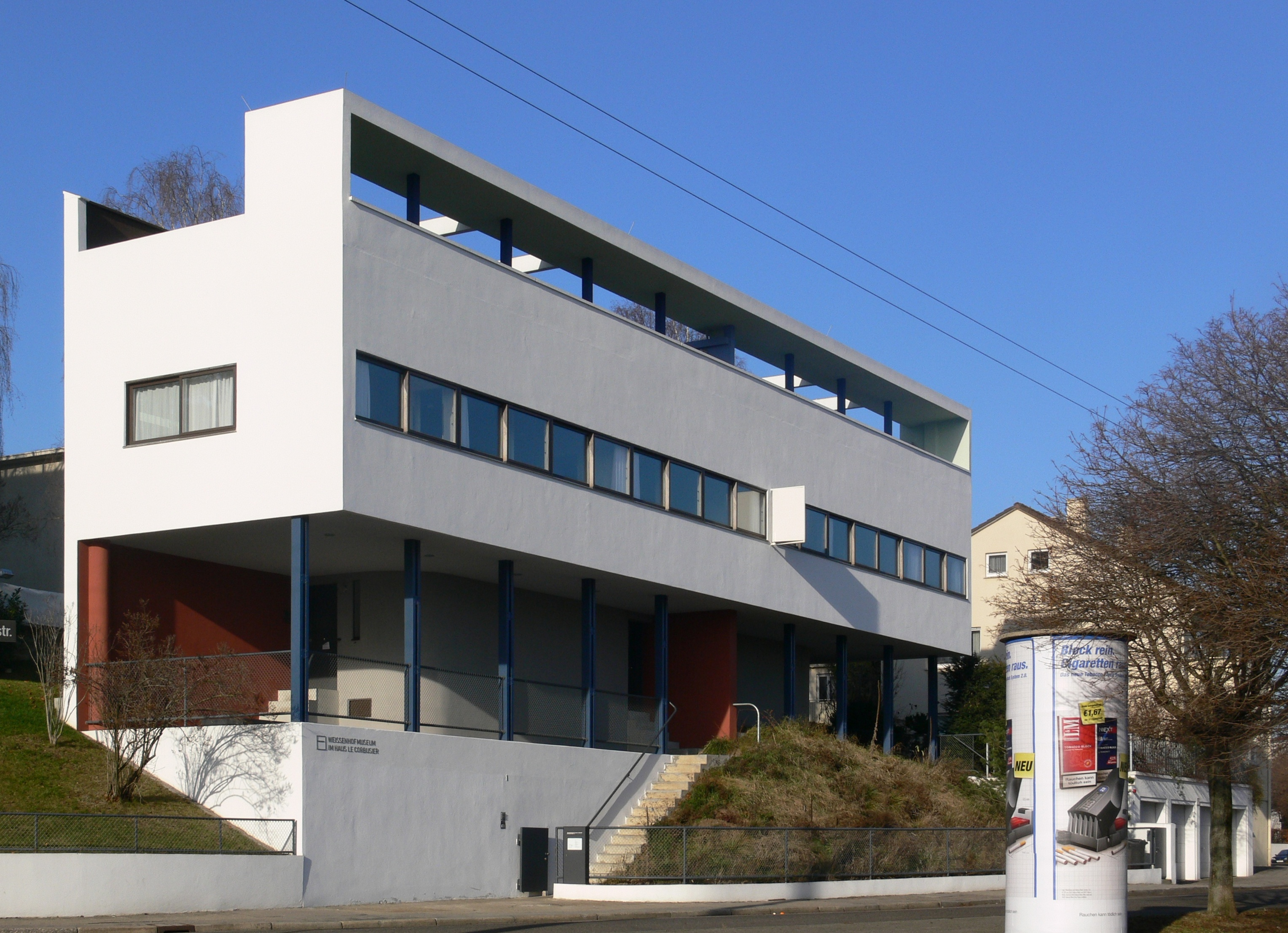
ヴァイセンホーフ・ジードルング（1927）
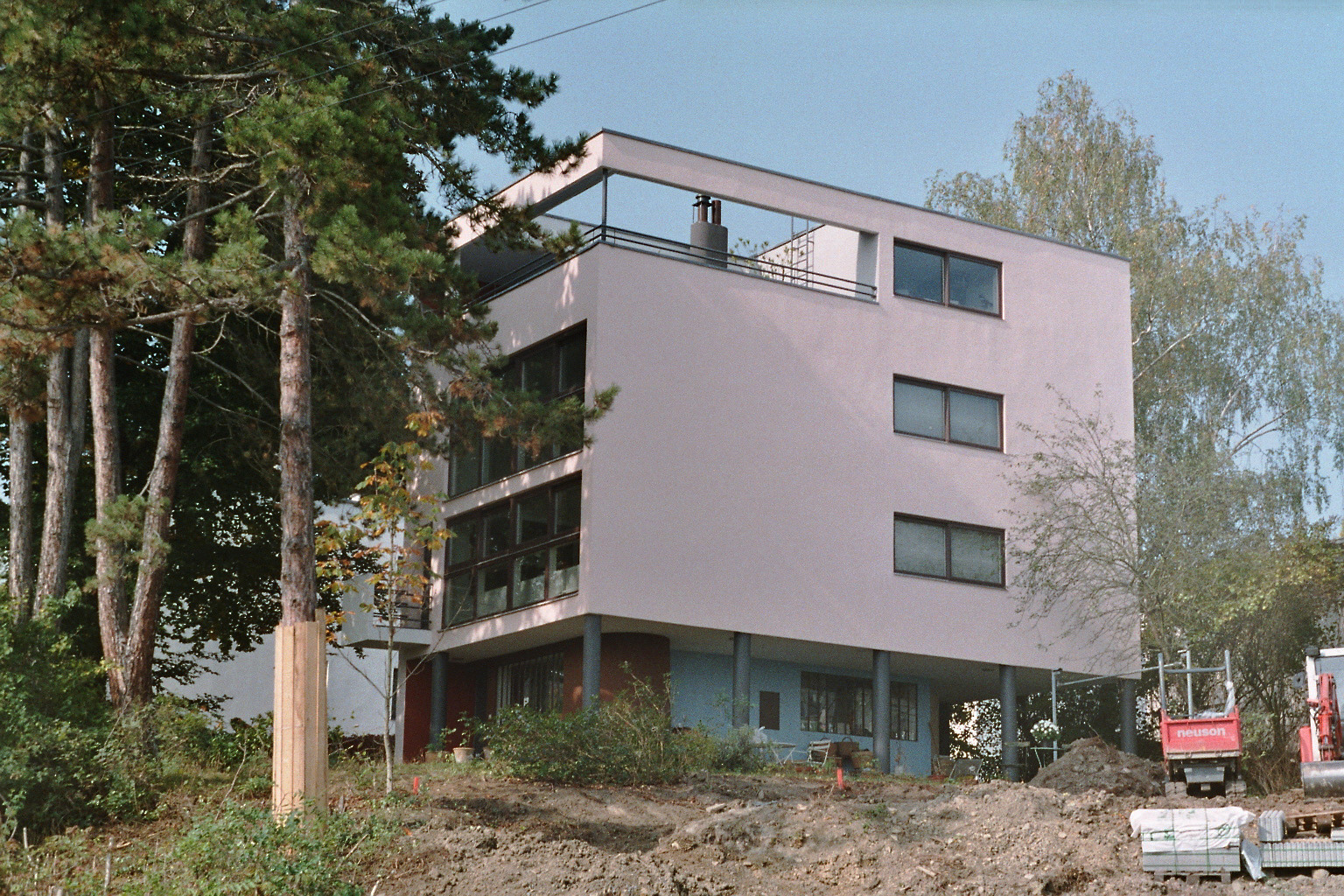
ヴァイセンホーフ・ジードルング（1927）/ ル・コルビュジエ設計
サヴォア邸 (1928–31) / ル・コルビュジエ設計
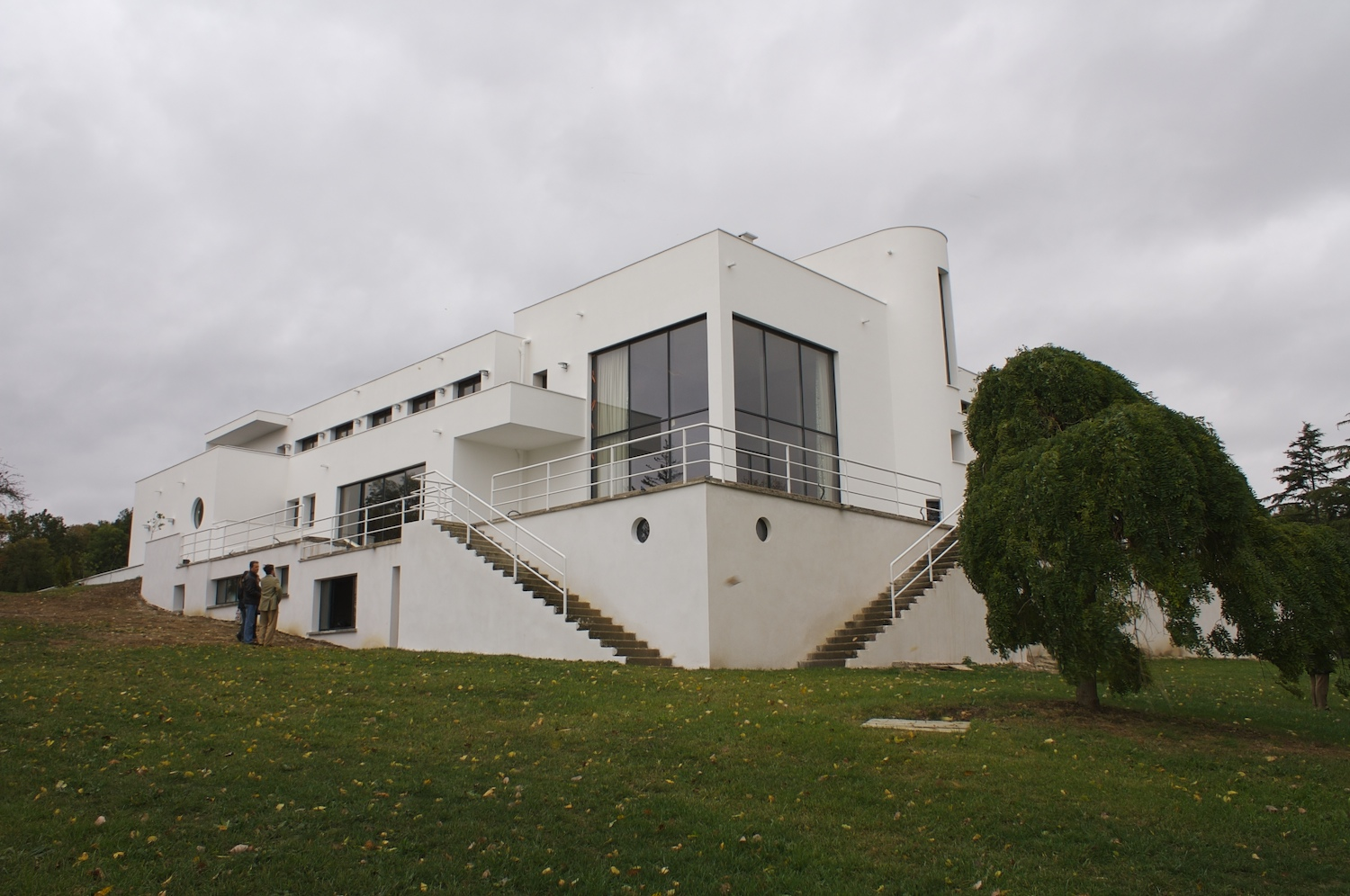
ポール・ポワレ別邸（1921-1925）/ ロベール・マレ＝ステヴァンス設計
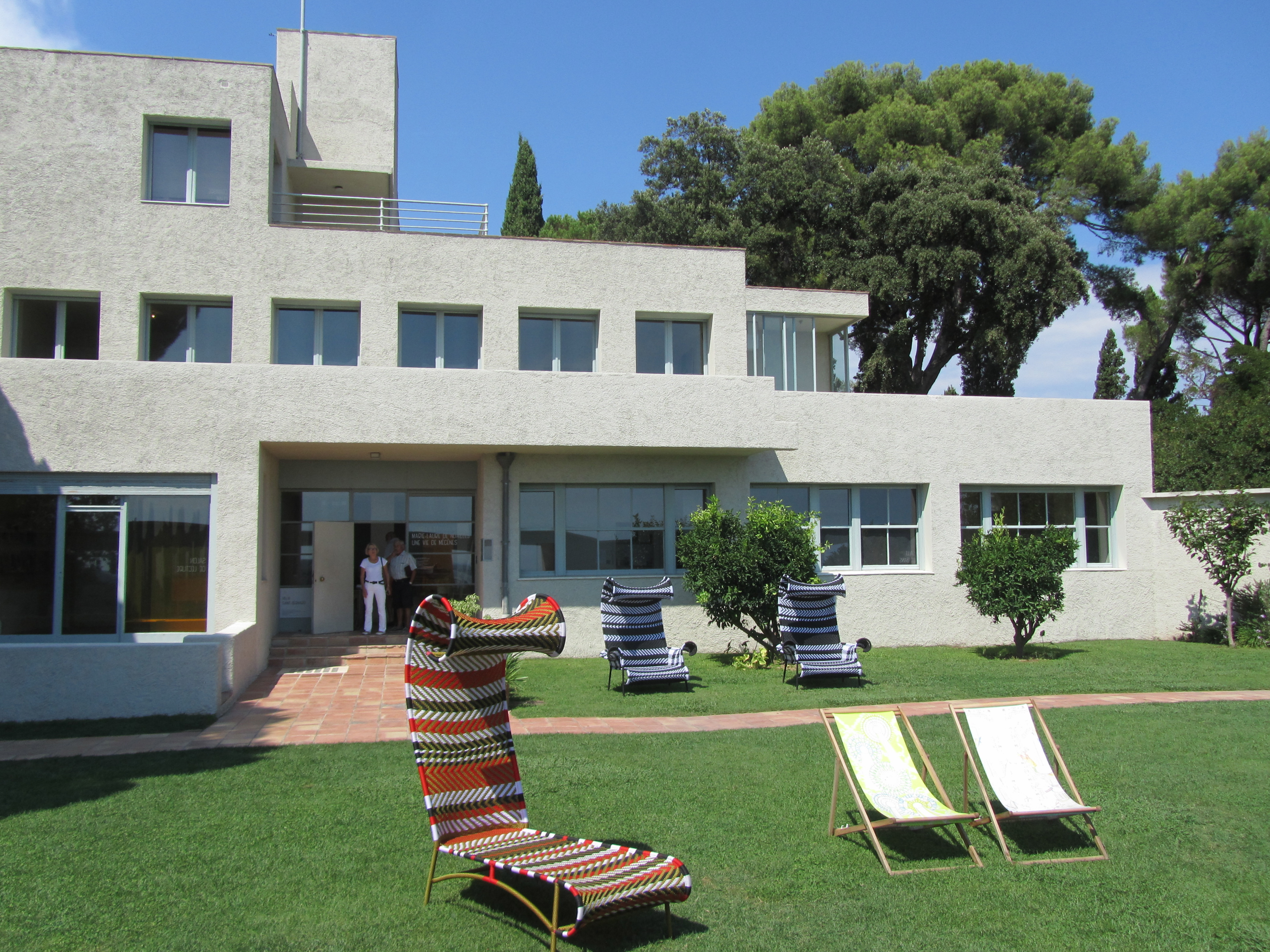
ノアイユ子爵夫妻邸（1923）/ ロベール・マレ＝ステヴァンス設計
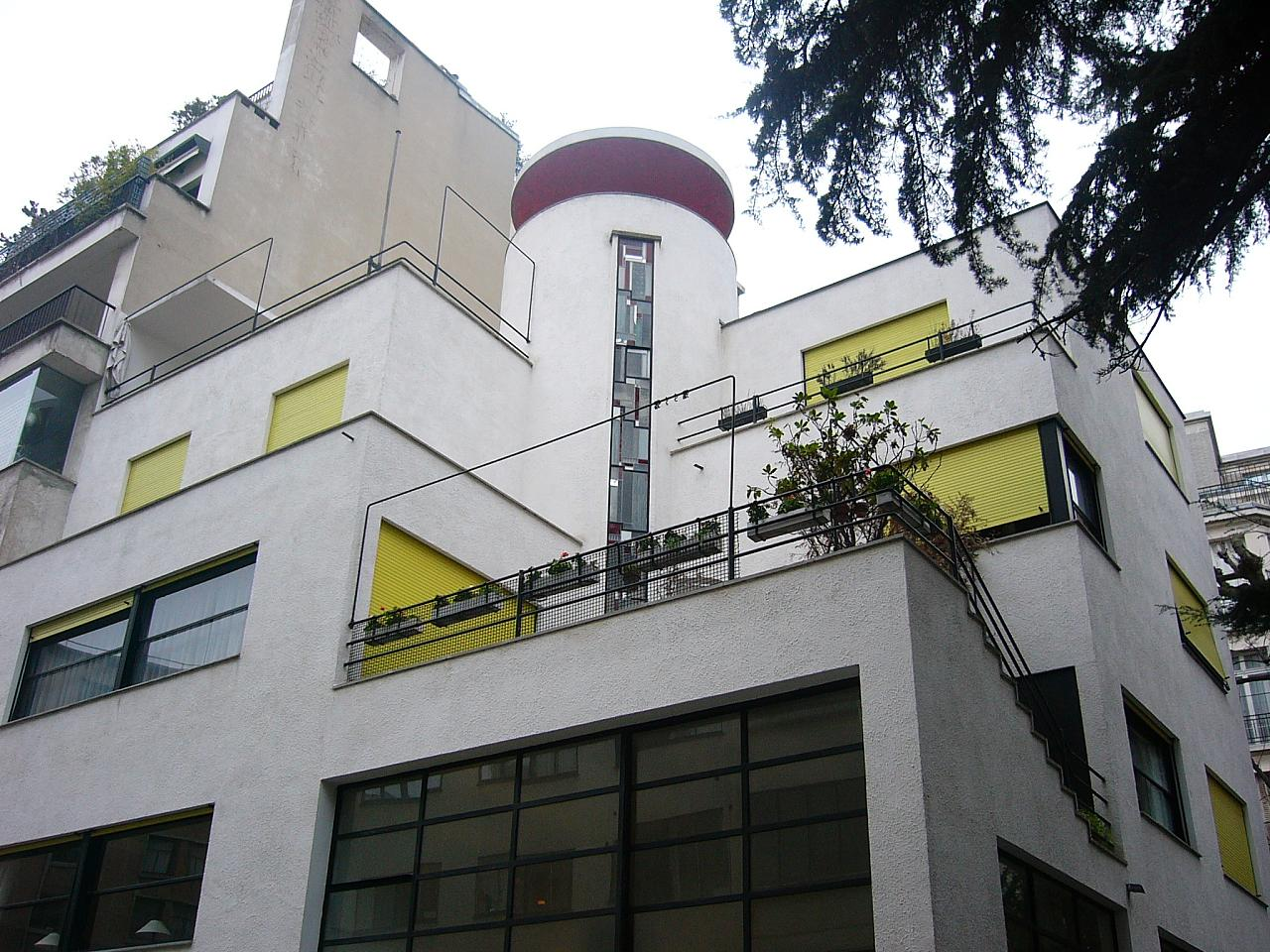
マレ＝ステヴァンス通り（フランス語版）の集合住宅 (1926–1927) / ロベール・マレ＝ステヴァンス設計

#### バウハウスとドイツのヴェルクバンド（1919-1932）

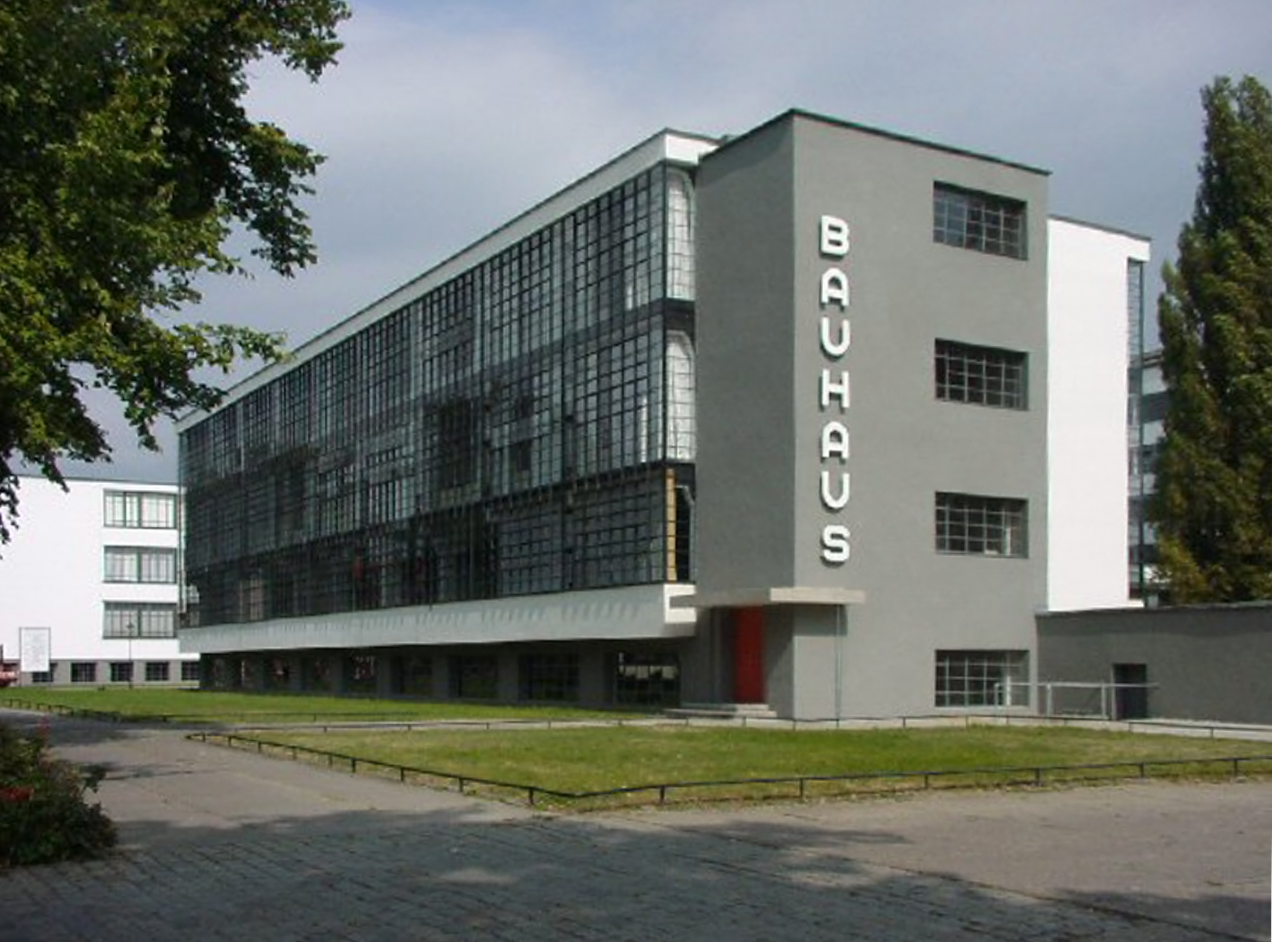
デッサウ・バウハウス（1926）/ ヴァルター・グロピウス設計
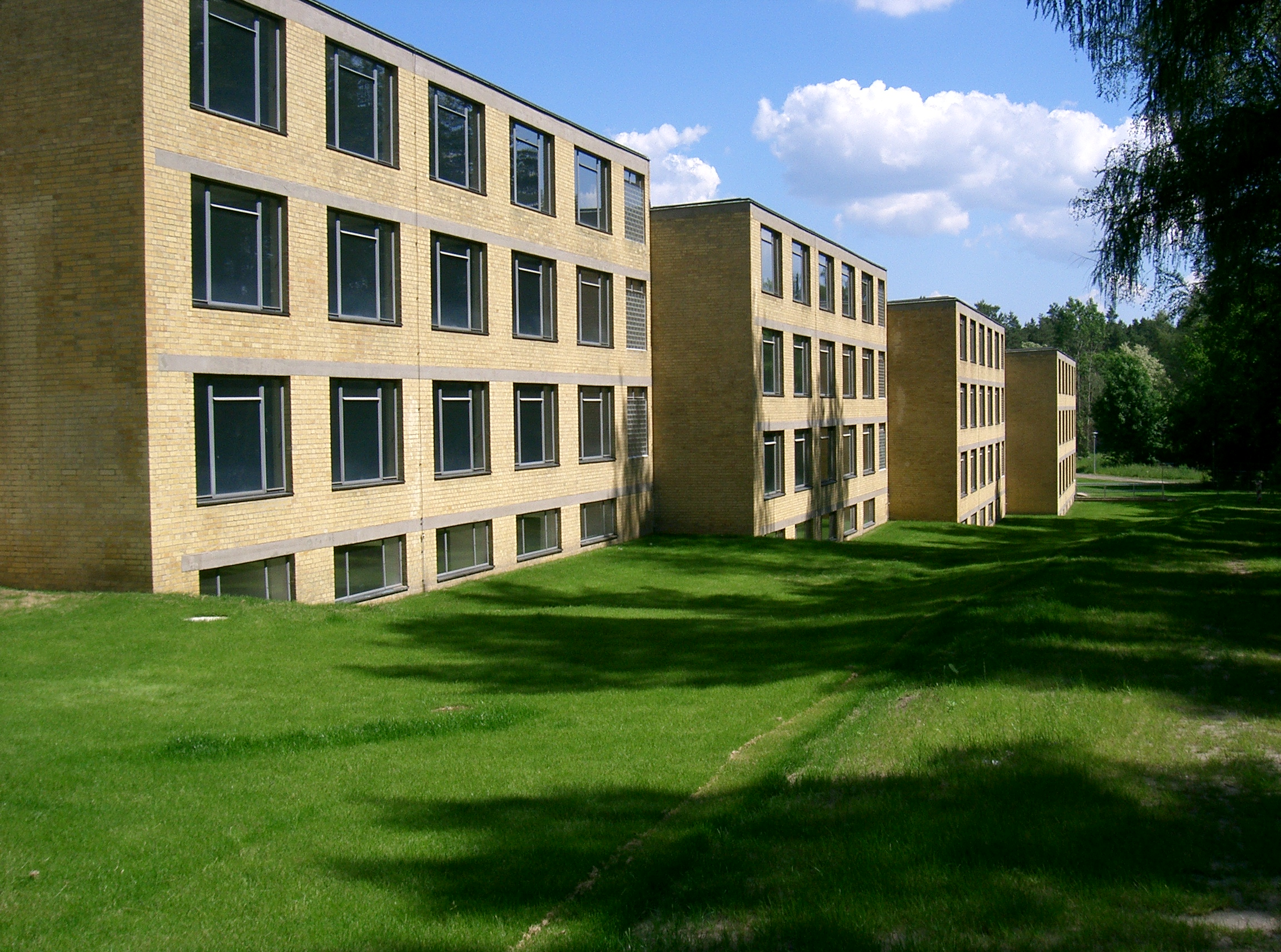
ベルナウのドイツ労働組合学校（1928-30）/ ハンネス・マイヤー設計
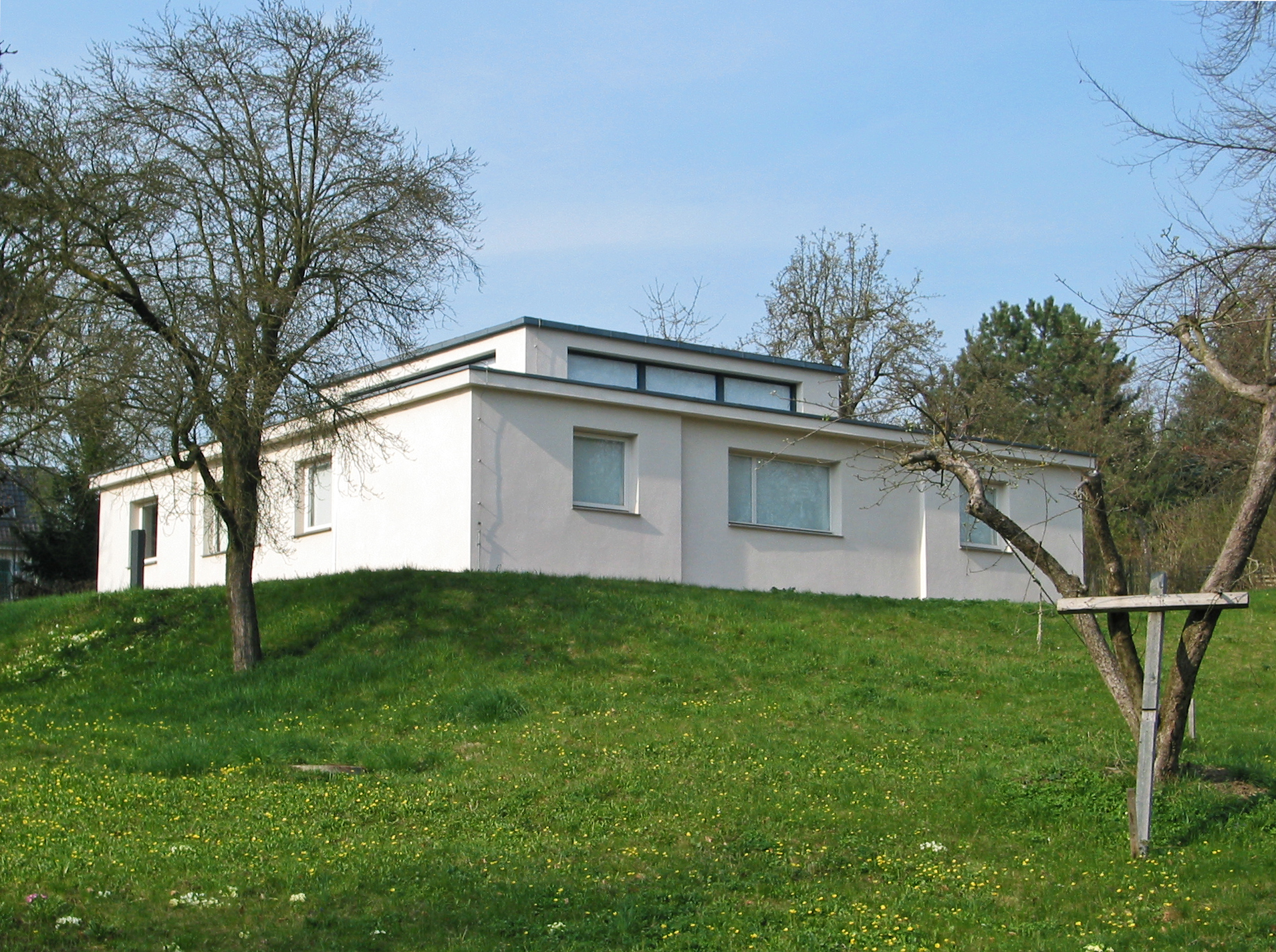
ハウス・アム・ホルン（1923）  / ゲオルク・ムッヘ設計
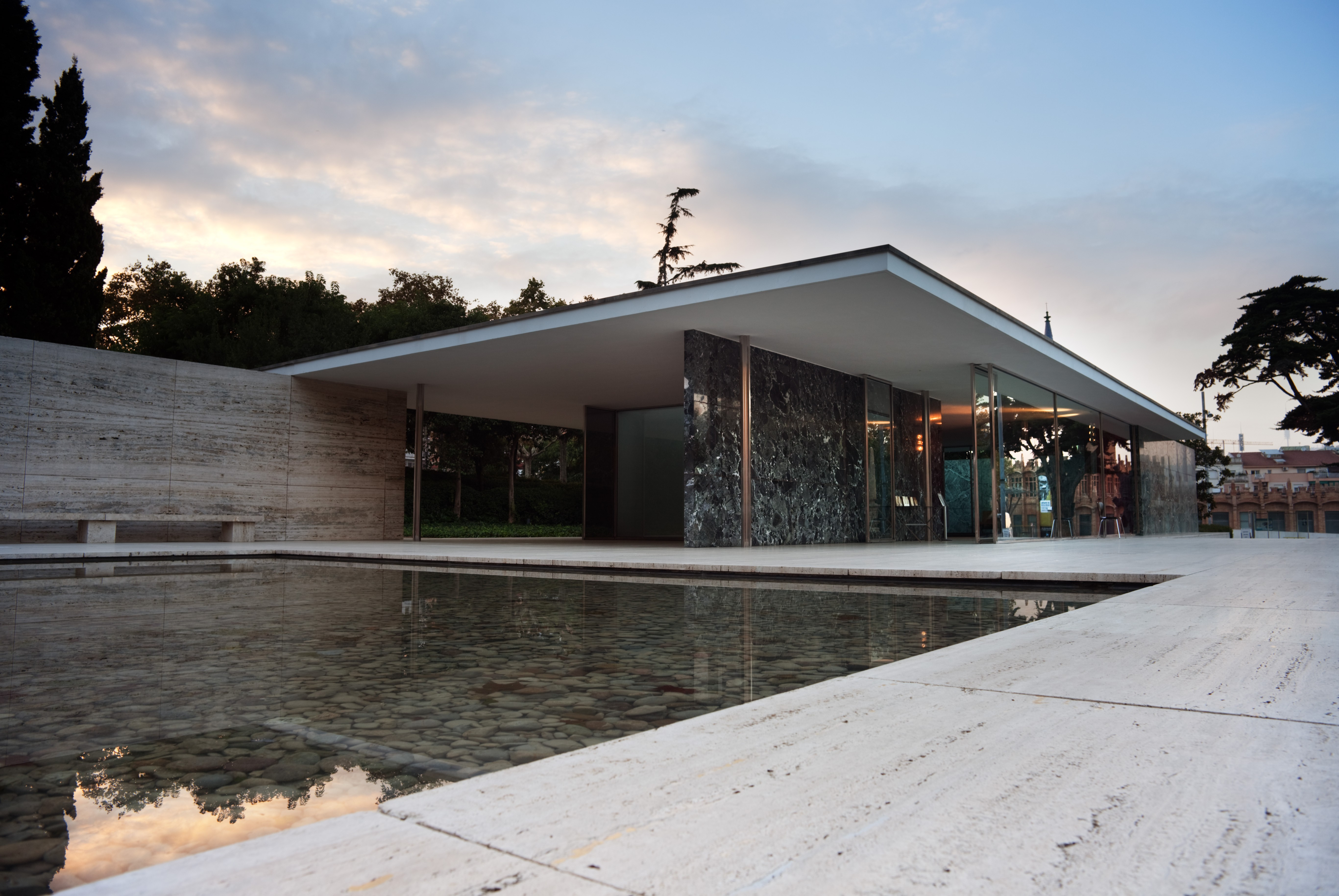
バルセロナ・パビリオン(1929) / ルートヴィヒ・ミース・ファン・デル・ローエ設計
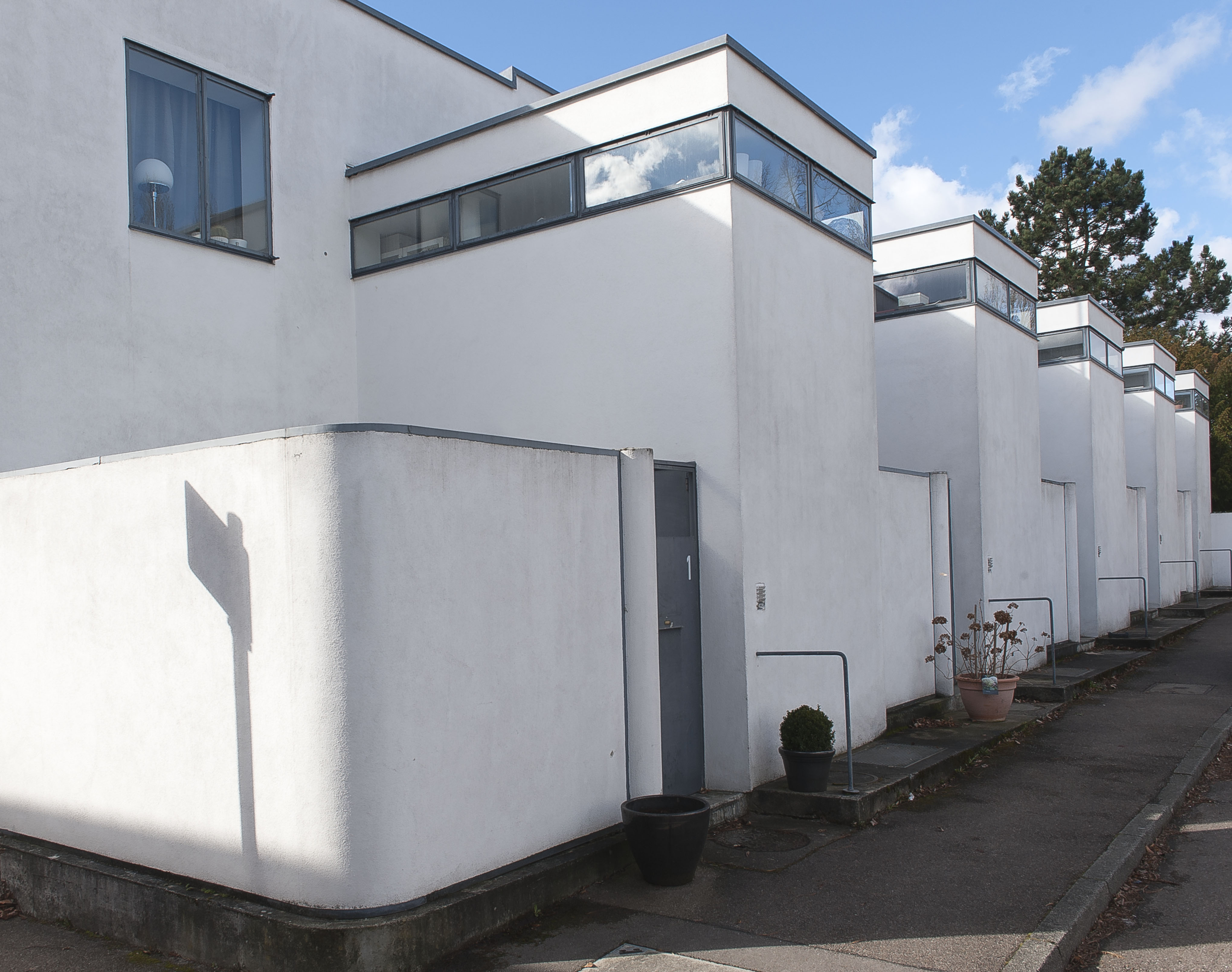
ヴァイセンホーフ・ジードルング (1927) / ドイツ工作連盟設計

#### 表現主義建築（1918-1931）

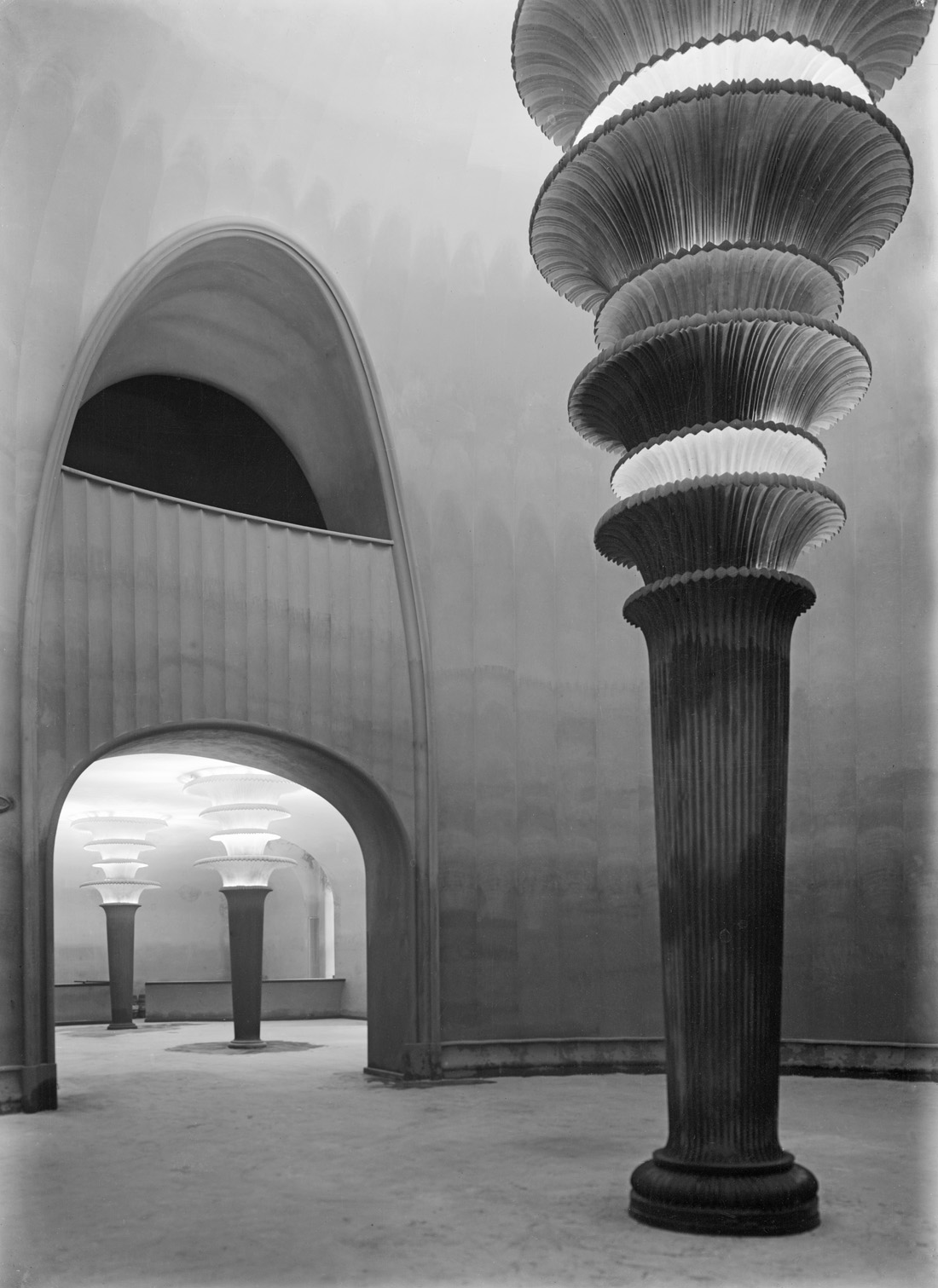
ベルリン大劇場ホワイエ (1919) / ハンス・ペルツィヒ設計
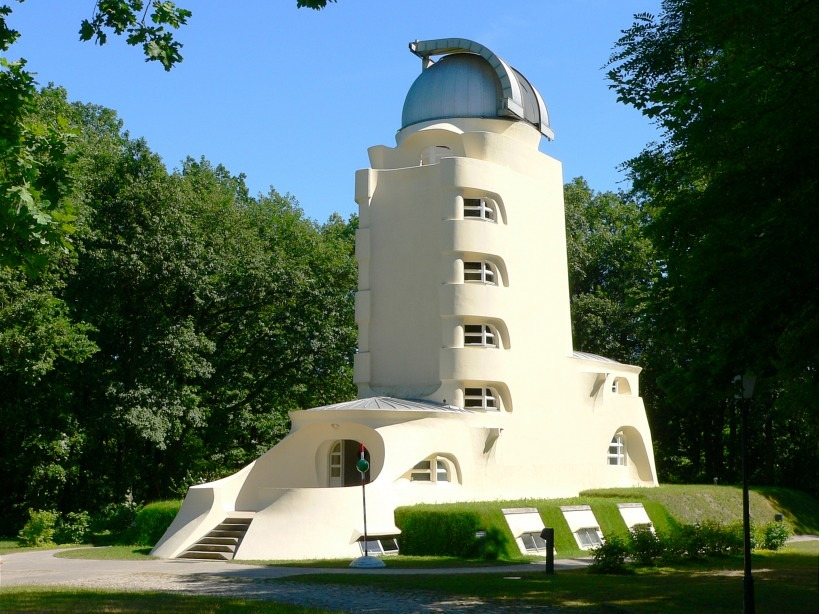
アインシュタイン塔 (1920–24) / エーリヒ・メンデルゾーン設計
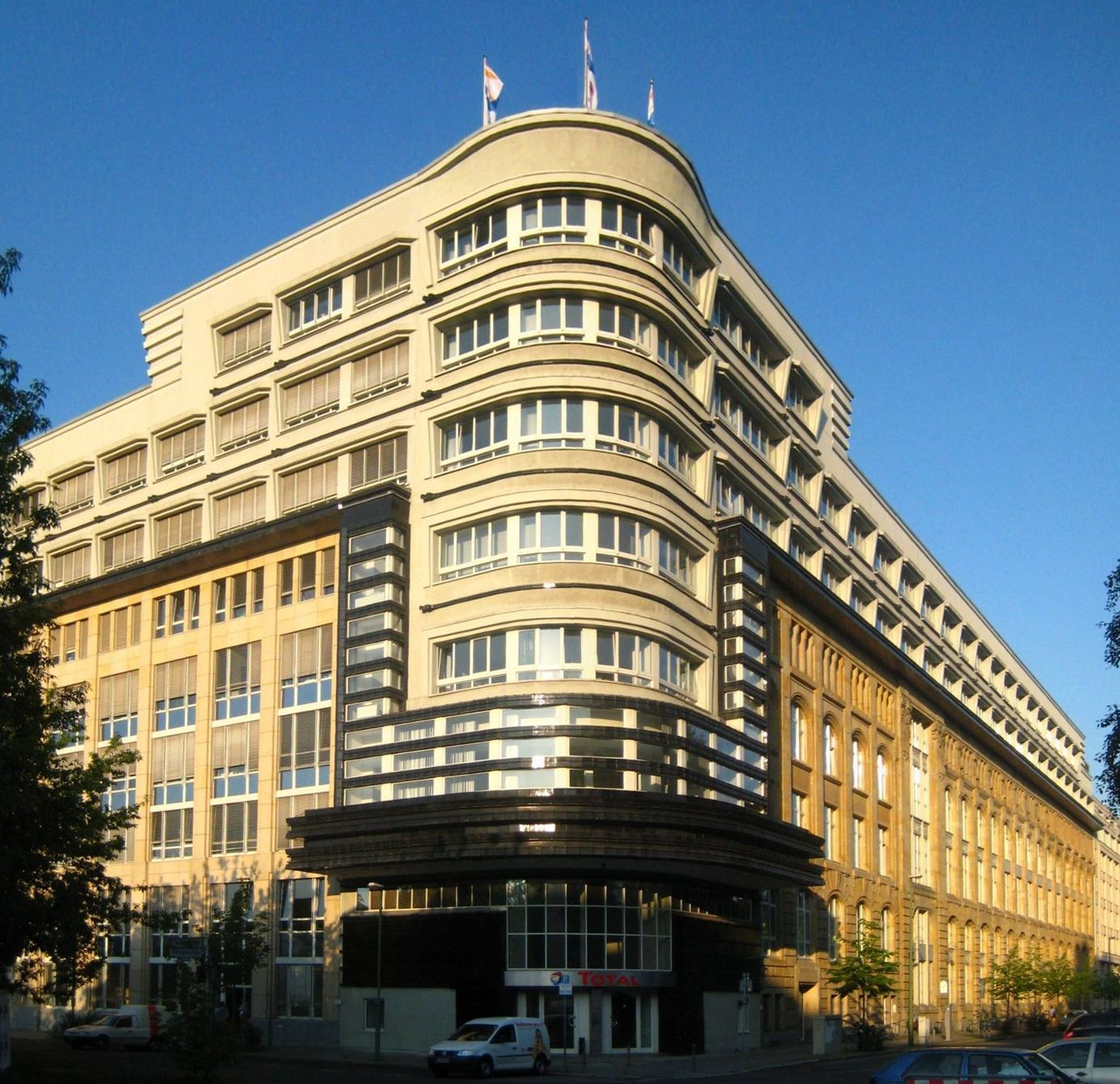
ベルリンのモスハウス(1921-23) / エーリヒ・メンデルゾーン設計
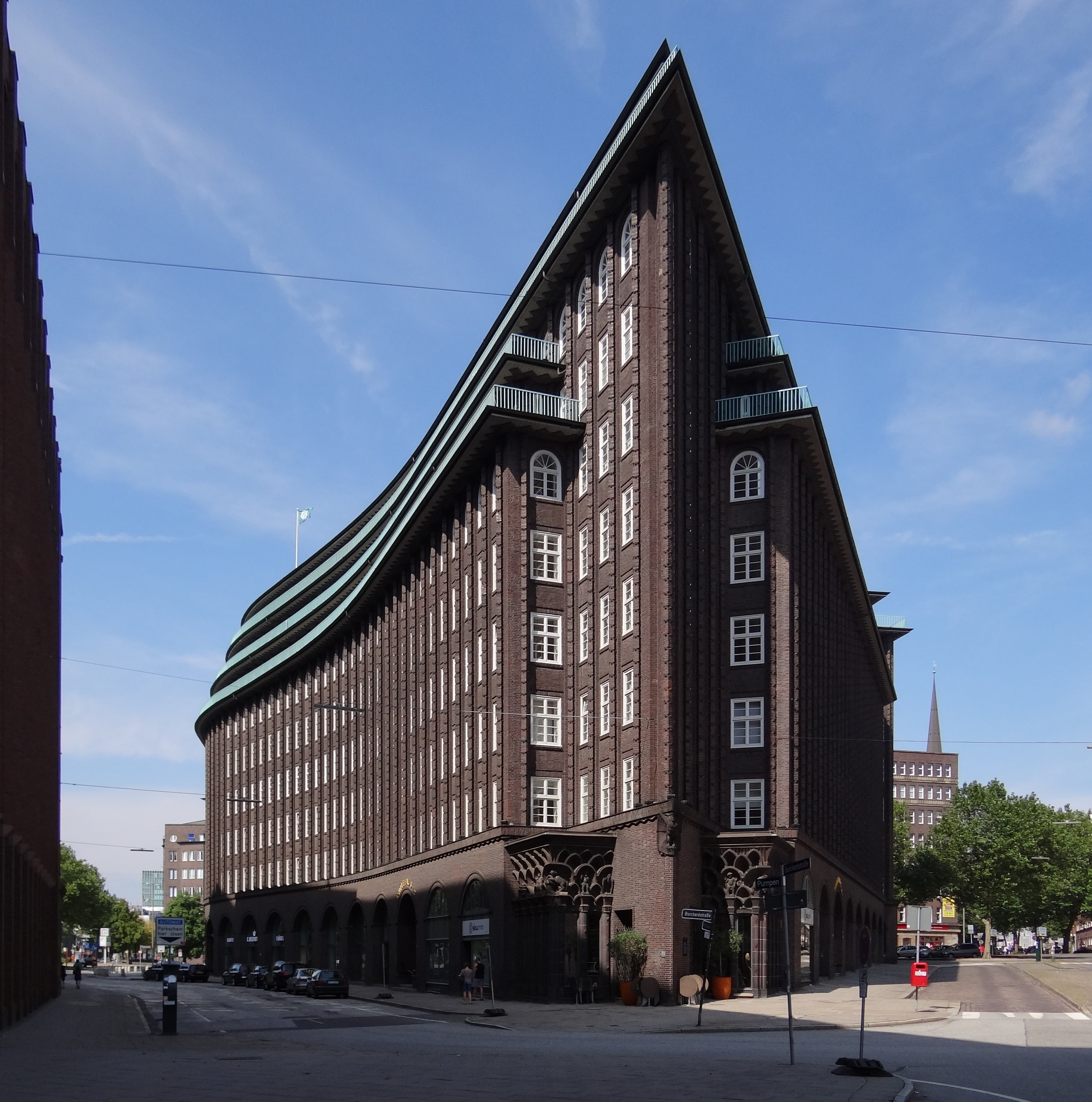
チリハウス (1921-1924) / フリッツ・ヘーガー設計
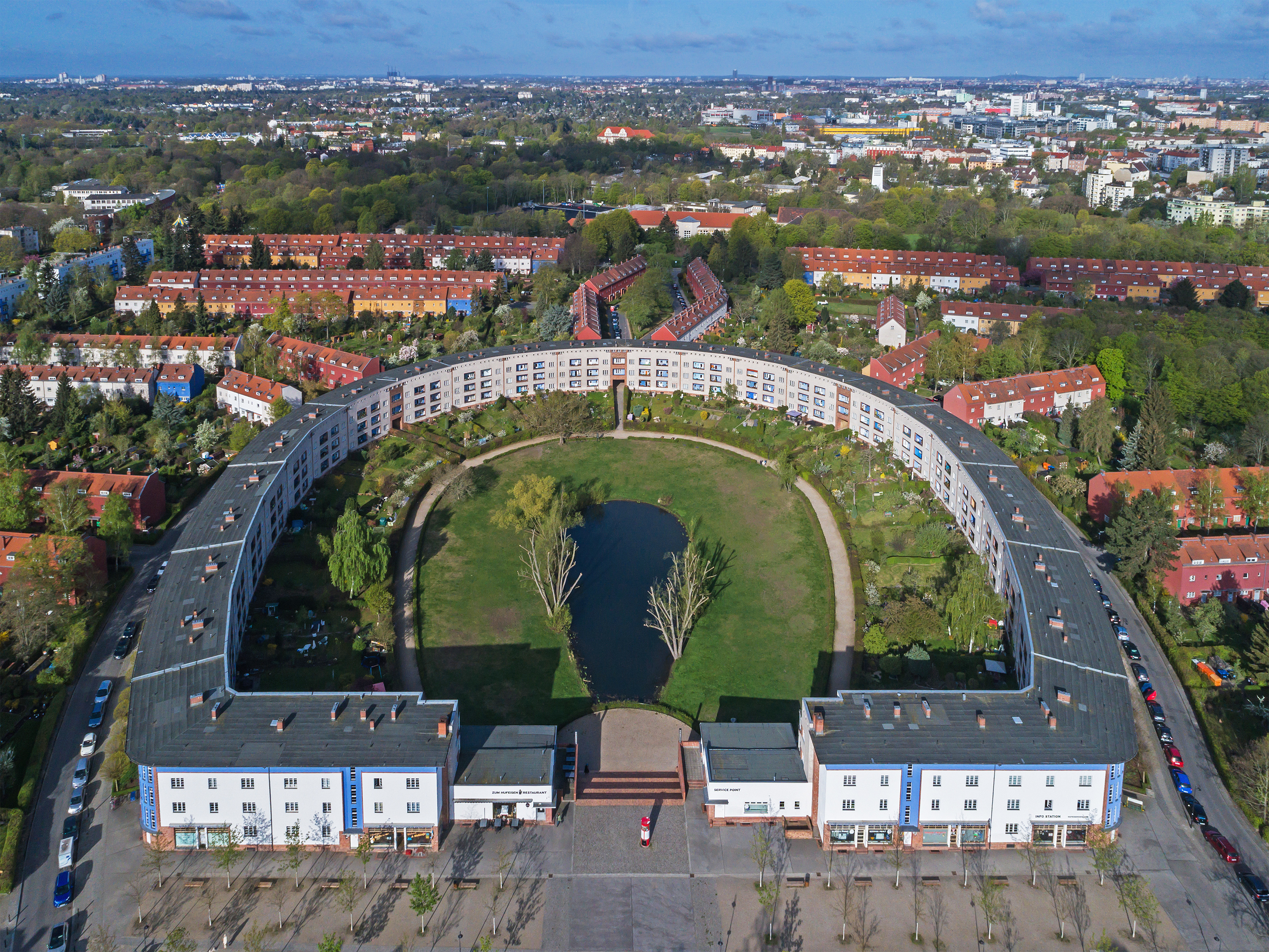
馬蹄型集合住宅 （1925）/ ブルーノ・タウト設計
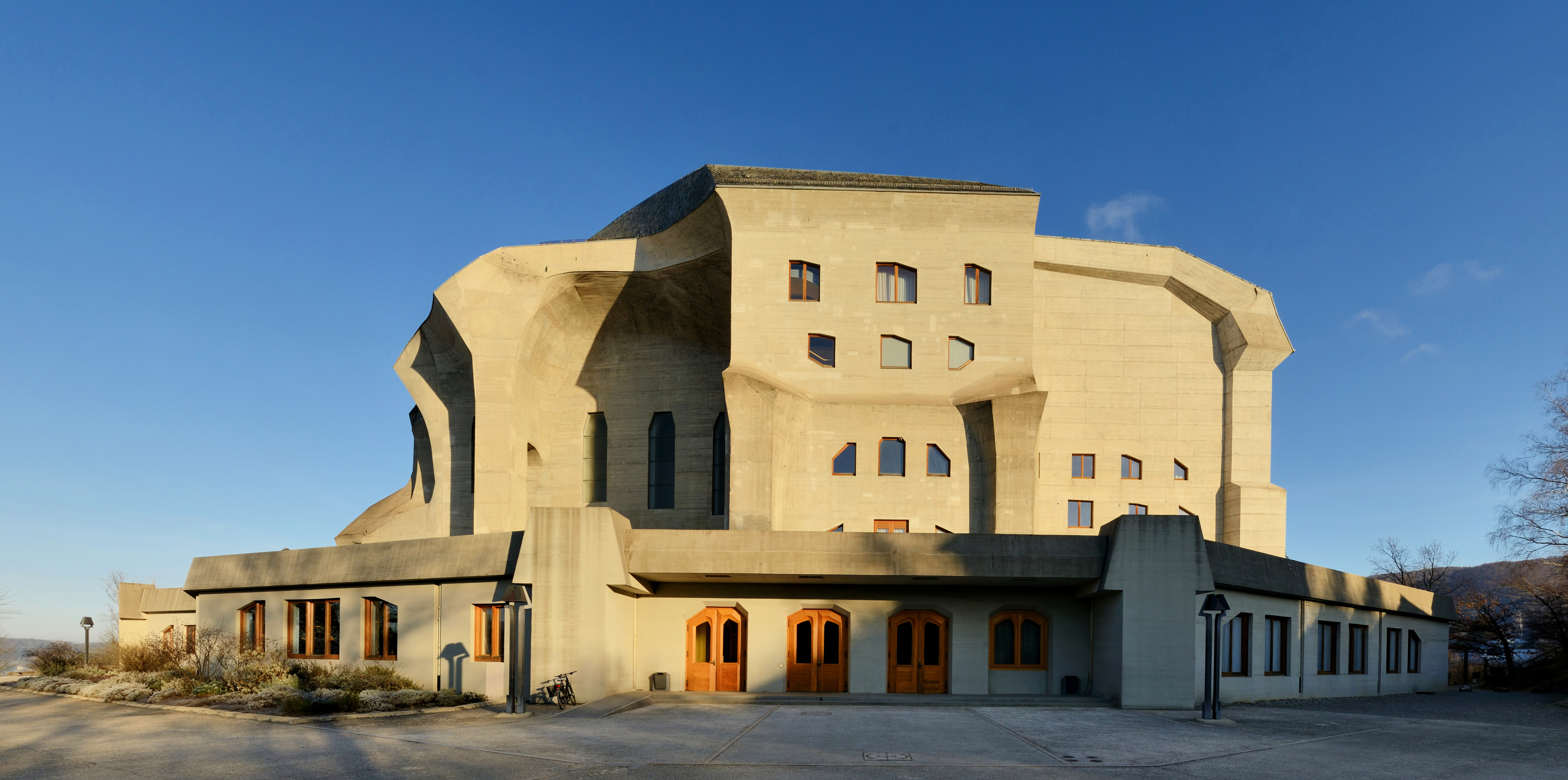
第二ゲーテアヌム （1924 - 1928）/ ルドルフ・シュタイナー設計
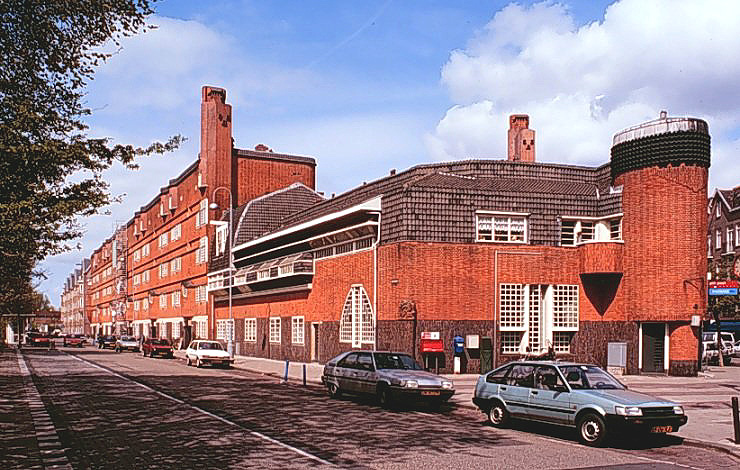
ヘット・シップ(1917-1920) / ミシェル・ド・クラーク設計
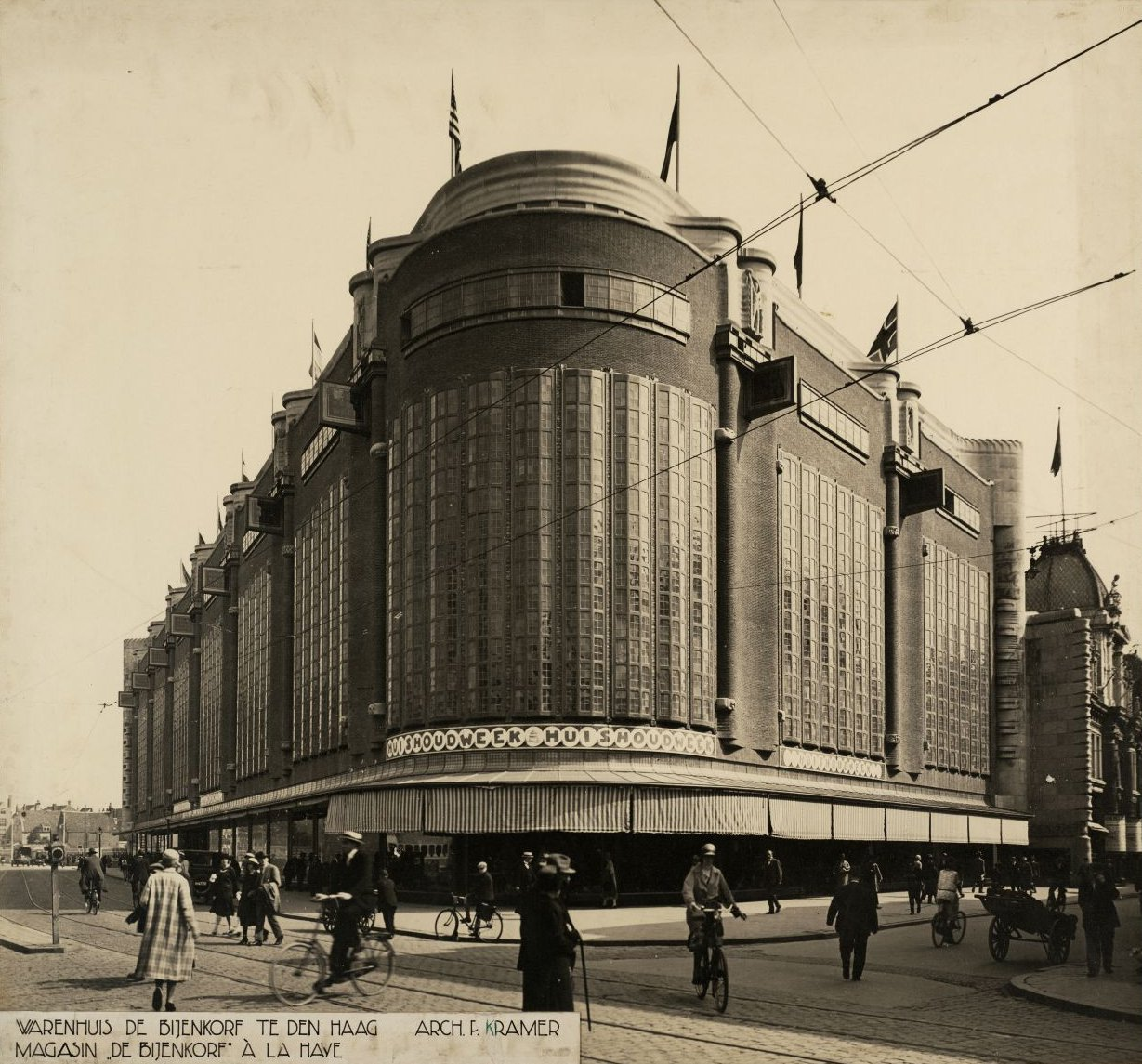
デ・バイエンコルフ百貨店（1924 - 1926) / ピート・クレイマー設計

#### 構成主義建築（1919-1931）

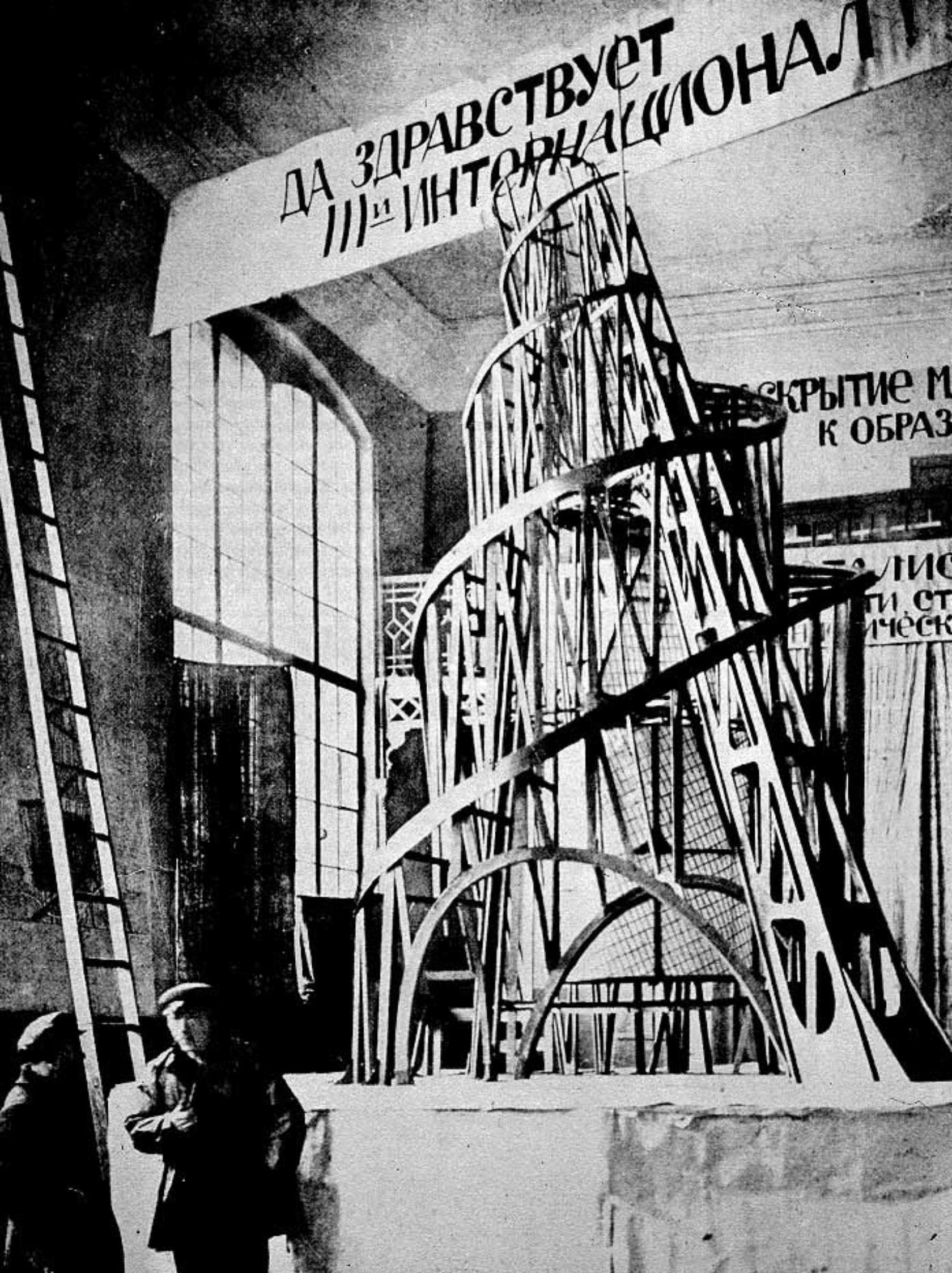
第三インターナショナル記念塔の模型（1919）/ ウラジーミル・タトリン設計
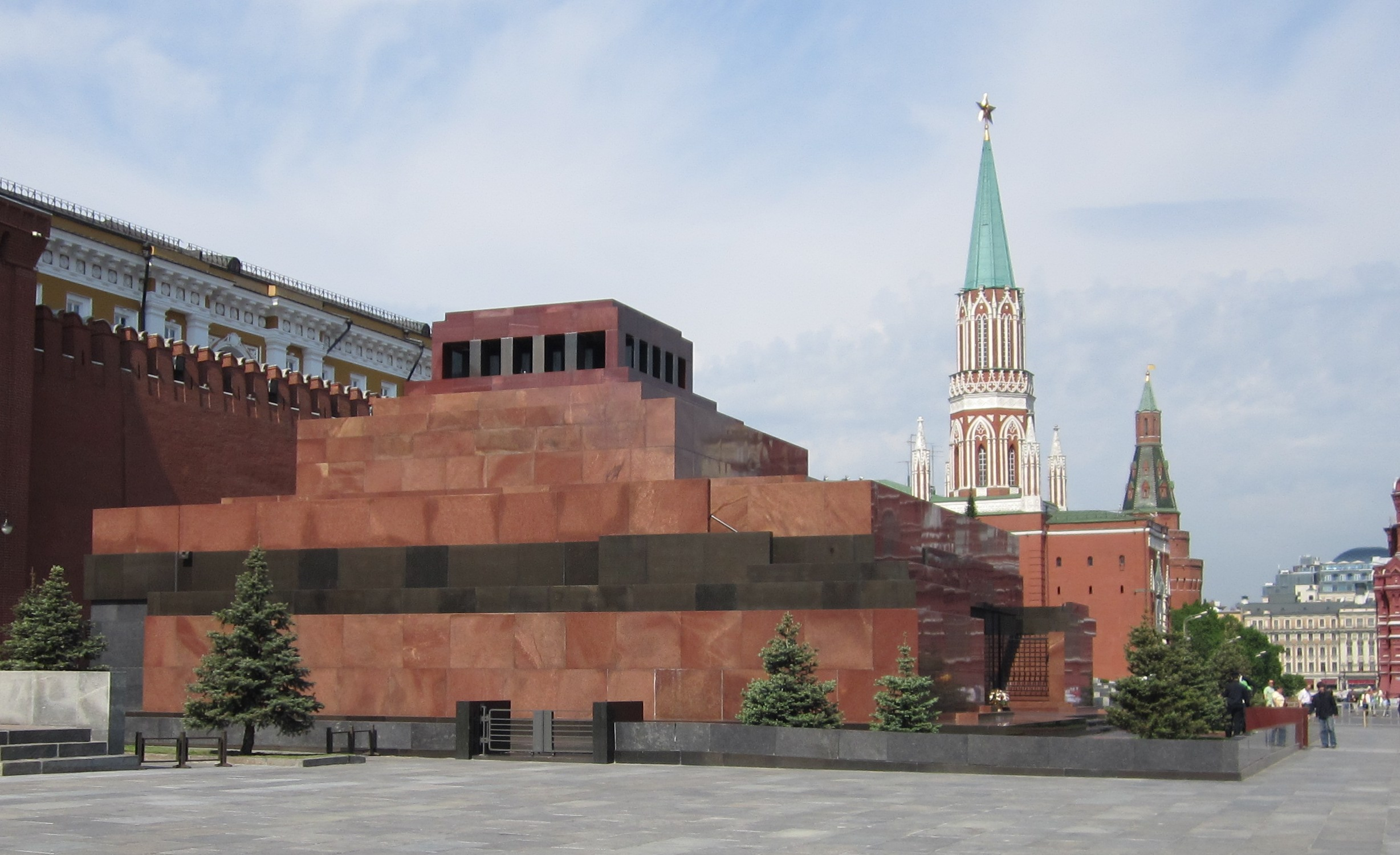
モスクワのレーニン廟（1924） / アレクセイ・シューセフ設計
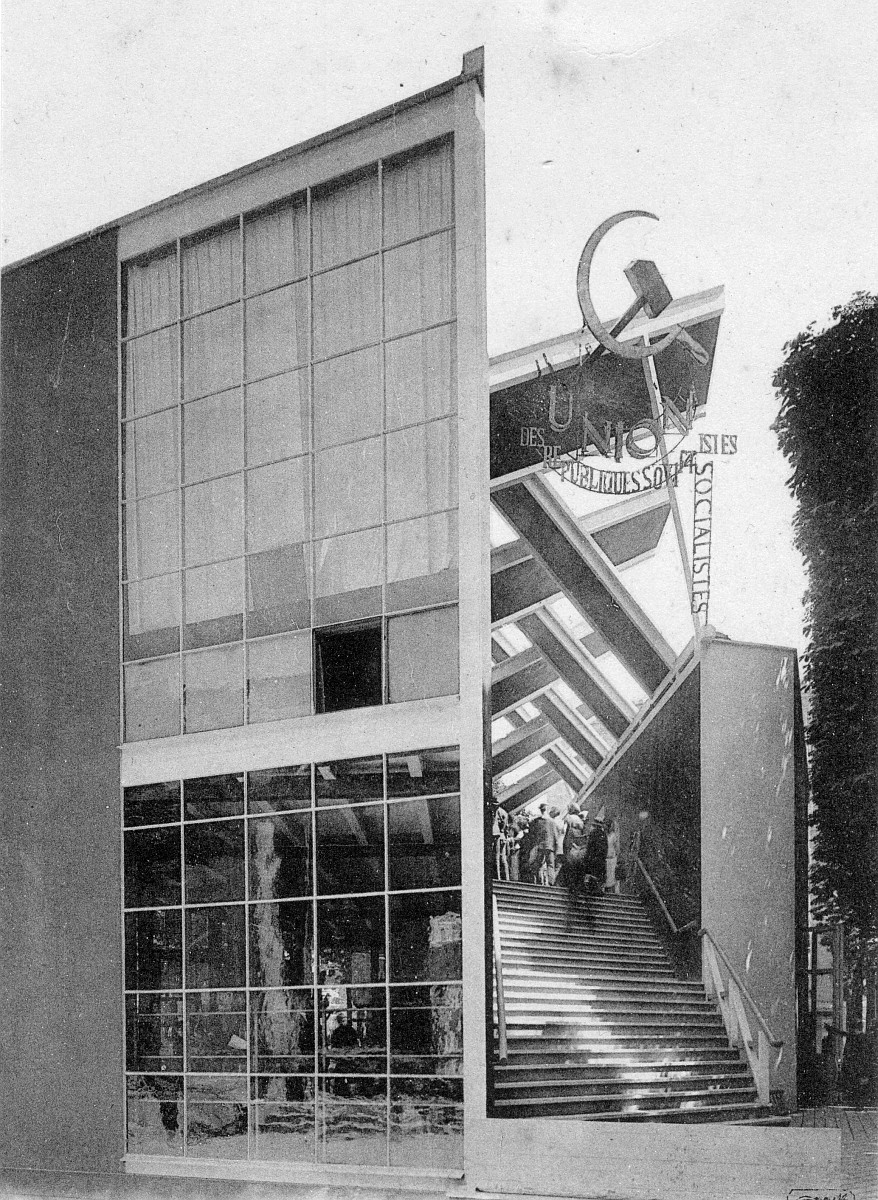
パリ万国博覧会のソ連パビリオン（1925） / コンスタンティン・メルニコフ設計
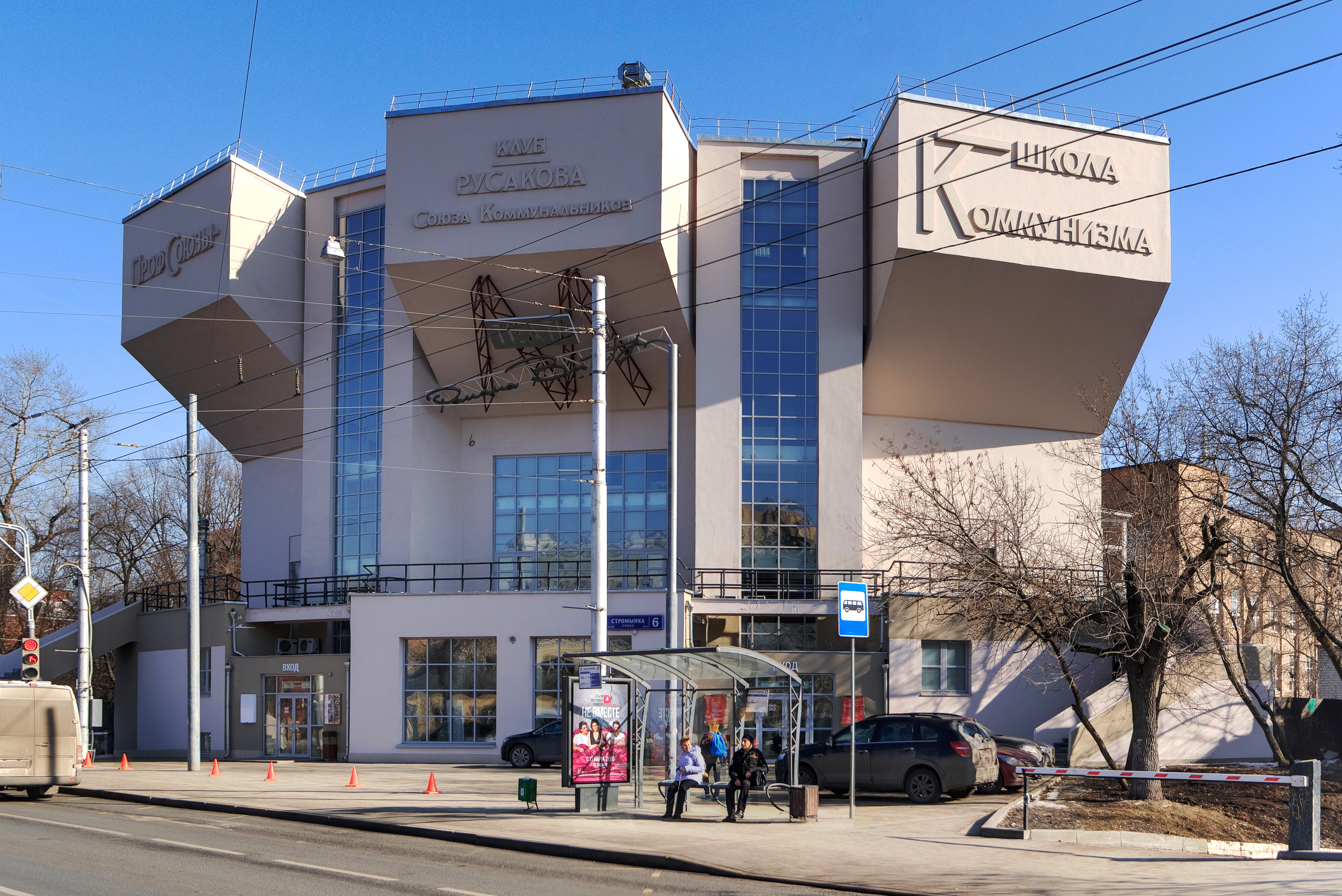
モスクワのルサコフ労働者クラブ（1928）/ コンスタンティン・メルニコフ設計
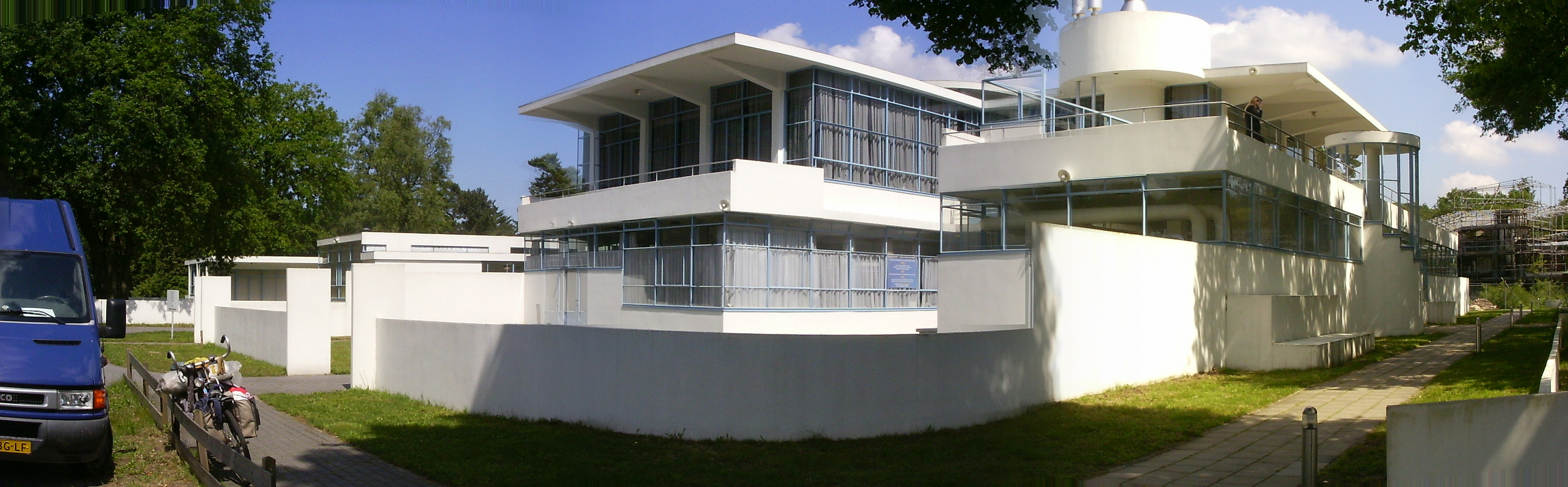
ゾンネストレイナル療養所（1926-1928） /ジャン・ダイカーとB・ベイフゥート 設計
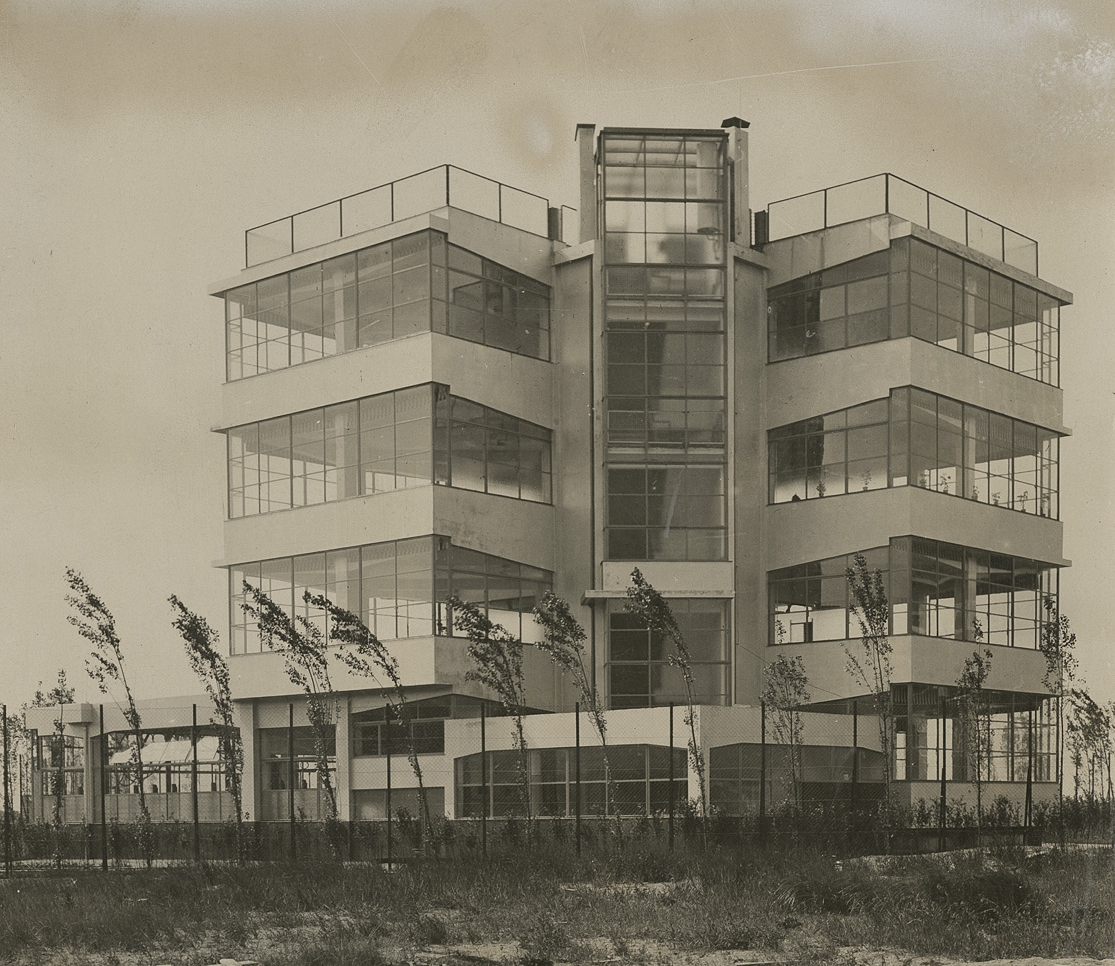
アムステルダムの野外学校 （1929-1930）/ジャン・ダイカー設計
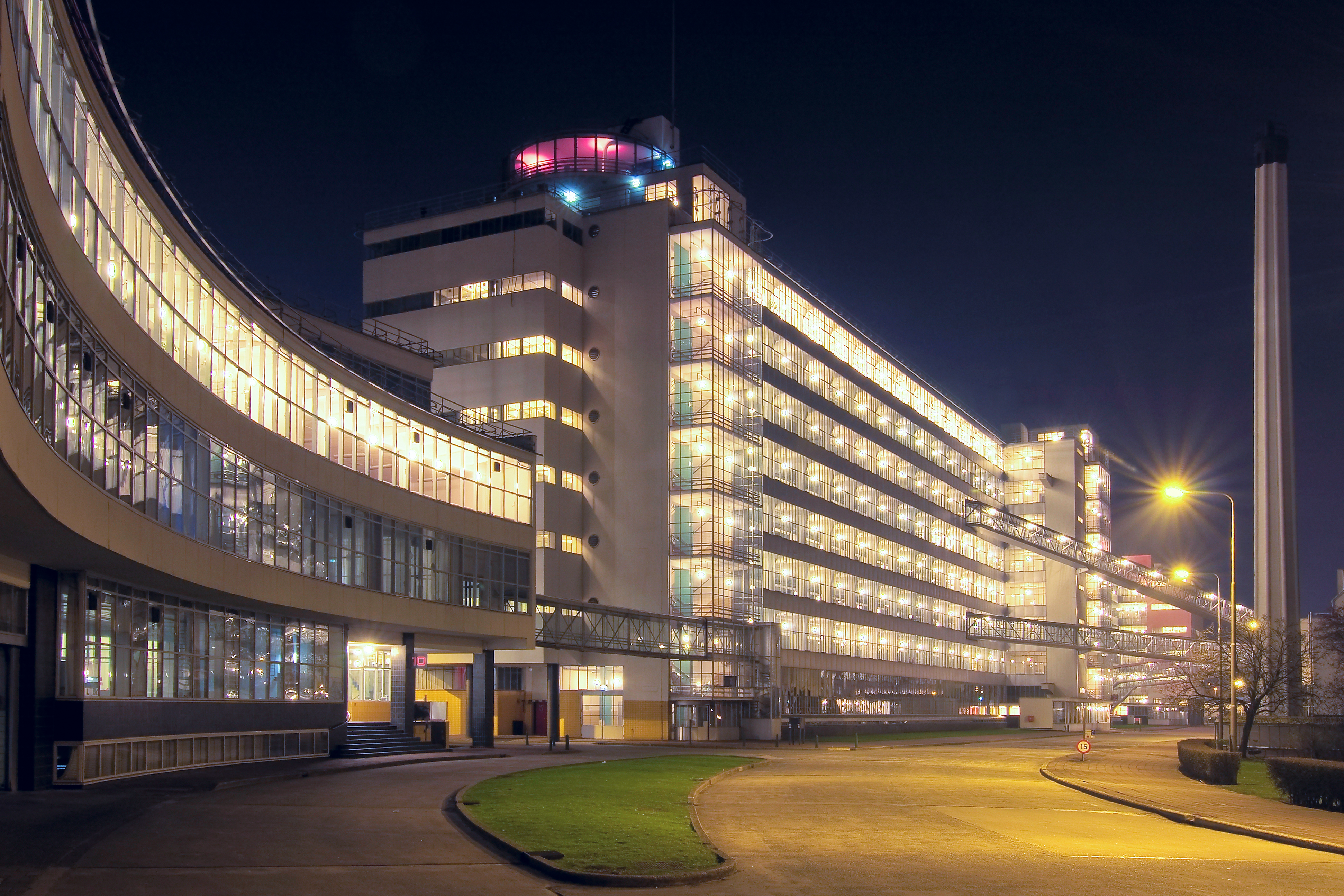
ロッテルダム　ファン・ネレ工場 (1927-1931）/  レーンデルト・ファン・デル・フルフトとマルト・スタム設計

### アールデコ

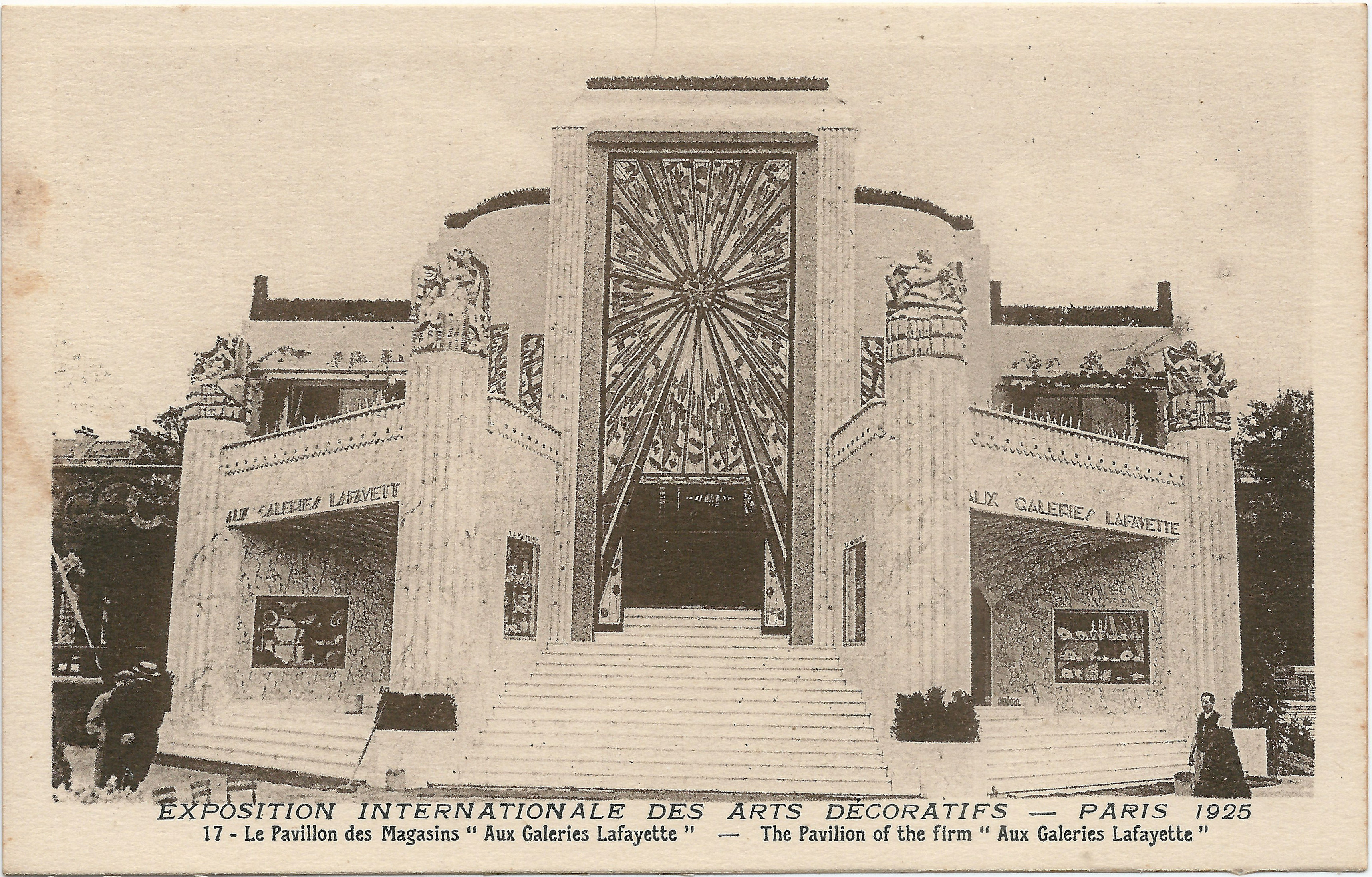
パリ万国博覧会（1925）におけるギャラリー・ラファイエットのパビリオン
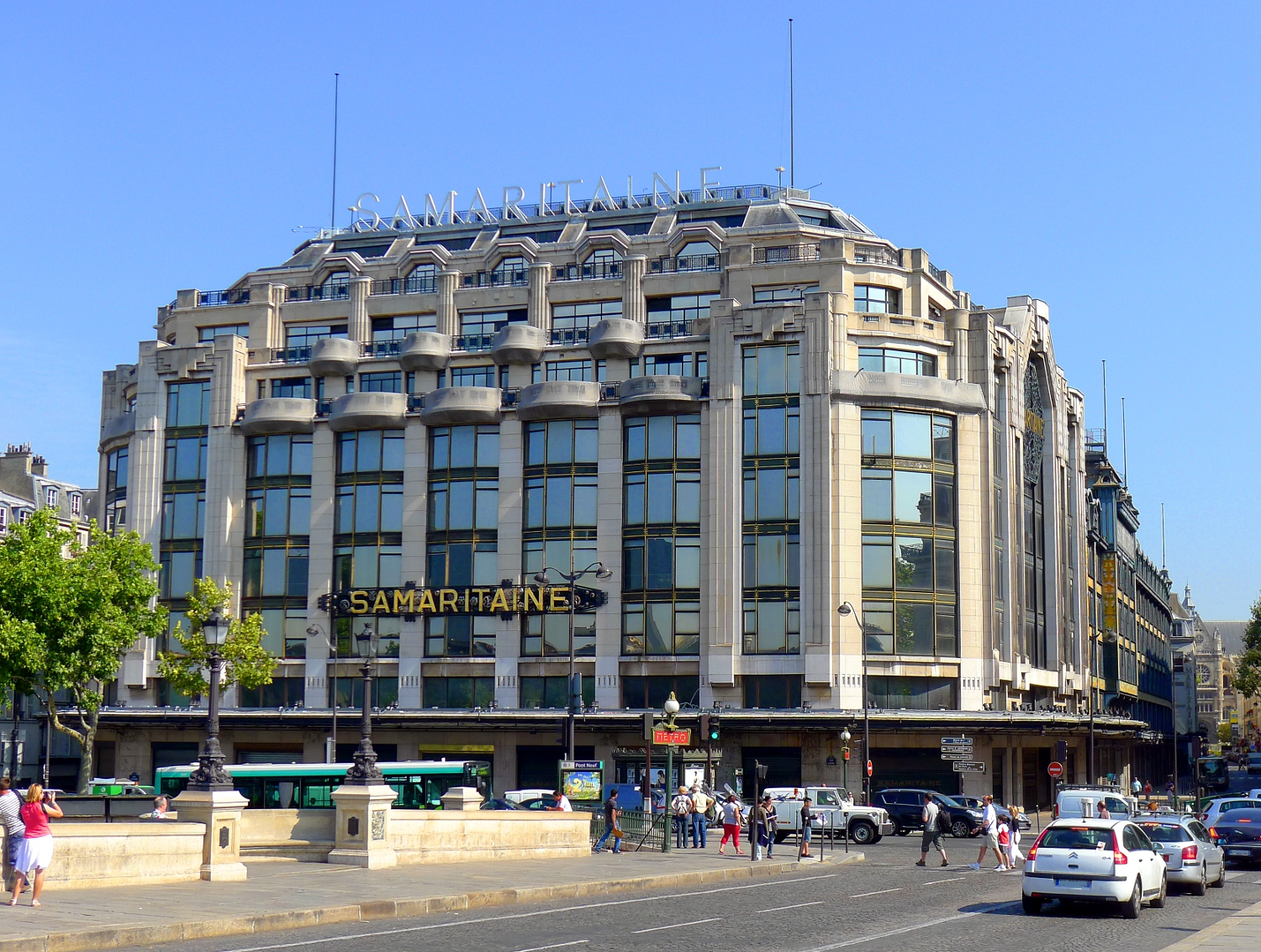
サマリテーヌ百貨店デパート （1925–28）/ アンリ・ソヴァージュ設計

#### アメリカにおけるアールデコ。超高層ビルのスタイル（1919–1939）

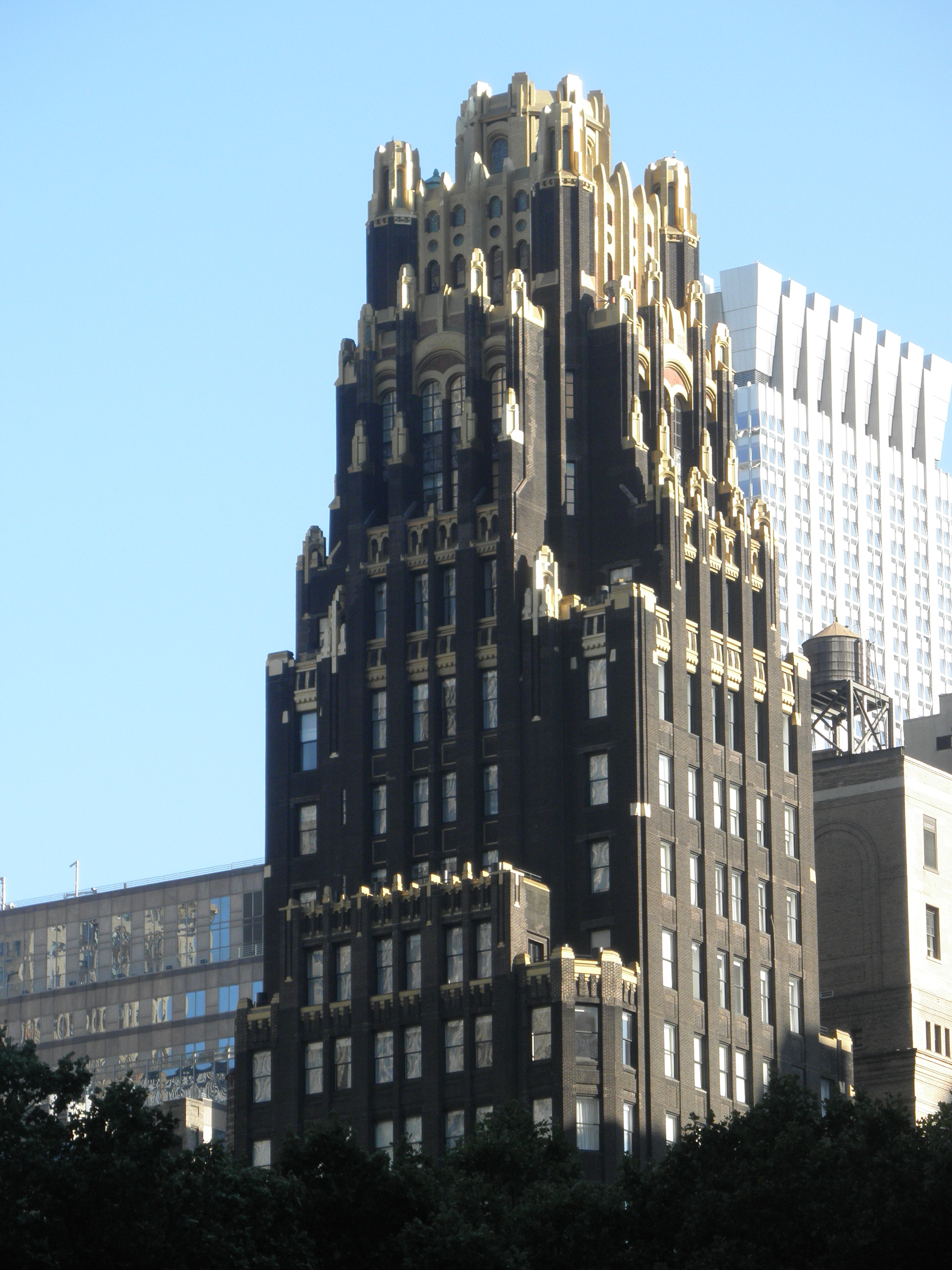
アメリカン・ラジエター・ビル（1924）/ レイモンド・フッド設計
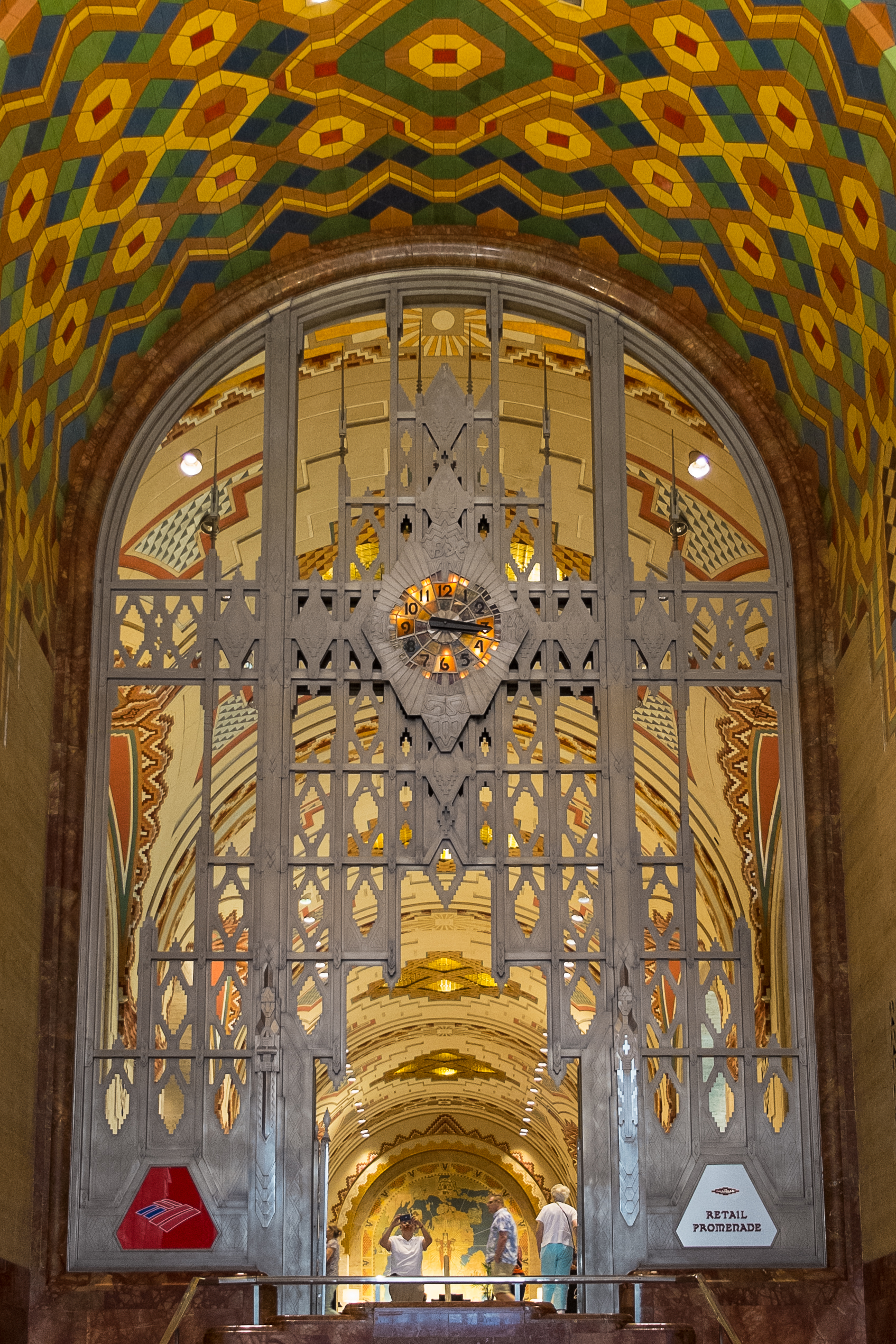
デトロイトのガーディアン・ビルディング（1927–29） / ワート・C・ロウランド設計
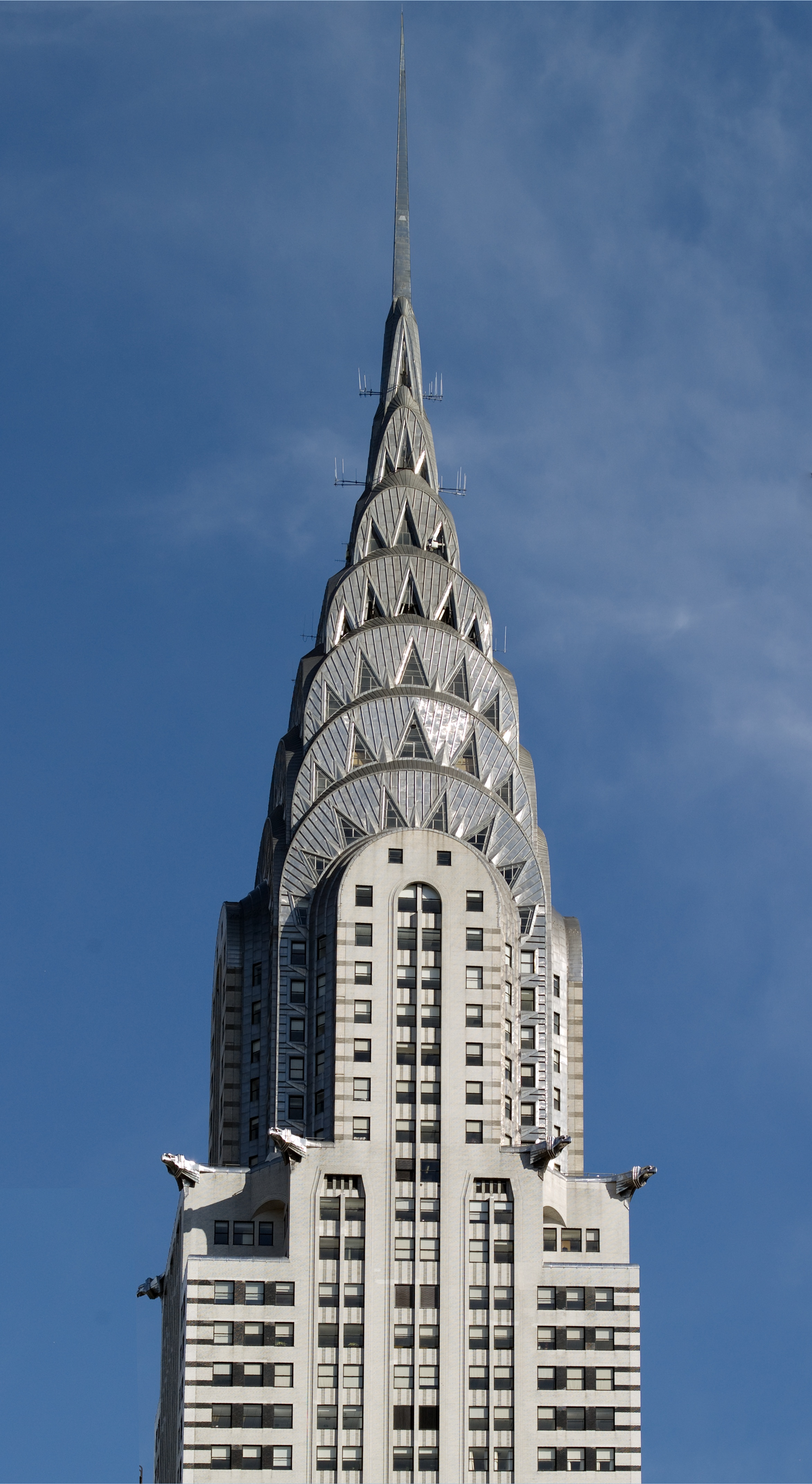
クライスラー・ビルディング（1928–30）/ ウィリアム・ヴァン・アレン設計
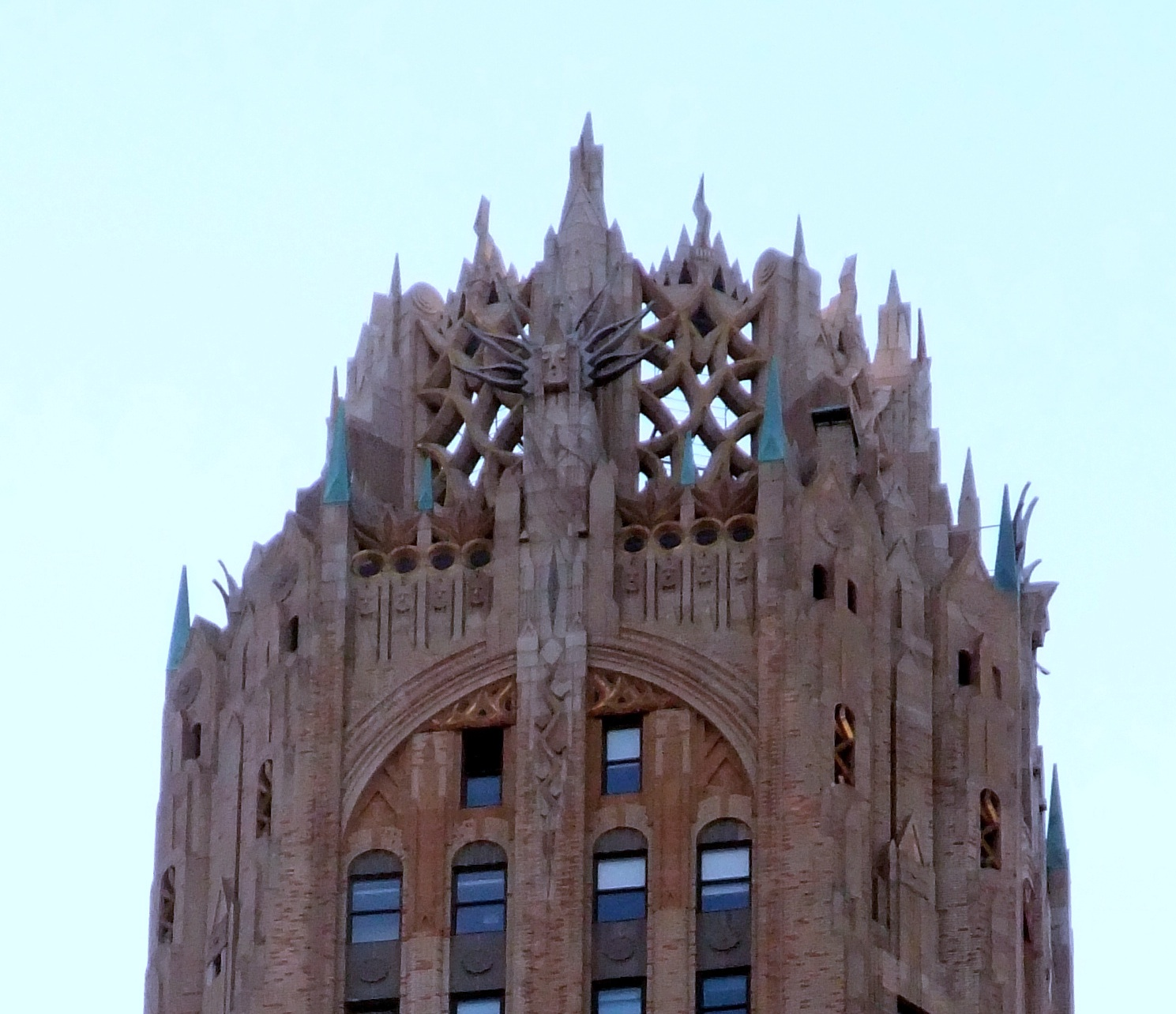
ゼネラルエレクトリックビル（1933） / Cross＆Cross設計
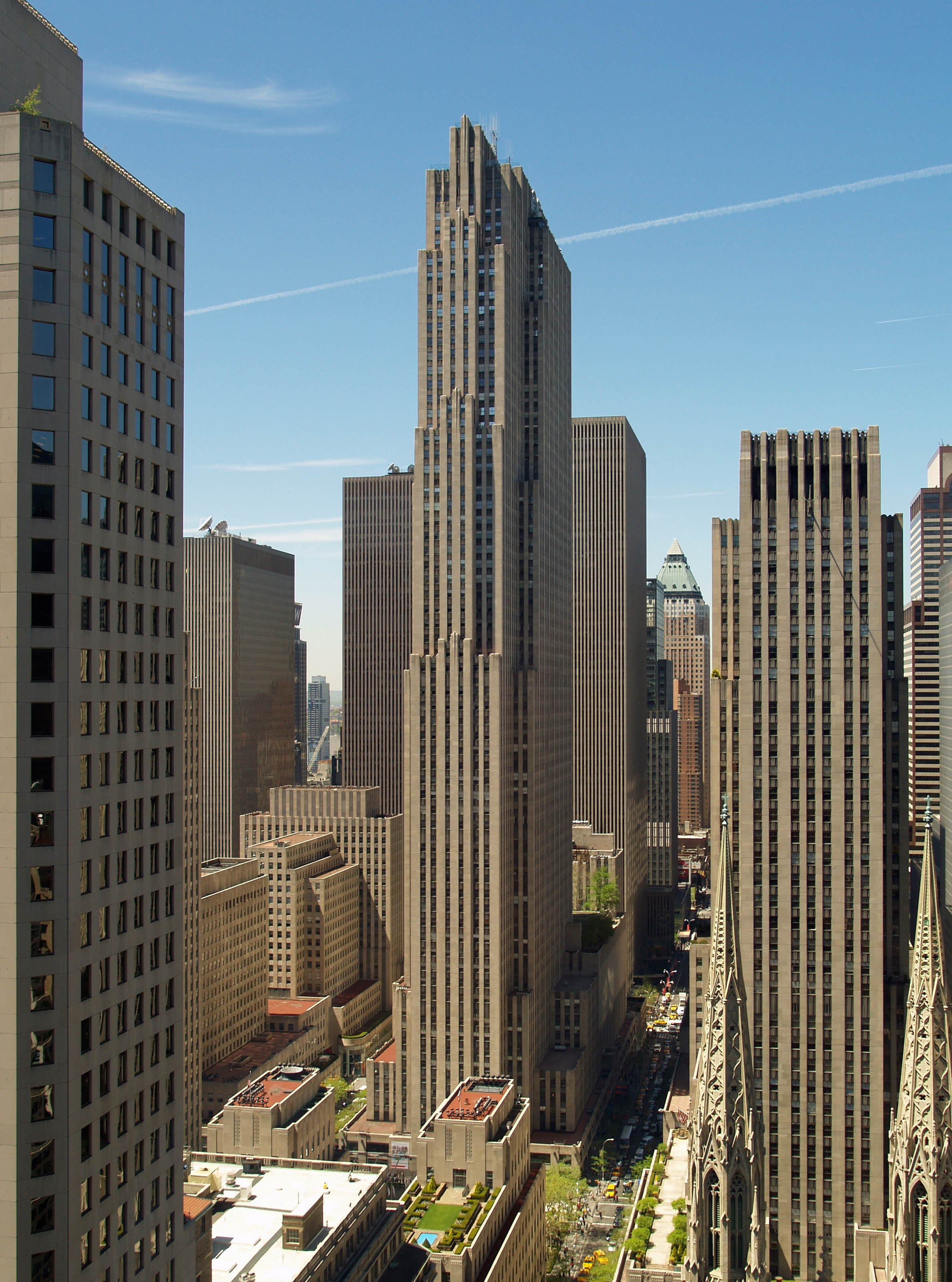
コムキャスト・ビルディング（1933） / レイモンド・フッド設計

#### 流線型のスタイルと公共事業行政（1933-1939）

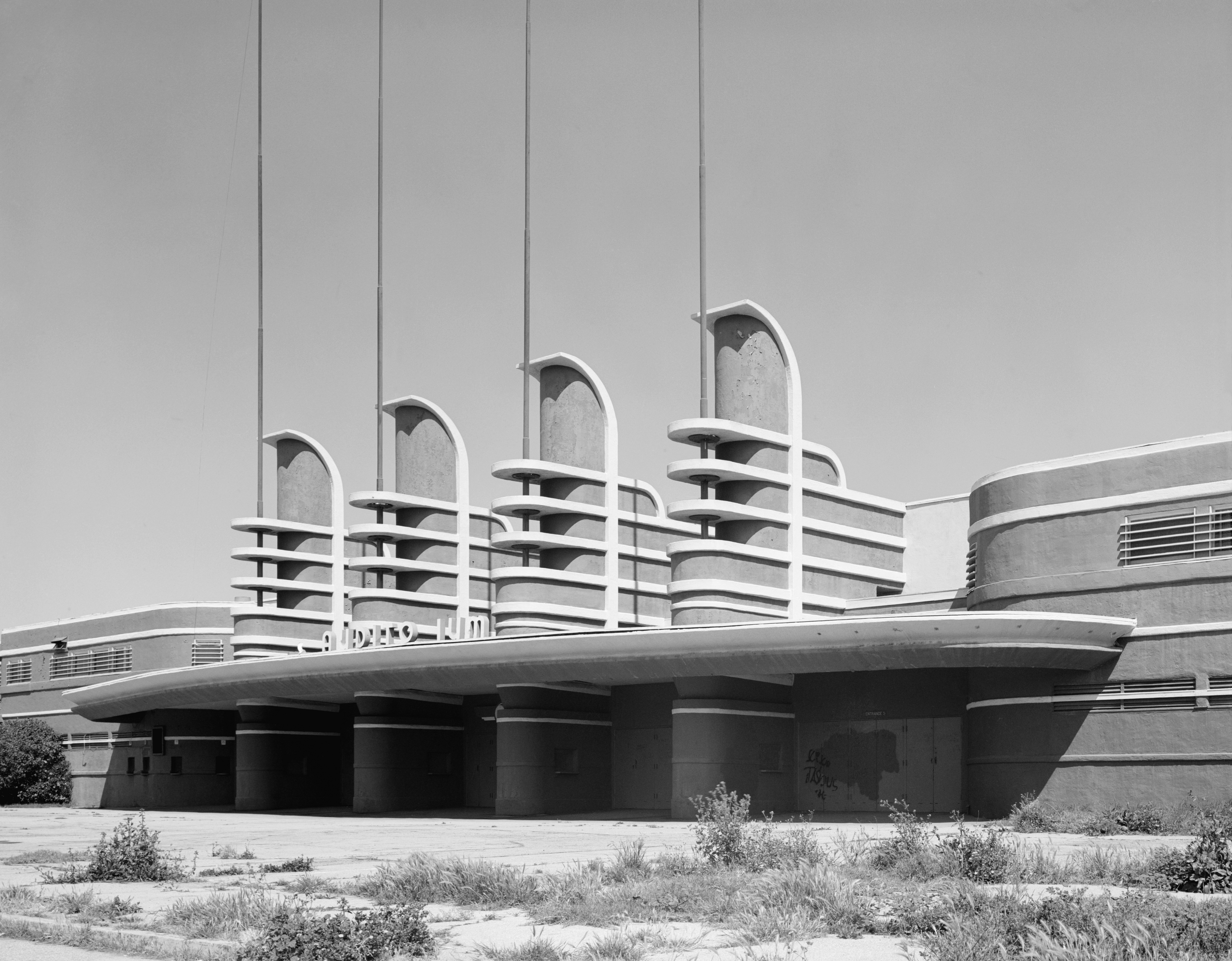
パンパシフィック・オーディトリアム 、ロサンゼルス（1936）
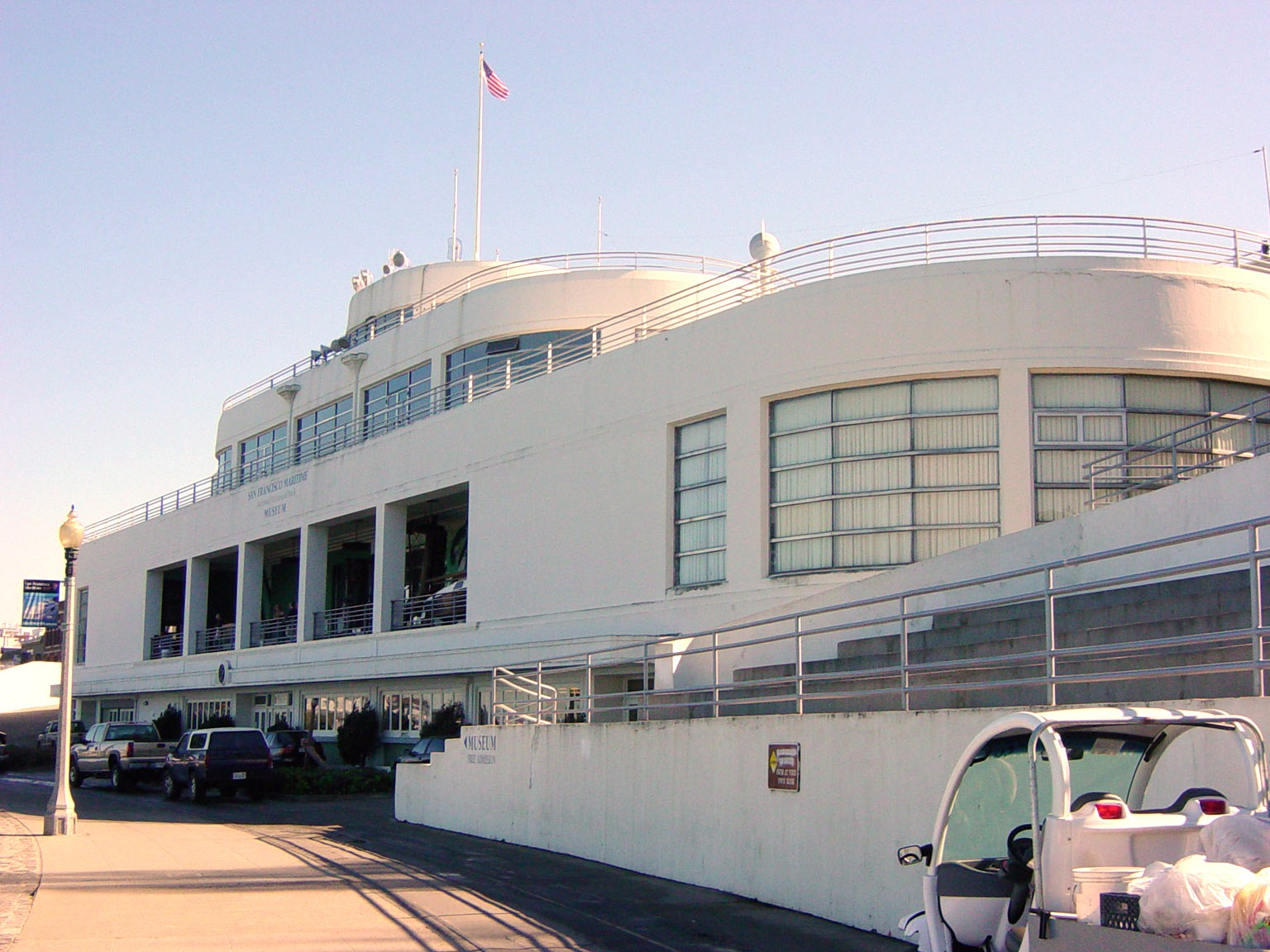
サンフランシスコ海事博物館（1936）もともとは公衆浴場だった
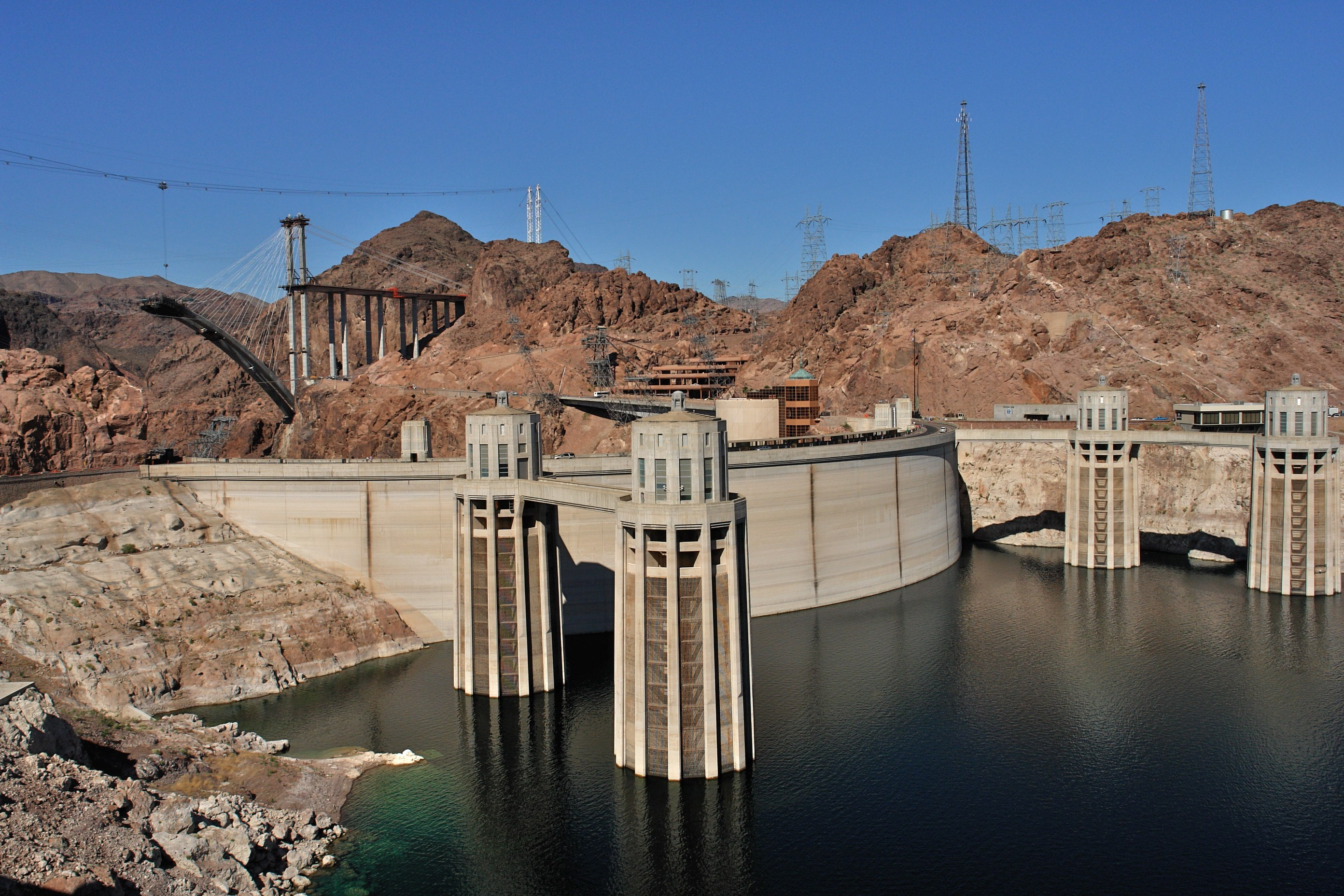
フーバーダム取水塔（1931–36）
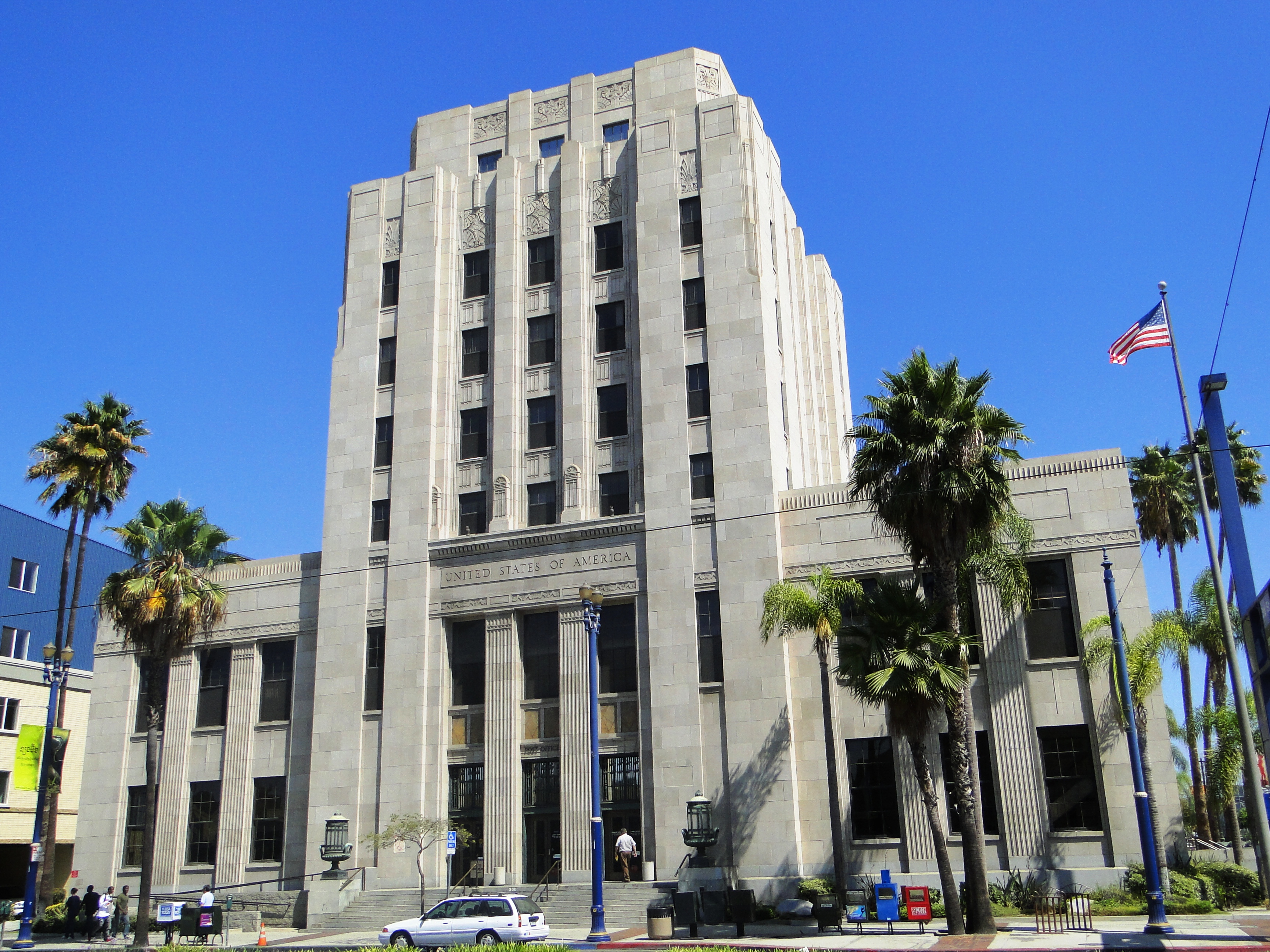
ロングビーチ中央郵便局 （1933–34）

### アメリカにおけるモダニズム建築（1919-1939）

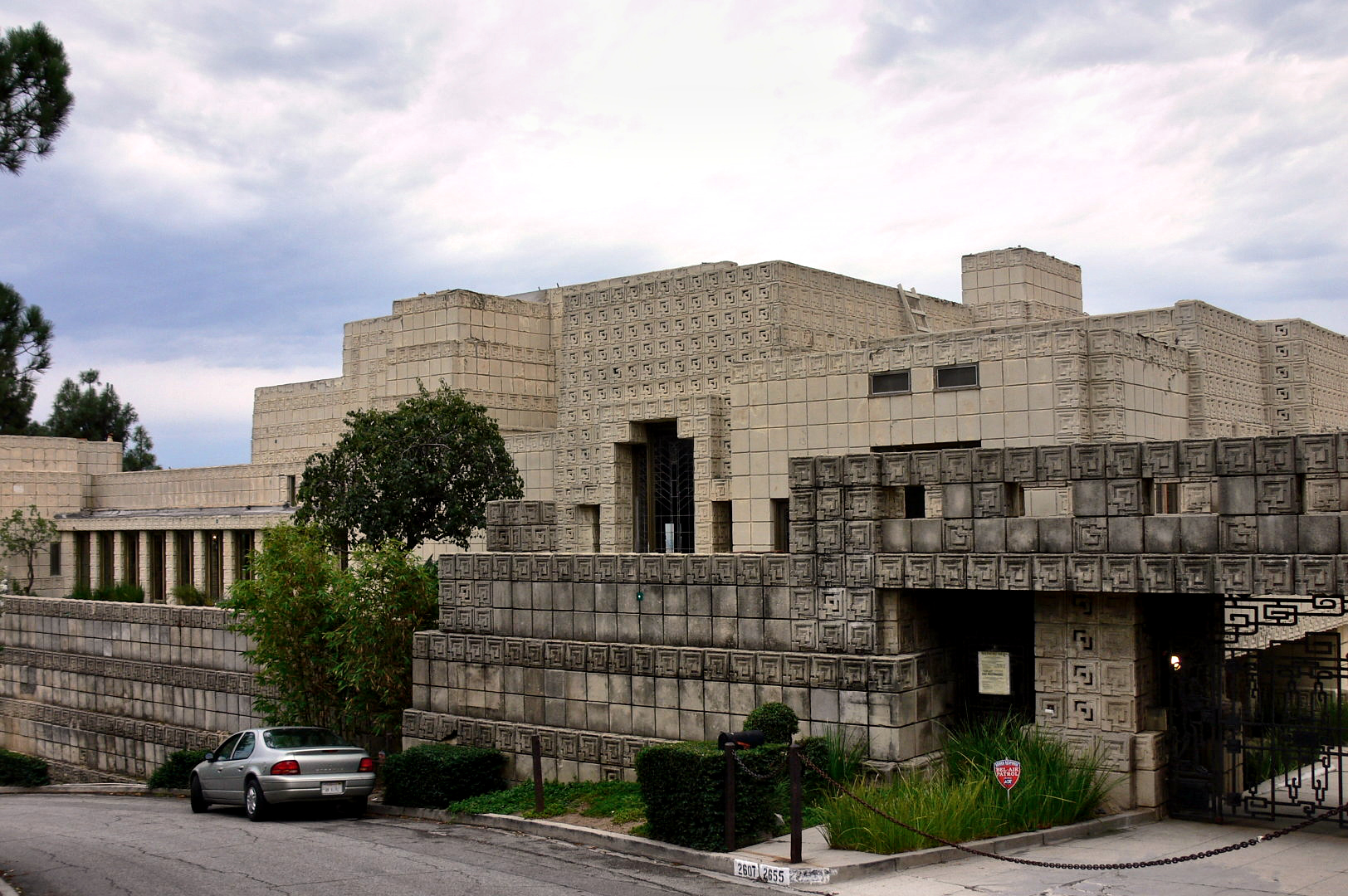
エニスハウス（1924） / フランク・ロイド・ライト設計
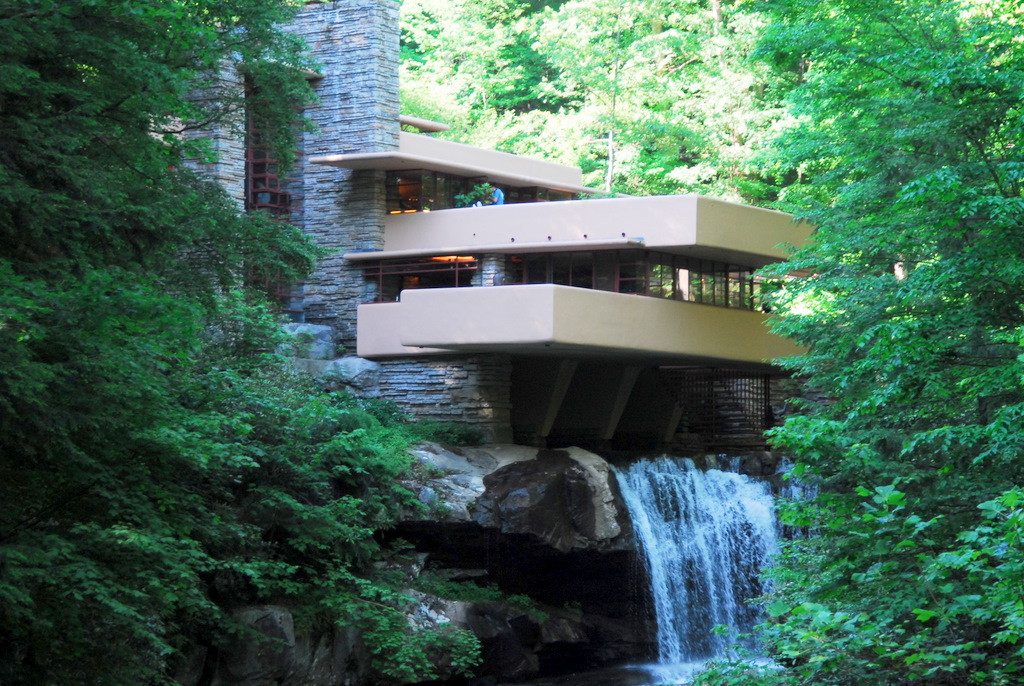
落水荘 (1928-1934)  / フランク・ロイド・ライト設計
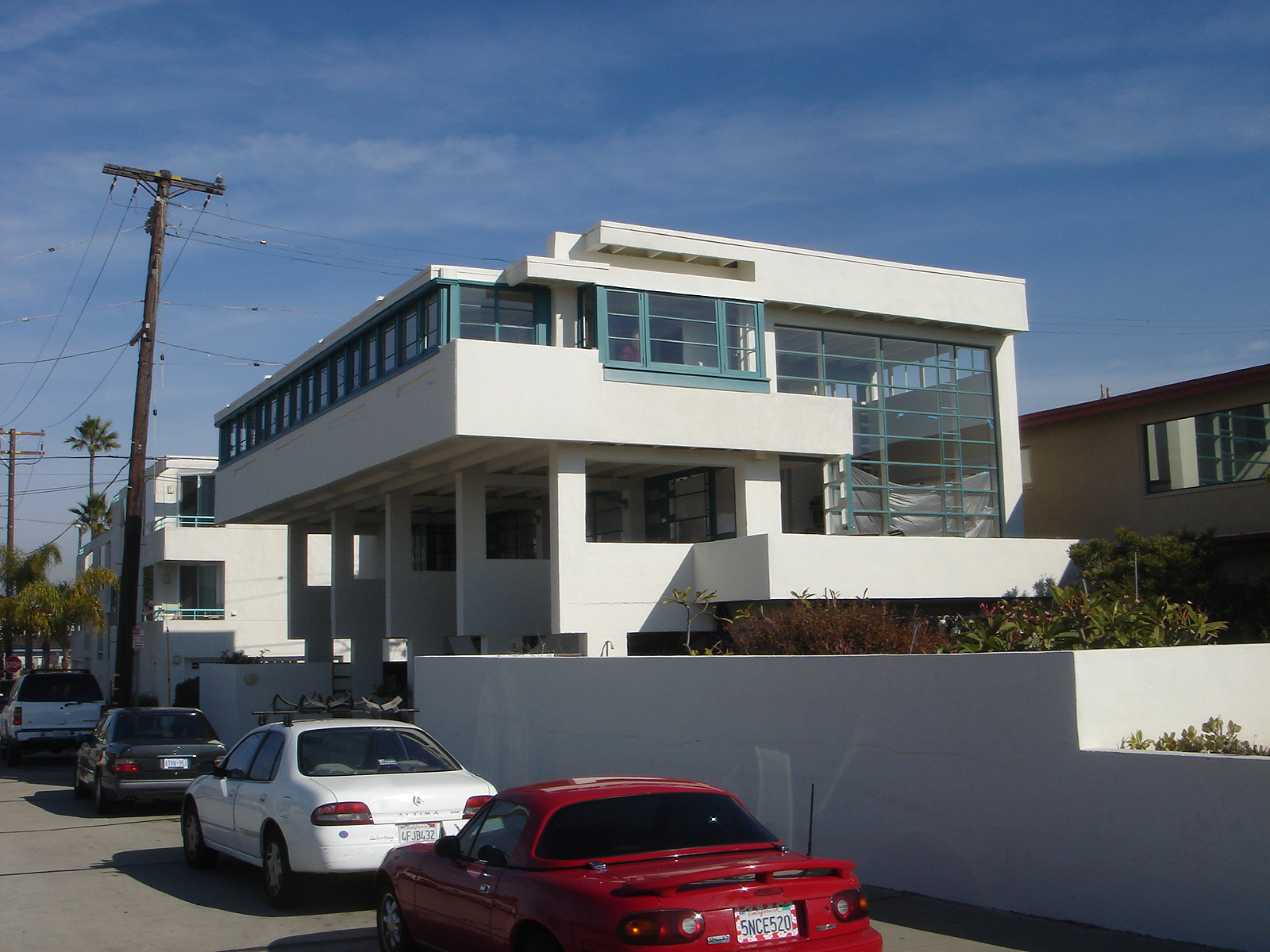
ローヴェル・ビーチ・ハウス（1926）/ ルドルフ・シンドラー設計
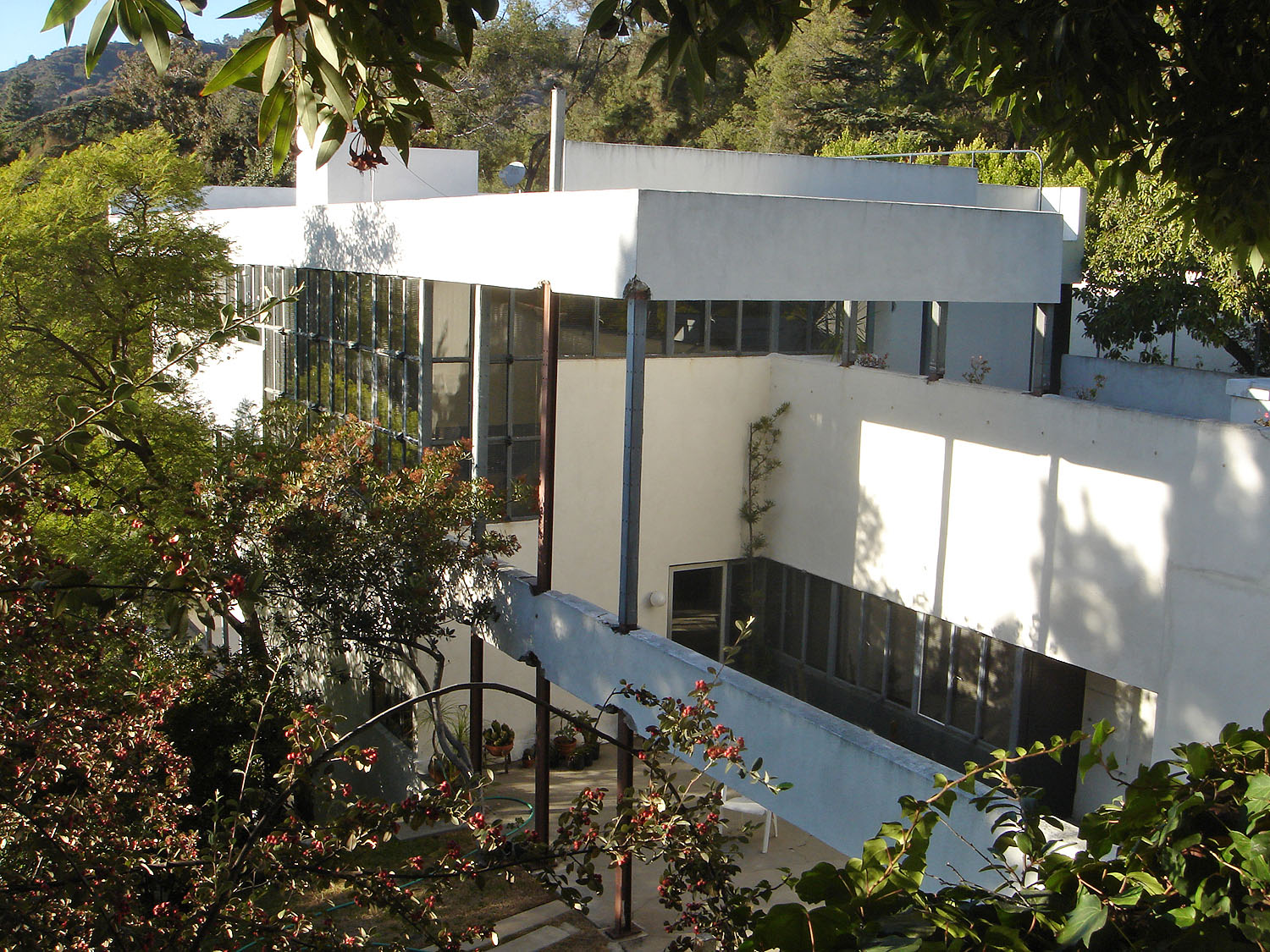
ロヴェル邸（1927-29）/ リチャード・ノイトラ設計

### 1937年のパリ国際博覧会と独裁者の建築

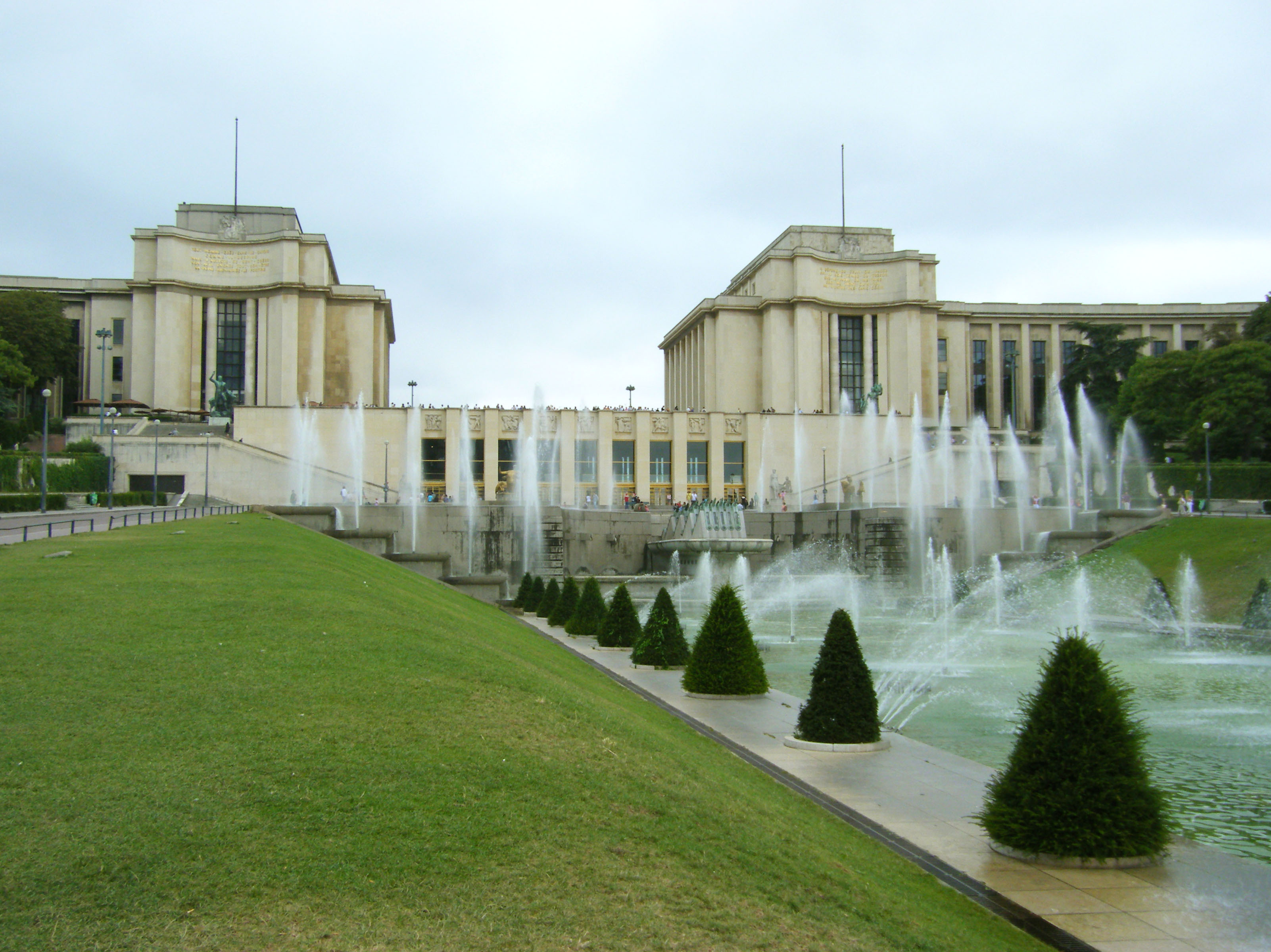
1937年パリ国際博覧会 ルイ・ヒポリット・ボイロー 、 ジャック・カルル 、 レオン・アゼマによるシャイヨ宮
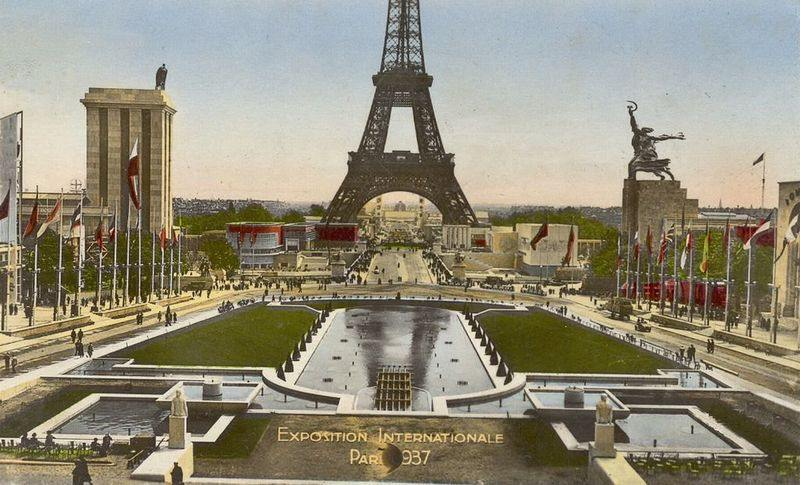
1937年のパリ万国博覧会で、アルベルト・シュペーア設計のナチス・ドイツのパビリオン（左）はボリス・イオファン設計のソビエト連邦のパビリオン（右）と対峙していた
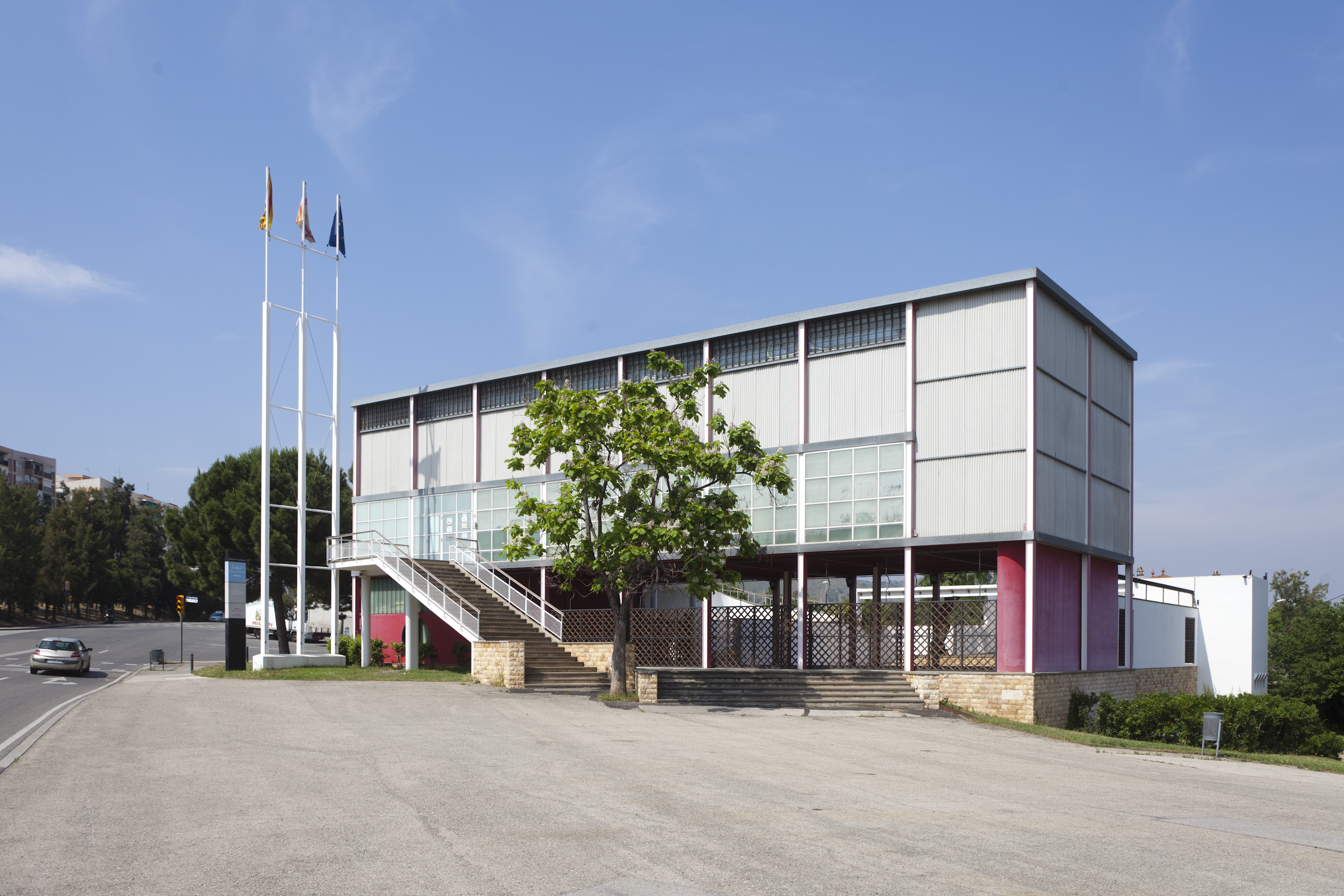
スペイン第2共和国パビリオン（1937/復元）/ ホセ・ルイ・セルト設計
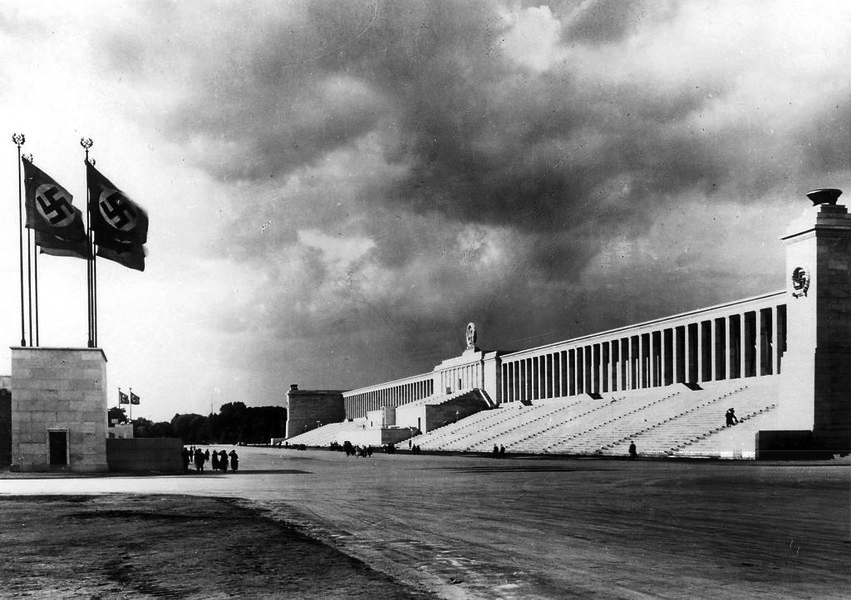
ナチス党の党大会のために建てられたニュルンベルク のツェッペリンフィールドスタジアム（1934）/ アルベルト・シュペーア設計
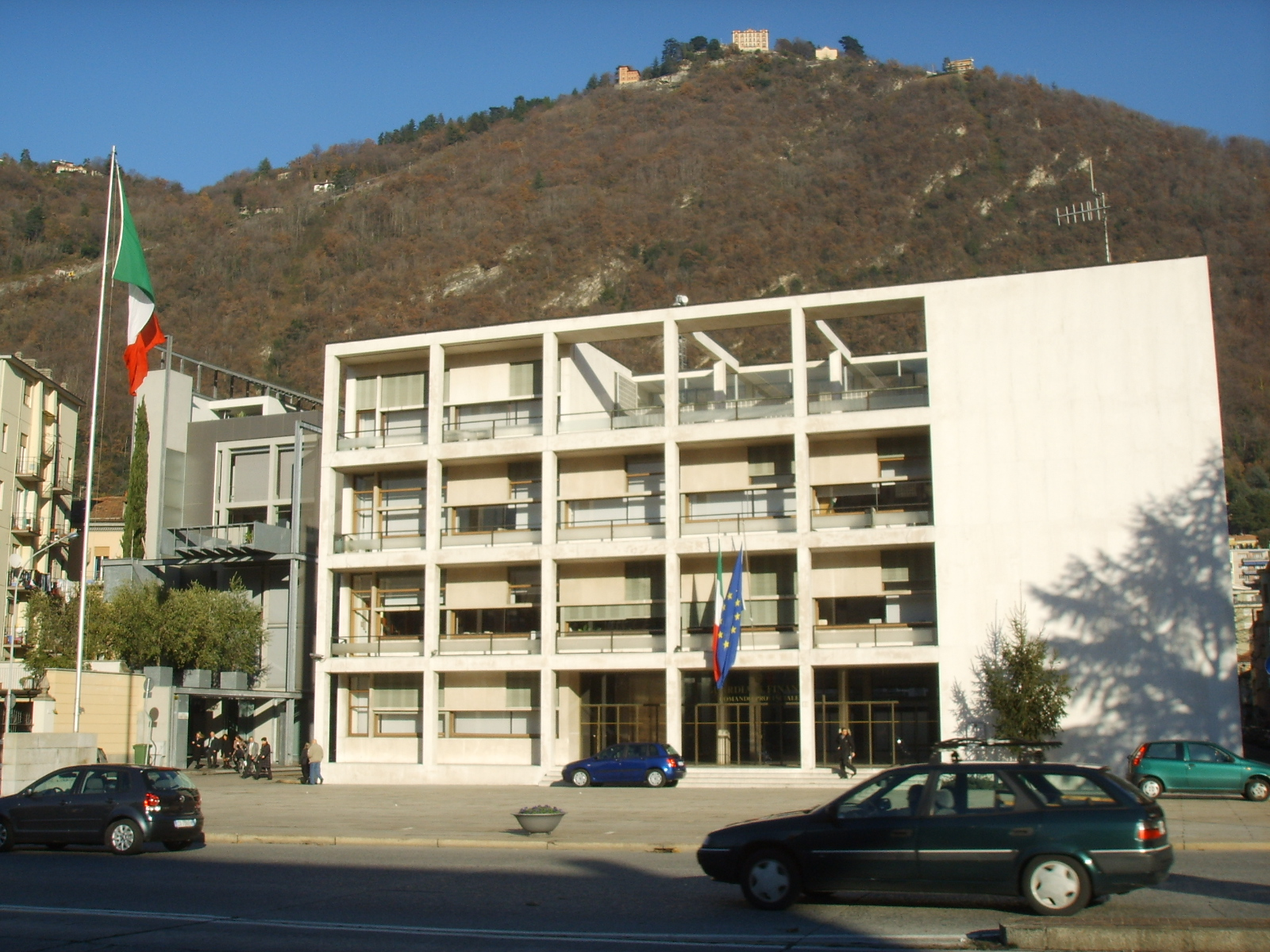
イタリア、コモのカサ・デル・ファシオ （ファシズムの家）（1932-1936）/ ジュゼッペ・テラーニ設計

### ニューヨーク万国博覧会（1939）

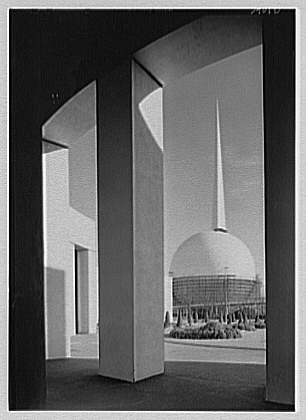
TrylonとPerisphere、1939年の世界博覧会のシンボル
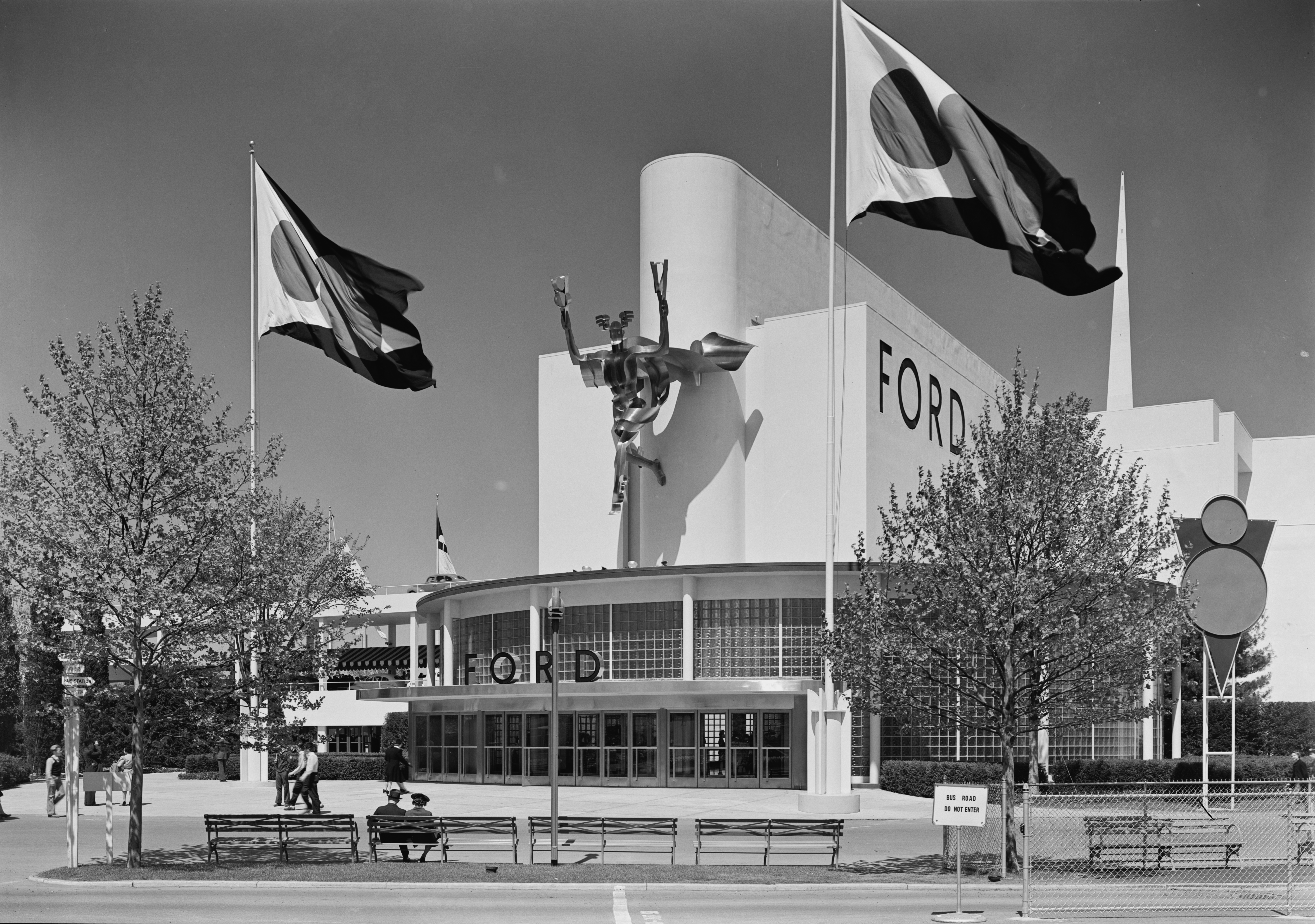
フォードのパビリオン、 ストリームライン・モダンスタイル
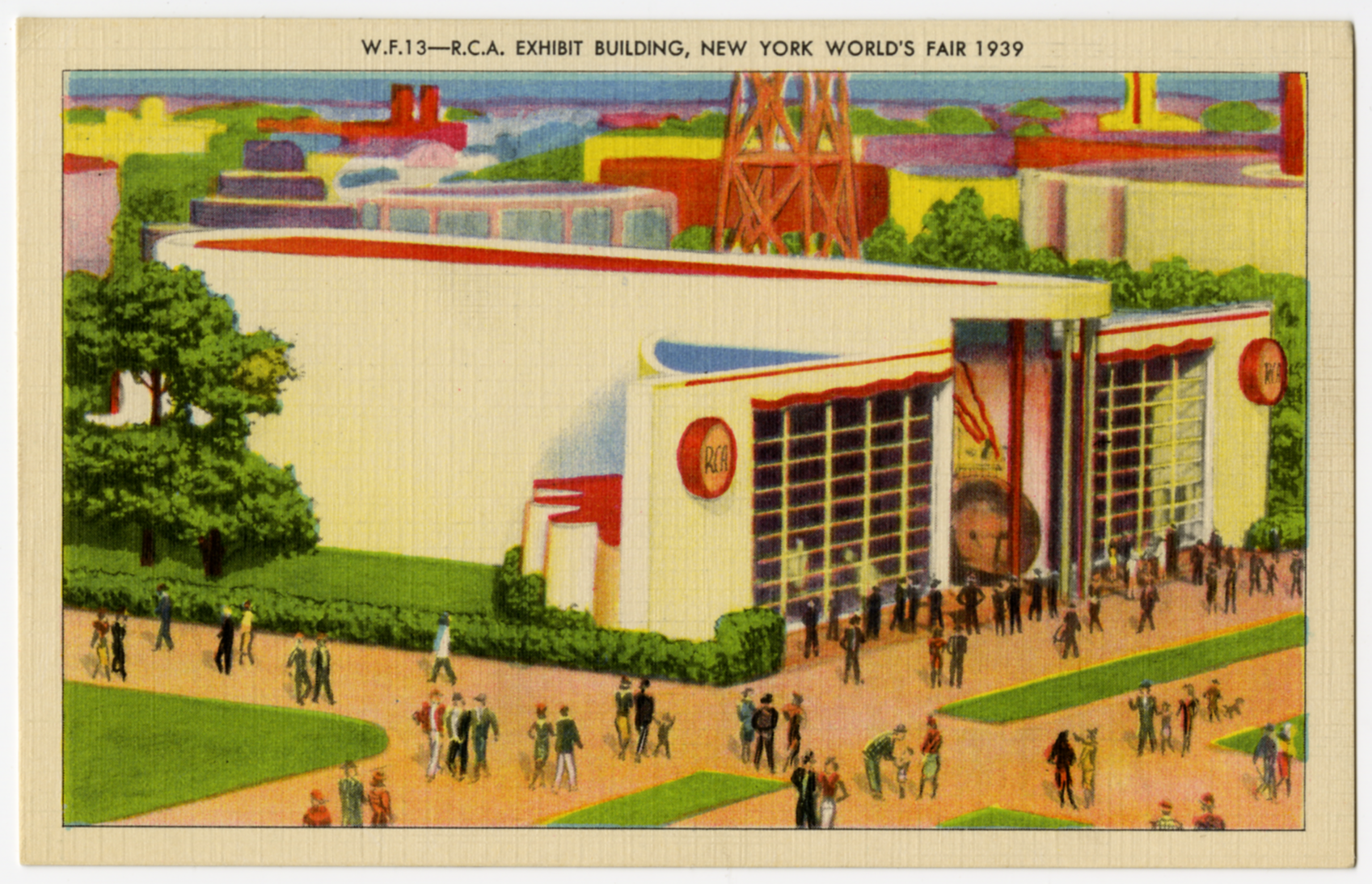
RCAパビリオンは最初の公共テレビ放送を特集した
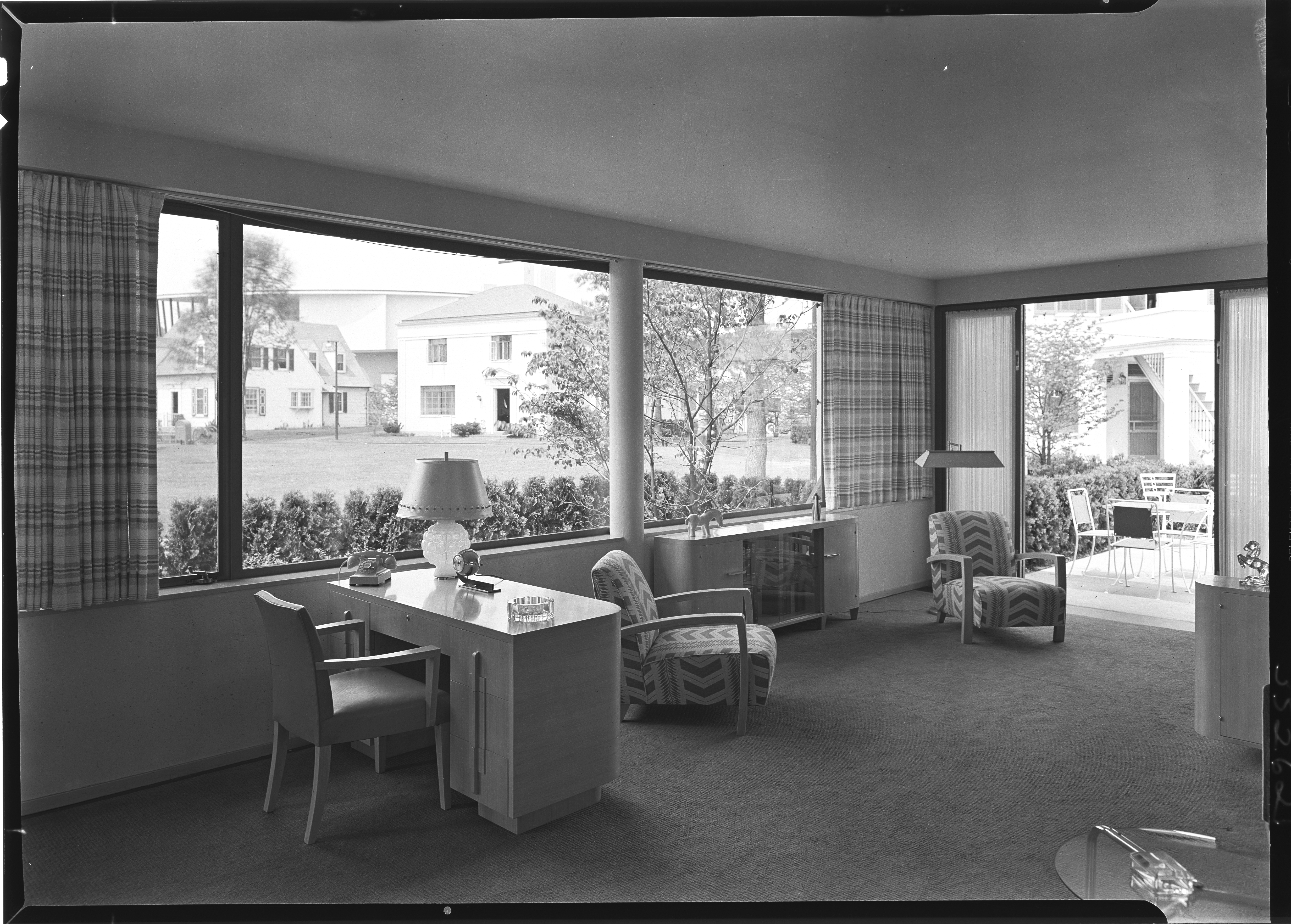
将来の家がどのように見えるかを示す、ガラスの家のリビングルーム

### 第二次世界大戦：戦時中の技術革新と戦後の再建（1939-1945）

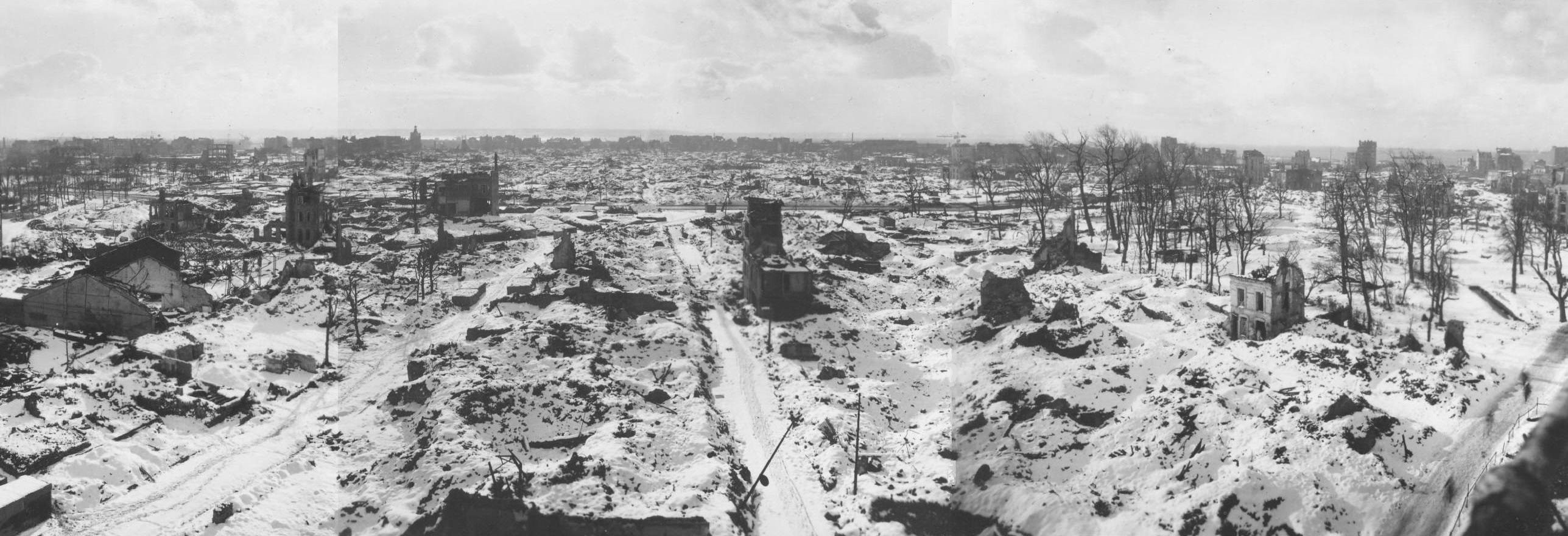
1944年に爆撃で破壊されたル・アーブルの中心
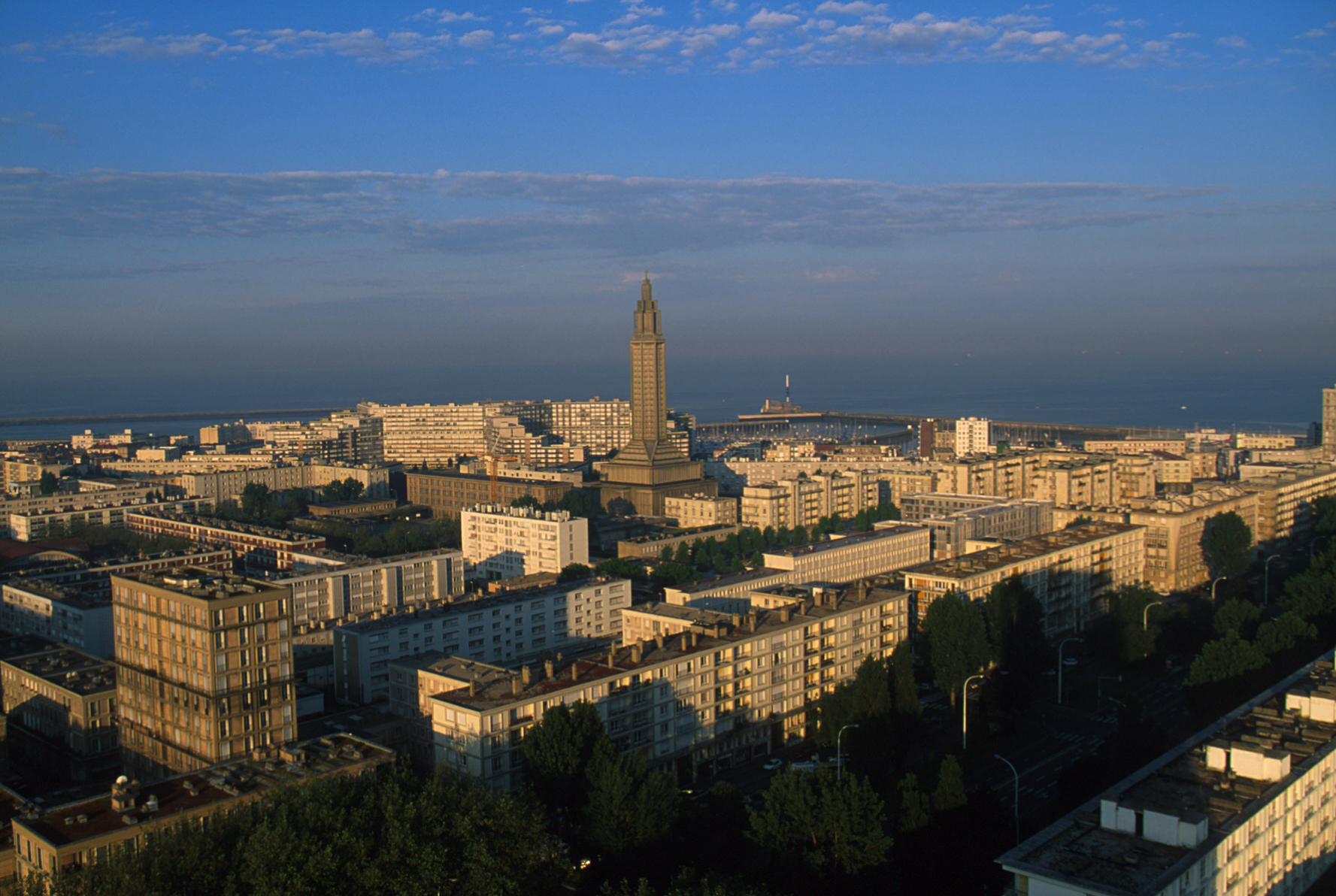
オーギュスト・ペレ （1946年 - 1964年）によって再建されたル・アーヴルの中心
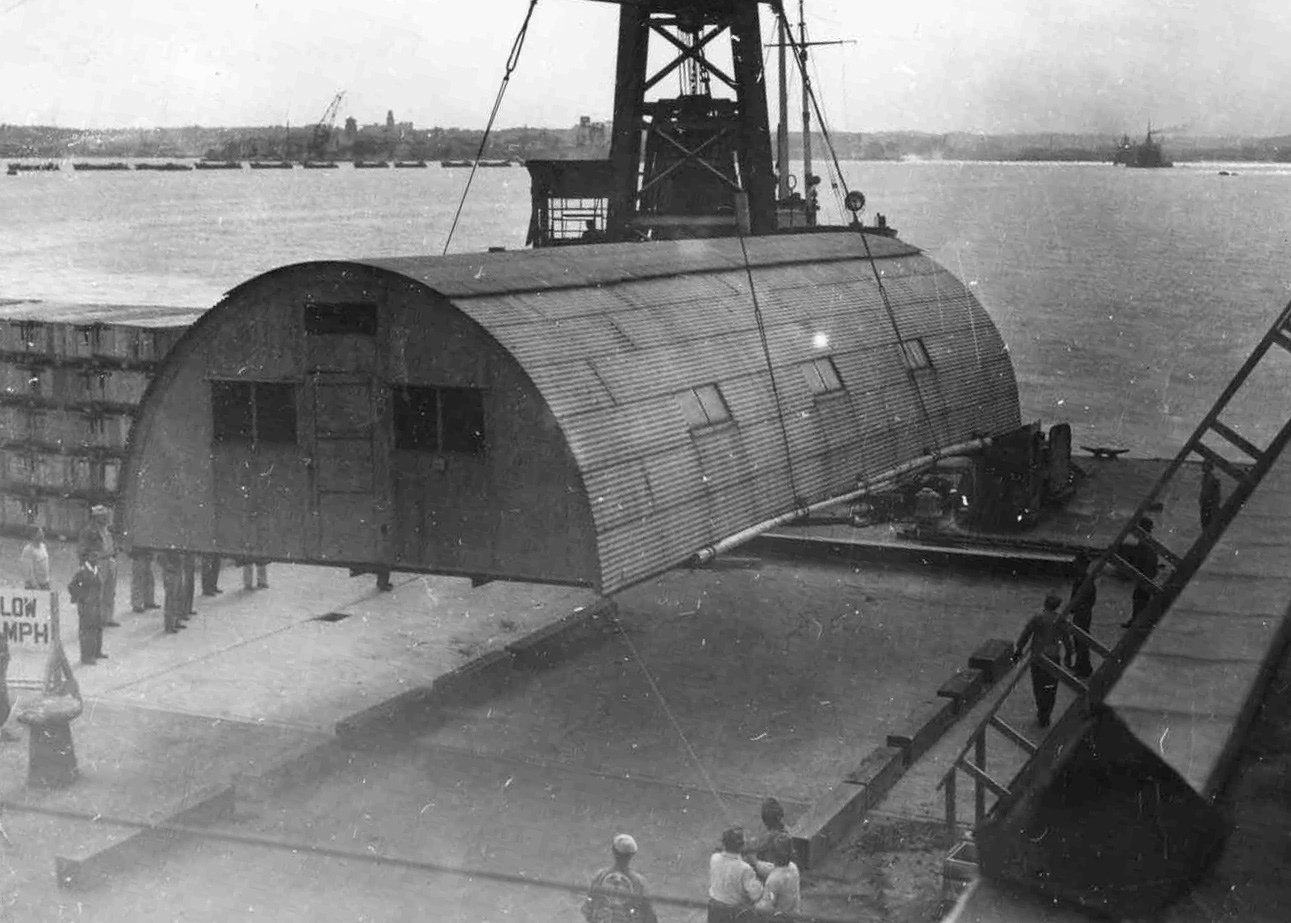
日本に向かう途中のクォンセット・ハット （1945）

#### ル・コルビュジエとシテ・ラディウス （1947年 - 1952年）

パリのシティドアーキテクチャーエデュパトリモーヌで開催されたユビテーゼの元ユニットのサロンとテラス（1952）

#### フランク・ロイド・ライト

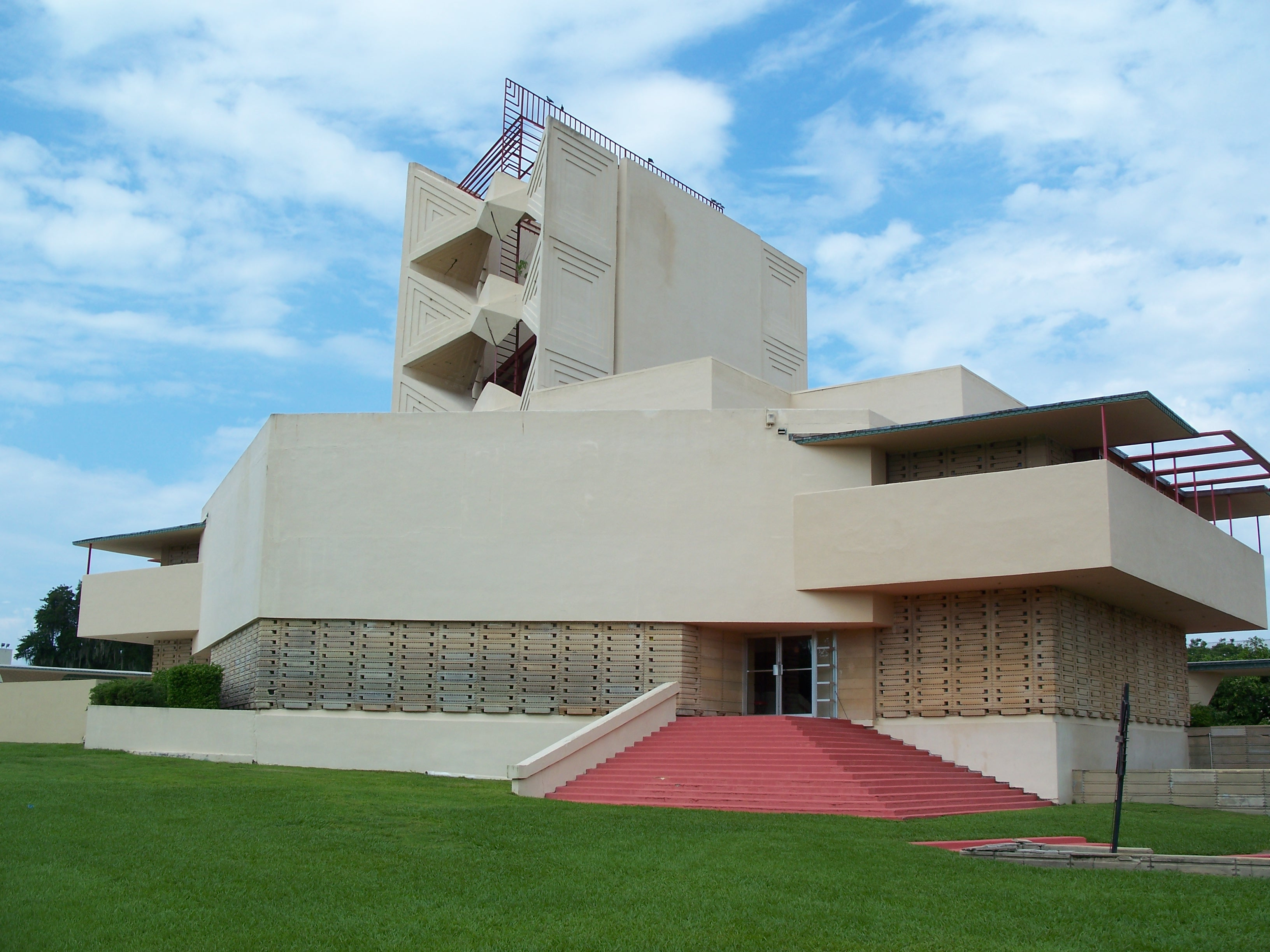
フロリダサザンカレッジのファイファーチャペル設計：Frank Lloyd Wright（1941-1958）
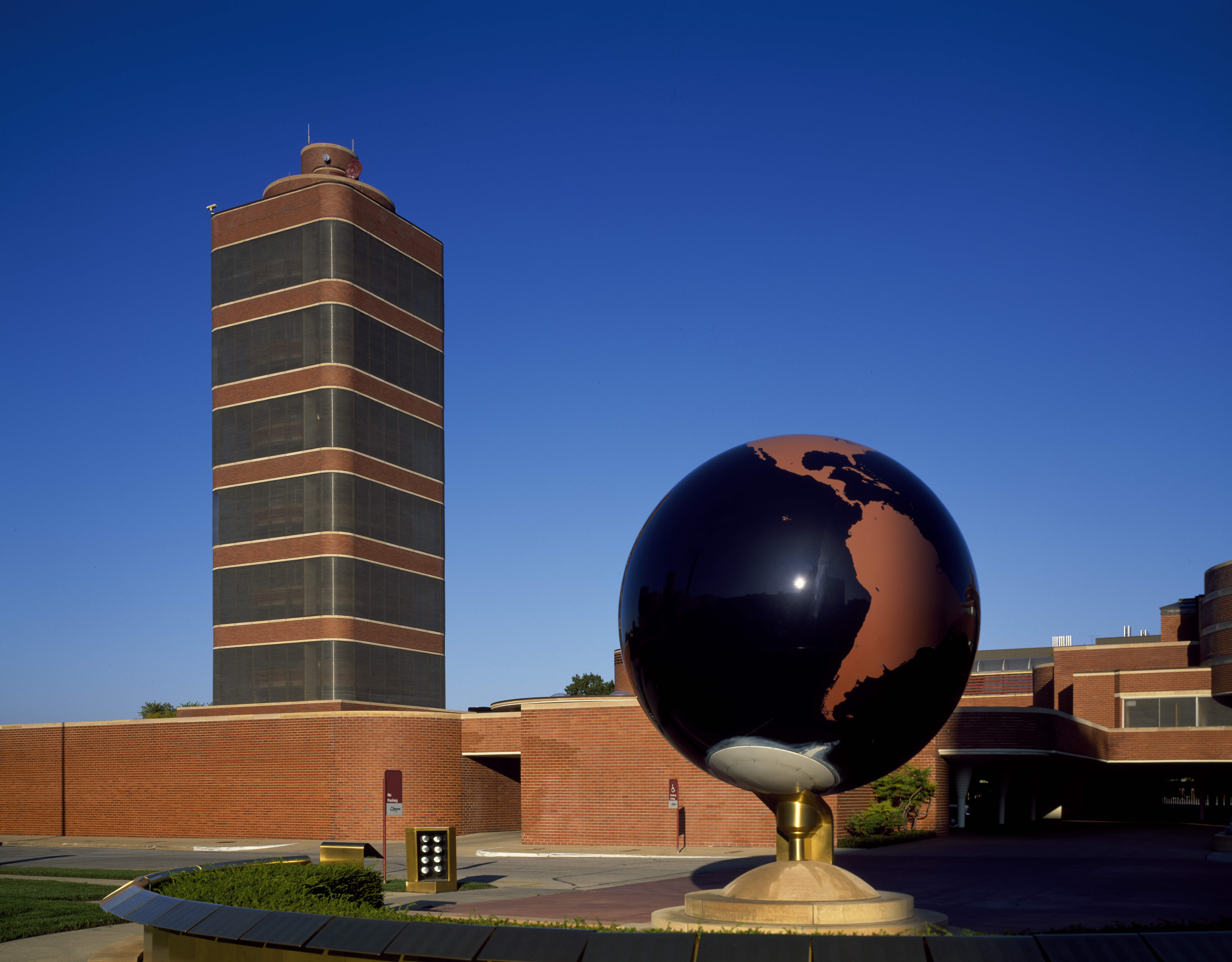
ジョンソンワックス本部および研究センター（1944-1950）
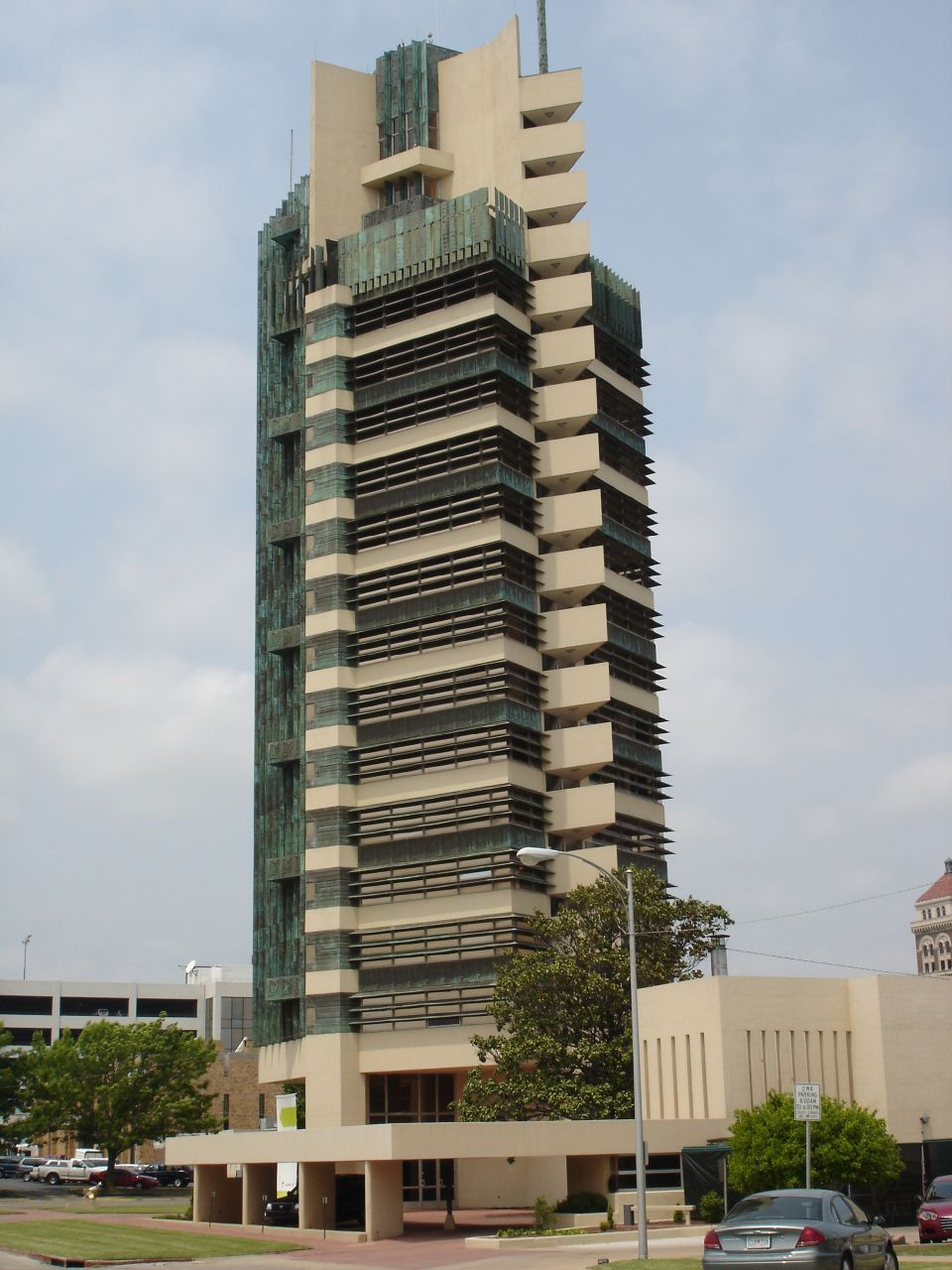
オクラホマ州バートルズビルのプライスタワー （1956）
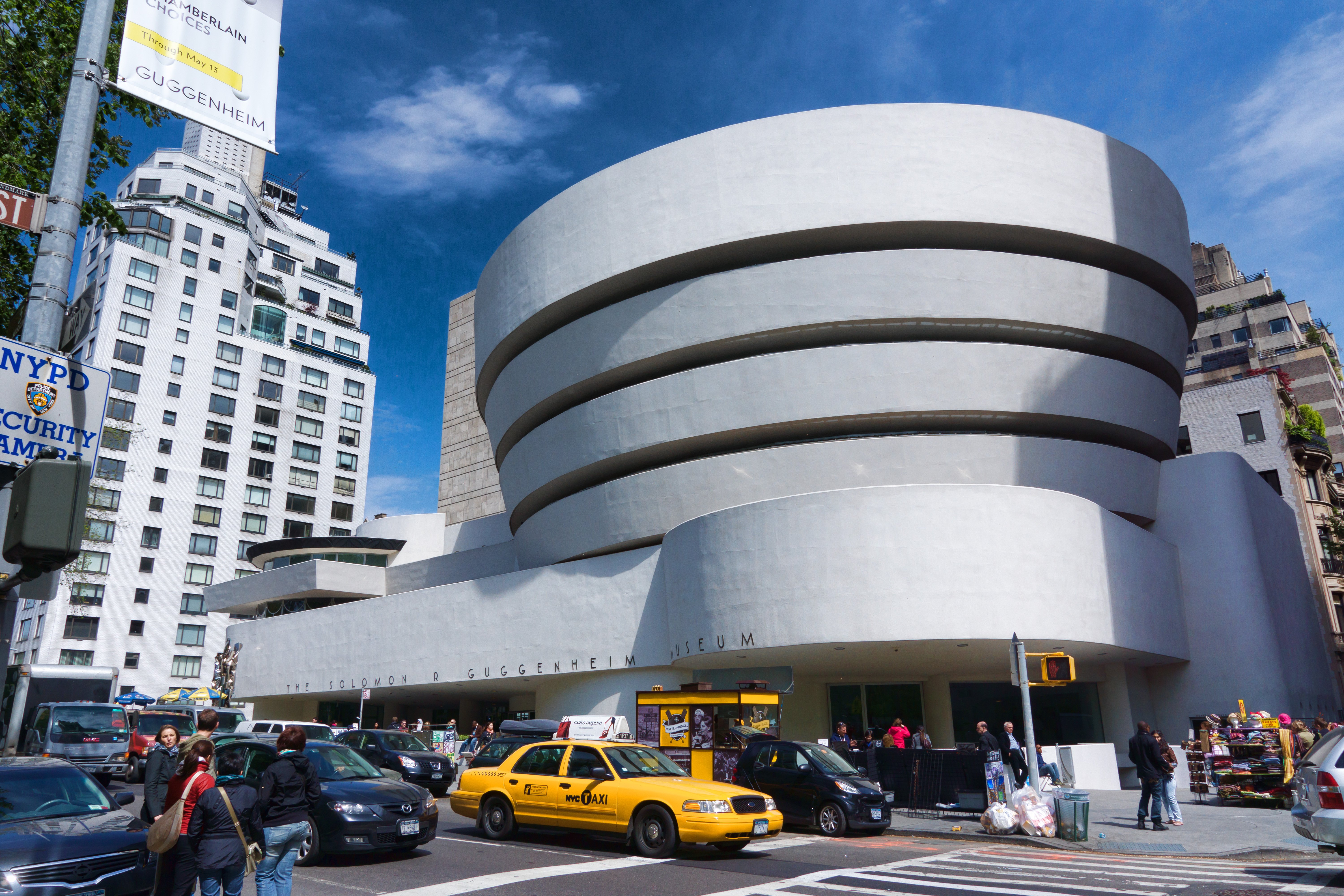
ソロモン・R・グッゲンハイム美術館 、 フランク・ロイド・ライト（1946-1959）

#### ヴァルター・グロピウスとマルセル・ブロイヤー

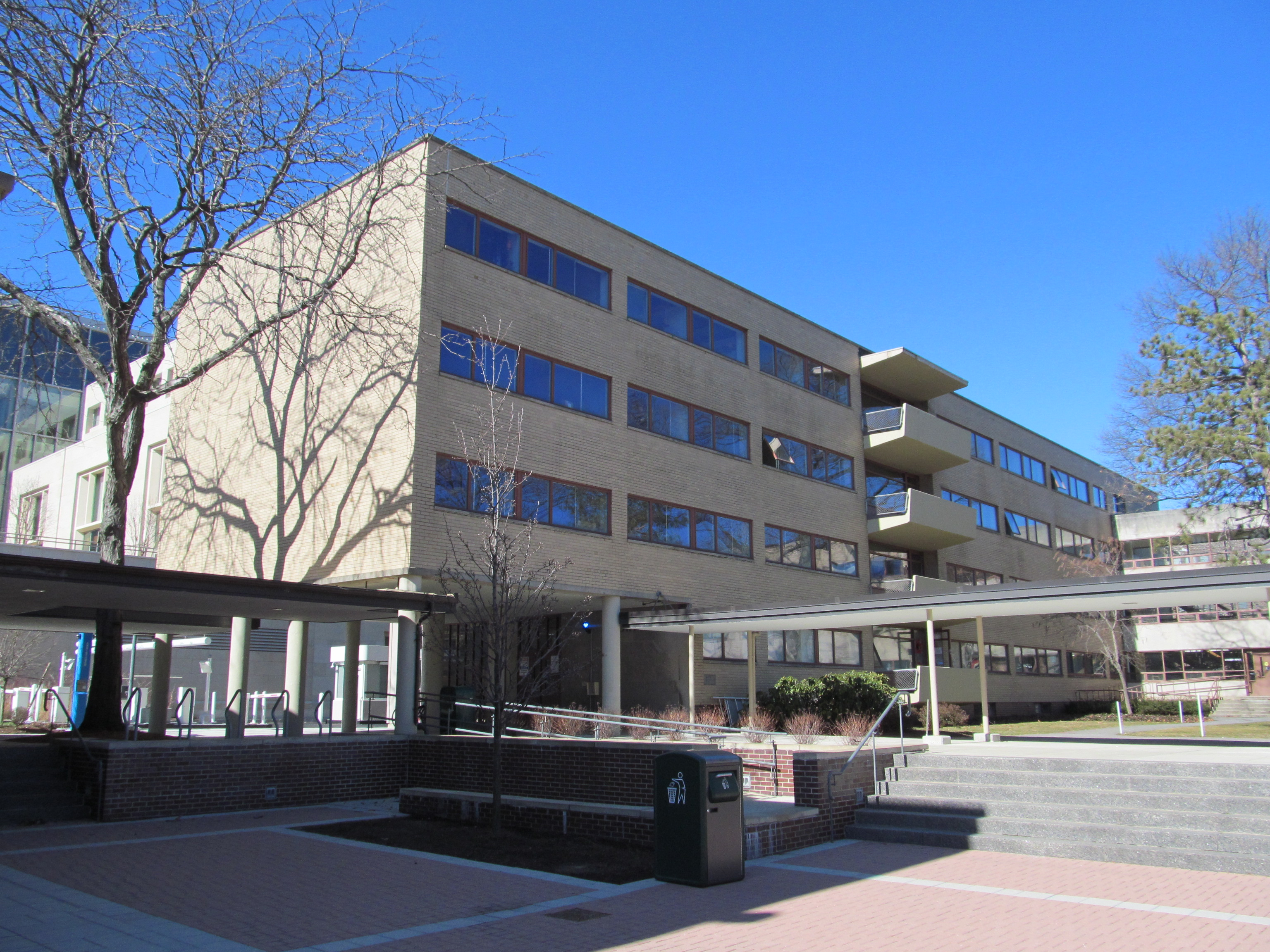
ハーバード・ロー・スクール / ヴァルター・グロピウスおよびThe Architects Collaborative
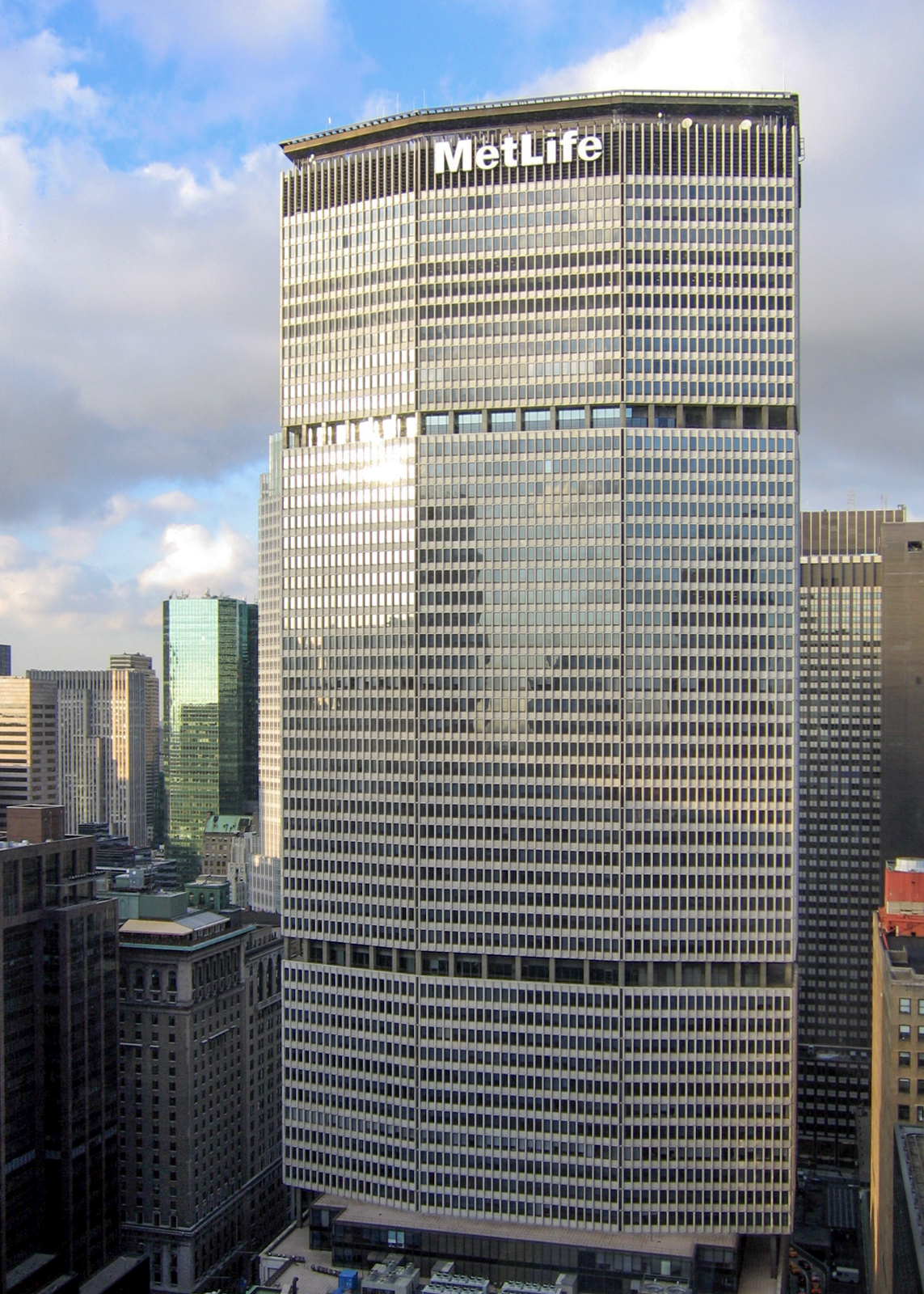
ニューヨークのパンナムビル（現在はメットライフ・ビルディング ）（1958-1963）/ ヴァルター・グロピウスおよびThe Architects Collaborative

#### ルートヴィヒ・ミース・ファン・デル・ローエ

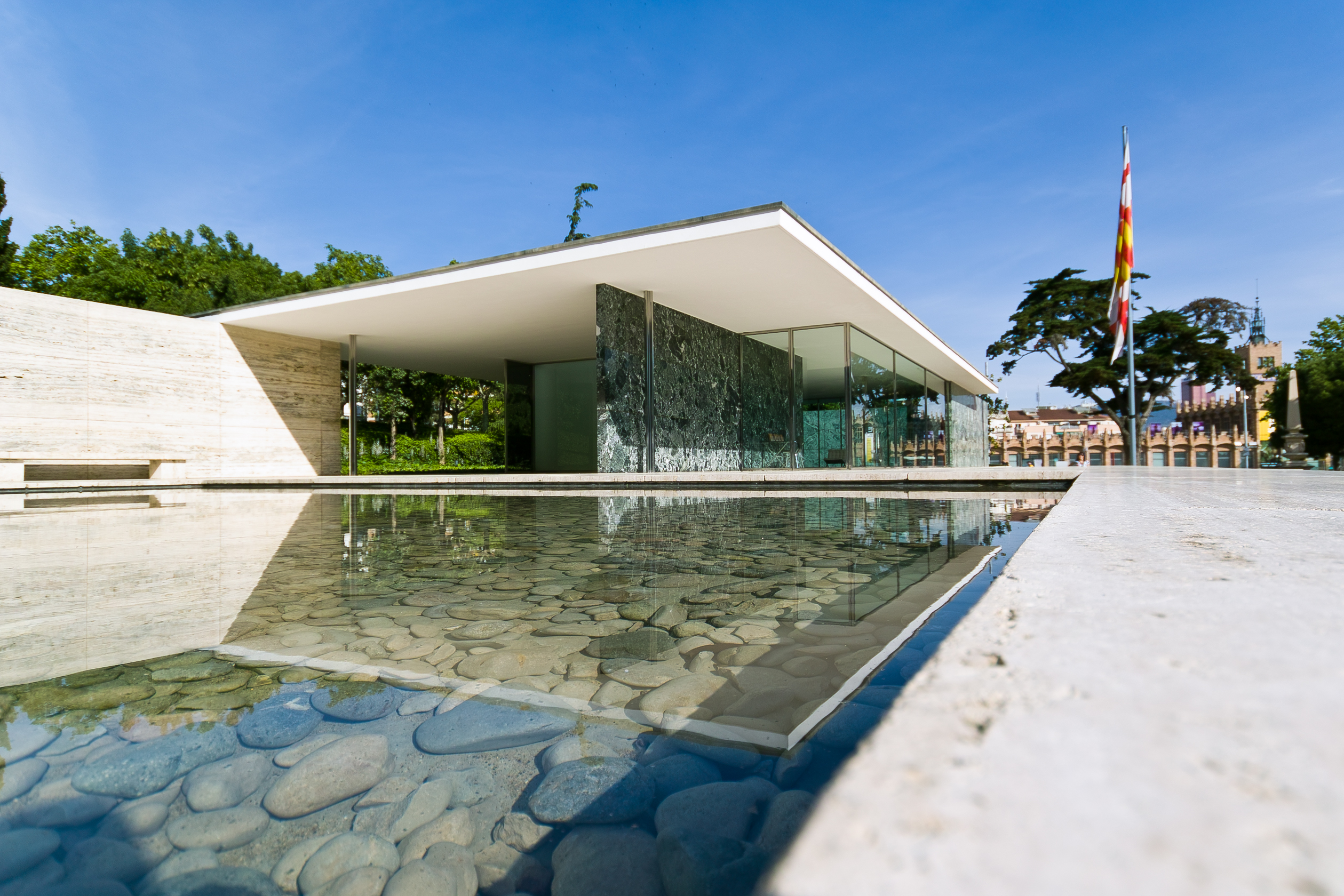
ルートヴィヒ・ミース・ファン・デル・ローエによるバルセロナ・パビリオンは、 1929年のバルセロナ国際博覧会ドイツ館として作られた
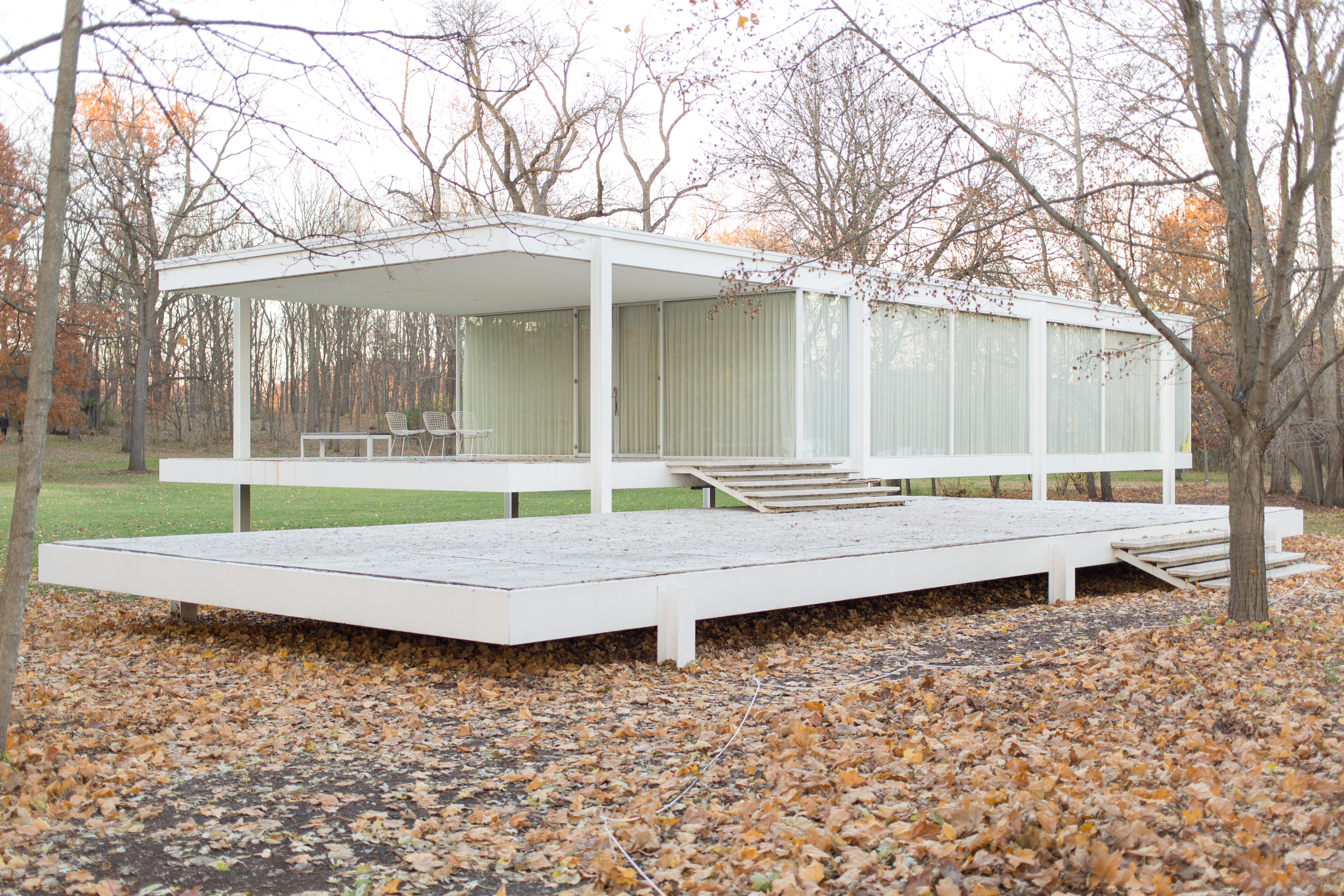
イリノイ州プラノのファーンズワース邸 （1945–51）
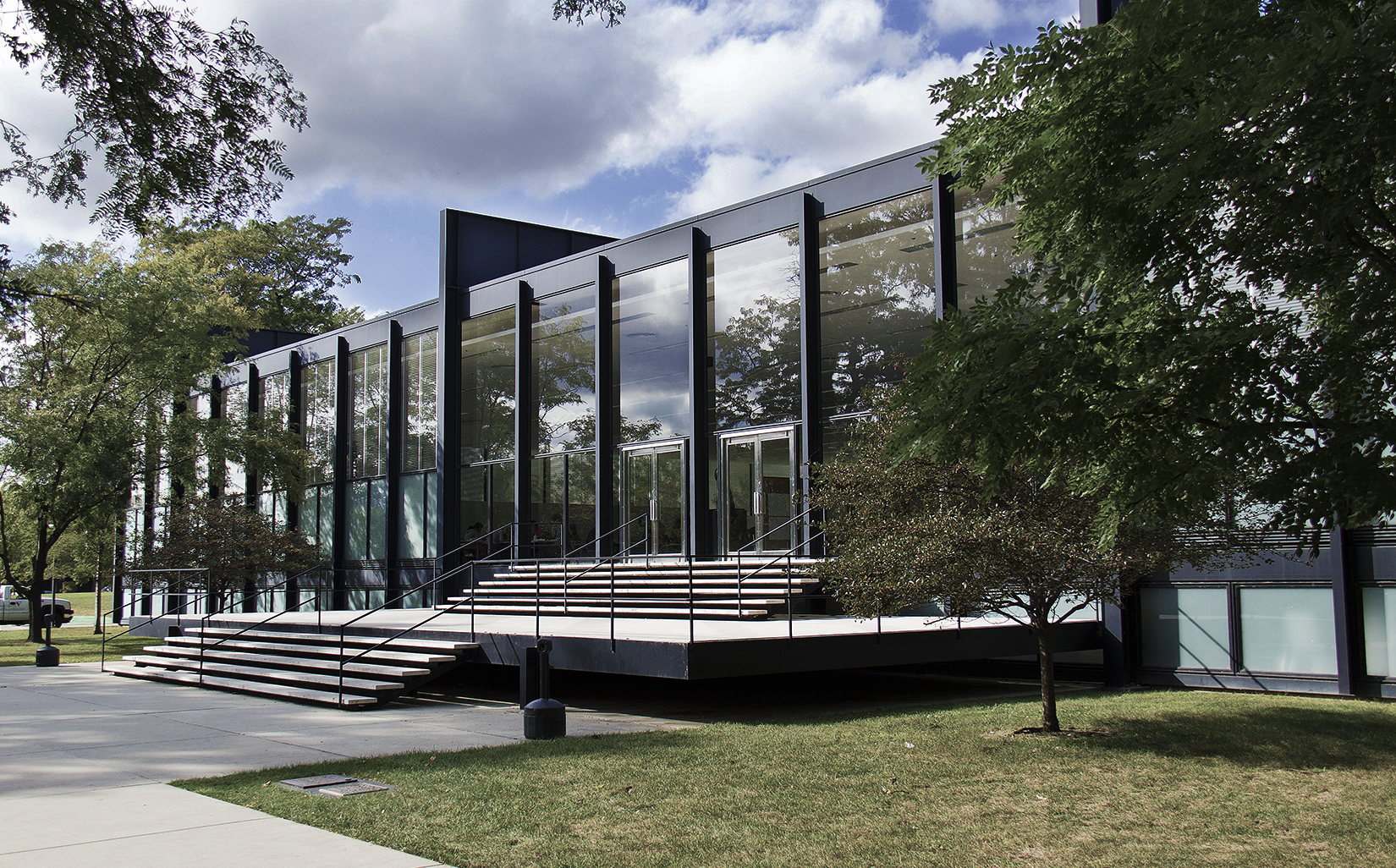
シカゴのイリノイ工科大学　クラウンホール （1956年）
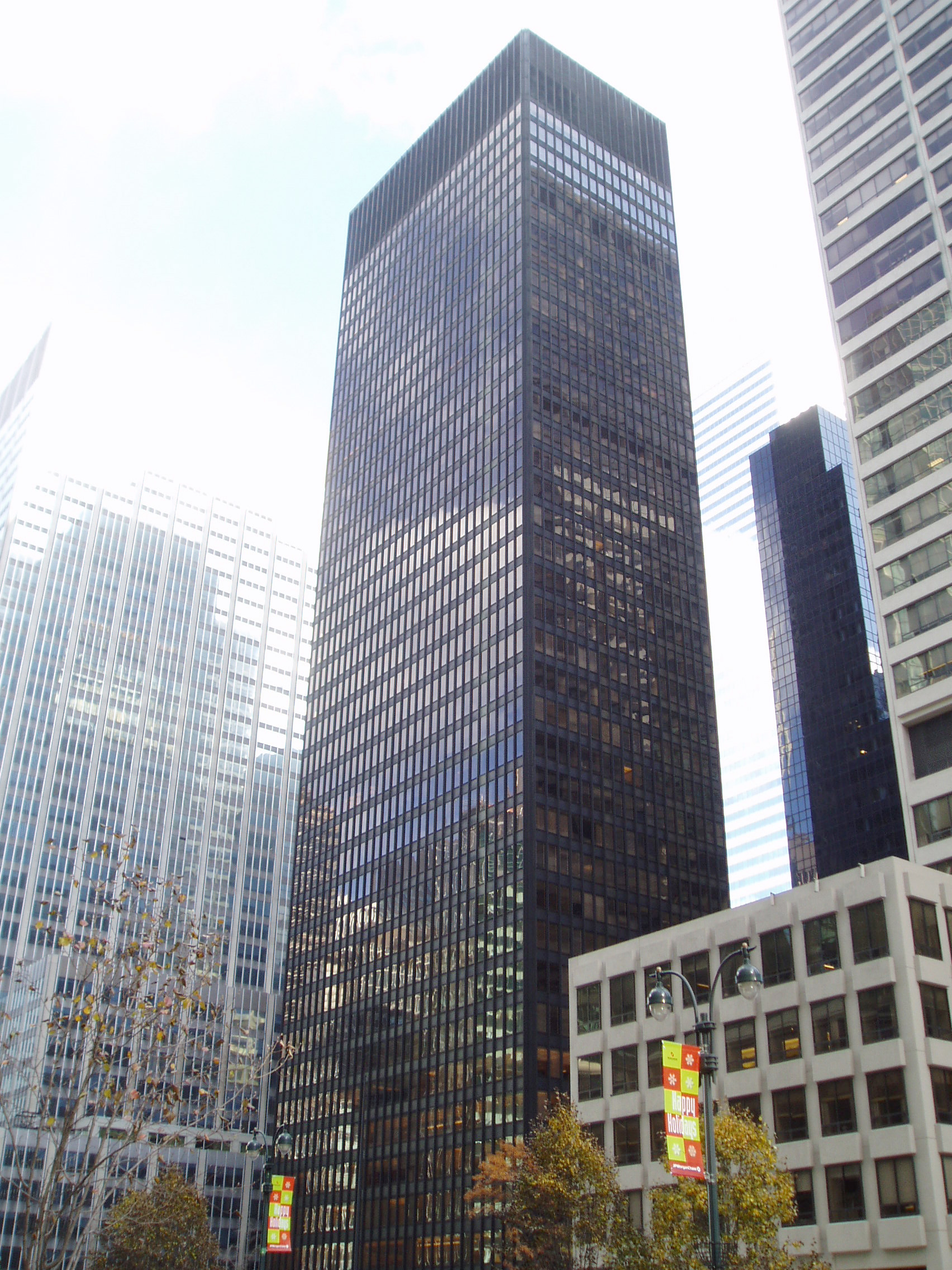
ルートヴィヒ・ミース・ファン・デル・ローエ設計、1958年、ニューヨーク市のシーグラム・ビルディング

#### リチャード・ノイトラとチャールズ&レイ・イームズ

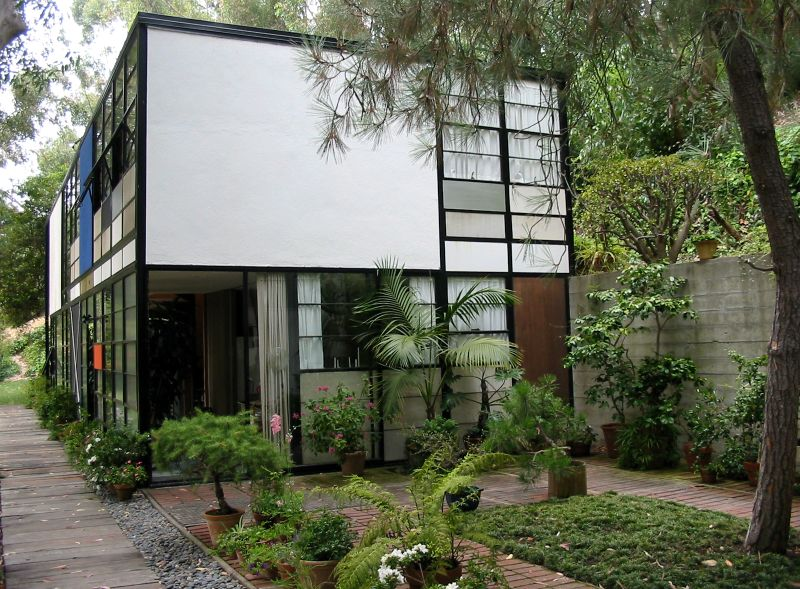
チャールズ&レイ・イームズによるイームズ・ハウス 、パシフィック・パリセーズ 、（1949）
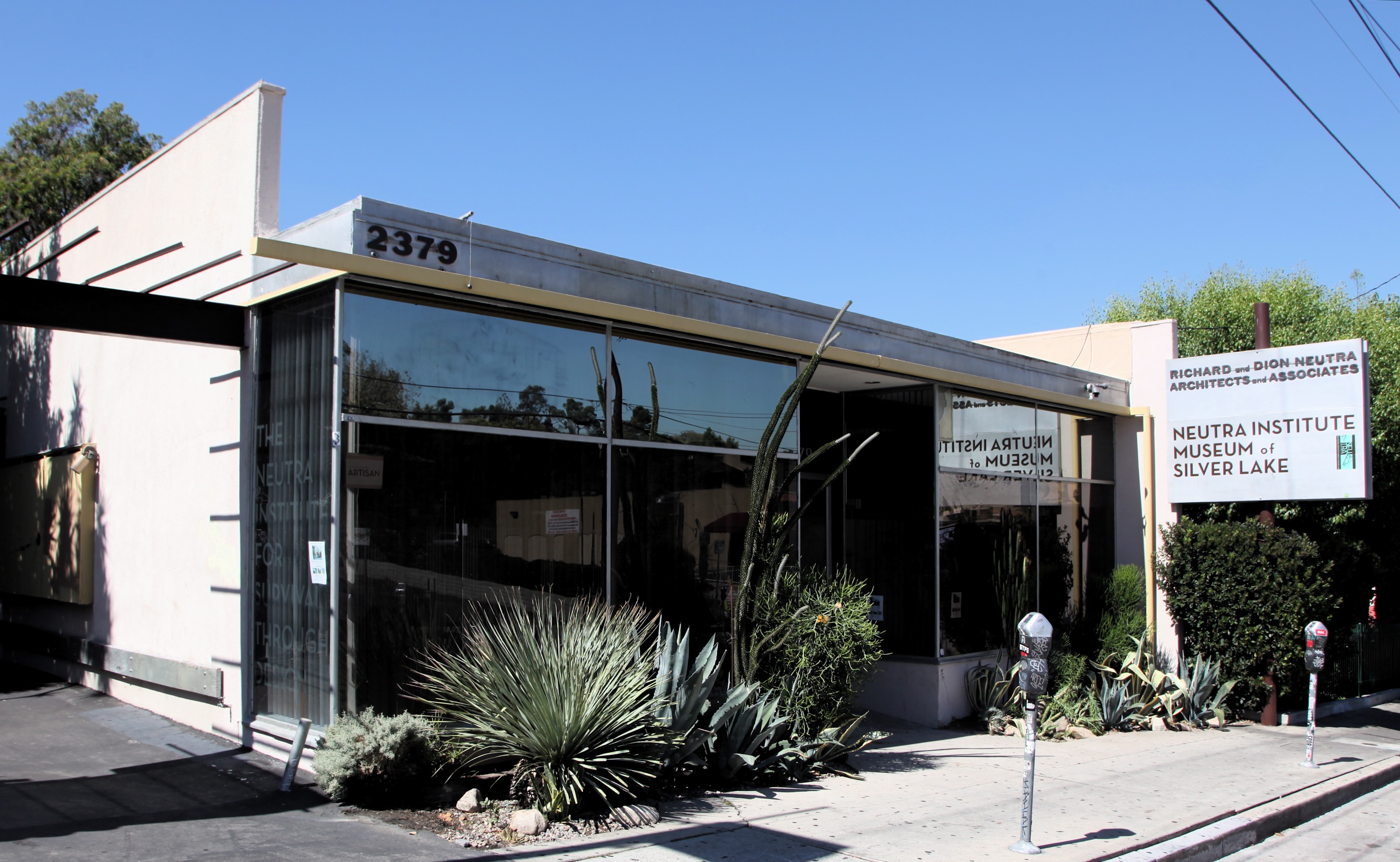
リチャード・ノイトラによるロサンゼルス（1950）のニュートラ事務所ビル
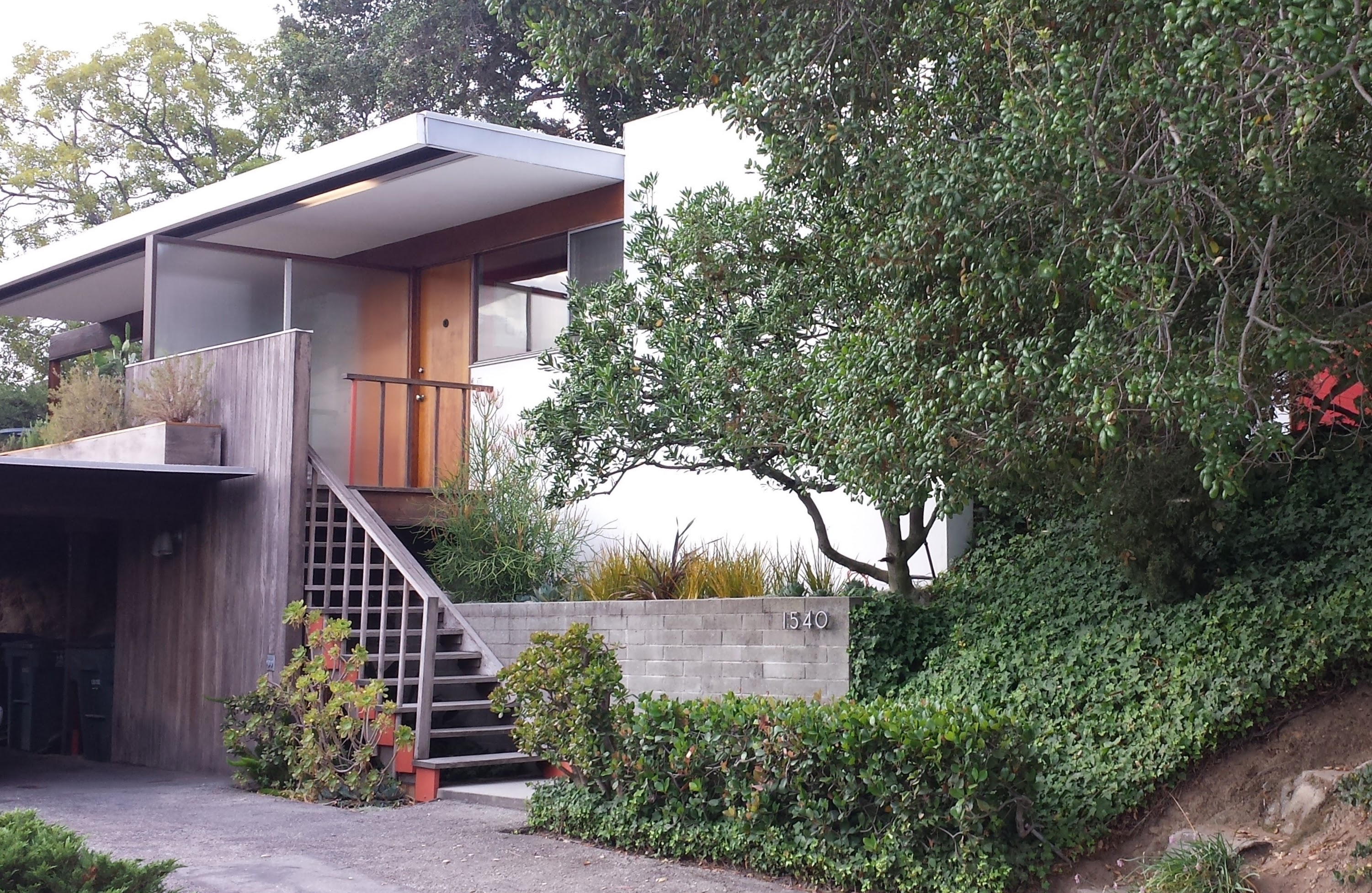
コンスタンスパーキンスハウス　リチャード・ノイトラ 、ロサンゼルス（1962）

#### スキッドモア・オーウィングズ・アンド・メリルとウォレス・ハリソン

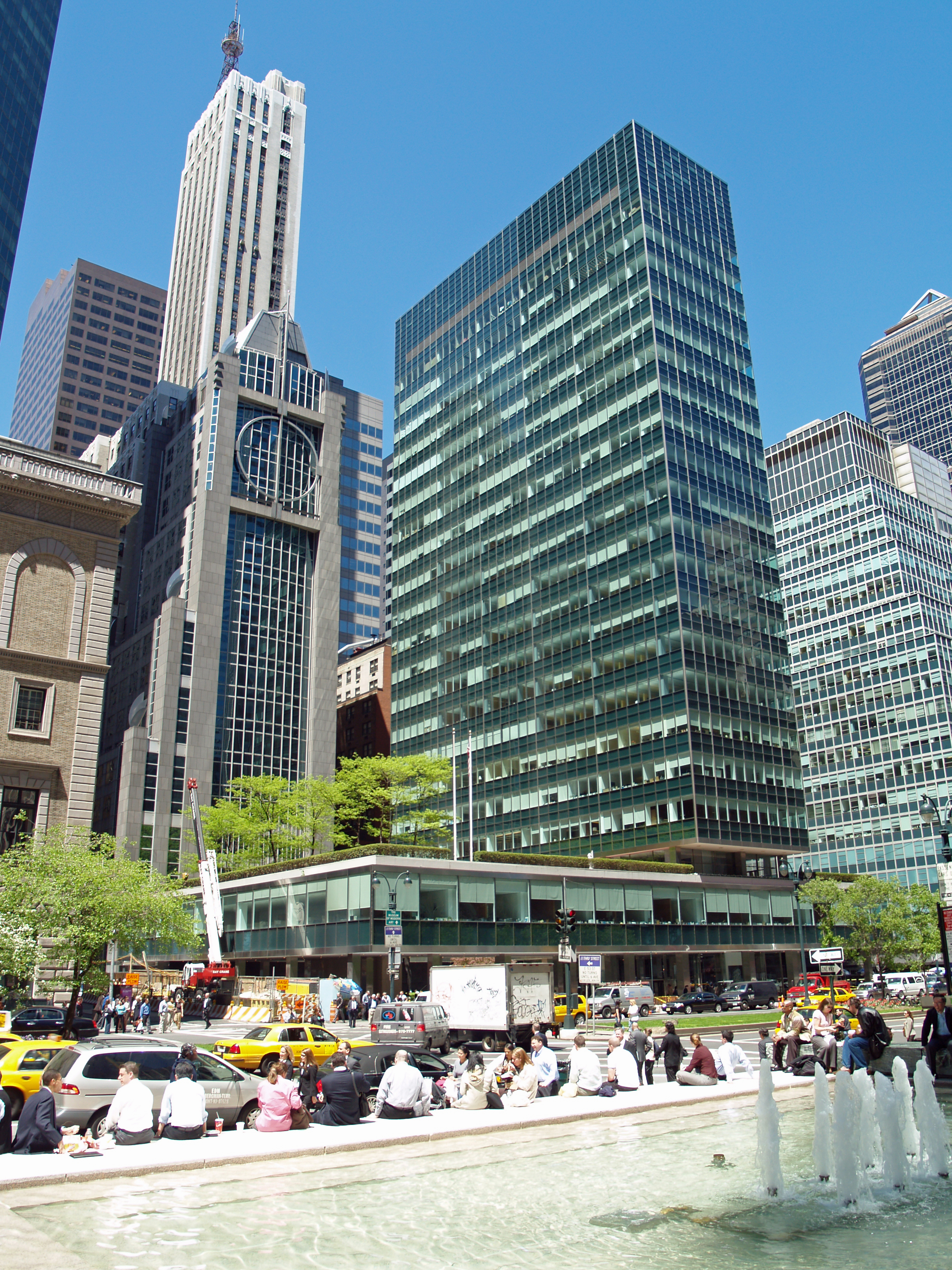
リーバ・ハウス（1951–52）設計：スキッドモア・オーウィングズ・アンド・メリル
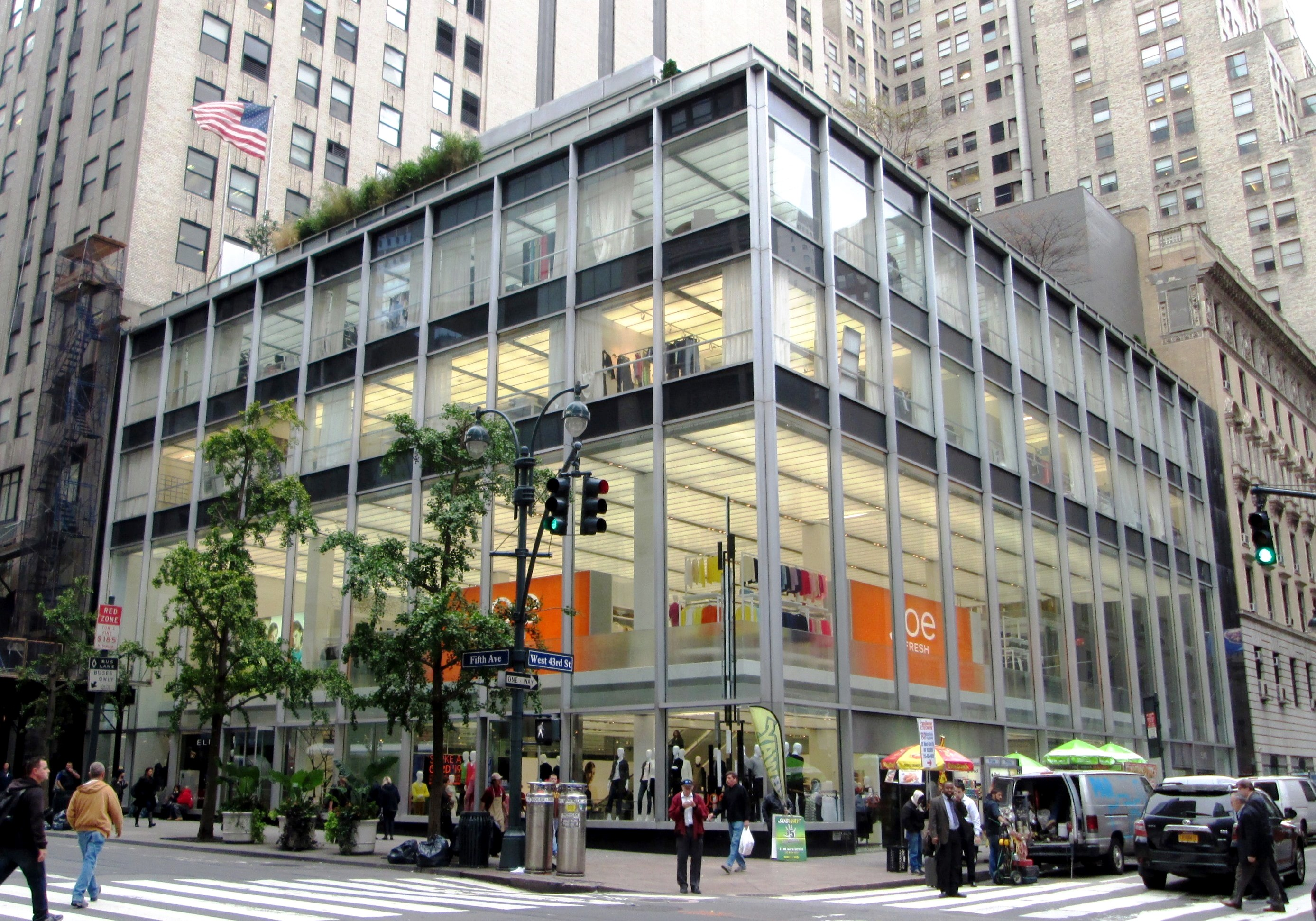
メーカー・トラスト・カンパニーの構築によって、 スキッドモア・オーウィングズ・アンド・メリル、ニューヨーク（1954）
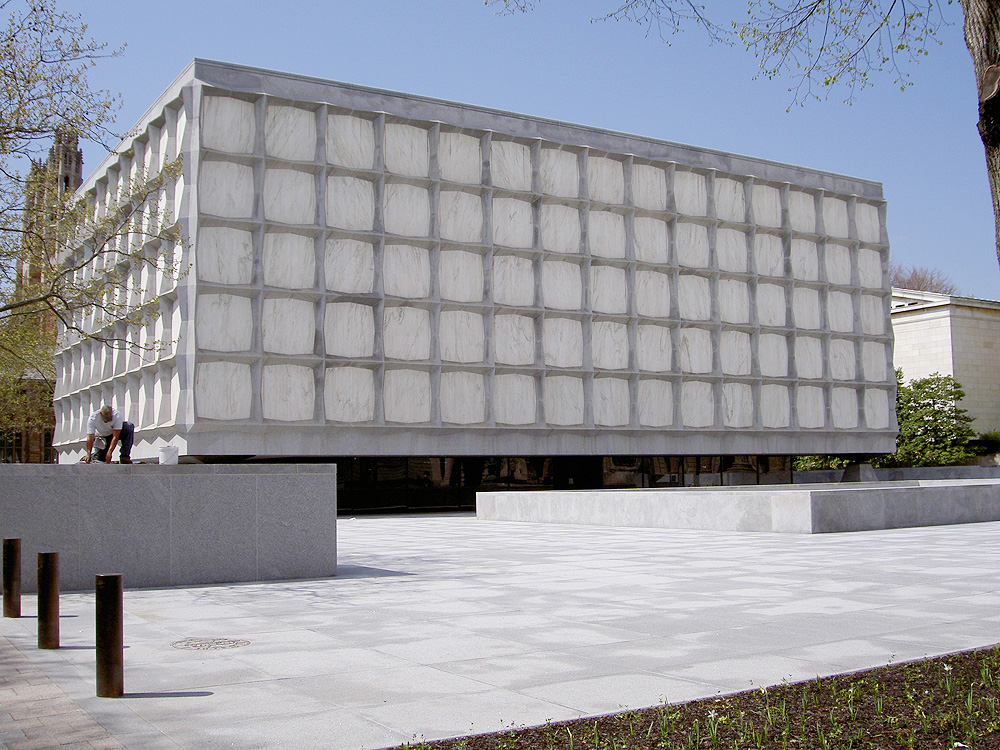
イェール大学　Beinecke図書館 、 スキッドモア・オーウィングズ・アンド・メリル （1963）
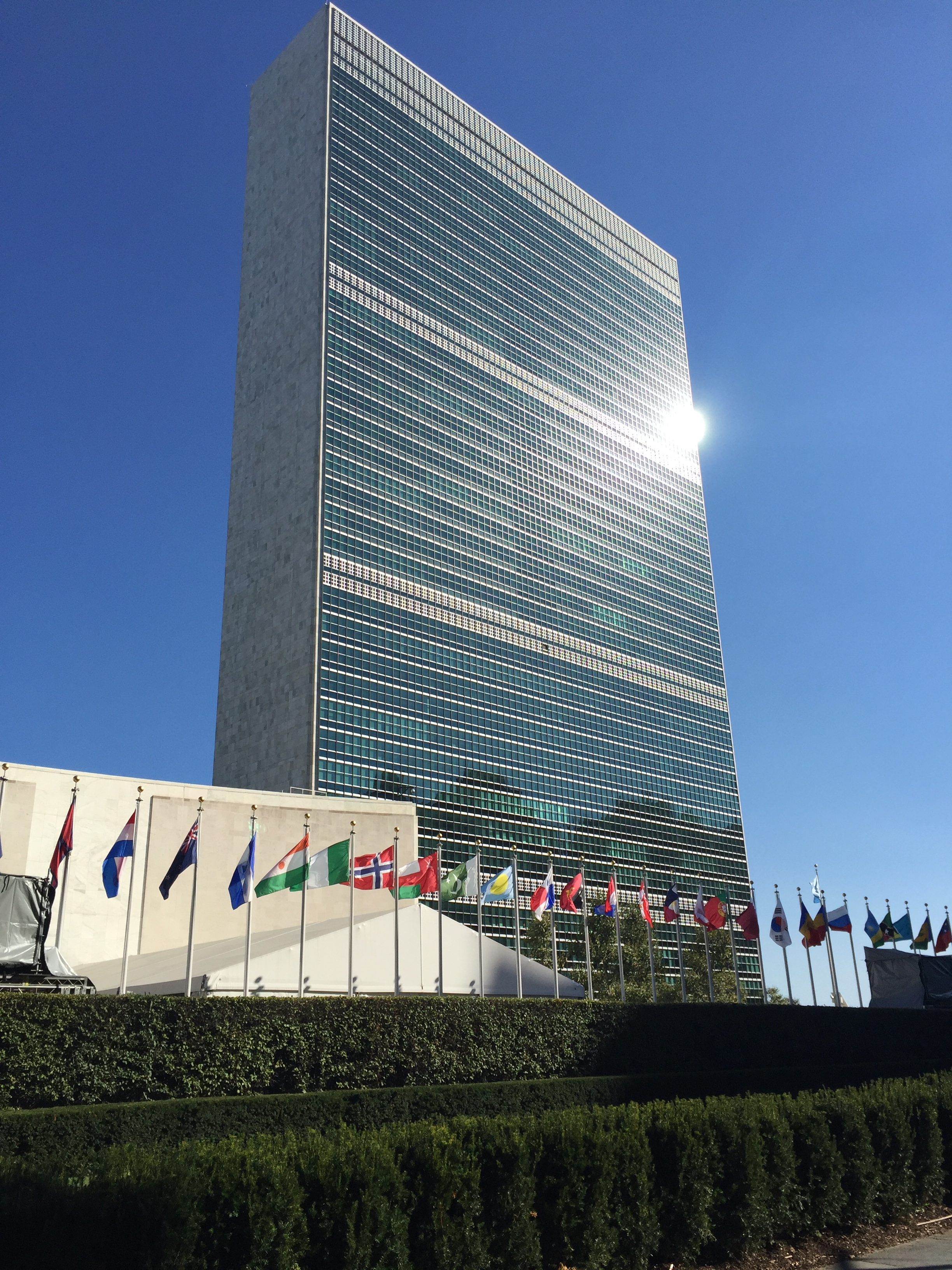
オスカーニーマイヤーとル・コルビュジエ （1952）とウォレスハリソンによるニューヨークの国連本部 、
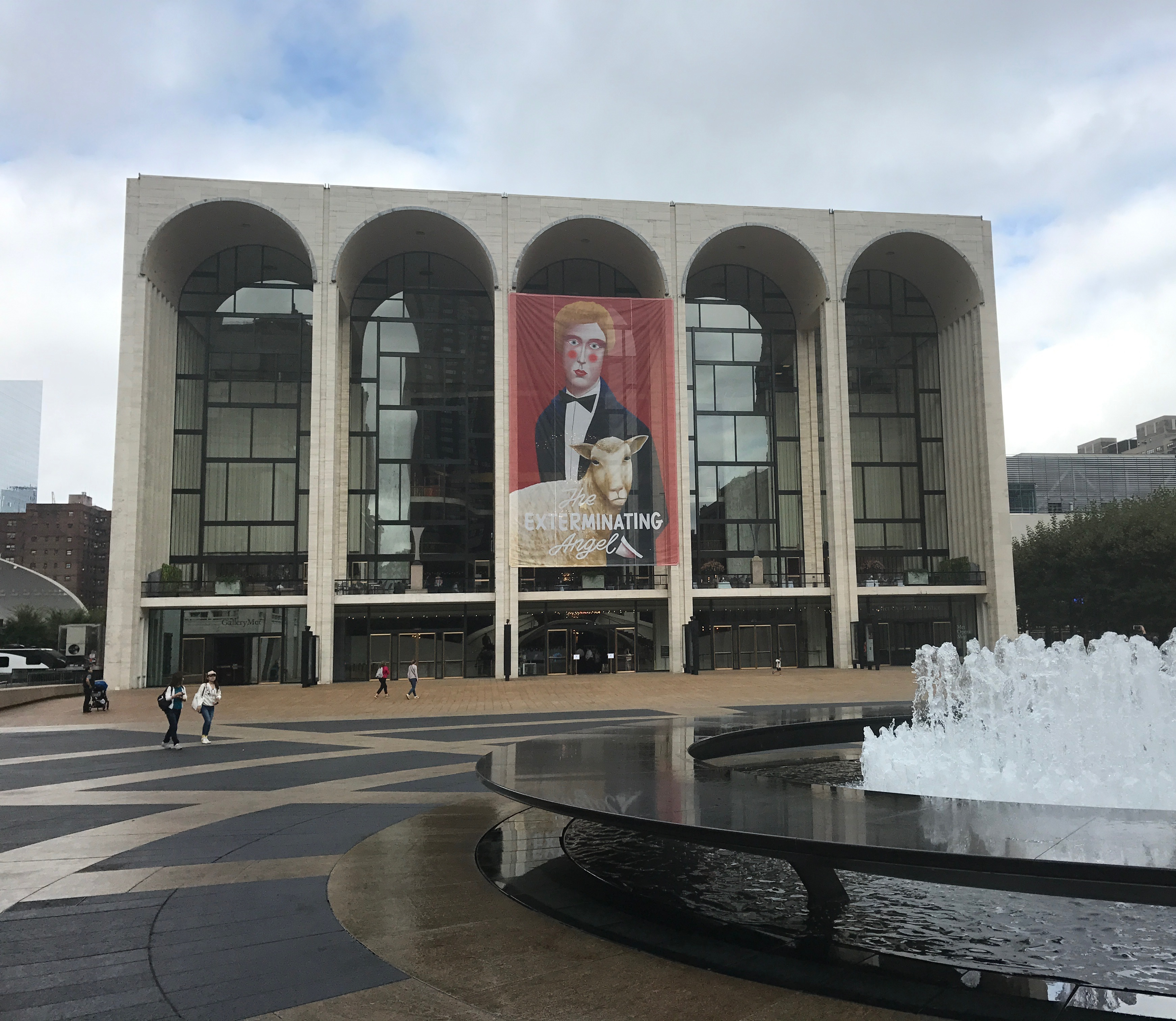
ニューヨークのリンカーンセンターのメトロポリタンオペラハウス設計：en:Wallace Harrison （1966）

#### フィリップ・ジョンソン

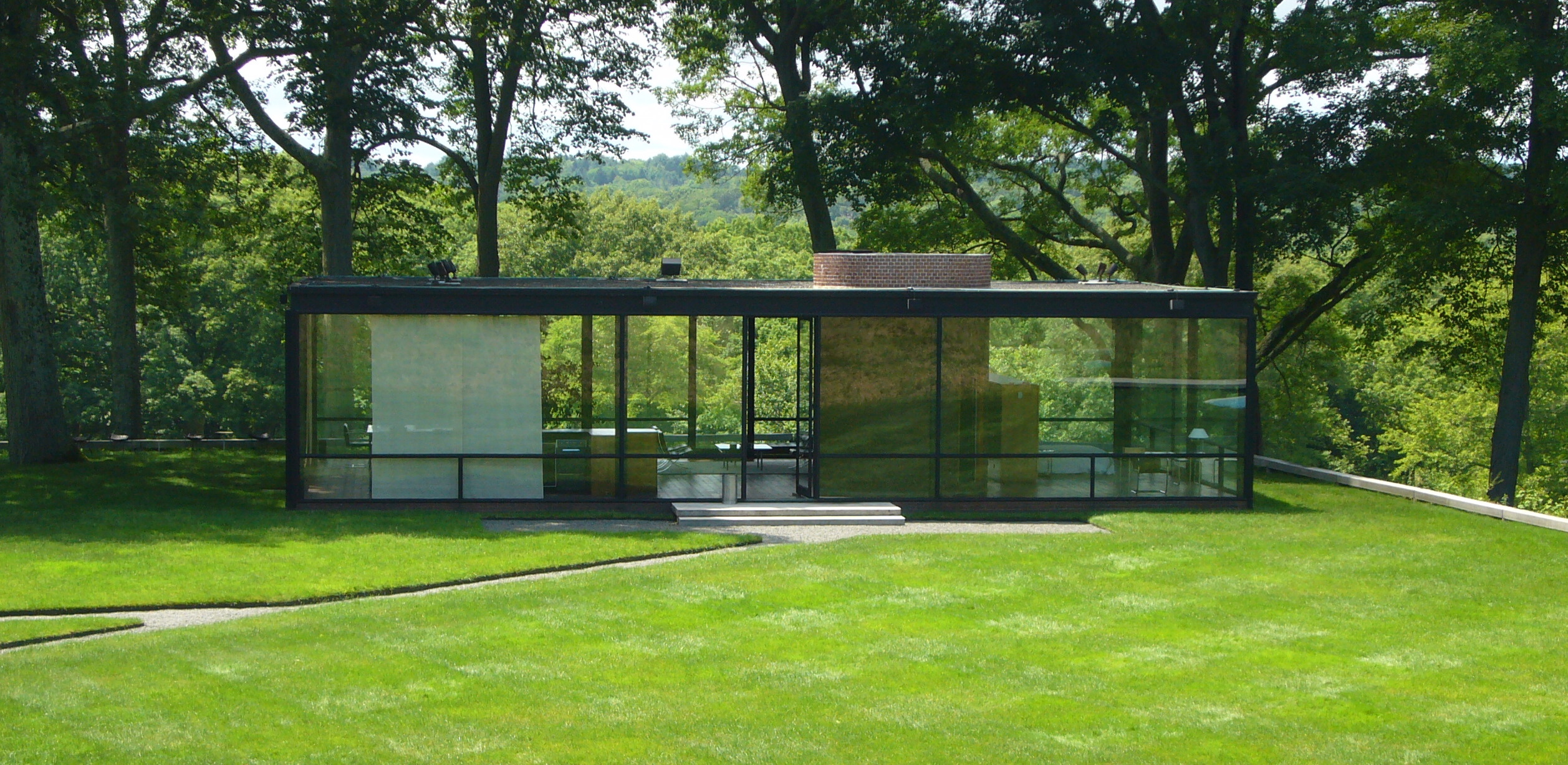
コネチカット州ニューカナン　フィリップ・ジョンソンによるグラスハウス （1953）
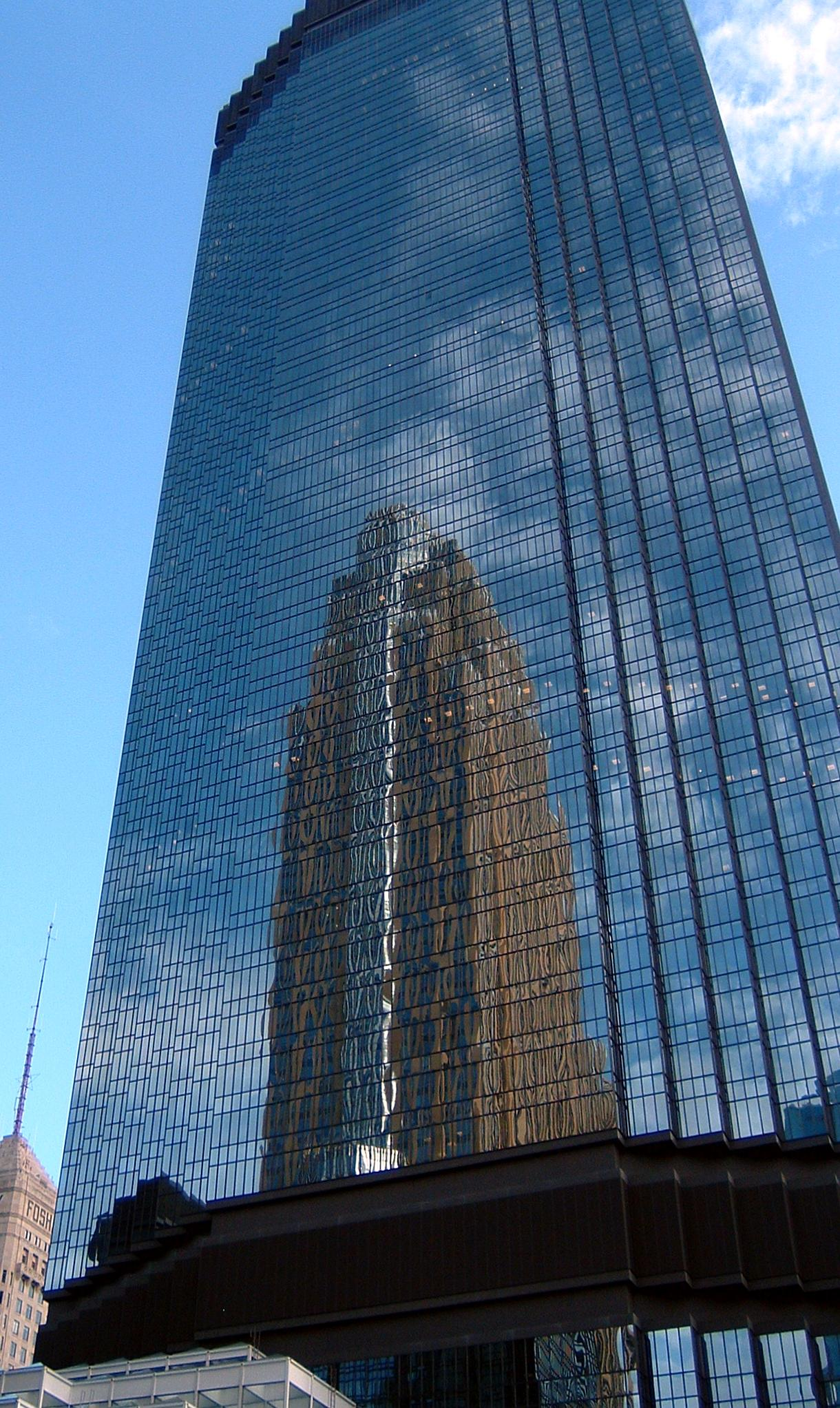
ミネソタ州ミネアポリスのIDSセンター 、Philip Johnson設計：（1969–72）
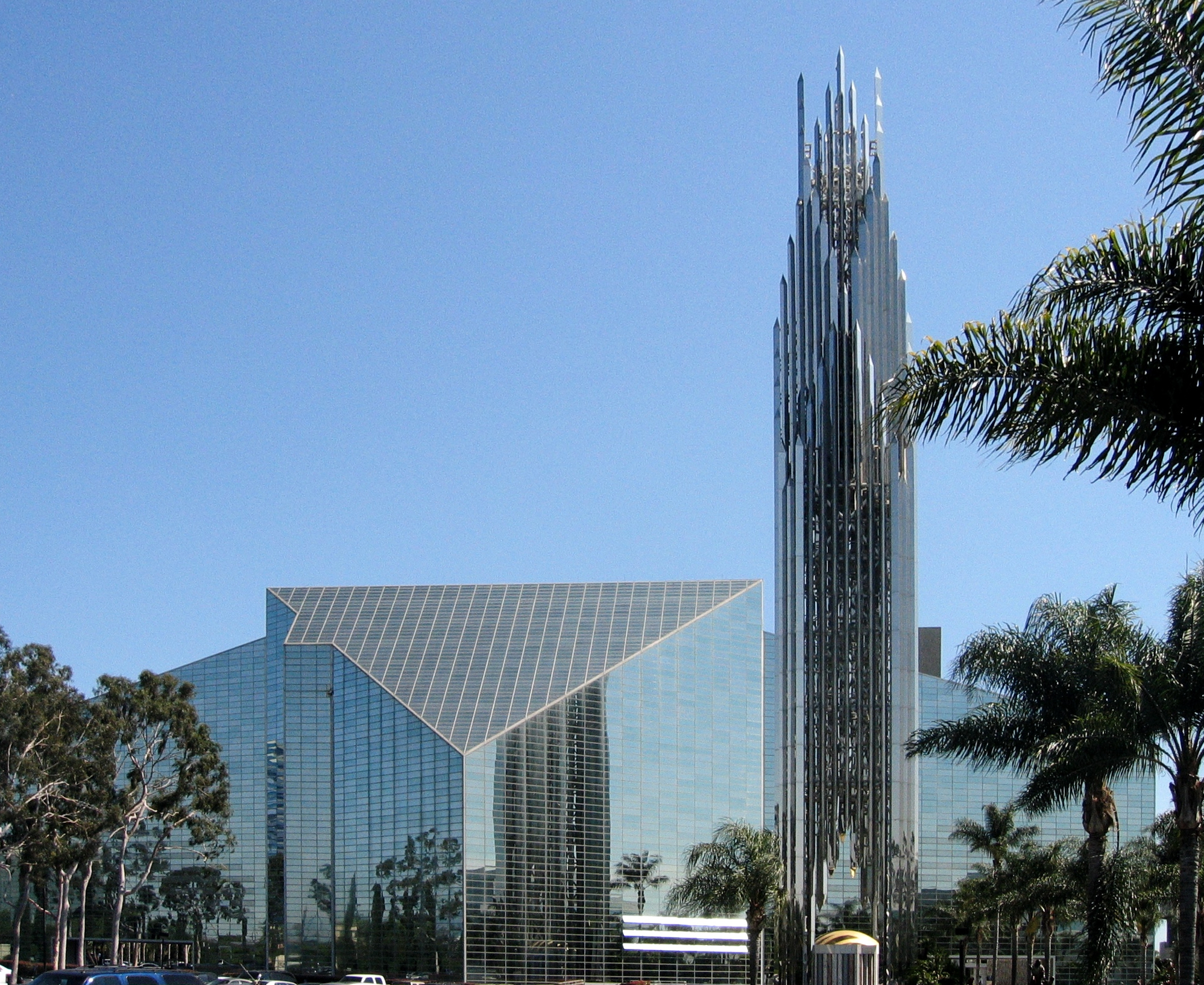
クリスタル大聖堂 Philip Johnson設計：（1977–80）
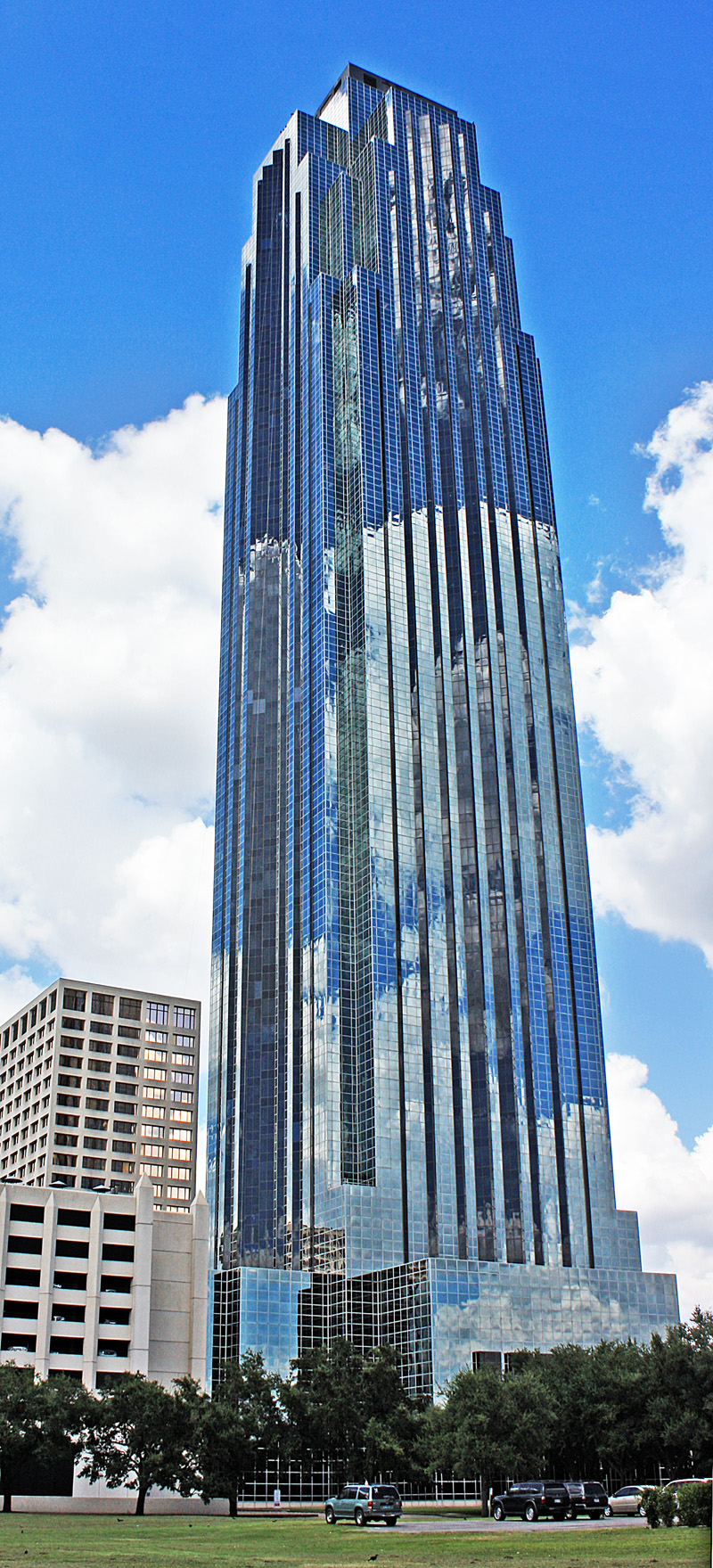
テキサス州ヒューストンのウィリアムズタワー 、Philip Johnson（1981-1983）
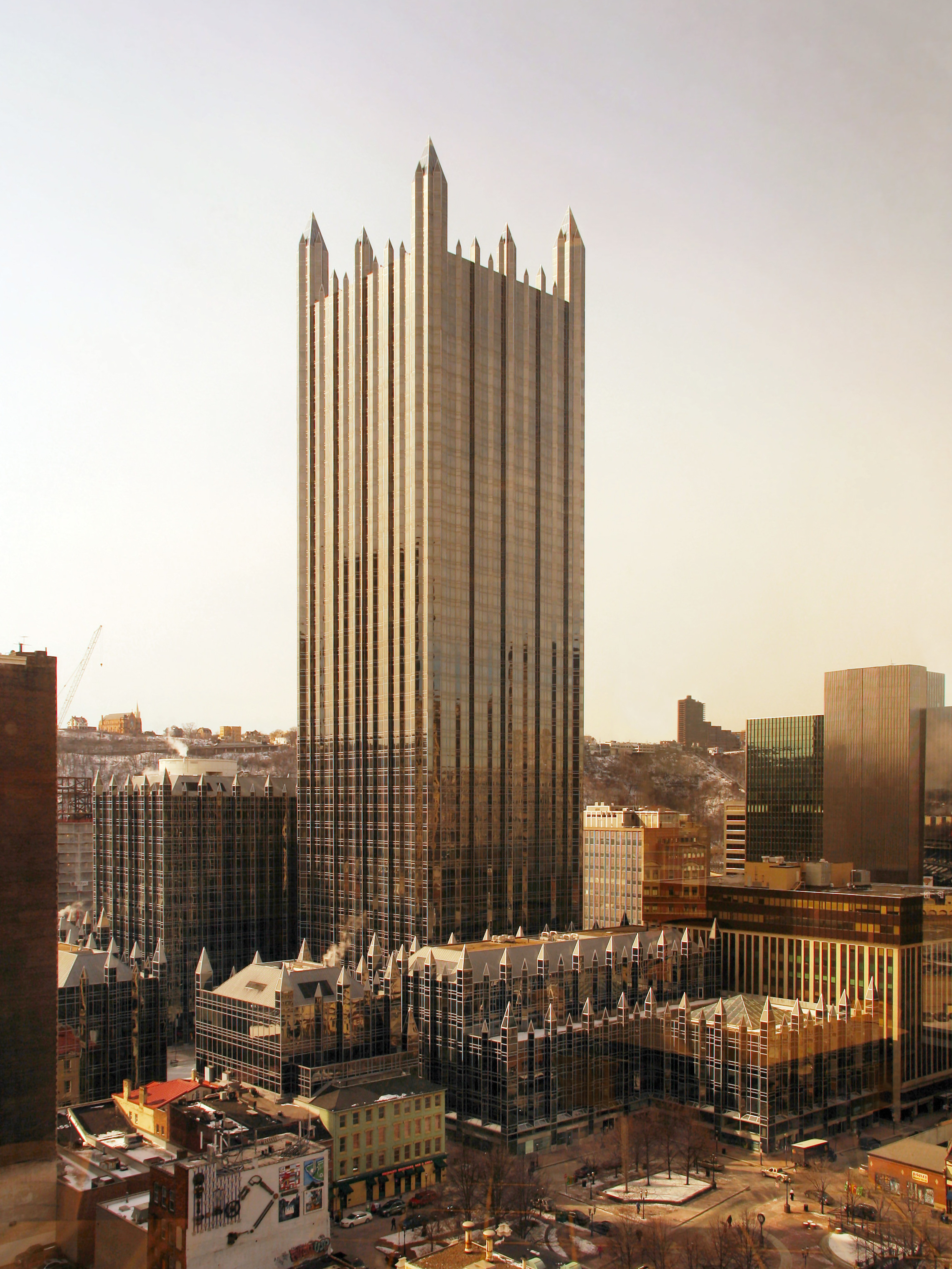
ペンシルベニア州ピッツバーグ　PPGプレイス 、Philip Johnson設計：（1981–84）

#### エーロ・サーリネン

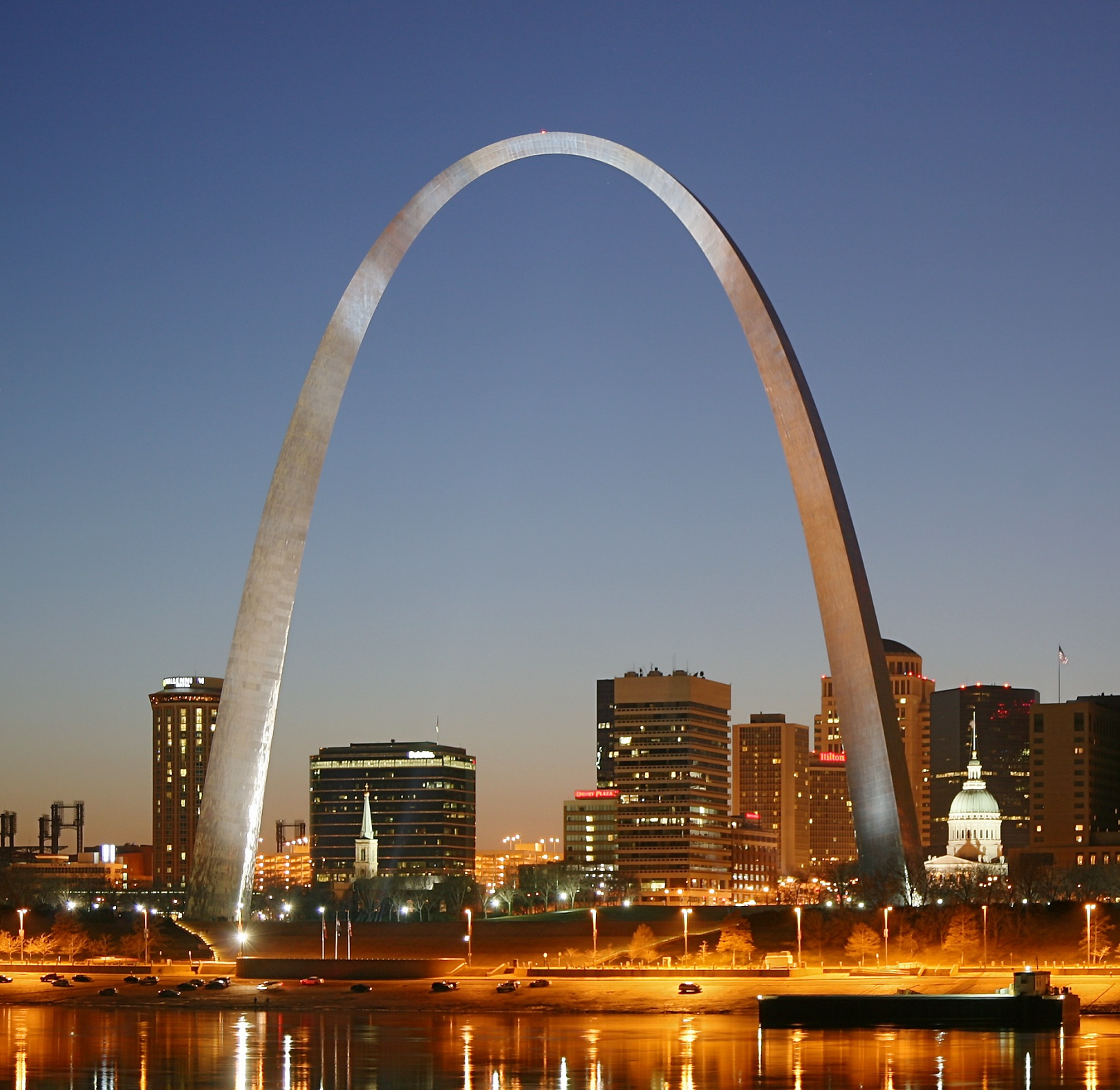
ミズーリ州セントルイスのゲートウェイアーチ （1948年 - 1965年）
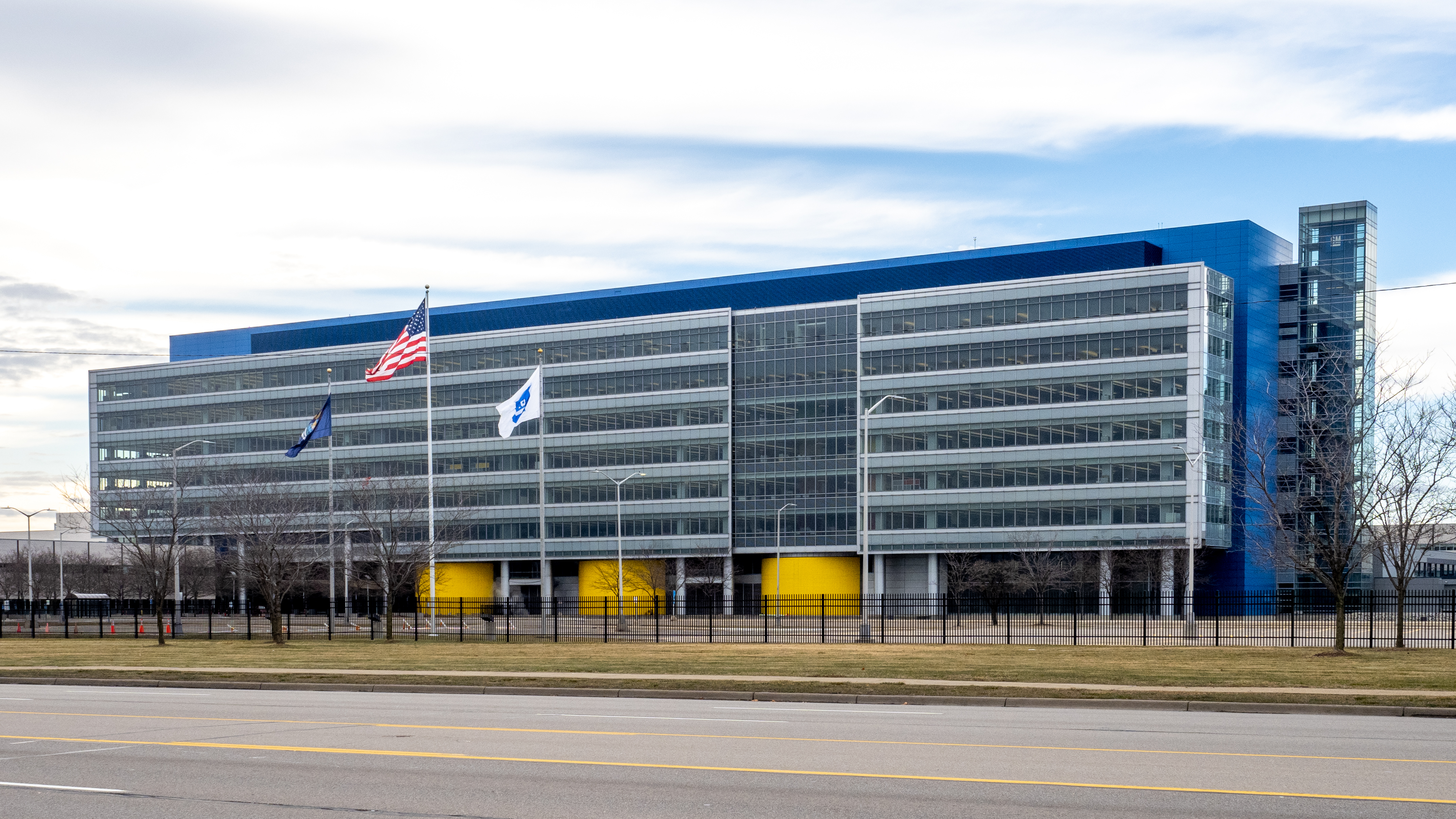
ゼネラルモーターズテクニカルセンター本館（1949 - 55年）
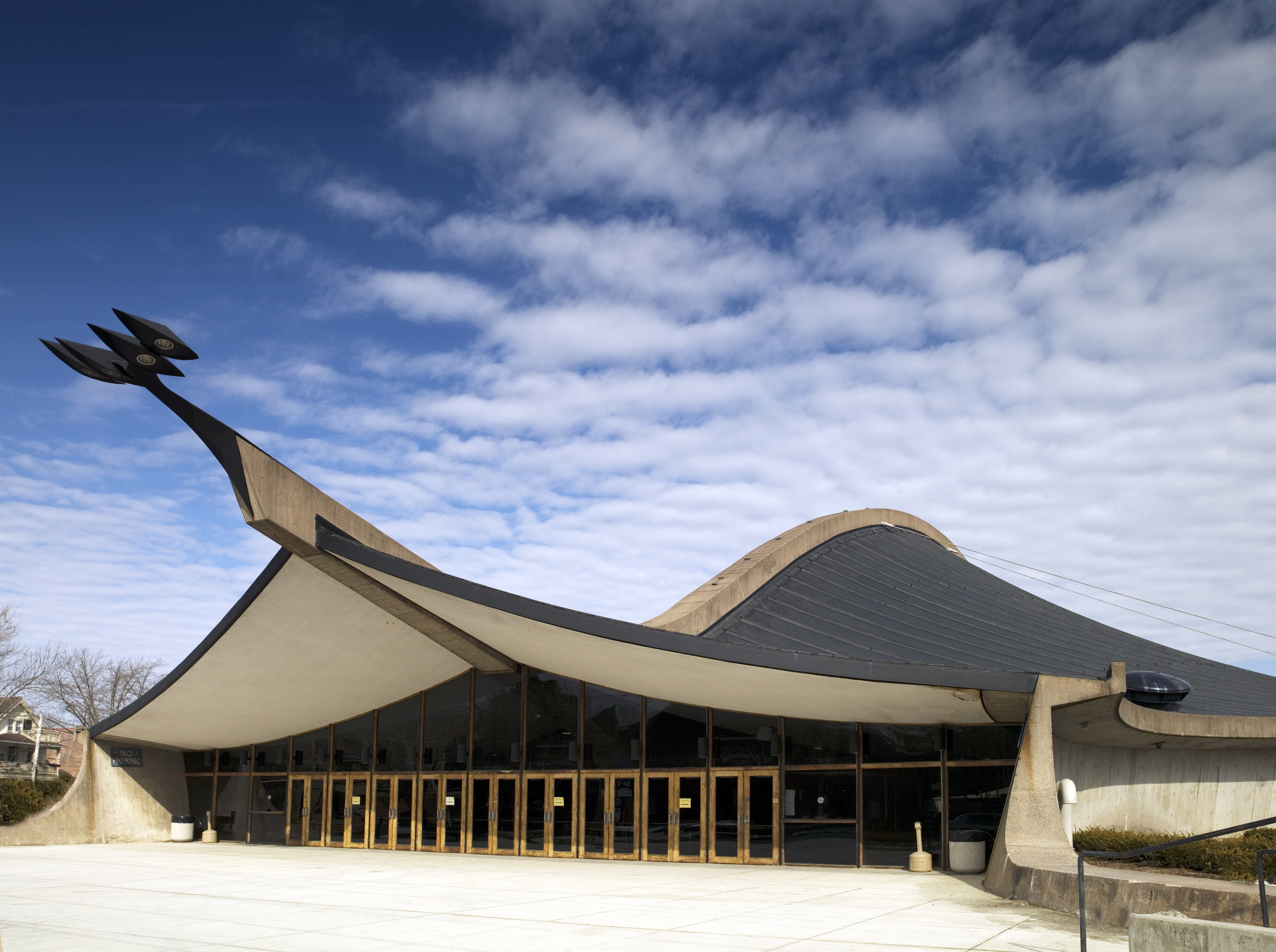
コネチカット州ニューヘイブンのインガルスリンク （1953 - 58年）
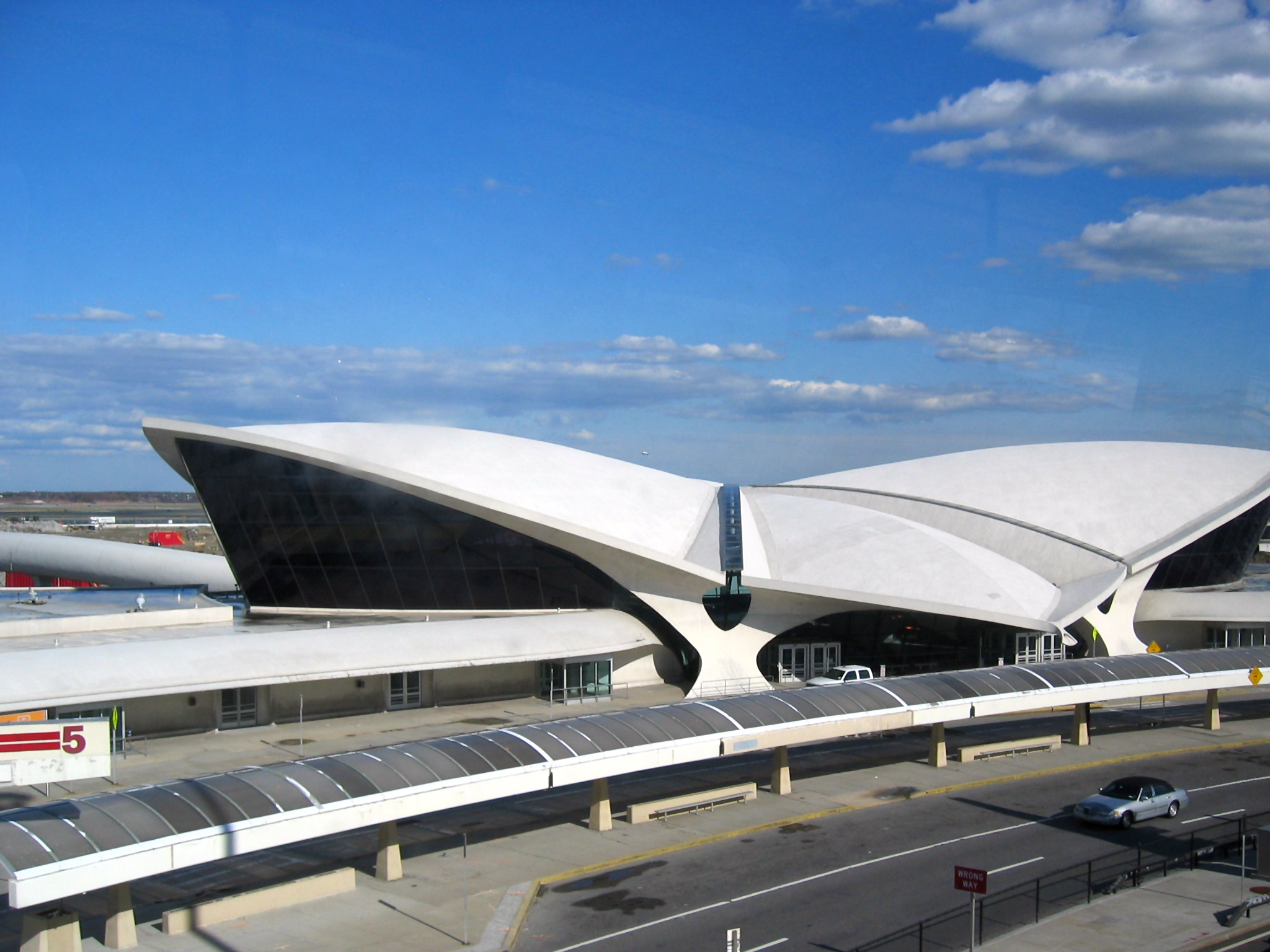
ニューヨークのJFK空港のTWAターミナル、 エーロ・サーリネン設計：（1956 - 62年）

#### ルイス・I・カーン

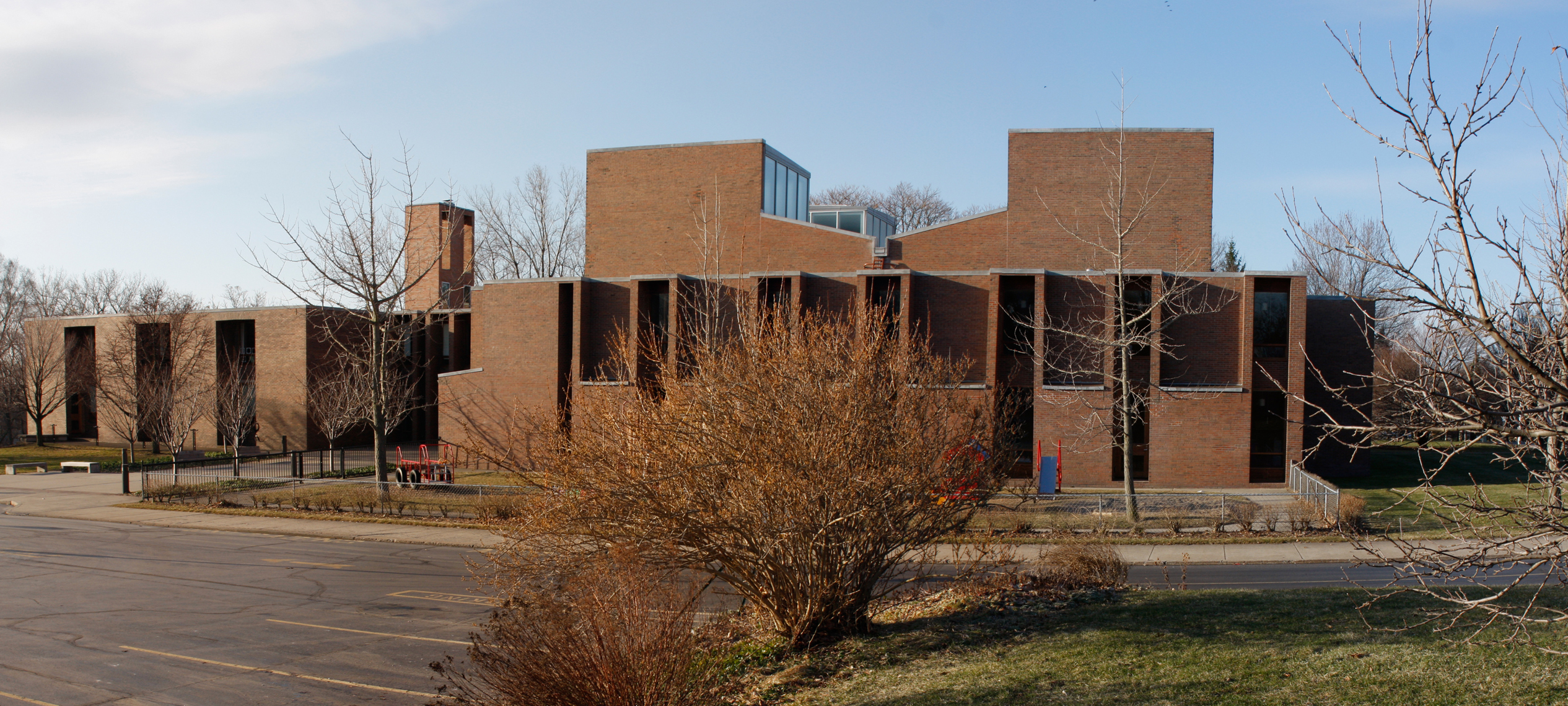
ロチェスターのファースト・ユニテリアン教会（1962）
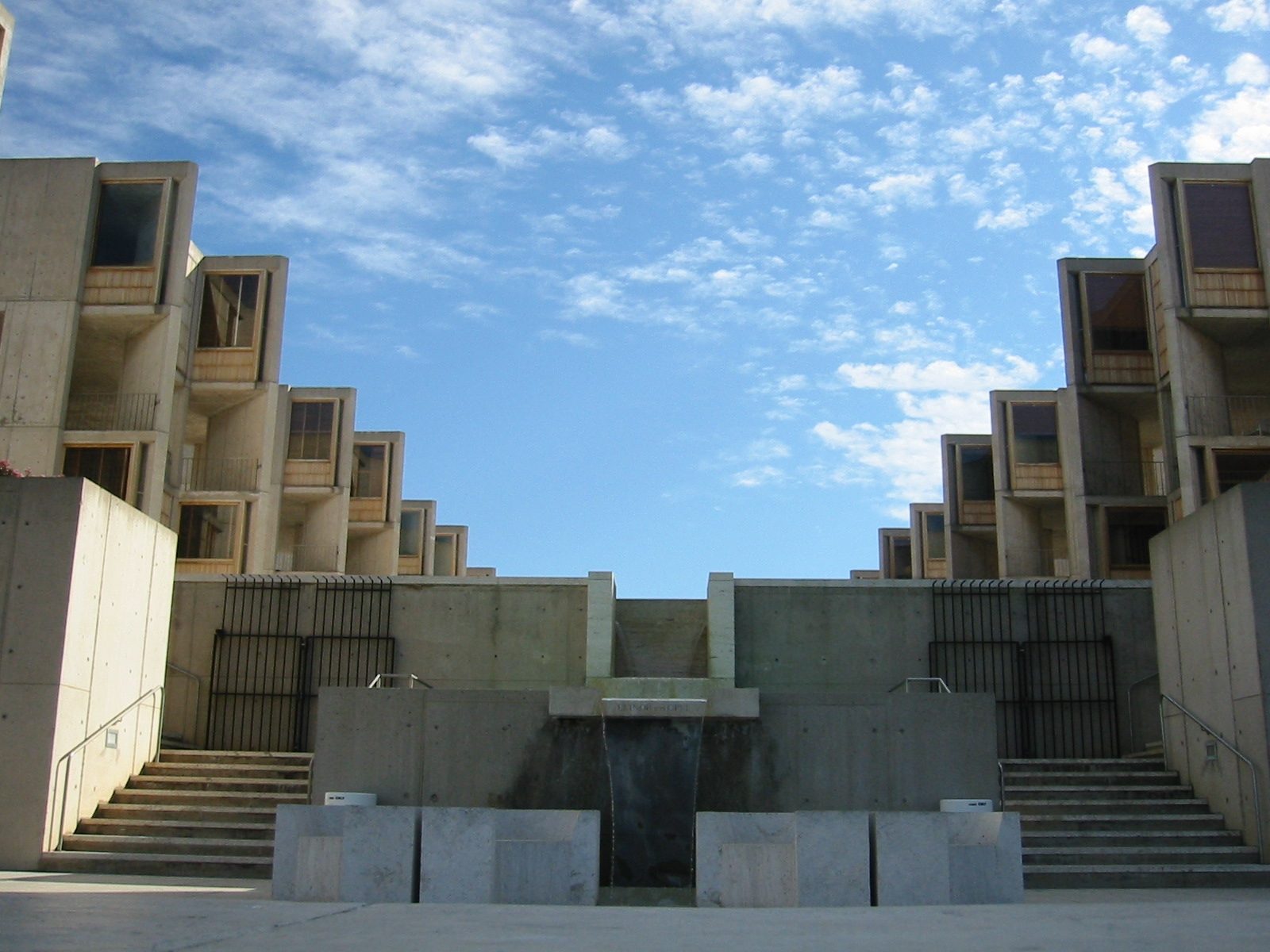
ソーク研究所 （1962–63）
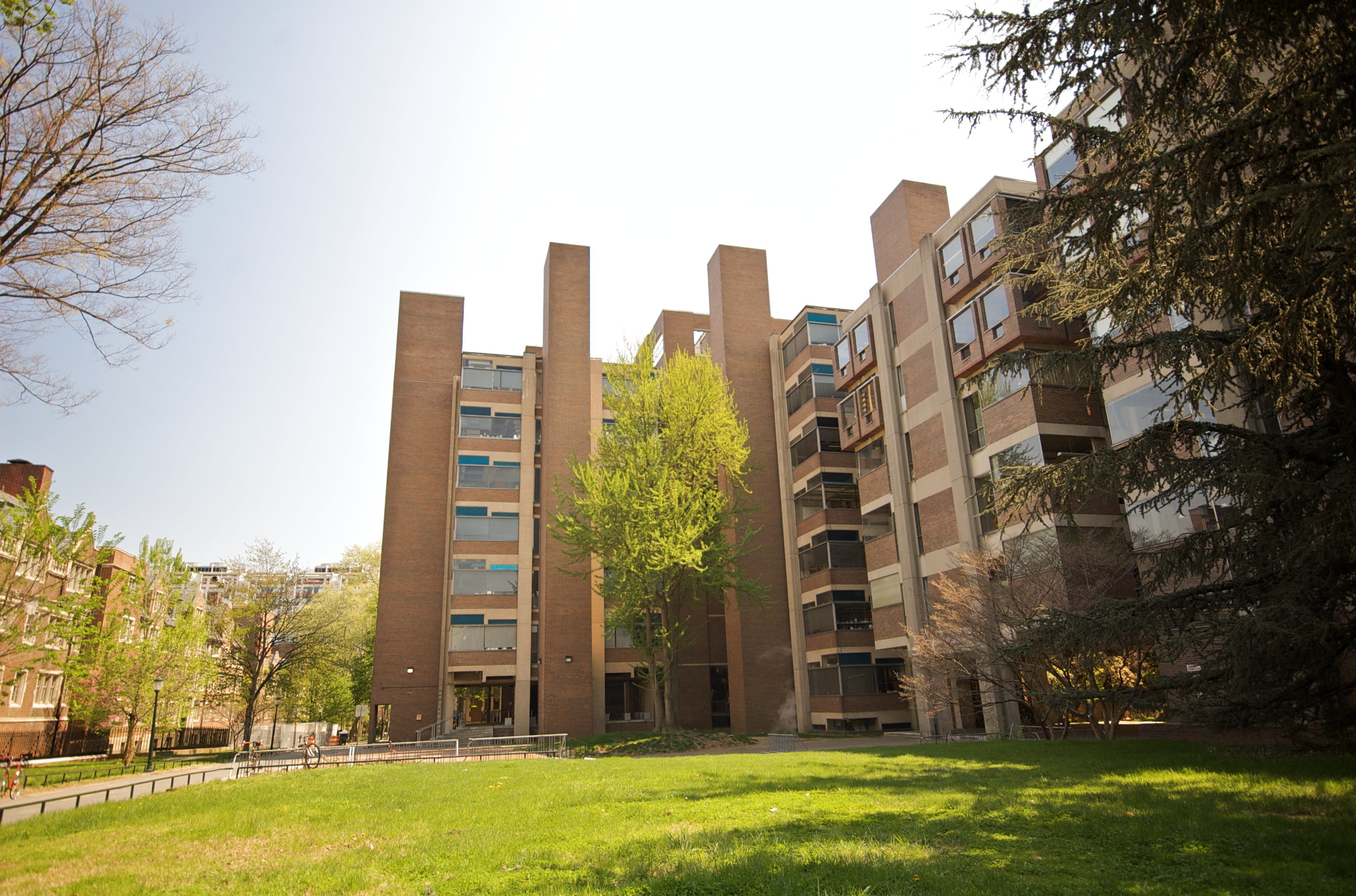
リチャーズ医学研究所 （1957–61）
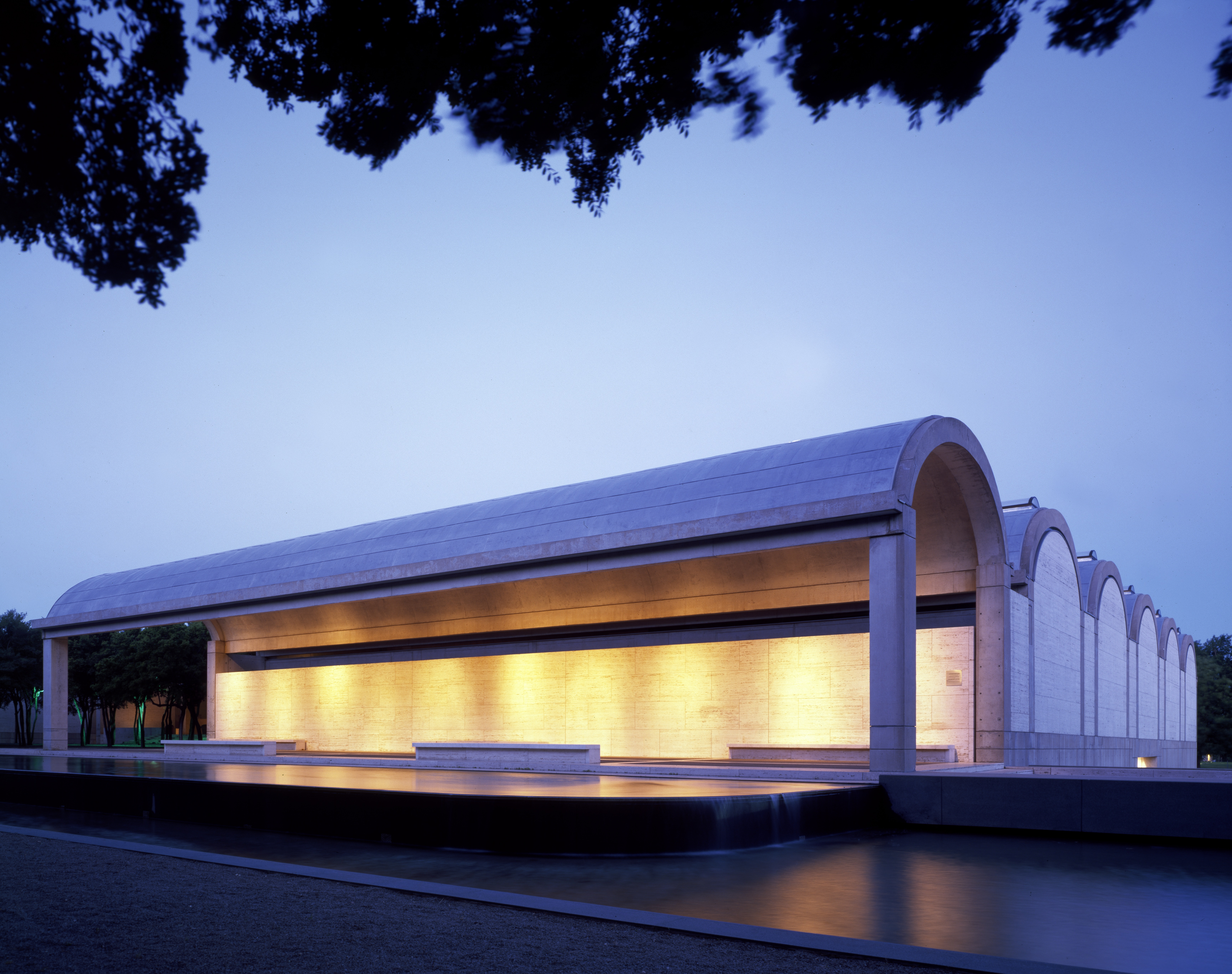
テキサス州フォートワースのキンベル美術館 （1966–72）
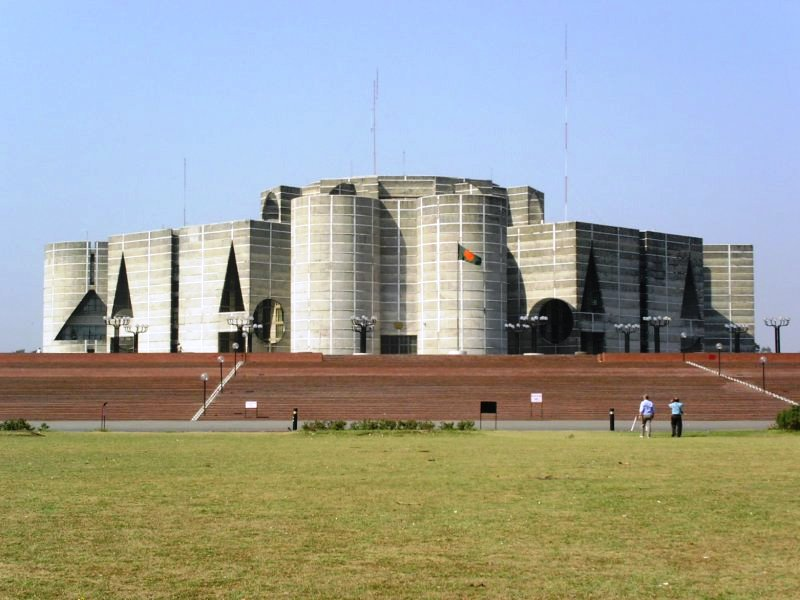
バングラデシュ国会議事堂 （1962 - 74年）

#### イオ・ミン・ペイ

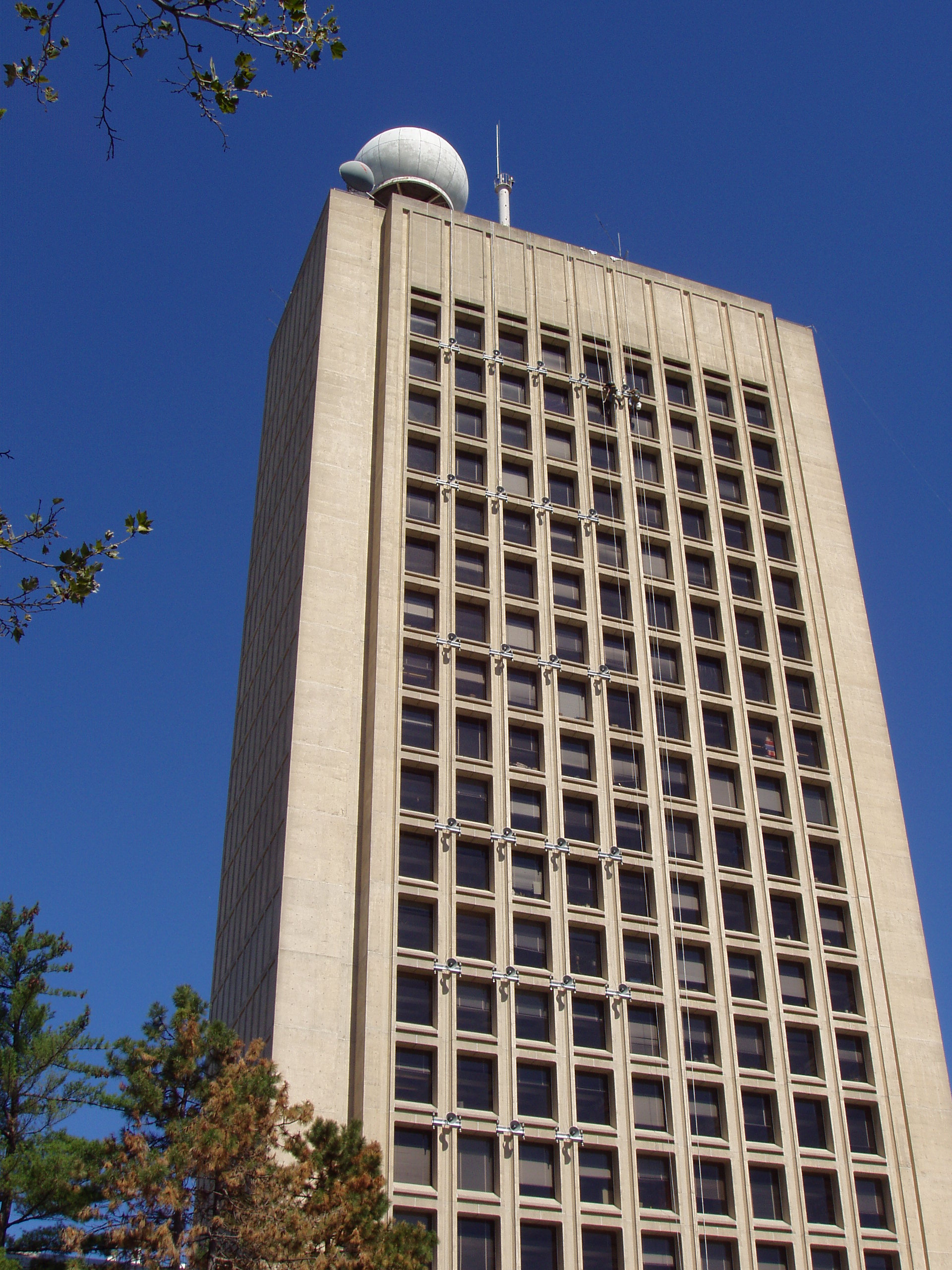
マサチューセッツ工科大学　グリーンビル（1962-64）
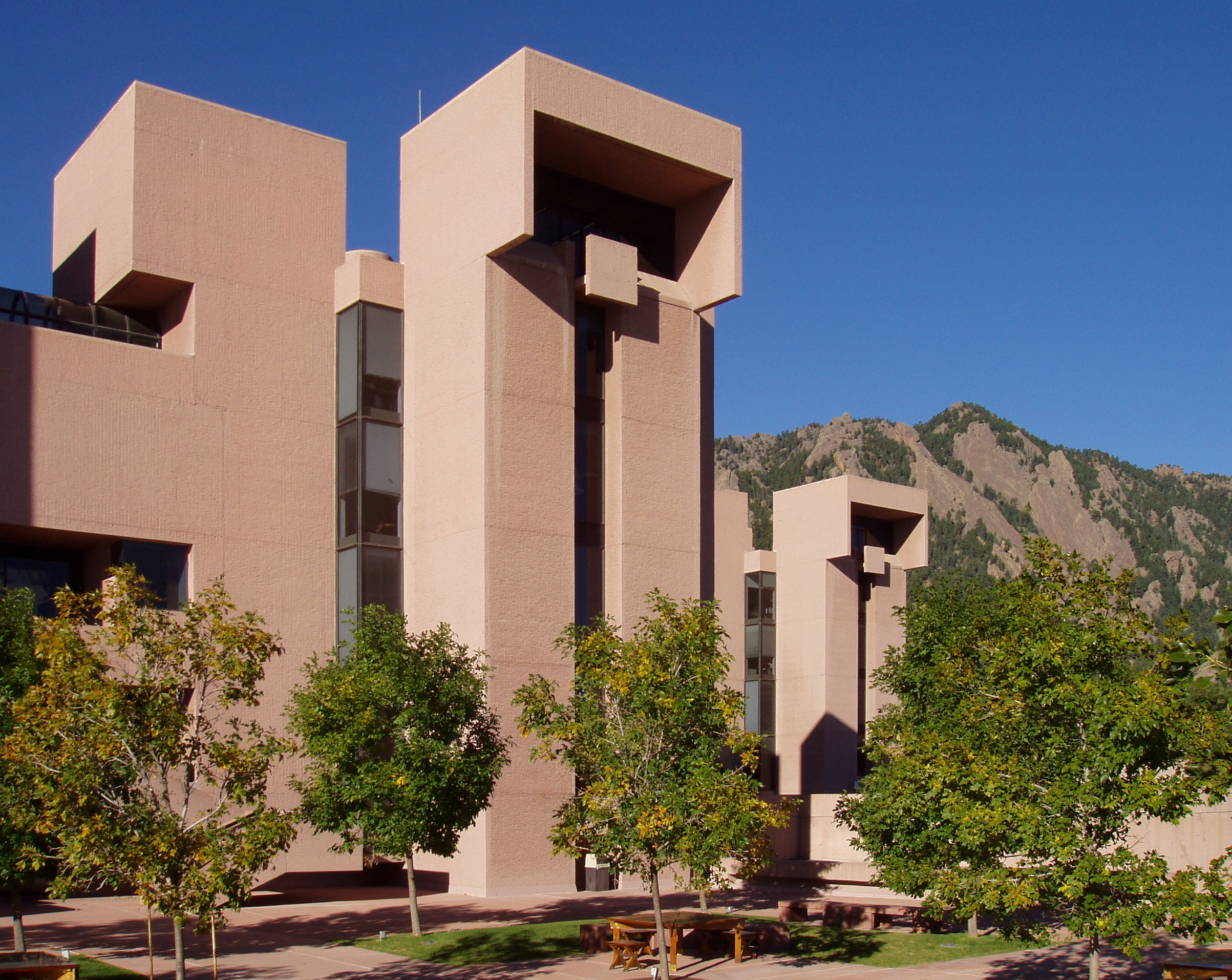
コロラド州ボールダーの国立大気研究センター （1963 - 67年）
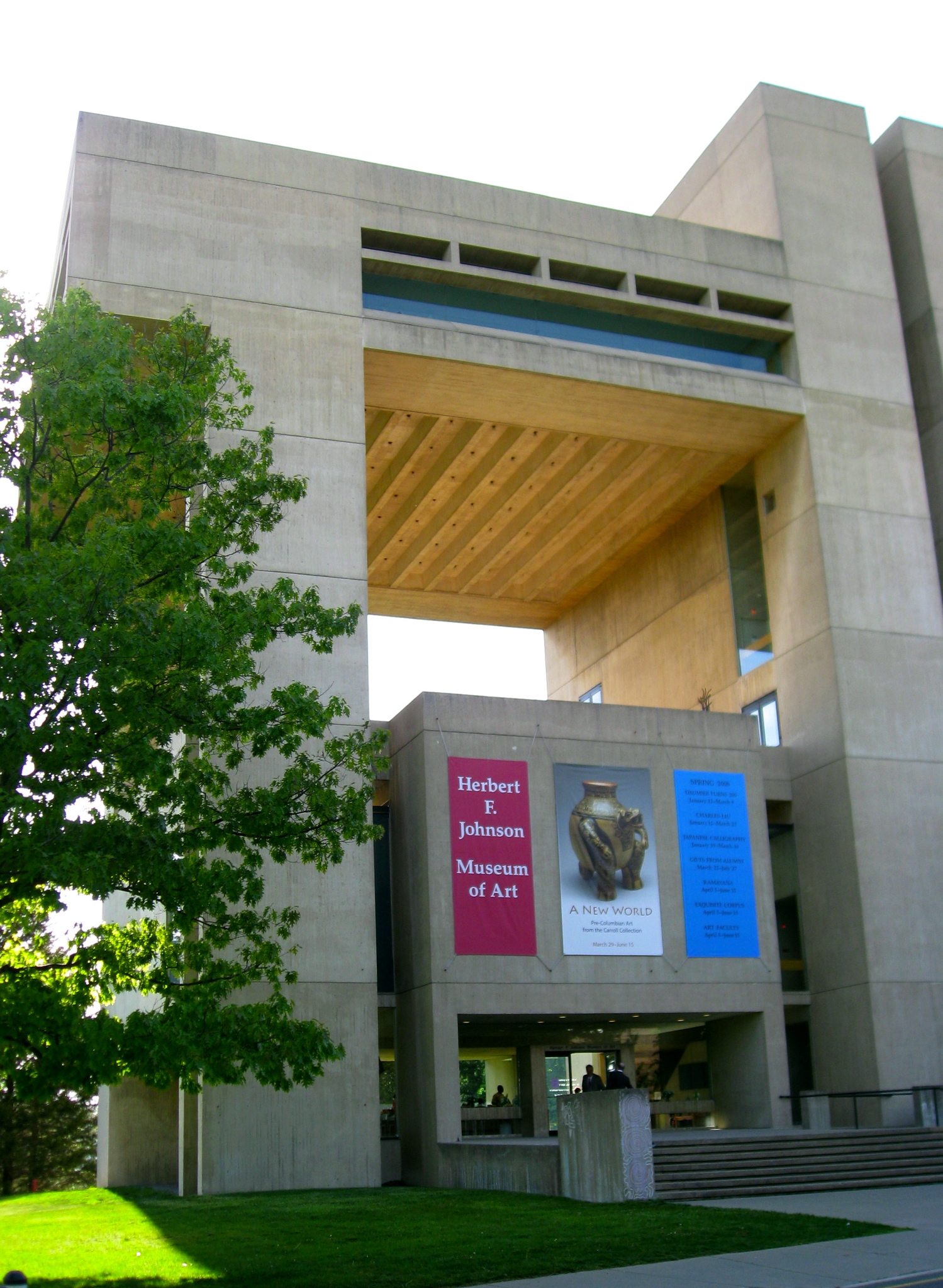
ニューヨーク州イサカにある コーネル大学　ハーバートF.ジョンソン美術館、（1973）
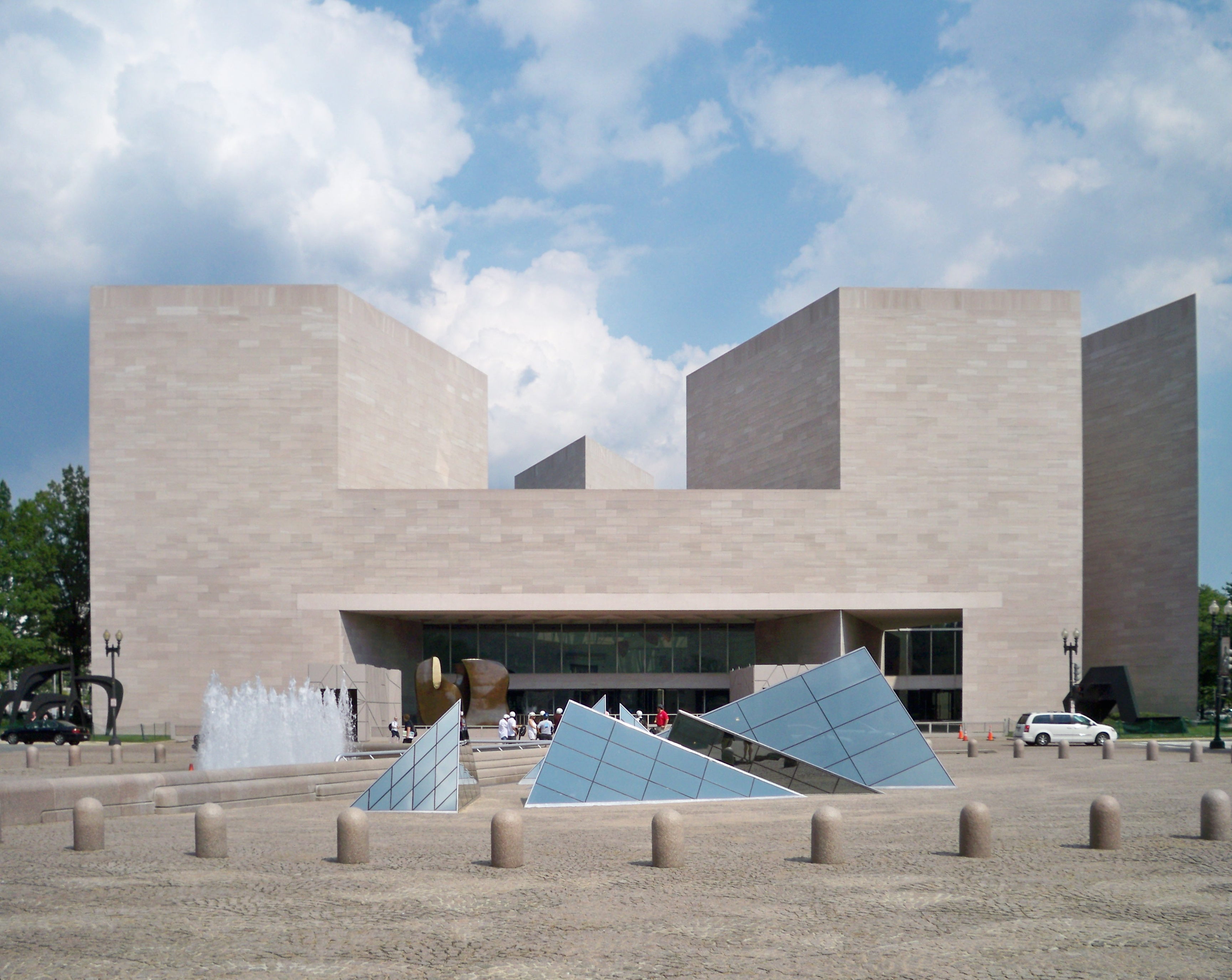
ワシントンDCのナショナル・ギャラリー・オブ・アートのイーストウィング（1978）
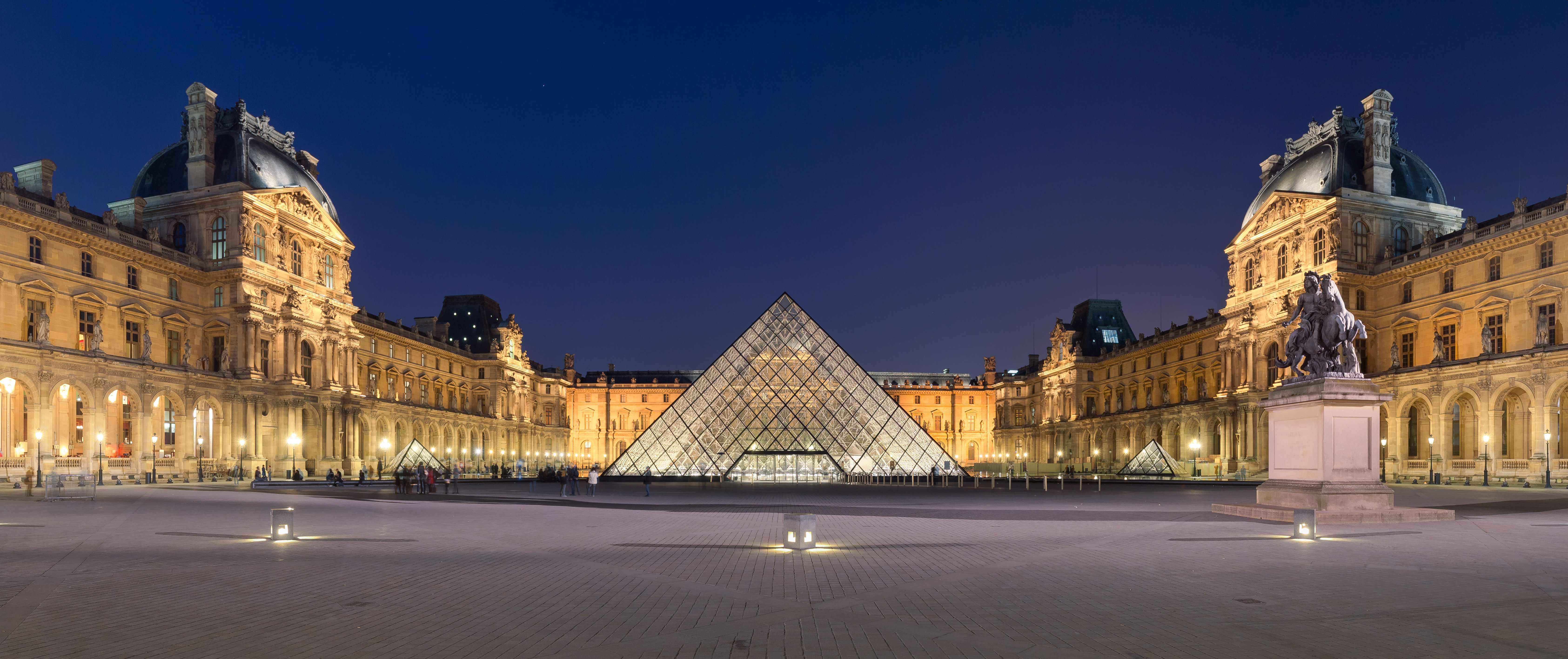
パリのルーブル美術館 ピラミッド（1983年 - 89年）

### ヨーロッパにおける戦後モダニズム建築（1945-1975）

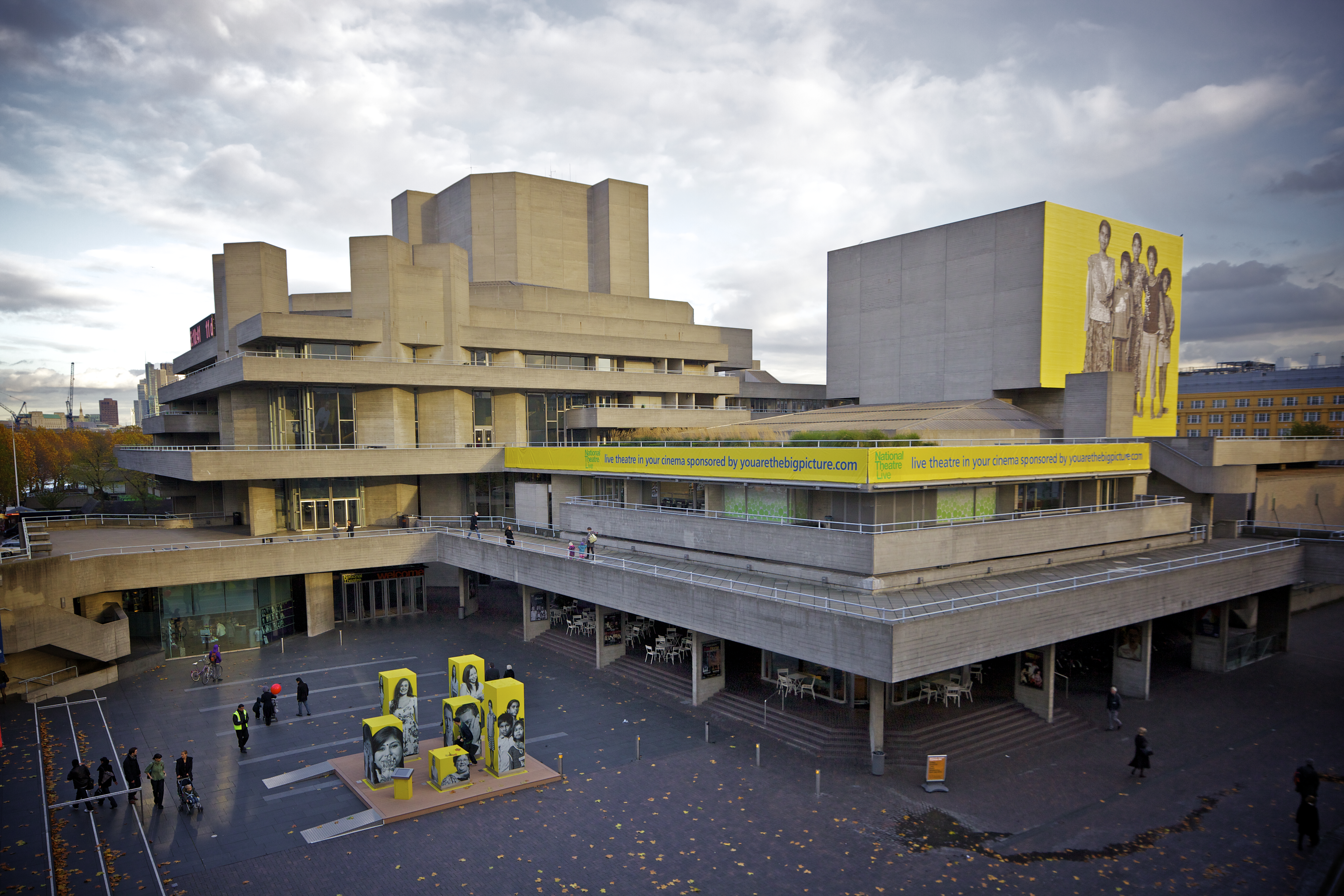
ロンドンのロイヤルナショナルシアター 、 Denys Lasdun （1967 - 1976）
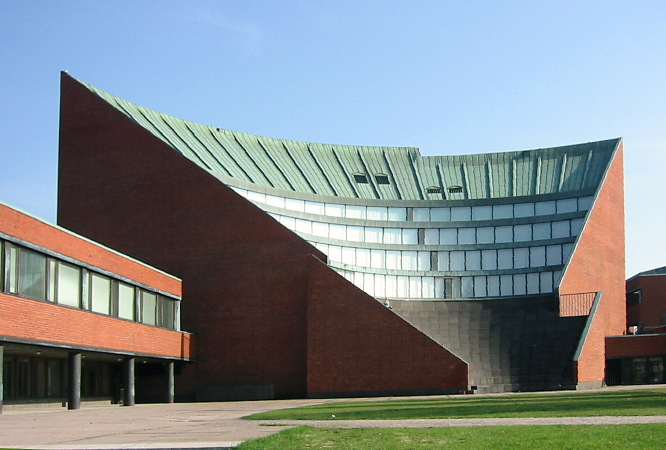
ヘルシンキ工科大学講堂、 アルヴァ・アールト （1964）
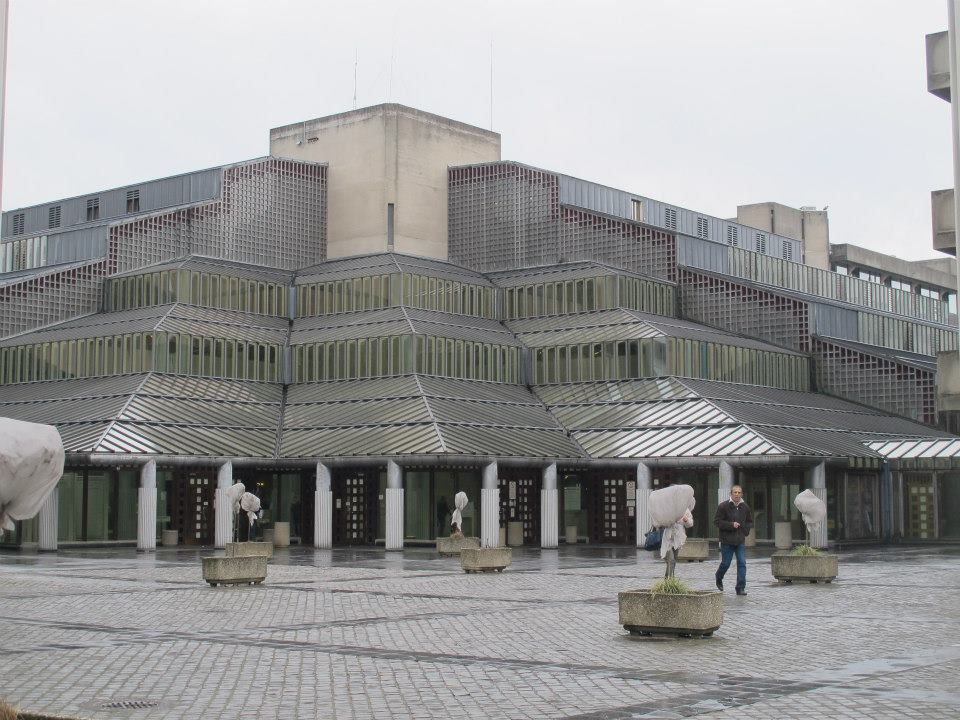
ベルギー、 リエージュ大学病院センターby Charles Vandenhove（1962–82）
ホセ・ルイ・セルト （1959年 - 1964年）によって　en:Fondation Maeght
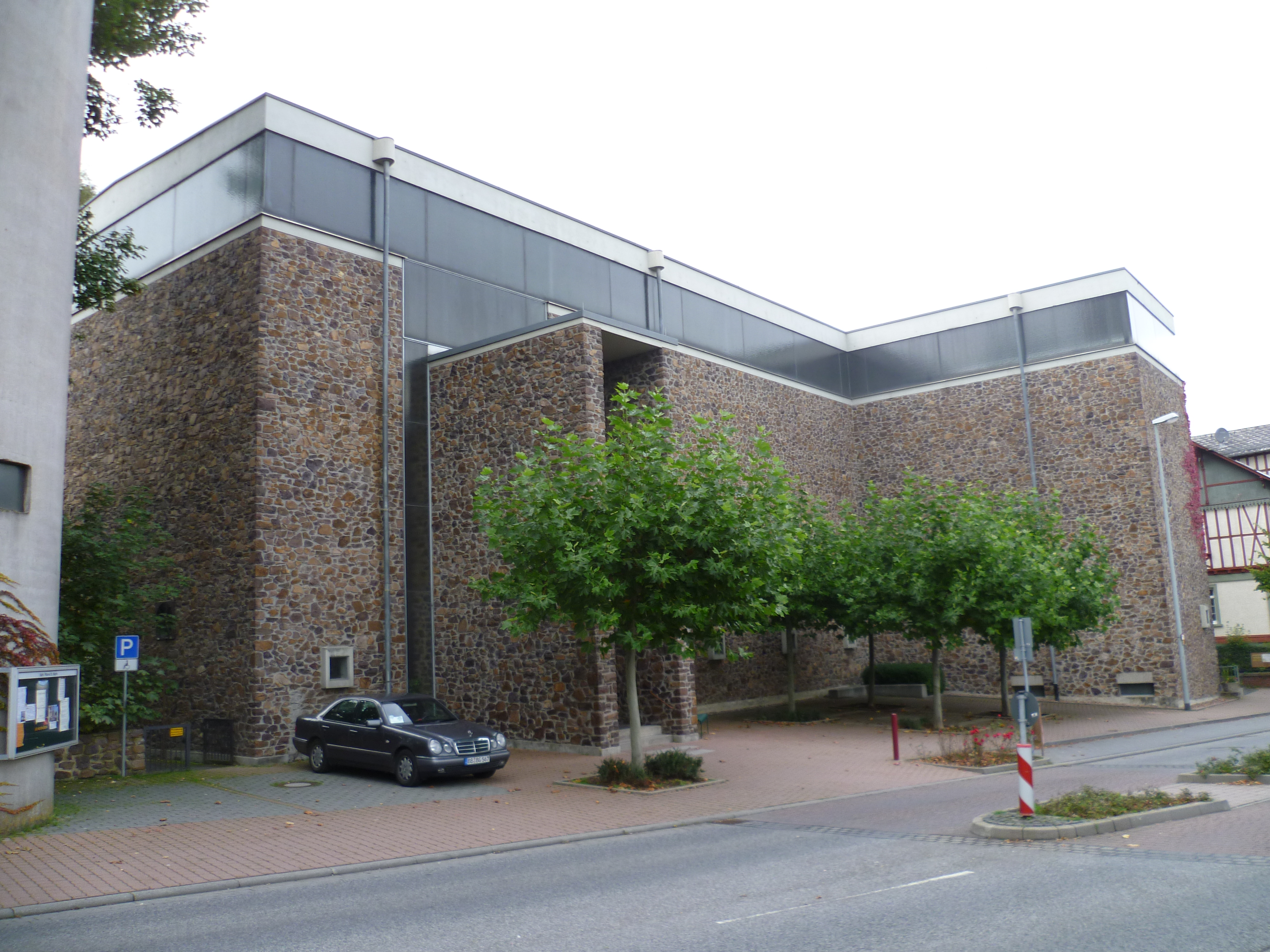
聖マーティン教会、イドシュタインドイツバイJohannes Krahn （1965）
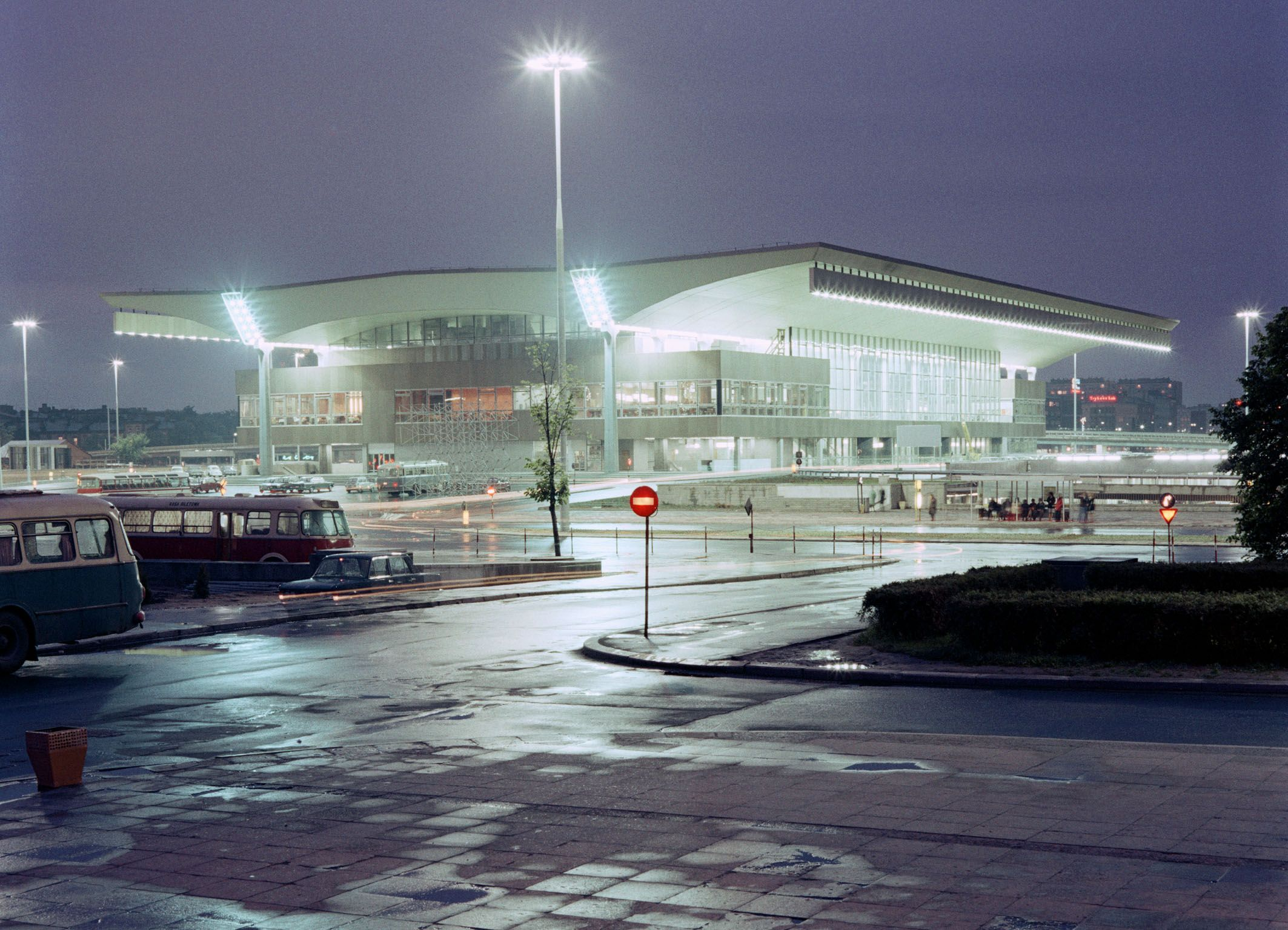
ポーランドのワルシャワ中央駅（Arseniusz Romanowicz（1975））
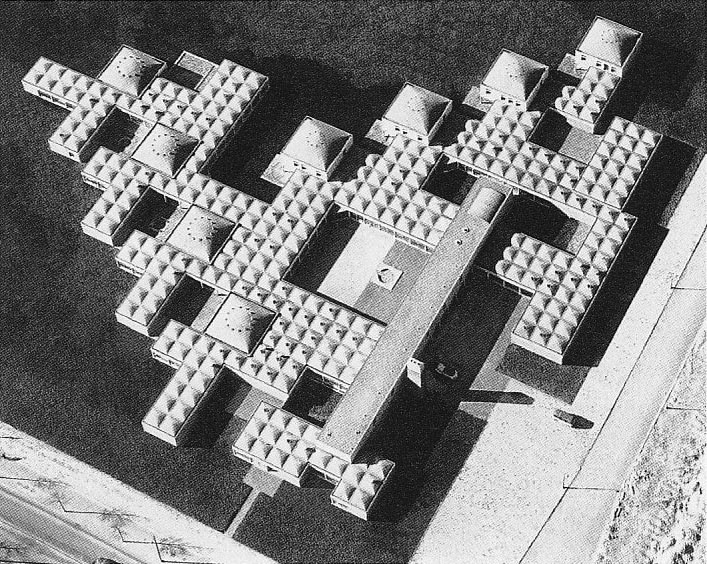
市立孤児院アムステルダム　アルド・ファン・アイク （1960）、「数の美学」、建築運動 構造主義 。

### ラテンアメリカにおけるモダニズム建築

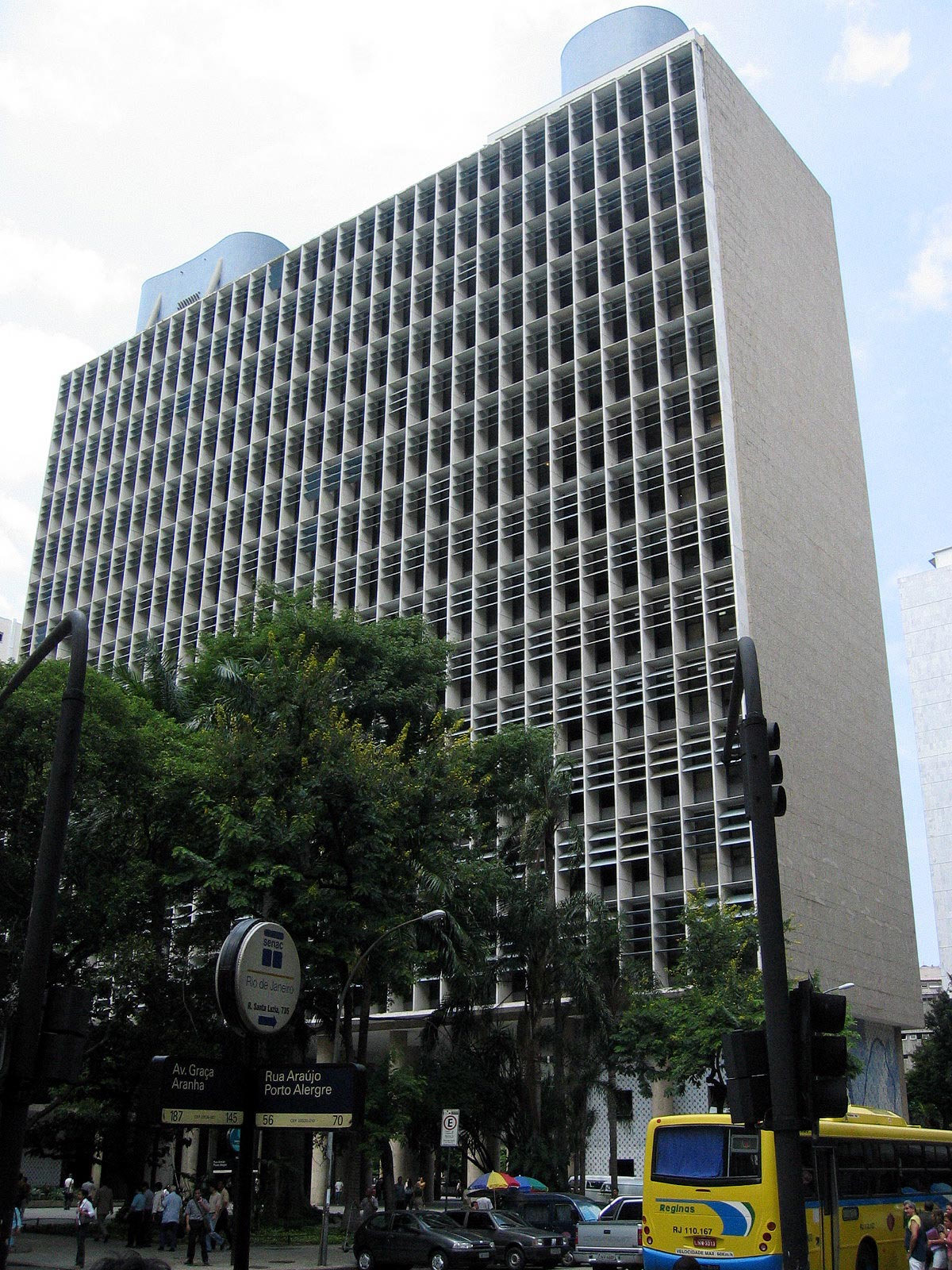
リオデジャネイロの保健教育省（1936–43）ルシオ・コスタ
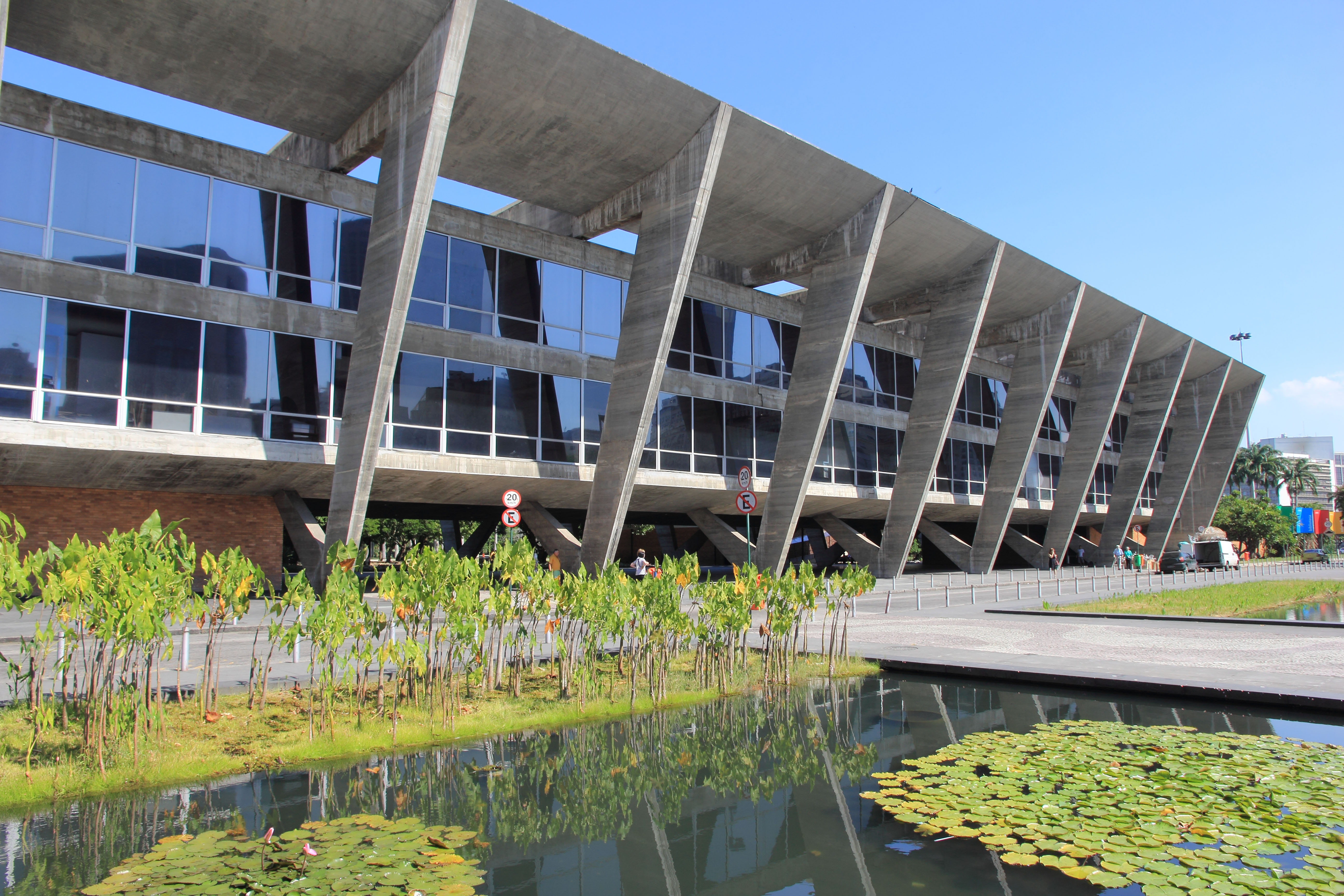
MAMリオ博物館（1960） en:Affonso Eduardo Reidy
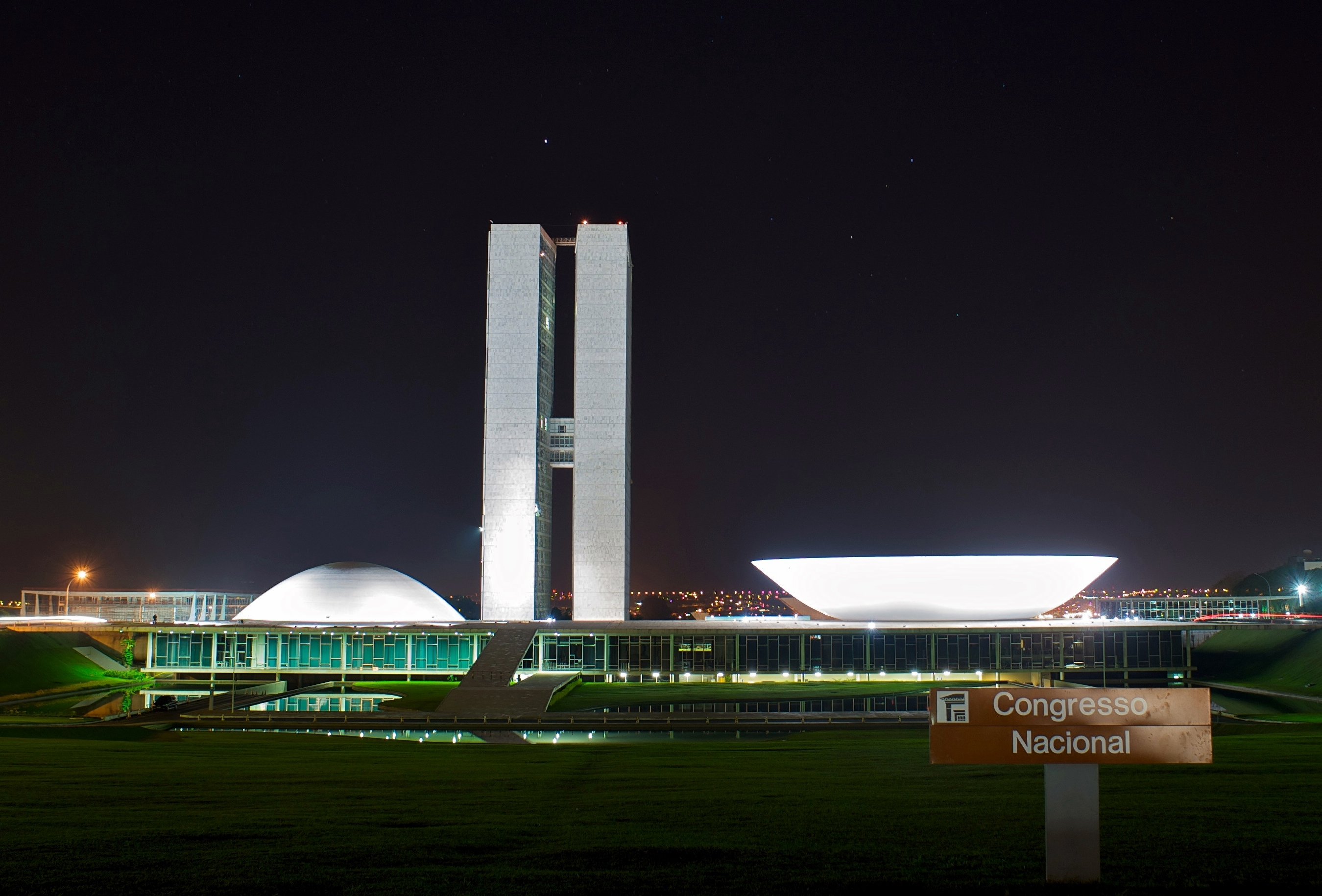
ブラジル国会議事堂（1956年 - 61年）オスカー・ニーマイヤー
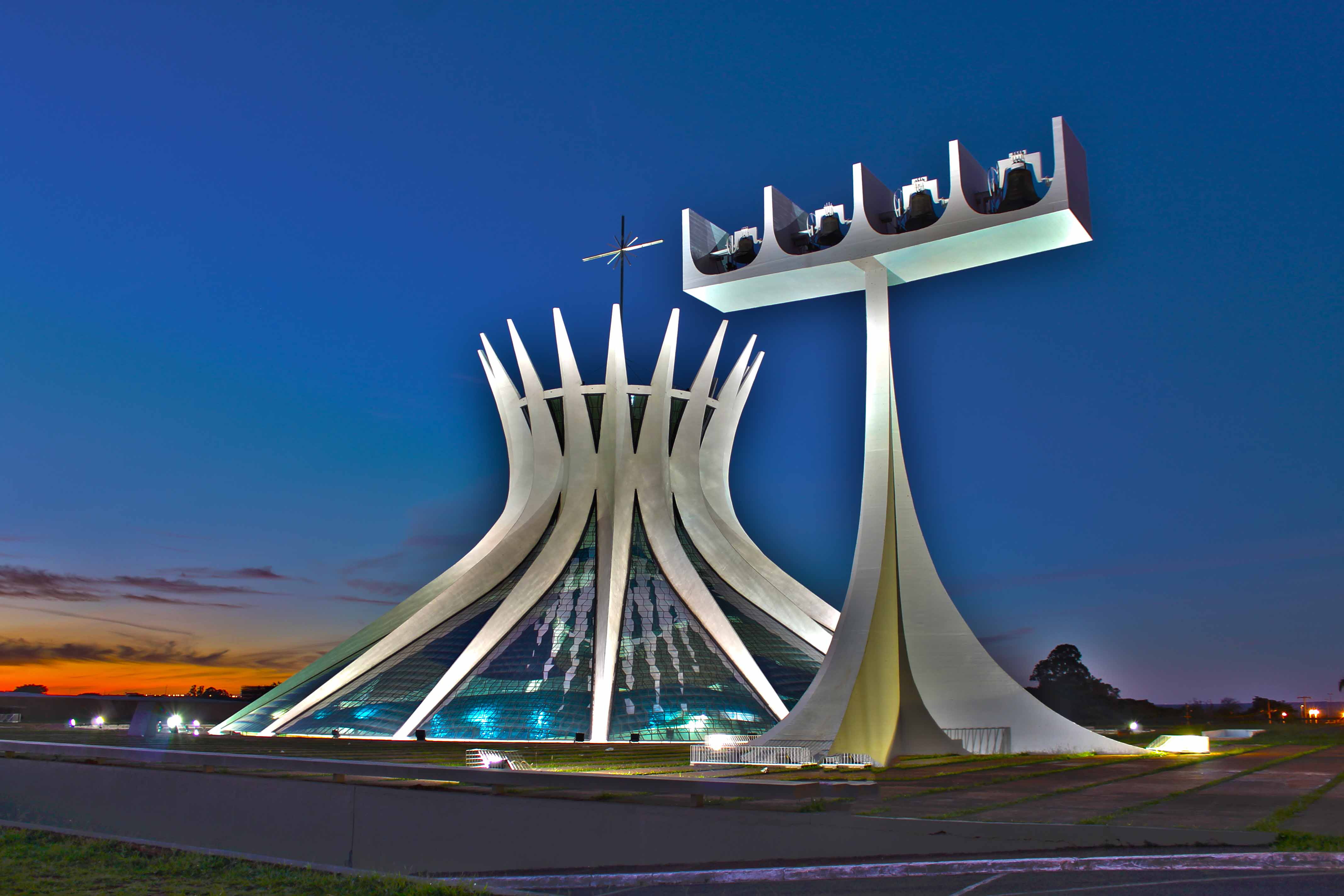
ブラジリア大聖堂 （1958年 - 1970年）オスカー・ニーマイヤー
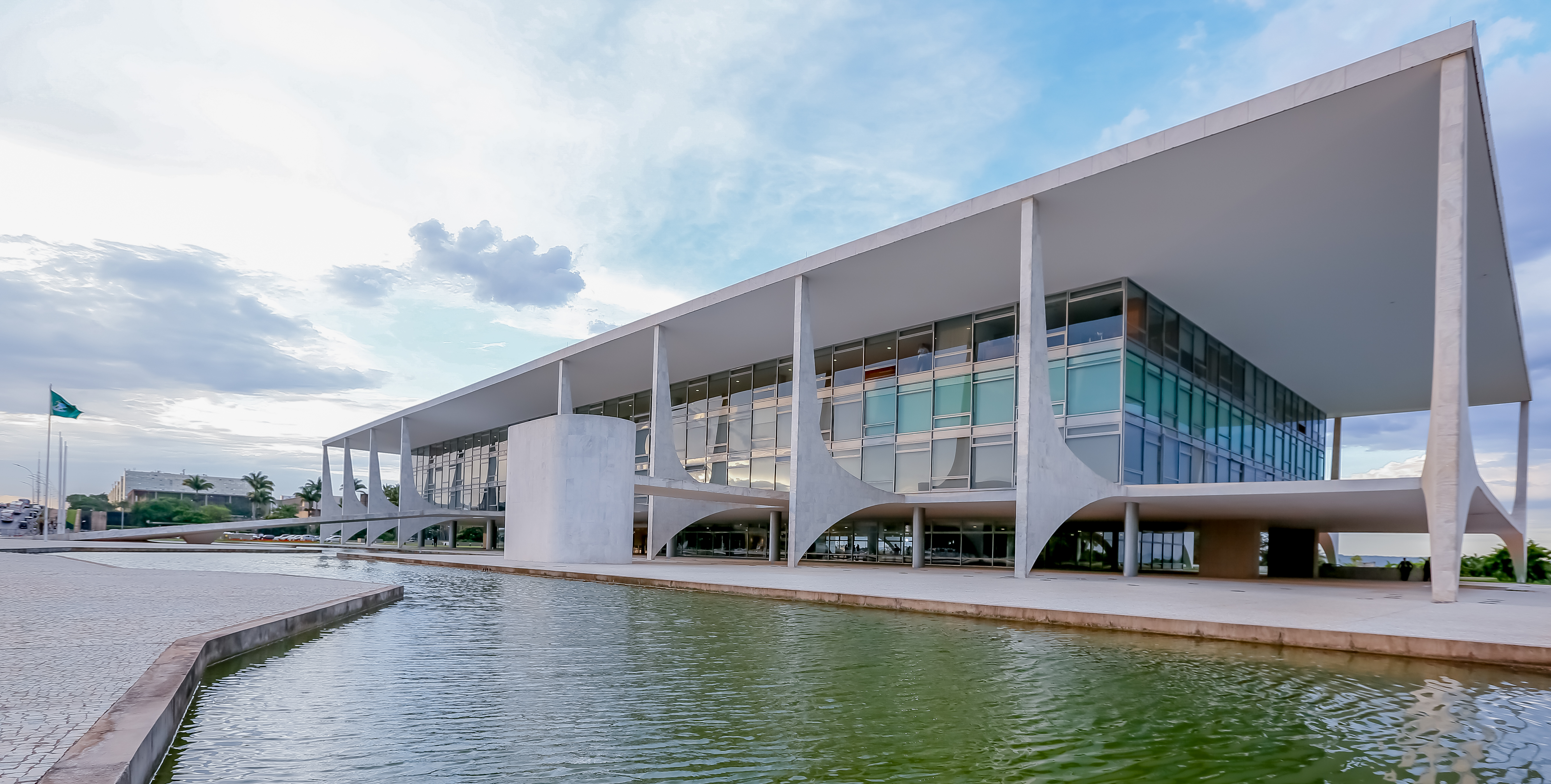
ブラジル大統領府（1958年 - 1960年） オスカー・ニーマイヤー
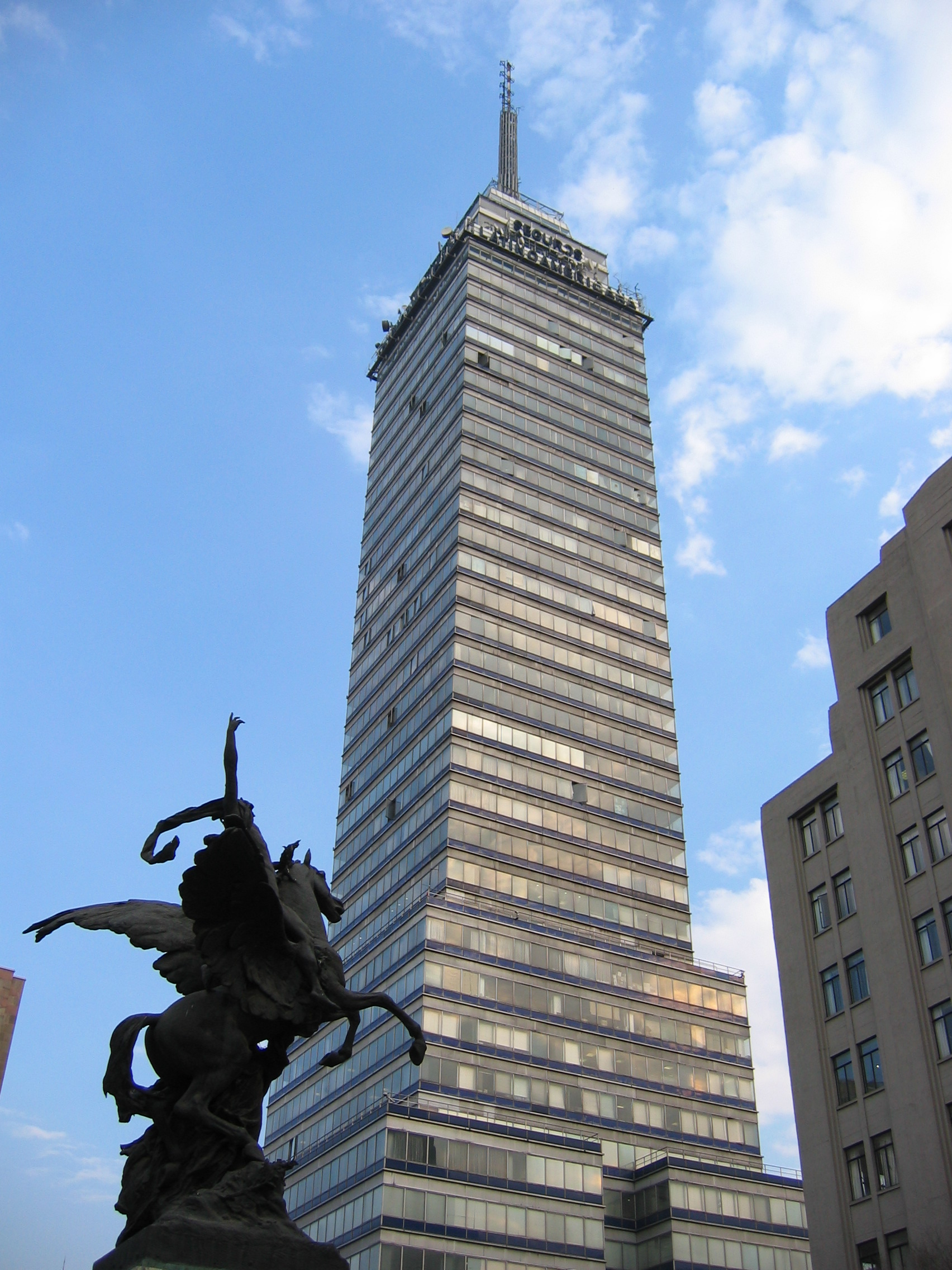
メキシコシティのラテンアメリカ・タワー（1956）アウグスト・H・アルバレ
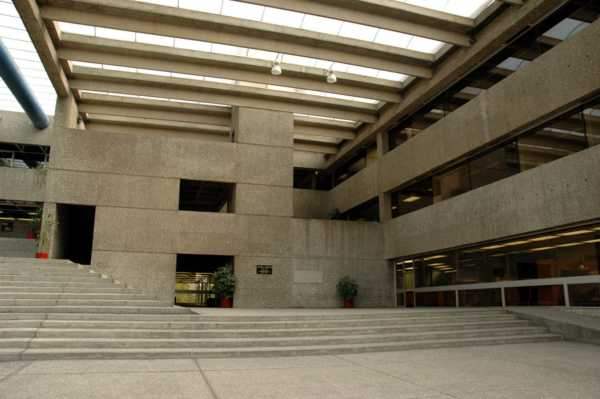
コレヒオ・デ・メキシコ（1976）　テオドロ・ゴンサレス・デ・レオンとアブラハム・ザブルードスキー
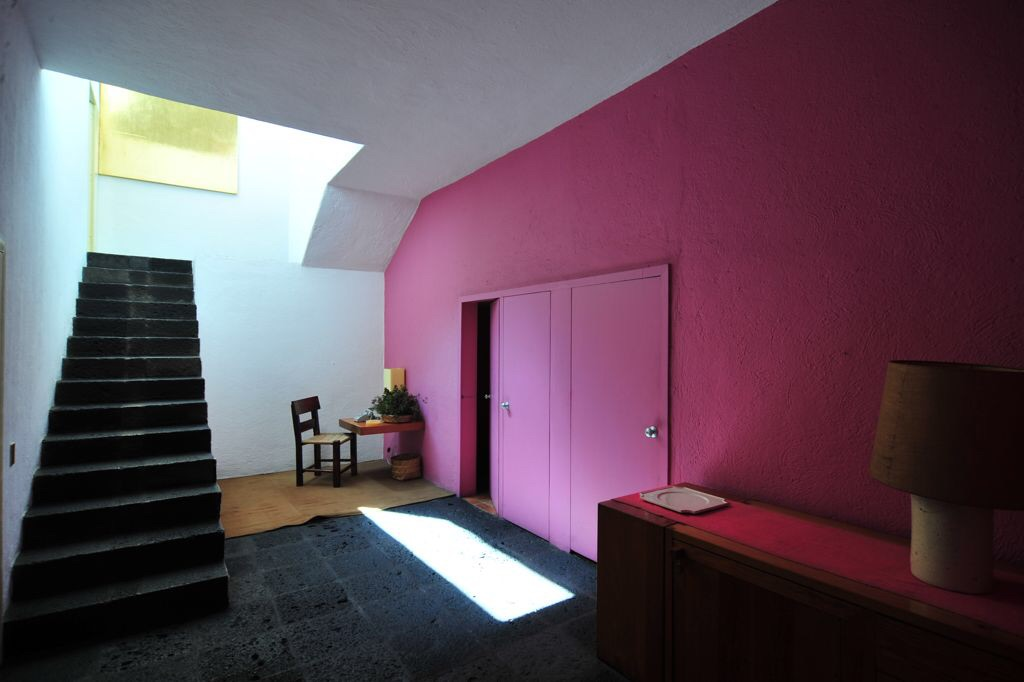
ルイスバラガンの家（1948）ルイス・バラガン

### その他地域におけるモダニズム建築

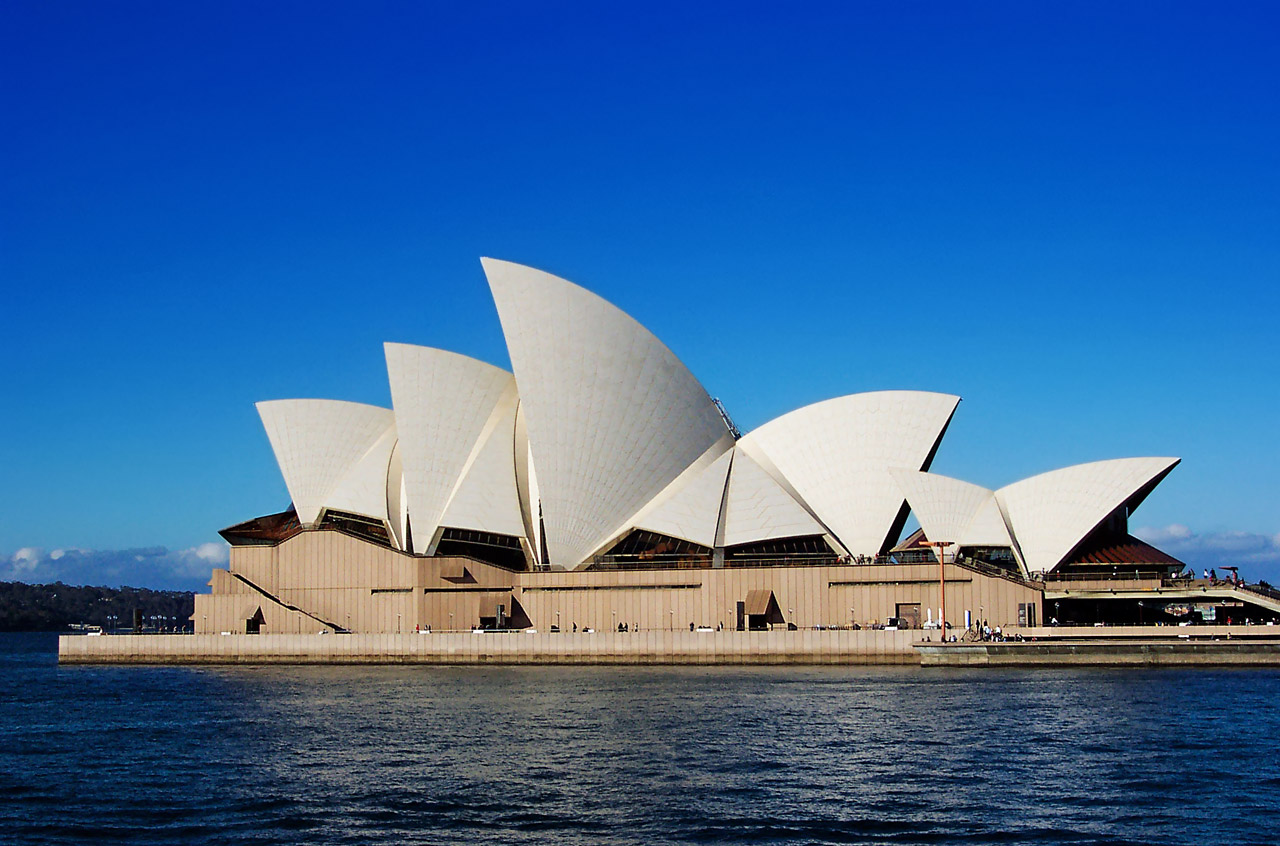
シドニー・オペラハウス　オーストラリアのシドニー、 ヨーン・ウツソン （1973）

## 日本における展開
日本にも明治時代末から大正時代に鉄筋コンクリート造という新しい技術が伝えられ、遠藤於莵、本野精吾らによって装飾の少ないモダニズムの先駆的な作品が造られた。
一般に日本の近代建築運動の始まりは山田守・石本喜久治・堀口捨己らの分離派建築会に置かれる。当時の建築界では鉄筋コンクリート造等の構造技術的な側面に注目が集まる一方、折衷主義的な建築観が主流であり、装飾のない建築は評価されなかった。こうした中、建築が芸術であることを主張し、過去の様式や装飾を否定した新しい造形を試みた分離派建築会の作品には、ドイツ表現主義の影響が見られる。
旧式な折衷主義とモダニズムの対立として象徴的な例とされたのが1931年の帝室博物館の設計競技である。結果は帝冠様式の渡辺仁の案が当選し、26歳の前川國男の案は敗れた。後に前川自身が「あの案で建てられていたら、自分は顔を上げて上野を歩けなかっただろう」と述べているように、一概にモダニズム建築の方が優れているとは言い切れない。それはともかく、建築雑誌に紹介される作品は次第にモダニズム建築が主流になっていった。
軍国主義の台頭を背景として、和風要素が設計競技の規定で要求されることも少なくなかった。1930年代には愛知県庁、名古屋市役所等の帝冠様式の建築が生まれた。満州など日本影響下の外地の方でも積極的に採用された（国内よりもむしろ影響力誇示のため日本的な意匠がより強く求められたためと考えられる）。
第二次世界大戦後は、モダニズムの旗手として村野藤吾や前川國男、丹下健三らが建築界をリードした。また、日本の伝統建築（伊勢神宮や桂離宮などの数寄屋建築）とモダニズムの近親性が論じられた。これは柱と梁で構成される日本の伝統的建築と、煉瓦や石を積み上げて造る西洋の建築を対比し、前者がモダニズムの理念と適合しているとするものである。
このように日本においては、モダニズム建築の理念が第二次世界大戦による中断を含みながらも急速に普及し、過去の歴史様式をまとった建築は否定されるようになった。この背景には、戦争の激化とともに物資が乏しくなったため、また戦後になると戦災から一刻も早く立ち直るため、とにかく時間をかけず廉価に建設することが社会的な要請として最優先され、職人が腕を振るって装飾を付けるようなことは無意味であり無駄だと考えられたこと、海外及び日本の建築雑誌に紹介されるのはモダニズム建築ばかりであったこと、歴史主義建築がファシズム的と捉えられたことなどが理由として挙げられる。

### 日本の代表作品
現況欄の○は現存、✕は現存せず、△は一部現存
| 建造物名                         | 設計者                   | 年         | 所在地         | 現況 | 指定             |
| -------------------------------- | ------------------------ | ---------- | -------------- | ---- | ---------------- |
| 三井物産横浜ビル                 | 遠藤於莵                 | 1911年     | 神奈川県横浜市 | ○    |                  |
| 京都市考古資料館（旧西陣織物館） | 本野精吾                 | 1915年     | 京都市上京区   | ○    | 京都市指定文化財 |
| 京都中央電話局西陣分局           | 岩元禄                   | 1921年     | 京都市上京区   | ○    | 重要文化財       |
| 京都中央電話局上分局             | 吉田鉄郎                 | 1923年     | 京都市上京区   | ○    | 登録有形文化財   |
| 旧山邑家住宅                     | フランク・ロイド・ライト | 1924年     | 兵庫県芦屋市   | ○    | 重要文化財       |
| 自邸                             | アントニン・レーモンド   | 1925年     | 東京都港区     | ✕    |                  |
| 東京中央電信局                   | 山田守                   | 1925年     | 東京都千代田区 | ✕    |                  |
| 白木屋本店                       | 石本喜久治               | 1928年     | 東京都中央区   | ✕    |                  |
| 近三ビルヂング                   | 村野藤吾                 | 1931年     | 東京都中央区   | ○    |                  |
| 大阪朝日ビル                     | 竹中工務店（石川純一郎） | 1931年     | 大阪市北区     | ✕    |                  |
| 大阪瓦斯ビルヂング               | 安井武雄                 | 1933年     | 大阪市中央区   | ○    |                  |
| 東京中央郵便局                   | 吉田鉄郎                 | 1933年     | 東京都千代田区 | △    |                  |
| 同潤会江戸川アパート             | 同潤会                   | 1934年     | 東京都新宿区   | ✕    |                  |
| 大阪市立大学本館                 | 大阪市建築課（伊藤正文） | 1934年     | 大阪市住吉区   | ○    | 登録有形文化財   |
| 小屋平ダム（黒部川第2発電所）    | 山口文象                 | 1935年     | 富山県黒部市   | ○    |                  |
| 自邸                             | 土浦亀城                 | 1935年     | 東京都品川区   | ○    | 東京都指定文化財 |
| 交通博物館                       | 土橋長俊                 | 1936年     | 東京都千代田区 | ✕    |                  |
| 宇部市渡辺翁記念会館             | 村野藤吾                 | 1937年     | 山口県宇部市   | ○    | 重要文化財       |
| 若狭邸                           | 堀口捨己                 | 1937年     | 東京都目黒区   | ✕    |                  |
| 大阪中央郵便局                   | 吉田鉄郎                 | 1939年     | 大阪市北区     | ✕    |                  |
| 旧神奈川県立近代美術館鎌倉館     | 坂倉準三                 | 1951年     | 神奈川県鎌倉市 | ○    |                  |
| 広島平和記念公園                 | 丹下健三                 | 1952年     | 広島市中区     | ○    |                  |
| 日本真珠会館                     | 光安義光                 | 1952年     | 兵庫県神戸市   | ✕    |                  |
| 在神戸米国総領事館               | ミノル・ヤマサキ         | 1954年     | 兵庫県神戸市   | ✕    |                  |
| 世界平和記念聖堂                 | 村野藤吾                 | 1954年     | 広島市中区     | ○    | 重要文化財       |
| 法政大学55年館・58年館           | 大江宏                   | 1955・58年 | 東京都千代田区 | ✕    |                  |
| 熊本逓信病院                     | 山田守                   | 1956年     | 熊本市中央区   | ○    |                  |
| 日比谷図書館                     | 高橋武士                 | 1957年     | 東京都千代田区 | ○    |                  |
| 香川県庁舎東館                   | 丹下健三                 | 1958年     | 香川県高松市   | ○    |                  |
| 京都会館                         | 前川國男                 | 1960年     | 京都市左京区   | ○    |                  |
| 日比谷電電ビル                   | 國方秀男                 | 1961年     | 東京都千代田区 | ✕    |                  |
| 立命館大学以学館                 | 富家宏泰                 | 1965年     | 京都市北区     | ○    |                  |
| 愛知県立芸術大学                 | 吉村順三                 | 1971年     | 愛知県長久手市 | △    |                  |

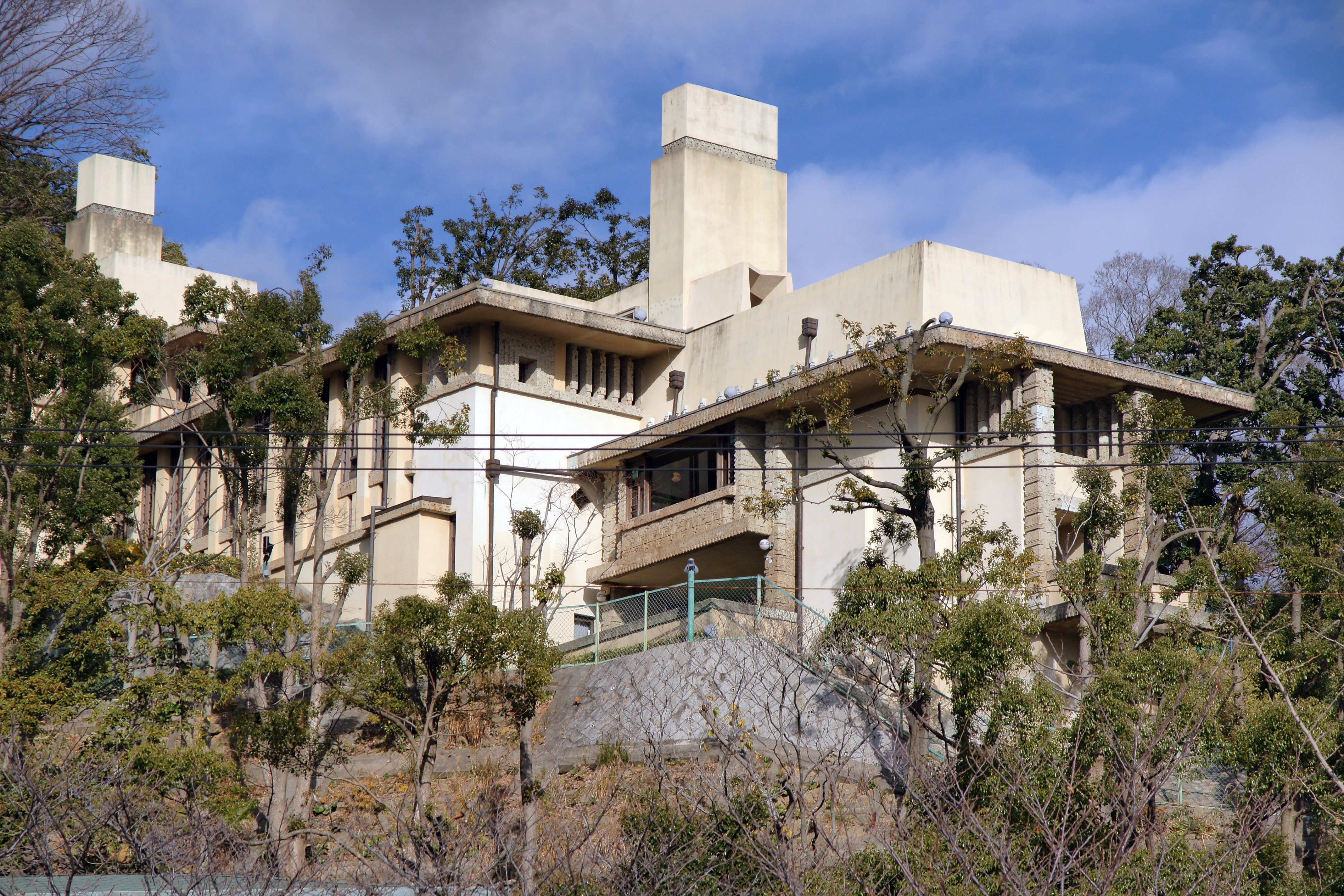
旧山邑家住宅 / 1924
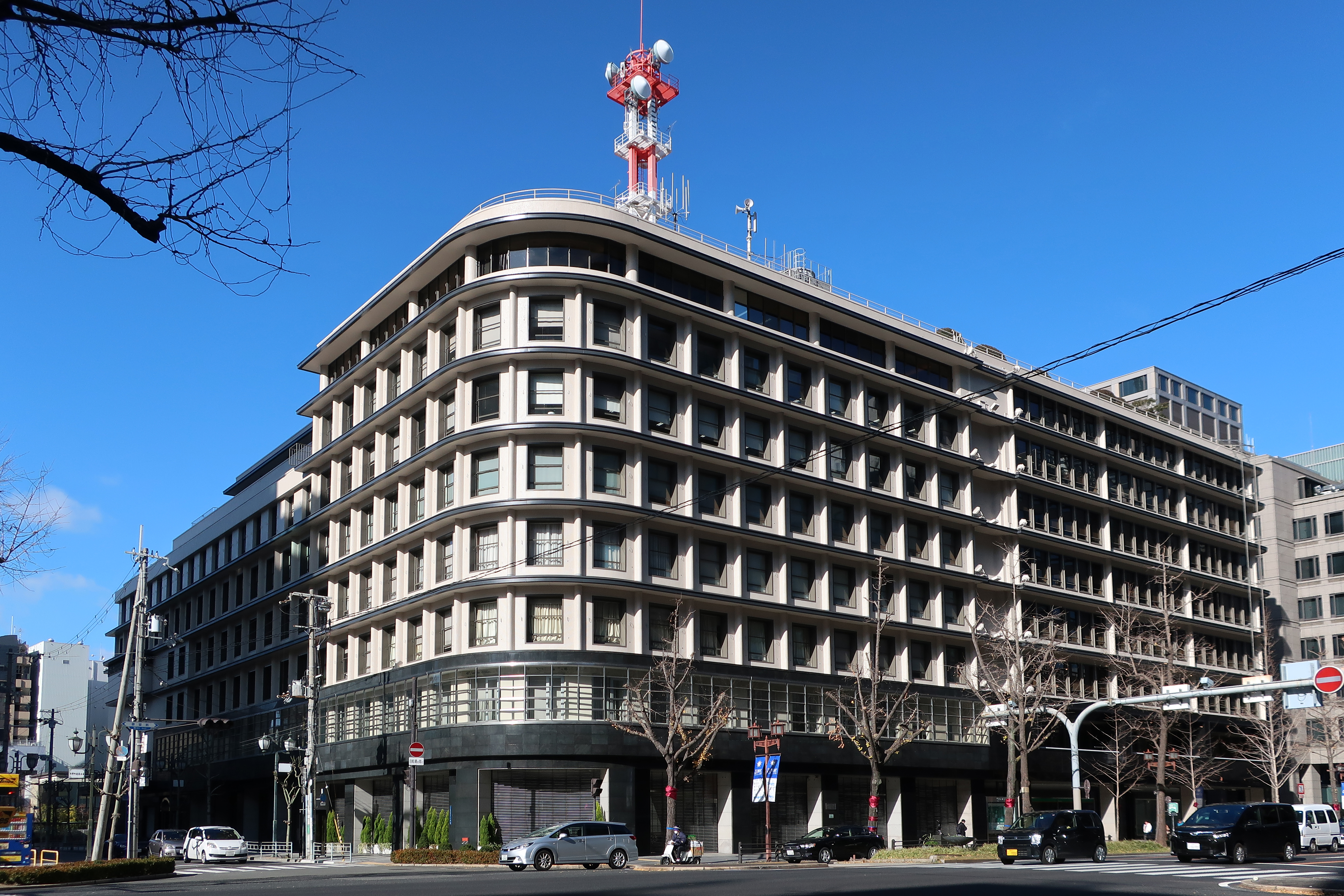
大阪瓦斯ビルヂング / 1933
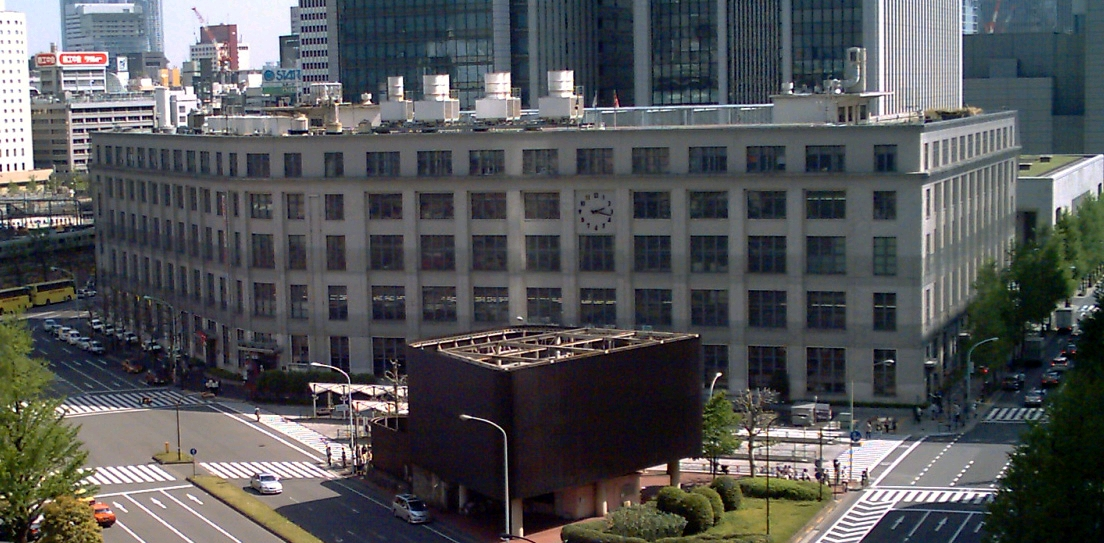
東京中央郵便局 / 1933
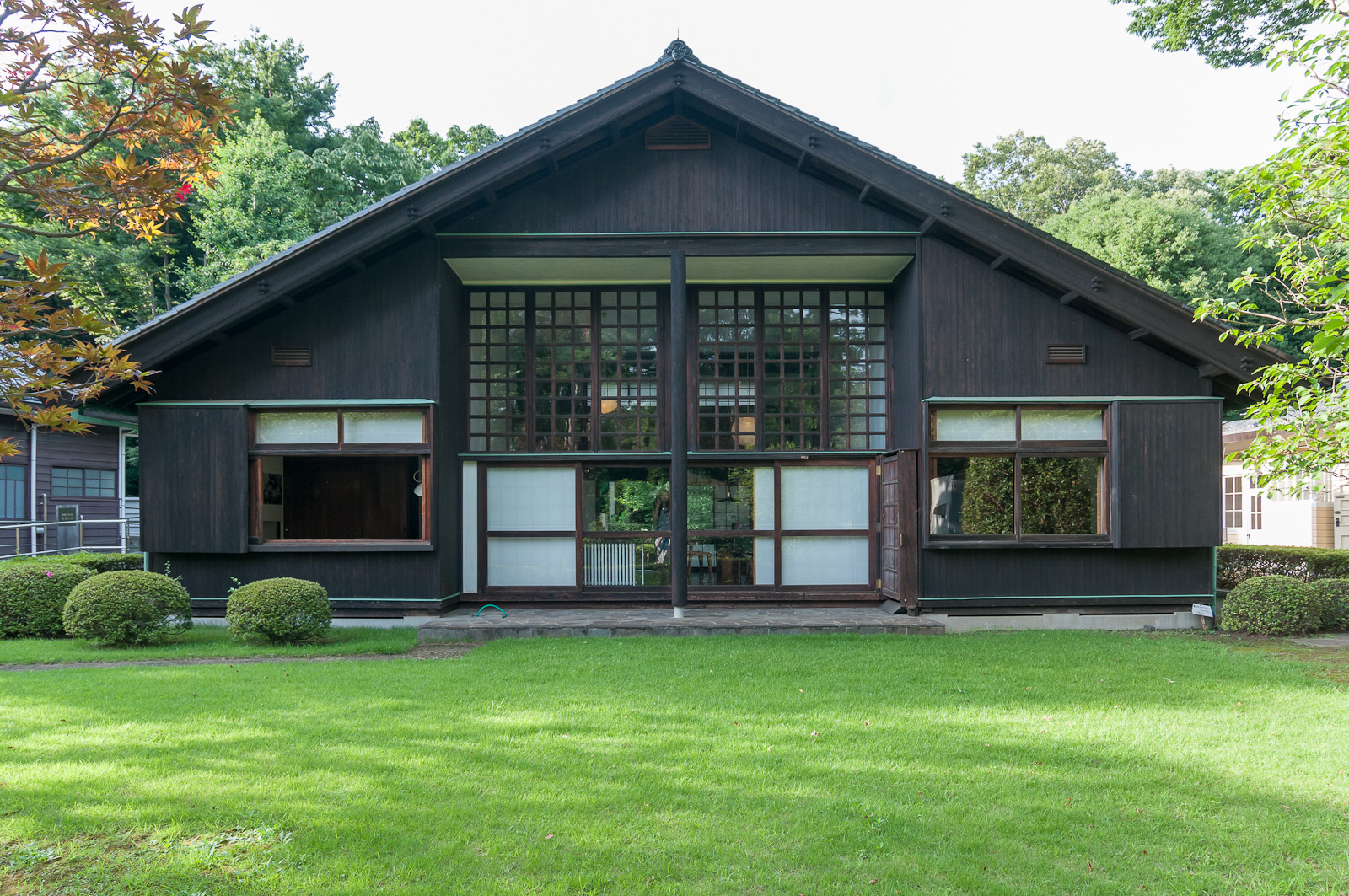
東京の前川國男邸（1935
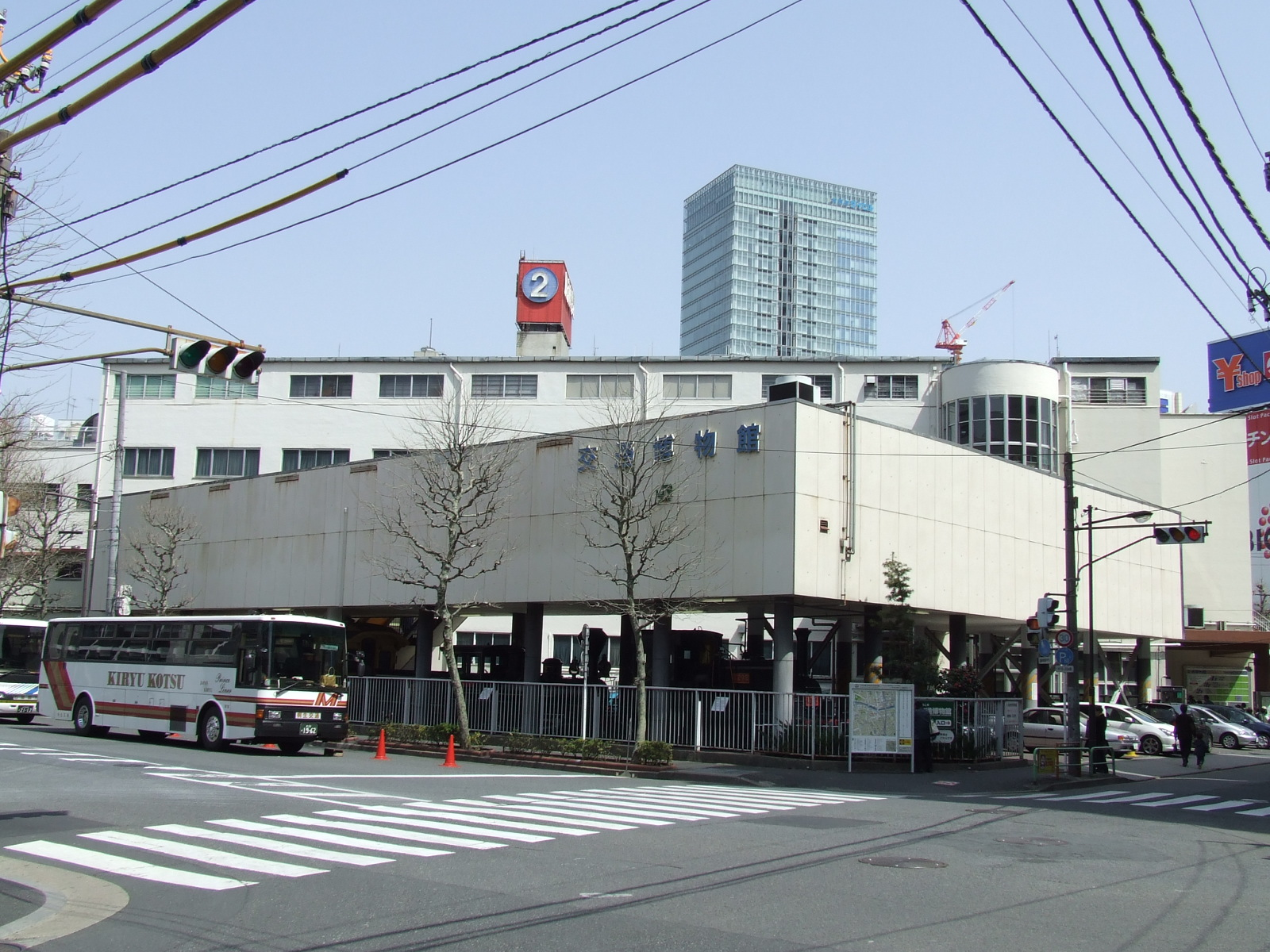
交通博物館 / 1936
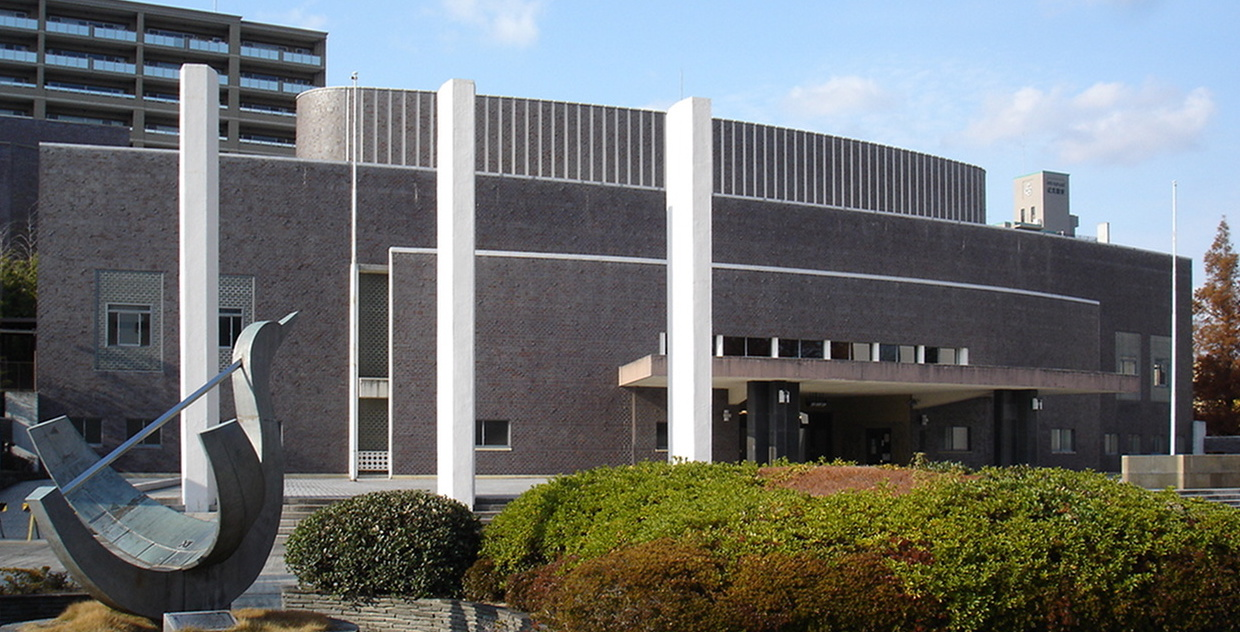
宇部市渡辺翁記念会館 / 1937
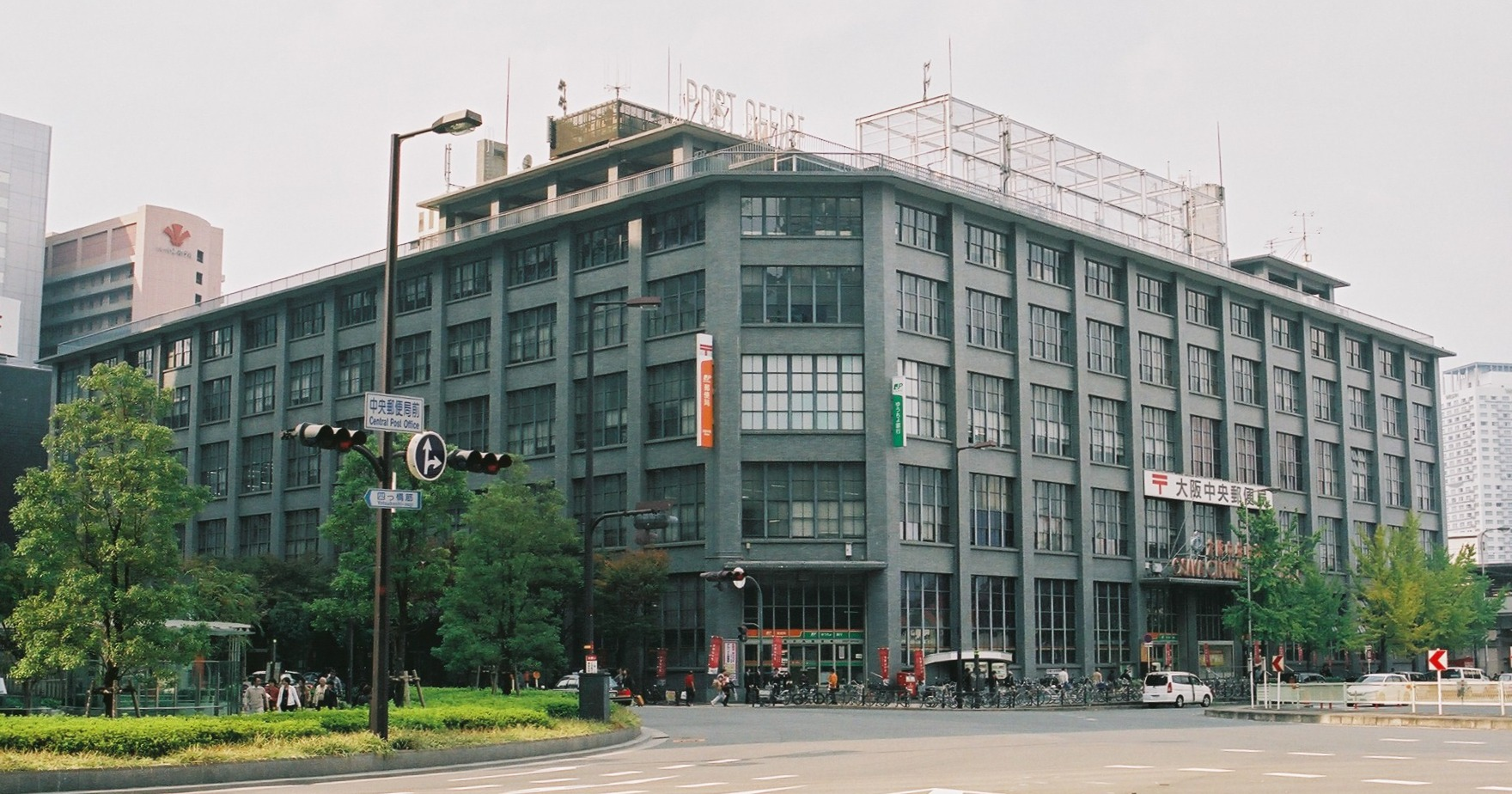
大阪中央郵便局 / 1939
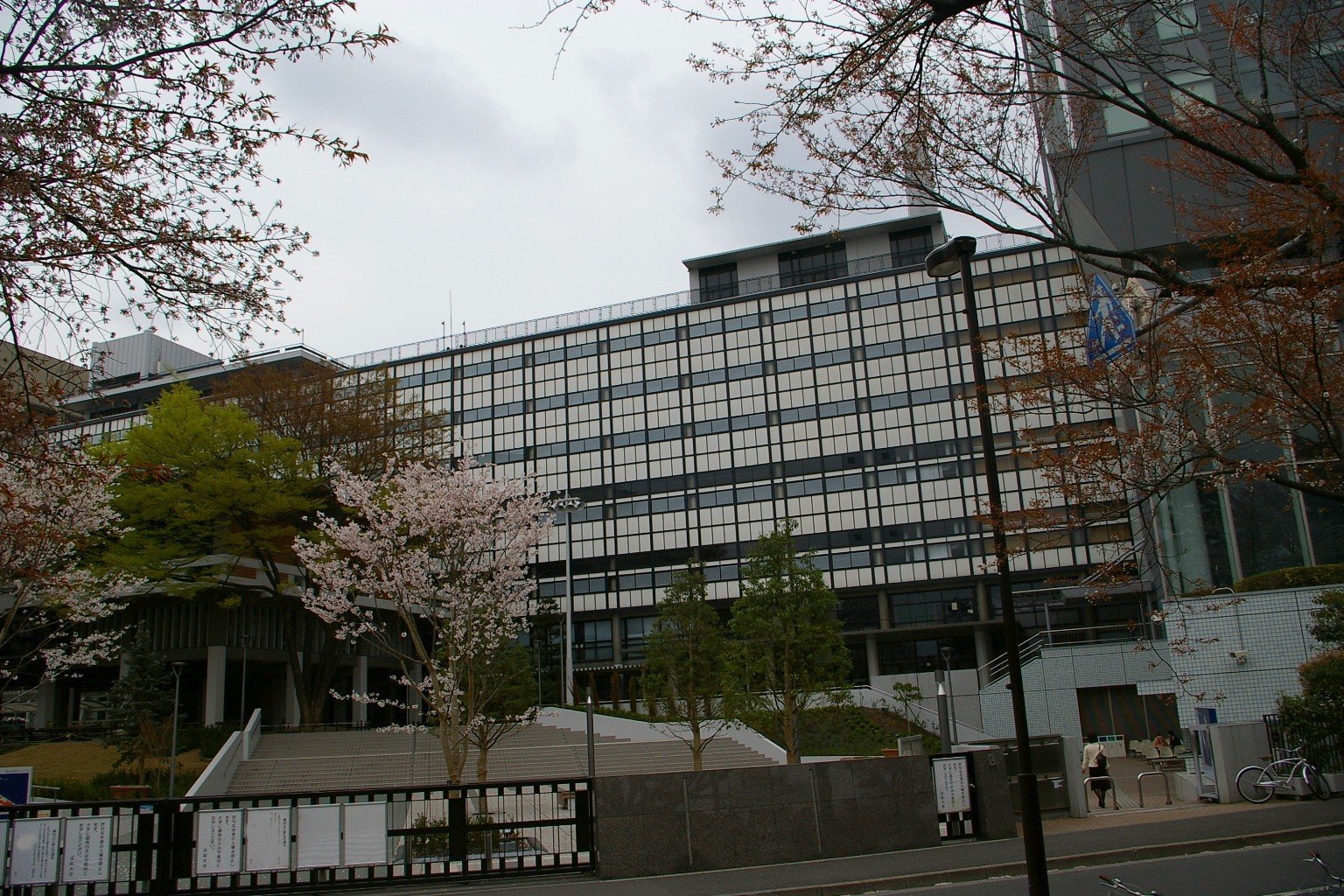
法政大学55年館 / 1955
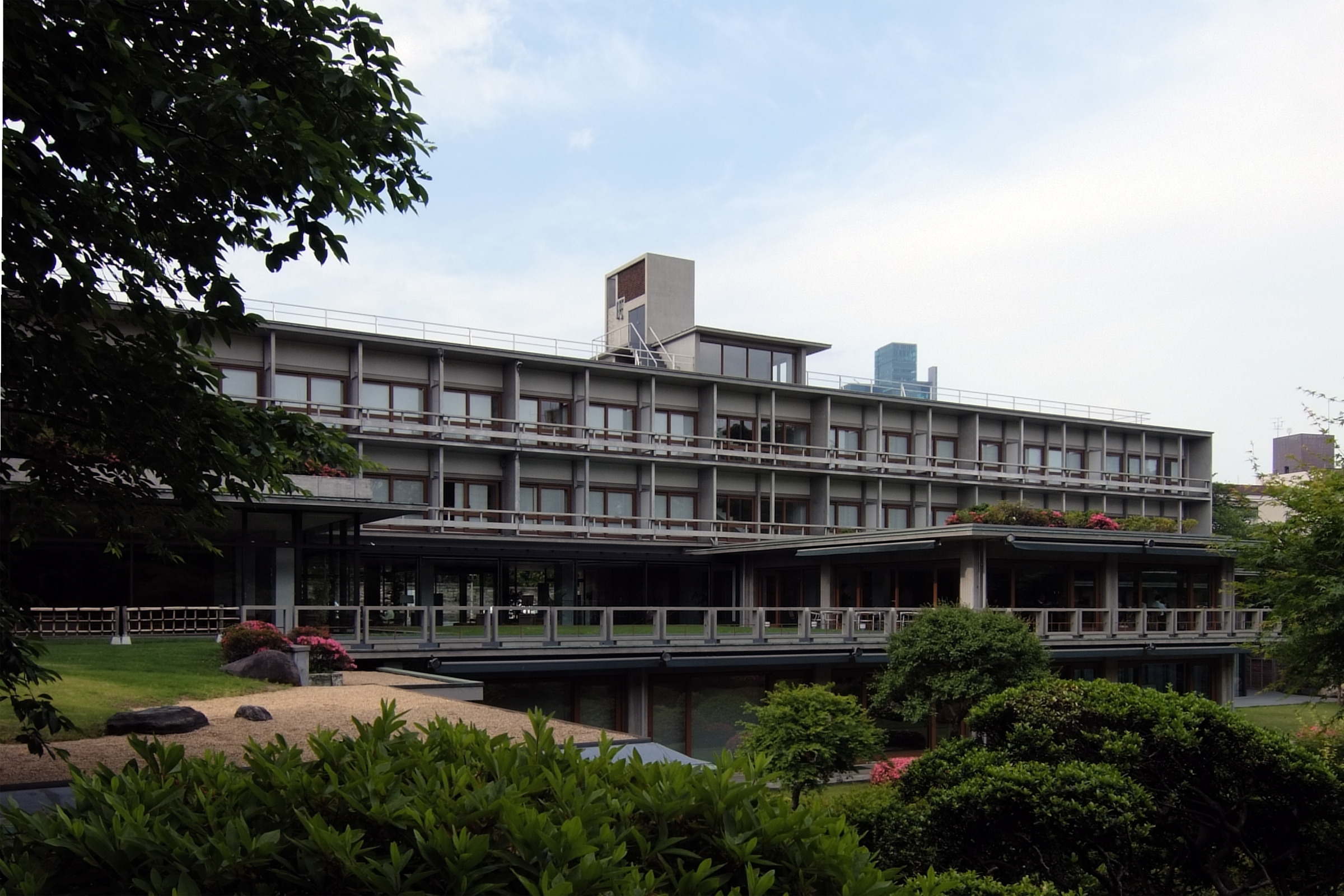
国際文化会館 / 1955
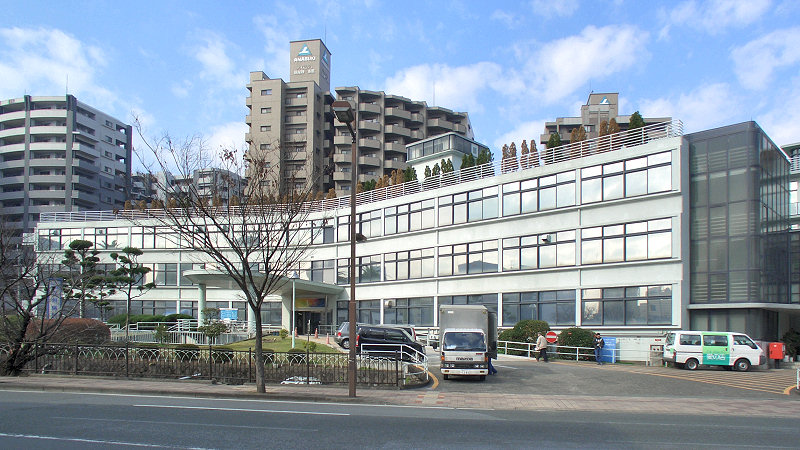
熊本逓信病院 / 1956
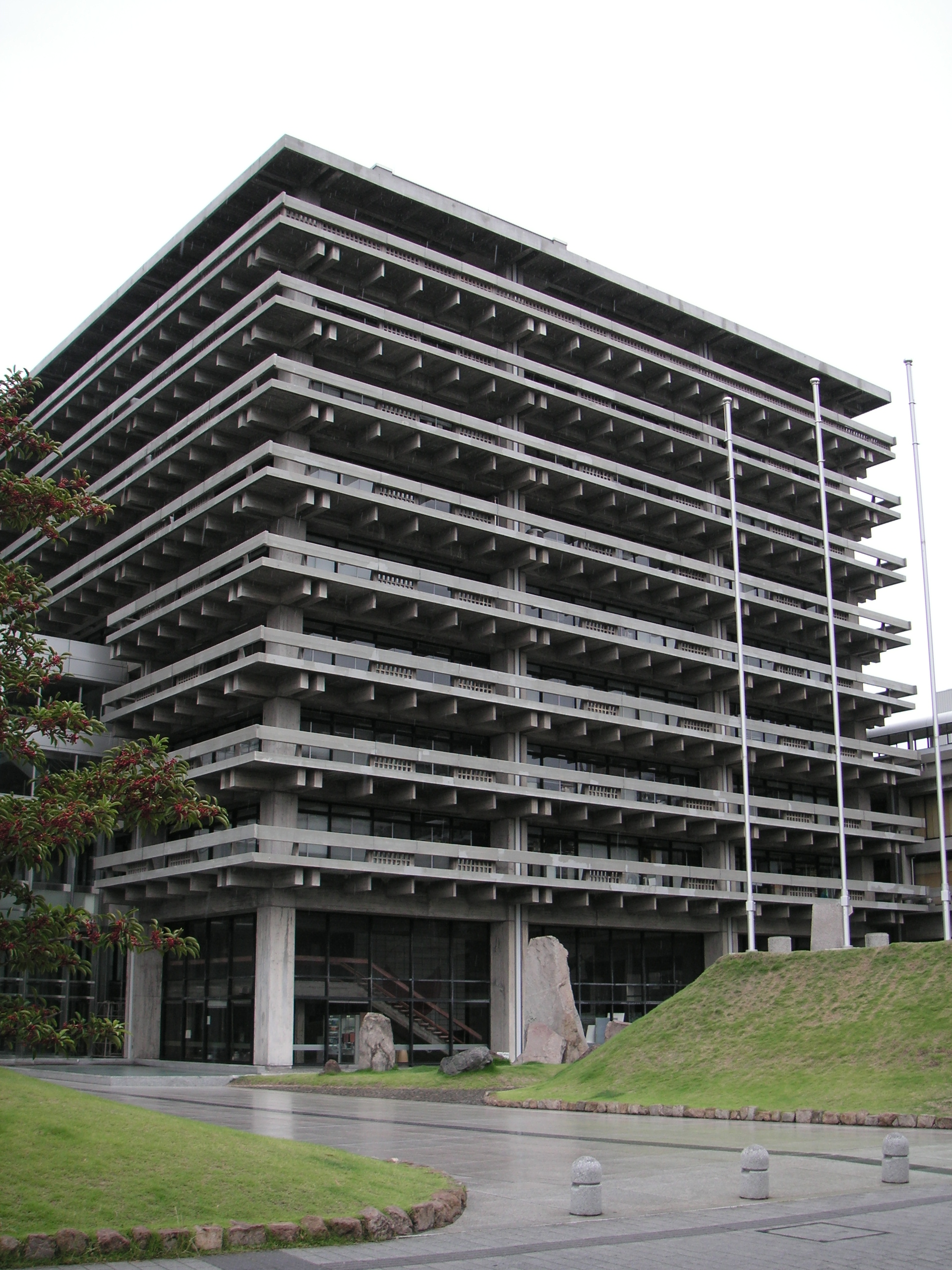
香川県庁舎東館 / 1958
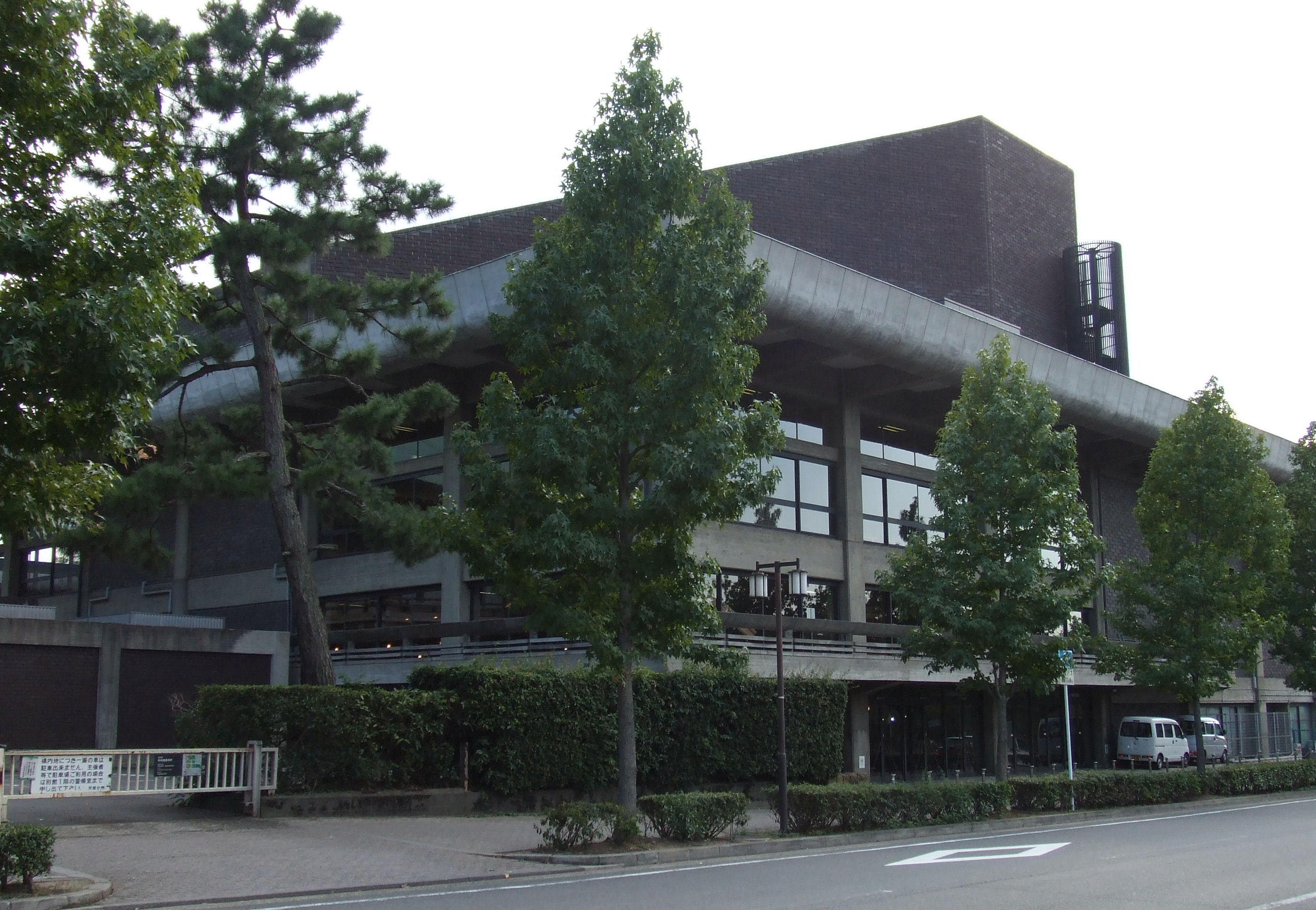
京都会館 / 1960
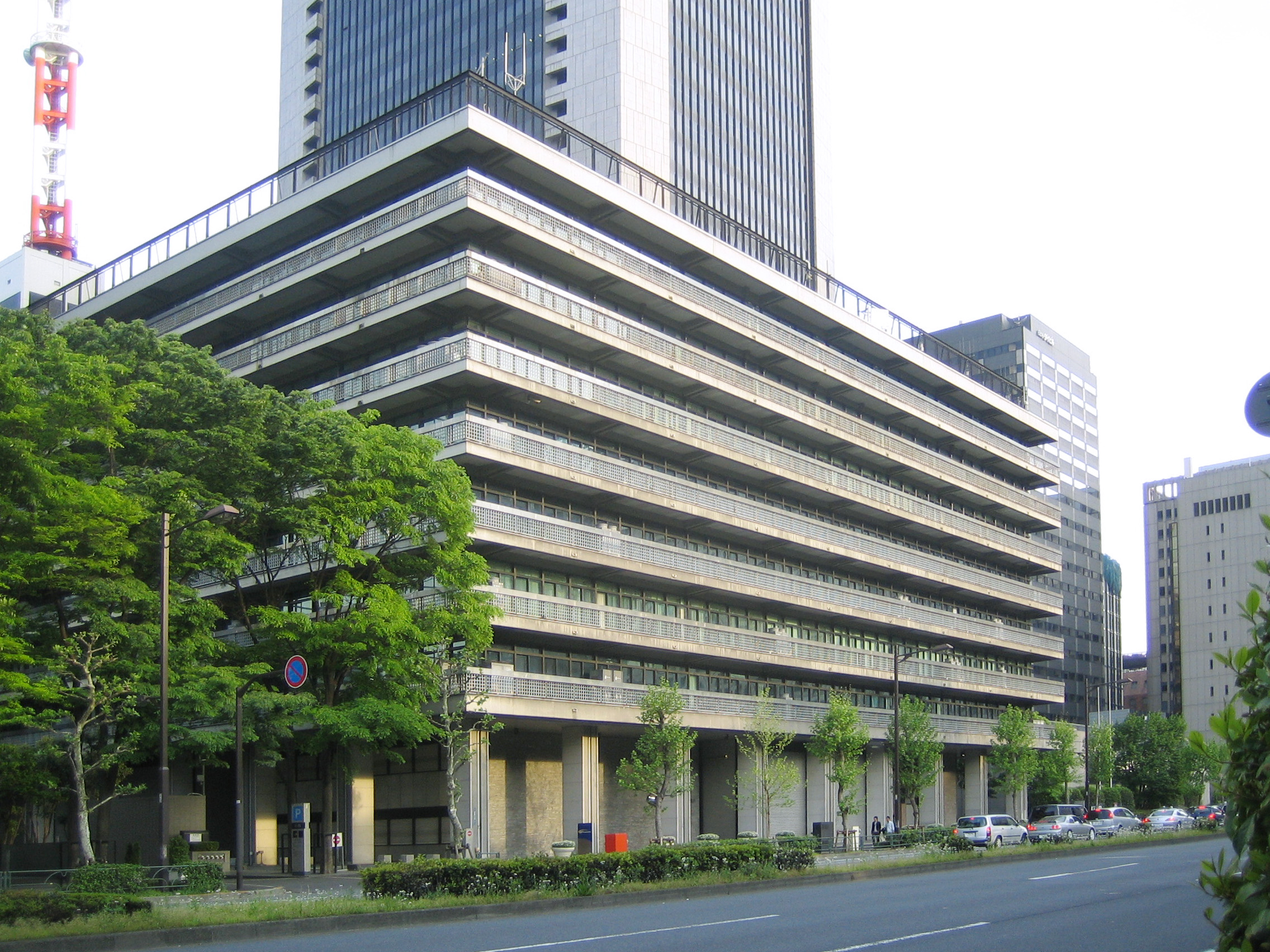
日比谷電電ビル / 1961
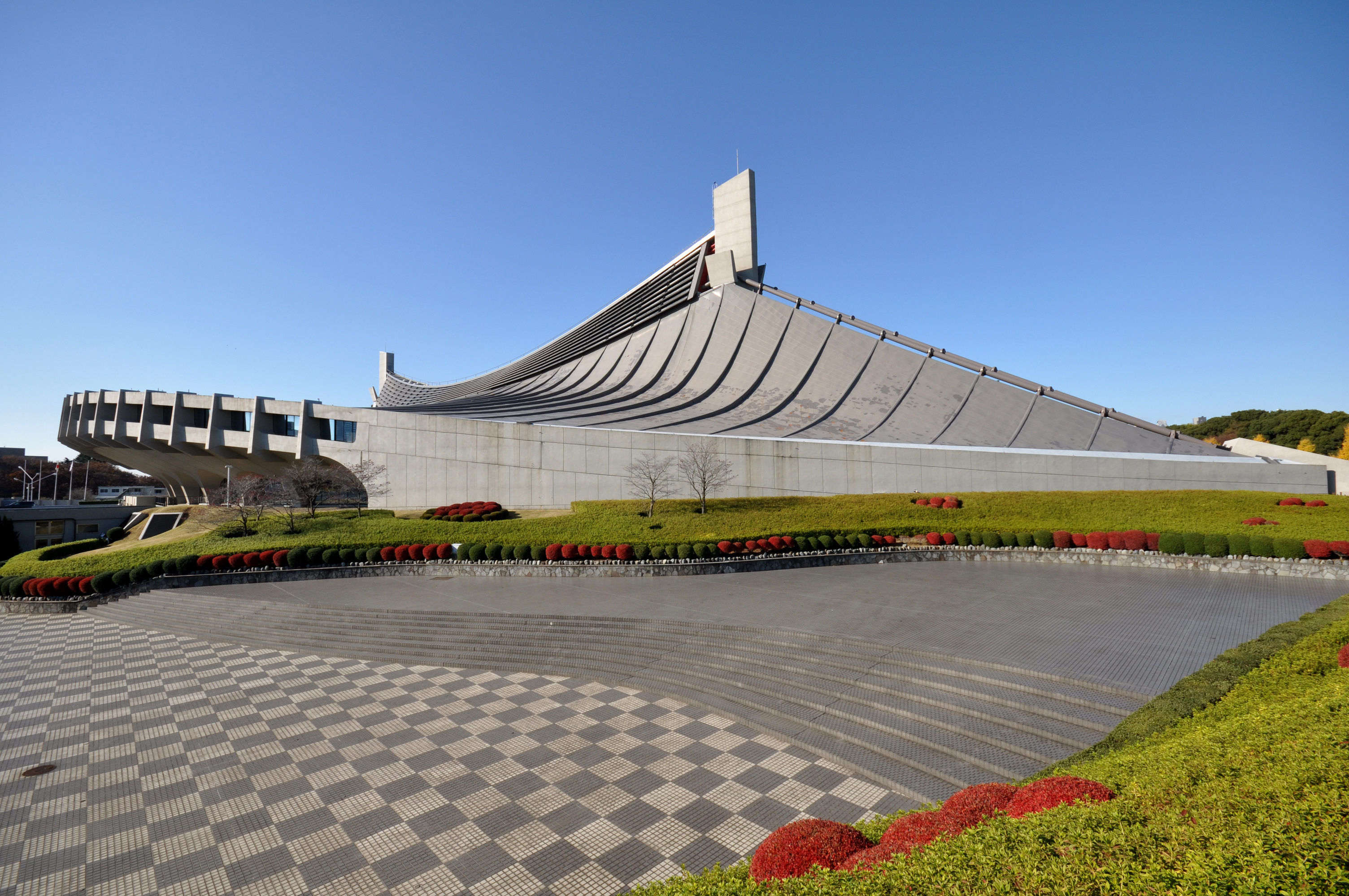
国立代々木競技場 / 1964
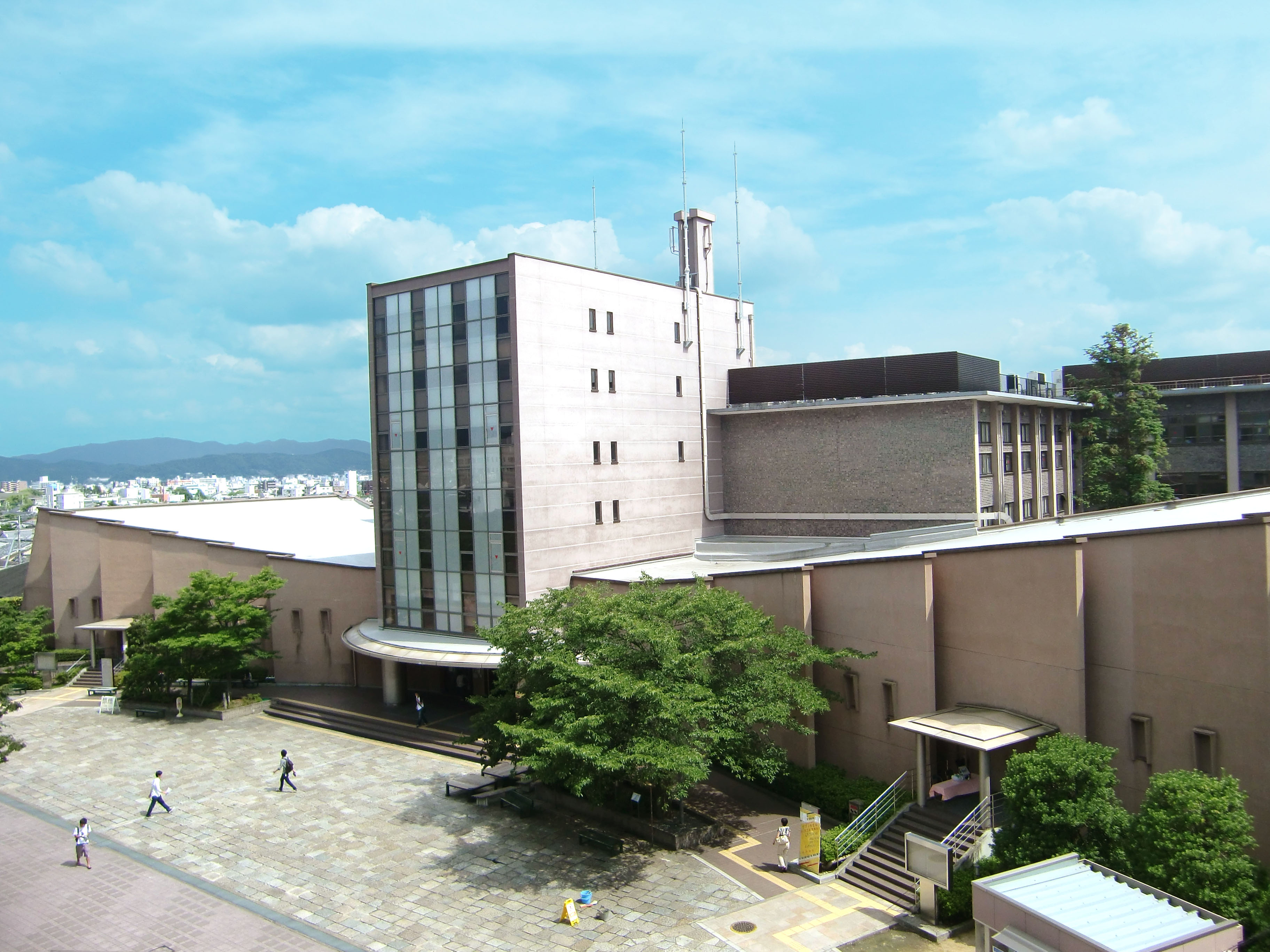
立命館大学以学館 / 1965

## 補足
モダニズム建築（近代主義建築）は、普遍性・国際性を主張するが、いうまでもなくその表現には幅があり、「まったく同じ様式が世界中に普及した」訳ではない。
モダニズム建築は20世紀になって突然生まれたものではない。建築を理念によって支えるという点は新古典主義建築において萌芽したものであるし、要求に則した建築を機能的に設計するというプロセスは、用途や要求などの諸要素に対応して様々な様式を採用するという19世紀の歴史主義建築の手法においてもみられる現象である。むしろモダニズム建築は、それまでの建築思想を拡張し、再構成することによって成立したと言える。
単に装飾を省略するだけではモダニズム建築は成立しない。18世紀後期に相対化された歴史的様式の代わりに、普遍的な「空間」の概念が導入されている。

## モダニズム以降

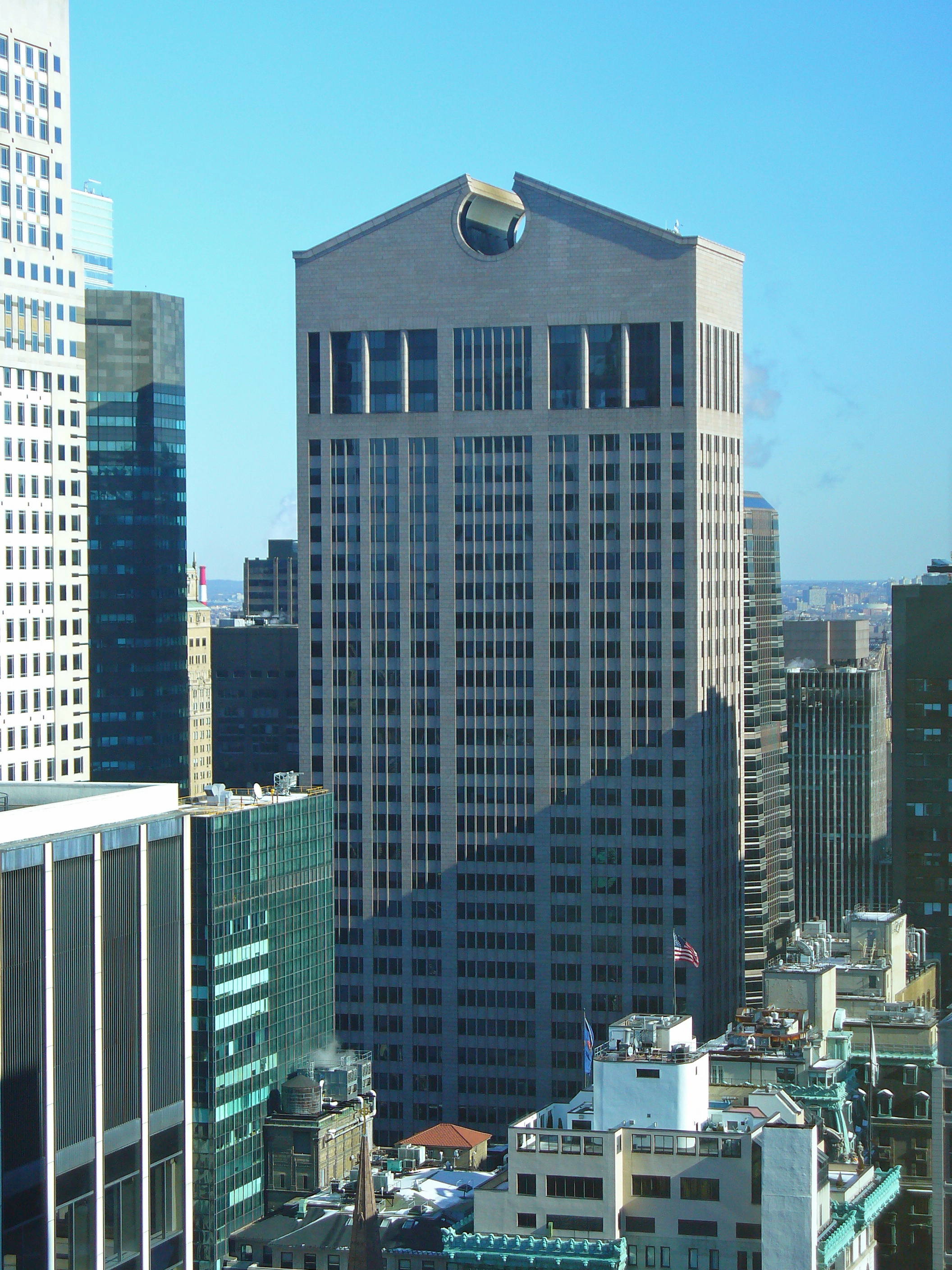
AT&Tビル / フィリップ・ジョンソン設計

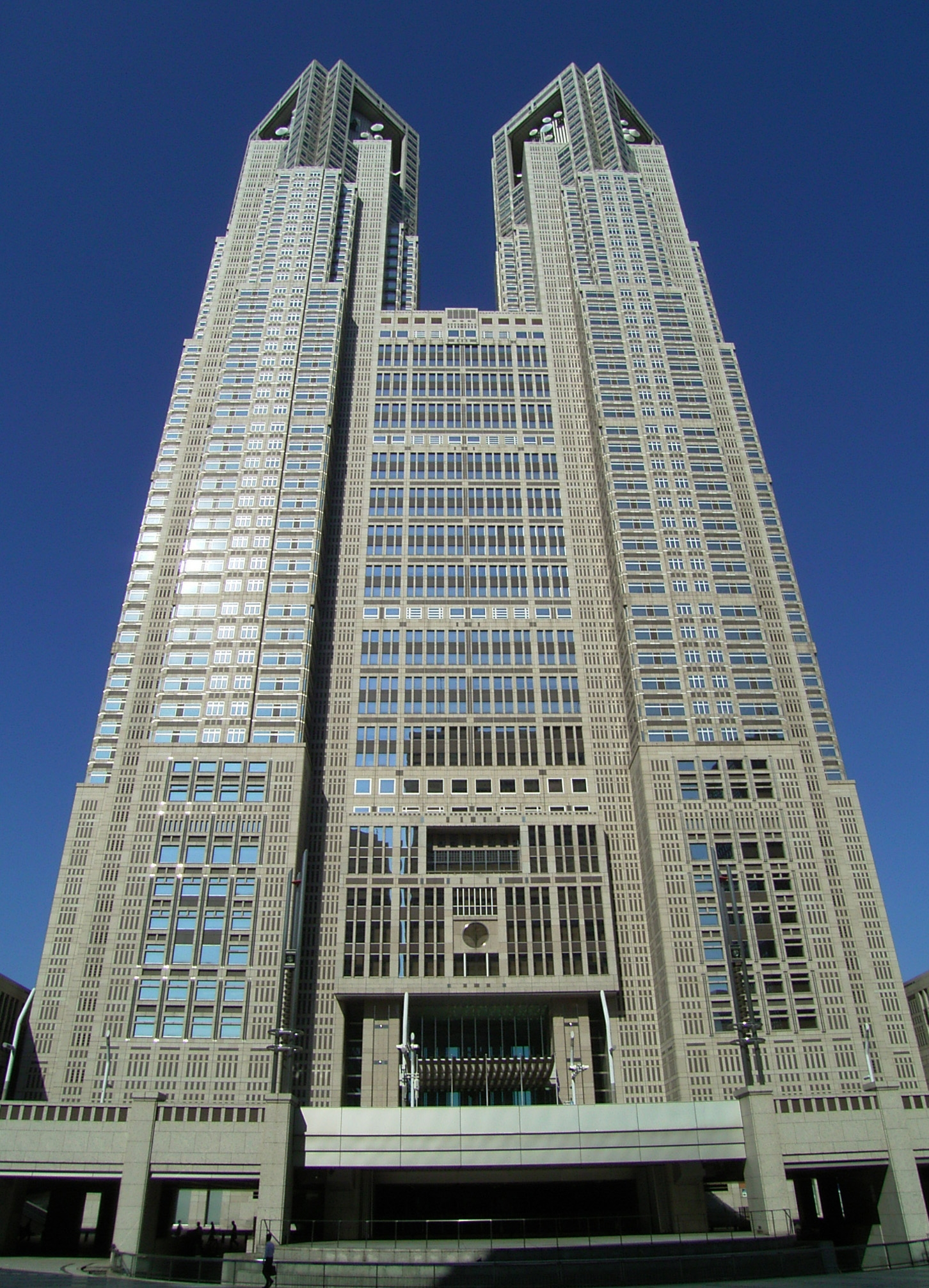
東京都庁舎 / 丹下健三設計

モダニズム建築の理念が普及し、白い箱のような装飾の無い建物や高層ビルの並ぶ街並みが生れたが、こうした都市・建築は合理性・機能性を重視するあまり、味気なくなってしまったのではないか、という批判が起こり、都市の魅力や景観、歴史、風土の破壊者とされるようになってしまった。
1960年代後半頃よりモダニズム運動は退潮に向かい、1972年にはロバート・ヴェンチューリらが著書『ラスベガス』（Learning from Las Vegas）を出版し、モダニズムの理想は一般の人々のためには高尚過ぎると批判、むしろ猥雑で張りぼてのようなラスベガスや全米のロードサイドなどの日常的風景などを観察してその建築的シンボルを学ぶべきだと提唱、論議を呼んだ。
日本では坂口安吾が『日本文化私観』において伝統建築も批判したうえでブルーノ・タウトを批判、工場のような「俗悪」な建築の美を主張していたほか、1970年の大阪万博では縄文美術に影響を受けた岡本太郎が太陽の塔を作った。
「近代建築の失敗」の象徴とされたのが、ミズーリ州セントルイスのプルーイット・アイゴー団地（ミノル・ヤマサキ設計、1954年）であった。これはスラムを一掃した後の23haの敷地に建設された高層の集合住宅団地であるが、低予算で建設されたこと、低所得者層が主に住んだことなどで次第にスラムと化し、犯罪の巣窟となってしまった。荒廃のため1972年に取壊されたが、その爆破シーンはモダニズムの終焉を象徴するものと受け止められた。
モダニズムを乗り越えようとするポスト・モダニズム（ポストモダン）が提唱され、モダニズム建築によって否定された装飾や象徴性の復権などが唱えられた（参考：チャールズ・ジェンクス『ポスト・モダニズムの建築言語』1978年）。かつてモダニズム建築の旗手であったフィリップ・ジョンソンのAT&Tビル（古代ギリシアの神殿建築に由来するペディメント=三角破風を持つ）や、磯崎新のつくばセンタービル（マニエリスムなどの歴史的な要素を引用）、丹下健三の東京都庁舎（ゴシック教会堂の形態を思わせる）も、ポストモダンの作例とされる。
ただ、ポストモダンの動きには建築構造の工夫や素材の研究など、建築や空間を改善・改革する実質的・実験的な要素がなく、一時の流行の感も強い。
ポストモダン建築の流行が去ると、新素材の利用やコンピュータを使った構造計算による大胆なフォルムが可能になることでモダニズムの見直しも進み、ネオモダニズム建築が一時代を築いた。代表的な人物にはフランク・ゲーリー、ザハ・ハディド、レム・コールハース、ノーマン・フォスターなどがいる。一方でこれも2008年のリーマン・ショックの大打撃を受けており、次の建築様式への模索は続いている。

## モダニズム建築の評価
かつての「モダニズム建築の旗手」たちが設計した建築は既に築後数十年が経過して老朽化が進み、今日の目から見ればさすがに時代性を感じさせており、機能的にも不十分な点が見られるほか、一般への理解のされにくさからデベロッパーや自治体にとってもさほど「売り」にならず、解体される事が多い。21世紀に入り丸の内周辺の初期モダニズム建築が次々解体されるも大衆的関心を集めない一方で、非モダニズムの東京駅駅舎が復元され大衆的な支持も受けたことはモダニズムの敗北と受け止められた。
保存を望む声もある一方、更新を続ける社会の耐久消費財として作られたのだから安易な保存は不要とする馬場璋造のような意見もある。また、都城市民会館解体問題の際にその設計者の菊竹清訓は、単純な保存ではなく大屋根をガラスに置き換えることを提案した。